# Geschichte Italiens
Die Geschichte Italiens umfasst die Entwicklungen auf dem Gebiet der Italienischen Republik von der Urgeschichte bis zur Gegenwart. Sie lässt sich 1,3 bis 1,7 Millionen Jahre zurückverfolgen, wobei der moderne Mensch vor etwa 43.000 bis 45.000 Jahren in Italien auftrat und noch mehrere Jahrtausende neben dem Neandertaler lebte. Bis ins 6. Jahrtausend v. Chr. bildeten Jagd, Fischfang und Sammeln die Grundlagen seiner Existenz. Etwa 6100 v. Chr. brachten erste Gruppen von außerhalb der Apenninhalbinsel – wohl über See aus Südanatolien und dem Nahen Osten – die Landwirtschaft mit; die Jäger und Sammler verschwanden. Im 2. Jahrtausend v. Chr. setzte eine Entwicklung ein, die aus den Dörfern frühe stadtähnliche Siedlungen machte. Die Gesellschaften wiesen um diese Zeit erstmals deutliche Spuren von Hierarchien auf.

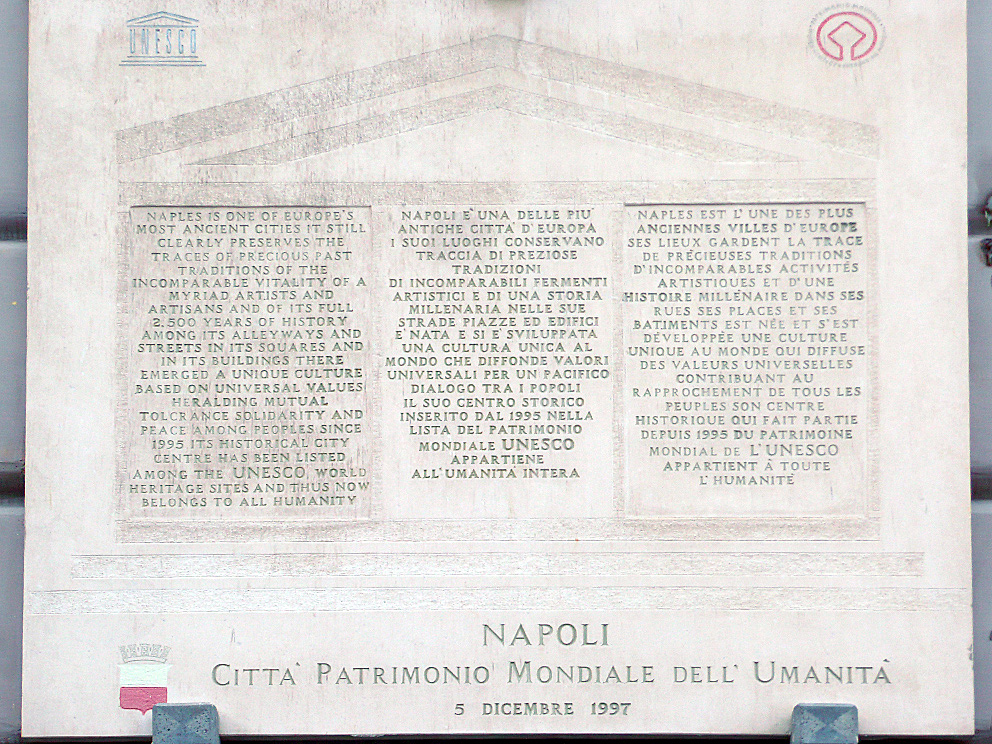
Tafel der UNESCO zur Bezeichnung als Weltkulturerbe, hier Neapel. Die mehr als 50 in Italien befindlichen Stätten reichen von einzelnen Gebäuden über ganze Kernstädte bis zu thematisch übergreifenden Gruppen wie den Felsbildern des Valcamonica, prähistorischen Pfahlbauten, den mit der Herrschaft der Langobarden verbundenen Orten oder einer Gruppe spätbarocker Städte.

Die durch Schriftquellen belegte Geschichte Italiens beginnt erst nach der Besiedlung durch italische Völker. Neben ihnen erlebte die Kultur der Etrusker, deren Herkunft ungeklärt ist, um 600 v. Chr. ihre Blütezeit. Im 8. Jahrhundert v. Chr. hatte die griechische Kolonisation des süditalienischen Festlandes und Siziliens begonnen, an der Westküste der Insel siedelten Phönizier. Diese Kolonien gehörten später zu Karthago. Die meisten Gebiete Norditaliens wurden von Galliern besiedelt.
Ab dem 4. Jahrhundert v. Chr. setzte die Expansion Roms ein, 146 v. Chr. wurden Korinth und Karthago zerstört, die Eroberung des Mittelmeerraums, später auch von Teilen Mittel- und Nordeuropas brachte kulturelle Einflüsse und Menschen aus dem gesamten Reich und den angrenzenden Gebieten nach Italien. Die Halbinsel bildete das Zentrum des Römischen Reiches und blieb es mit Einschränkungen bis zum Untergang Westroms um 476. Dabei verwandelte sich die agrarische Wirtschaftsbasis, die anfangs aus Bauern bestanden hatte, zu einem System weiträumiger Latifundien auf der Basis von Sklavenarbeit. Ein dichtes Straßennetz verband die expandierenden Städte, dank dessen der Warenaustausch, aber auch die Abhängigkeit von externen Gütern, wie Weizen und Olivenöl aus Nordafrika, anwuchsen. In der Spätantike erschienen neben der Sklaverei und den freien Bauern auf dem Land Formen der Bindung an den Boden, wie das Kolonat, wenngleich noch um 500 zwischen freien und unfreien Kolonen unterschieden wurde (Kolonenedikt des Anastasius). Im 4. Jahrhundert wurde das Christentum als Staatsreligion durchgesetzt.
Ab dem 5. Jahrhundert kam Italien unter die Herrschaft germanischer Stämme, die Bevölkerung ging bis um 650 drastisch zurück, kurzzeitig eroberte Ostrom im 6. Jahrhundert das ehemalige Kerngebiet des Reiches. Die Städte schrumpften drastisch, das Straßensystem verfiel, fast nur der Handel über die Gewässer bestand fort. Im 8. Jahrhundert wurde der von den Langobarden etwa zwei Jahrhunderte lang beherrschte Norden dem Frankenreich angegliedert, später dem Heiligen Römischen Reich, während im Süden Araber und Byzantiner herrschten, ab dem 11. Jahrhundert Normannen. In den meisten Regionen setzte sich im Frühmittelalter der Feudalismus durch, dessen Zusammenhänge mit dem spätrömischen Kolonat äußerst komplex sind. Die oberitalienischen Kommunen, die sich etwa im Lombardenbund zusammenfanden, konnten sich im 12. und 13. Jahrhundert vom Einfluss des Reichs lösen und eigene Territorien errichten. Von dieser Vielzahl an Territorien waren die bedeutendsten Mailand, die Seemächte Genua und Venedig, Florenz und Rom sowie der Süden Italiens, der teils französisch, teils spanisch war. Eine zentrale Rolle spielte die Tatsache, dass der Bischof von Rom zum Papst der westlichen Kirche aufstieg, es 1054 zur Trennung von der östlichen Kirche kam und der Papst in langwierige Auseinandersetzungen mit den römisch-deutschen Königen, dann mit dem französischen König Philipp IV. geriet. Letzterer zwang den Papst 1309 ins Exil nach Avignon, das bis 1378 andauerte. Die Rückkehr der Päpste nach Rom beschleunigte den Aufbau des Kirchenstaats in Mittelitalien, der bis 1870 die politischen Entwicklungen auf der Halbinsel erheblich beeinflusste.
Vom 14. bis zum 16. Jahrhundert war Italien das wirtschaftliche und kulturelle Zentrum der Renaissance. Fünf führende Mächte hatten sich herauskristallisiert, wobei der Kirchenstaat eine ganz eigene Rolle spielte. Ab dem späten 15., vor allem aber im 16. und 17. Jahrhundert mischten sich die europäischen Großmächte – Frankreich, Spanien und Österreich – immer wieder in die italienische Politik ein. Sie schotteten dabei in verschiedenem Maße ihre Märkte gegen auswärtige Waren ab. Gleichzeitig übte das Osmanische Reich ab dem späten 14. Jahrhundert starken militärischen Druck insbesondere auf die Republik Venedig aus. Dennoch strahlten die italienischen Kulturmetropolen, allen voran Rom, Florenz und Venedig, weit über Italien und Europa aus.
Nach vier Jahrhunderten der Zersplitterung und Fremdherrschaft wurde die Halbinsel im Zuge der Nationalbewegung des Risorgimento politisch vereint. Der moderne italienische Staat besteht seit 1861, 1866 kamen Venetien und das Friaul hinzu, nach dem Ersten Weltkrieg Julisch Venetien (Triest und Görz), das Trentino und Südtirol. Kolonialkriege führte Italien vor allem in Libyen (1951 unabhängig) und Äthiopien (Schlacht von Adua 1896, Abessinienkrieg 1935/36). Von 1922 bis 1943 regierten die Faschisten unter Benito Mussolini in Italien, in den letzten beiden Kriegsjahren kontrollierten die deutschen Nationalsozialisten weite Teile des Landes, bis dieses von den Alliierten und Partisanengruppen befreit wurde.
1946 entschied sich das italienische Volk für die Abschaffung der Monarchie zugunsten der Republik. Erstmals durften auch Frauen wählen. Seither prägen häufige Regierungswechsel die politische Kultur, bis Anfang der 1990er Jahre unter durchgehender Beteiligung der Democrazia Cristiana. Dabei verweisen bis zum Ende des Kalten Krieges Auseinandersetzungen um den Eurokommunismus, teils militant geführte politische Auseinandersetzungen, der Gegensatz zwischen Nord- und Süditalien, der Einfluss der katholischen Kirche, aber auch Korruption bis in die politischen Führungsgruppen und organisierte Kriminalität auf einige der zentralen Konfliktlinien der Gesellschaft. Der Zusammenbruch des alten Parteiensystems und eine Verfassungsänderung im Zuge der Tangentopoli-Affäre zu Beginn der 1990er Jahre markierte einen politischen Einschnitt und den Übergang zur sogenannten Zweiten Republik.

## Ur- und Frühgeschichte

### Paläolithikum: Jäger, Sammler, Fischer (1,3 Millionen Jahre)

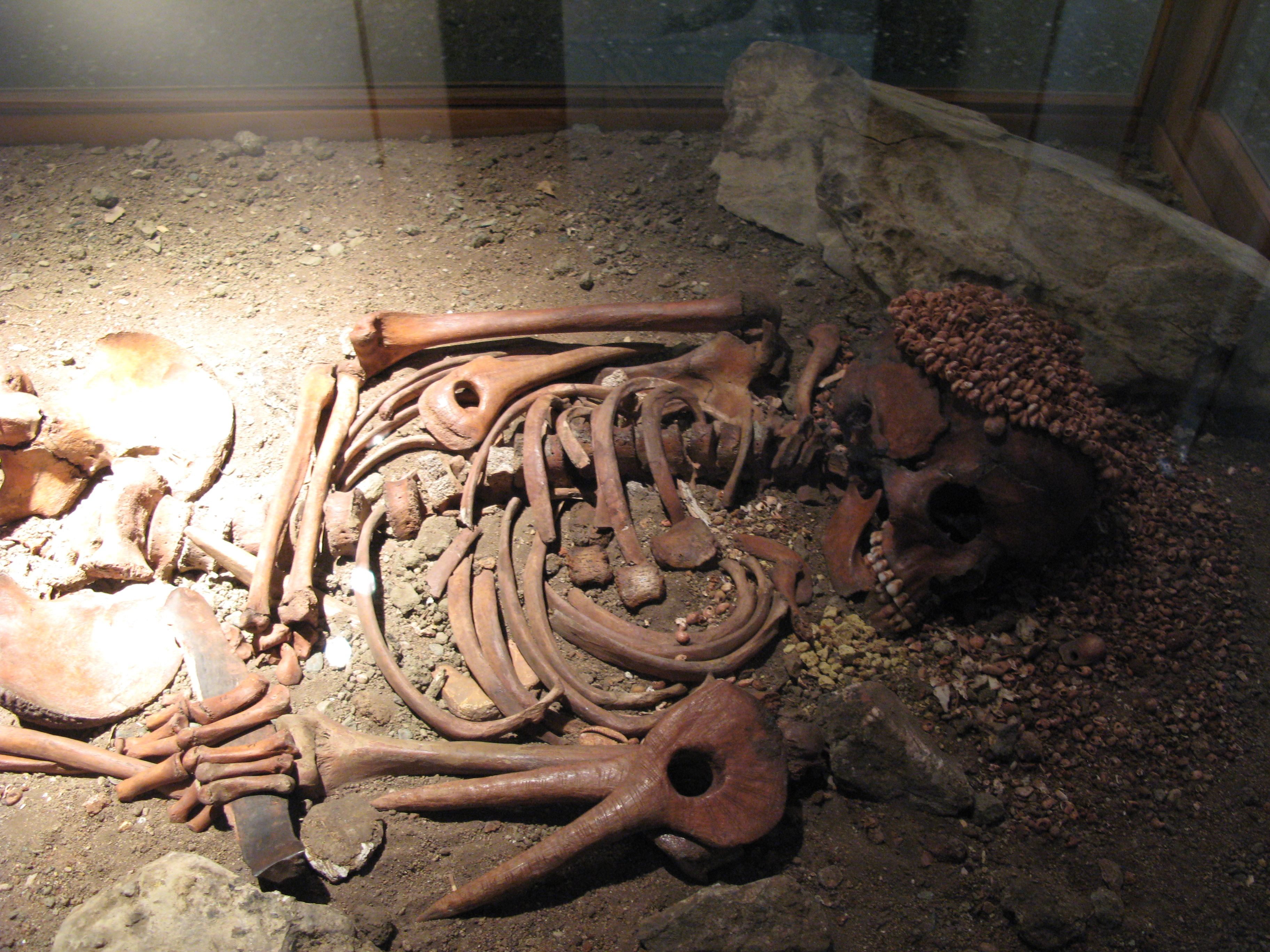
Menschliche Überreste des „Kleinen Prinzen“, der vor etwa 23.000 Jahren in Ligurien beigesetzt wurde. Ihm war ein Pelzumhang beigegeben worden, der aus 400 Vertikalstreifen aus Eichhörnchenfellen bestand. Museo di archeologia ligure von Genua Pegli

Die Ausgrabungen von Pirro Nord in Apulien, wo sich die ältesten menschlichen Spuren Italiens fanden, belegen, dass Jäger und Sammler dort vor 1,3 bis 1,7 Millionen Jahren lebten. Seit etwa 700.000 Jahren ist Italien wohl durchgehend von Menschen bewohnt. Bis ins 6. Jahrtausend v. Chr. bildeten Jagd, Fischfang und Sammeln die Grundlagen der Existenz, wobei sich hüttenartige Strukturen neben Höhlen schon für die Zeit vor 230.000 Jahren nahe der französisch-italienischen Grenze als Wohnstätten nachweisen lassen. Der Gebrauch von Feuer ist seit dieser Zeit archäologisch gesichert nachgewiesen.
Im Mittelpaläolithikum war ganz Italien bewohnt, mit Ausnahme der Inseln Sardinien und Sizilien. Vor 45.000 bis 43.000 Jahren sind erstmals Cro-Magnon-Menschen nachgewiesen. Zwei Zähne aus der Grotta del Cavallo wurden entsprechend datiert und gelten als der älteste Beleg für die Existenz des anatomisch modernen Menschen in Europa. Einige Jahrtausende später verschwand der Neandertaler. Nach dem Ende der Würmeiszeit nahm die Sesshaftigkeit zu, insbesondere an den Küsten, wo Fischfang dominierte. Daneben entstanden in den Hoch- und Mittelgebirgsregionen Hirtenkulturen. Die erste neolithische Kultur Süditaliens war die Cardial- oder Impressokultur, die etwa um 6200 v. Chr. durch Einflüsse aus dem östlichen Mittelmeerraum entstand. Durch Vergleich mit dem Flächenbedarf ähnlicher Gesellschaften ließ sich als grober Näherungswert eine Zahl von 60.000 menschlichen Bewohnern berechnen. Die Männer waren im Schnitt 1,66–1,74 m groß, Frauen 1,50–1,54 m.

### Neolithikum: Landwirtschaft und Dörfer (ab 6100 v. Chr.)
Die ersten Ackerbauern ließen sich zwischen 6100 und 5800 v. Chr. im Süden der Halbinsel nieder. Sie kamen über die griechischen Inseln, vor allem über Kreta, aus Südanatolien und dem Nahen Osten. Im Nordwesten bestanden mesolithische und Keramikkulturen noch um 5500 v. Chr. nebeneinander. Es entstanden verschiedene Dorftypen, Fernhandel bestand etwa mit Obsidian oder mit Beilen. Dabei fehlen im neolithischen Italien Anzeichen für eine Hierarchisierung der Gesellschaft. Die Männer waren kleiner als im Paläo- und im Mesolithikum, und auch später waren sie nie wieder so klein. So konnte festgestellt werden, dass Frauen im Durchschnitt 1,56 m, Männer 1,66 m groß waren.

### Metallzeitalter: autochthone Bevölkerung, Zuwanderung (Etrusker, Griechen, Karthager), Städte (ab 4200 v. Chr.)
Um 4200 v. Chr. wurde in Ligurien als erstes Metall Kupfer verarbeitet; die Bronzezeit setzte im späten 3. Jahrtausend v. Chr. ein. Es entstanden erstmals proto-urbane Strukturen, in Kampanien fand sich eine solche „Stadt“ bei Poggiomarino, die vom 17. bis zum 7. Jahrhundert v. Chr. bestand. Diese „Bronzemetropole“ kam anscheinend ohne Verteidigungsanlagen aus.
In der Bronzezeit (ca. 2300/2200–950 v. Chr.) sind zahlreiche Kulturen erkennbar, deren Zuordnung zu den Völkern, die in den frühesten Schriftquellen auftauchen, nicht immer gesichert ist. Um 1500 v. Chr. kam es zudem erneut zu starken Zuwanderungen, die Dörfer wurden verstärkt befestigt. Funde wie im sizilianischen La Muculufa (bei Butera) belegen Weinanbau. Die Eisenzeit, gelegentlich auch die späte Bronzezeit, gilt als Formatierungsphase der Stämme, die in den schriftlichen Quellen erscheinen. Auf zunehmende Macht einer Kriegerelite deutet die größere Menge an Waffenbeigaben hin. Zugleich wird ein weiträumiger Fernhandel bis in den östlichen Mittelmeerraum erkennbar. Etrusker und Griechen eroberten auf Städten basierende, zusammenhängende Herrschaftsgebiete, eine Entwicklung, die bald ganz Italien erfasste und die in der Herrschaft Roms gipfelte.

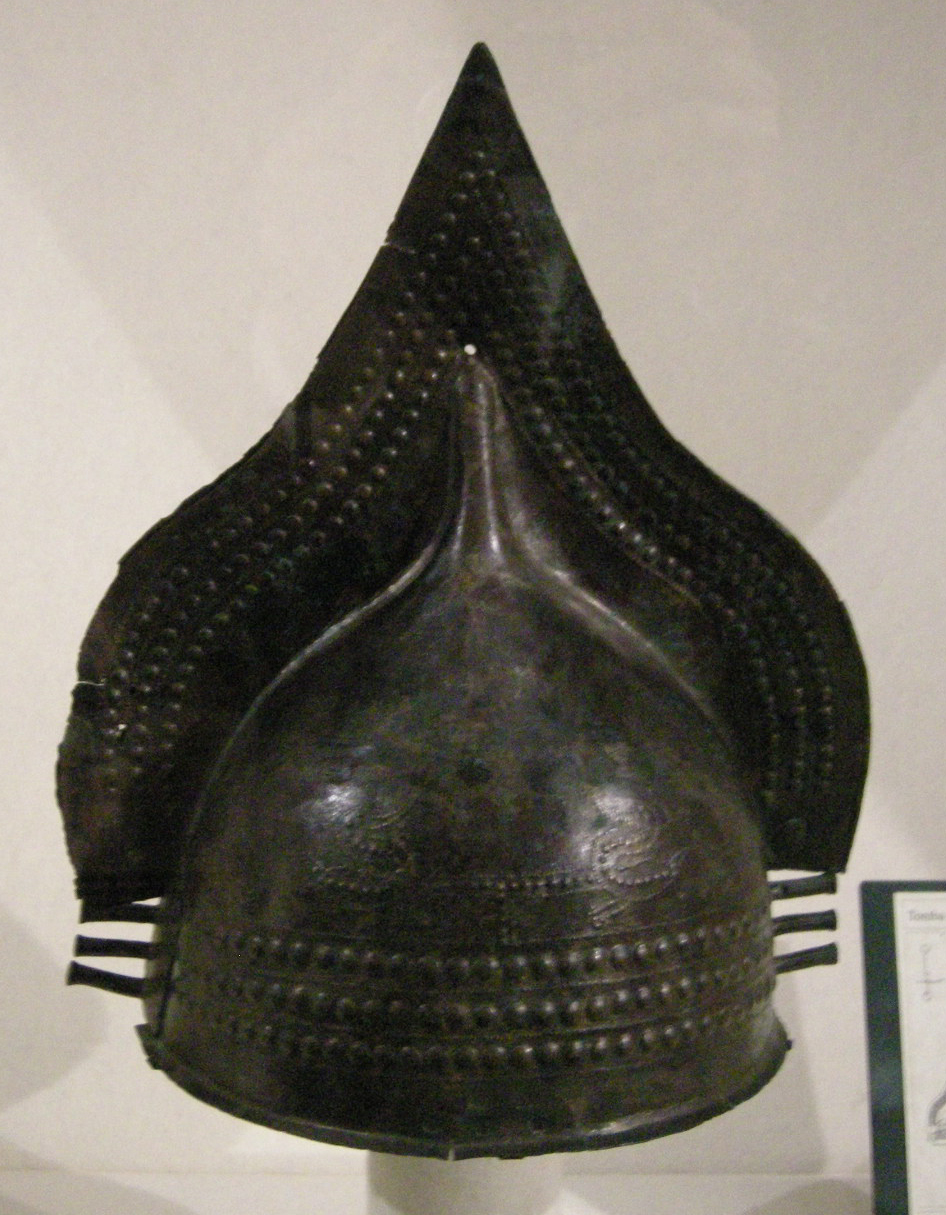
Typischer Villanova-Helm aus der römischen Frühzeit, Museo Etrusco Guarnacci in Volterra

In Oberitalien lebten im 5. Jahrhundert v. Chr. die gerade eingewanderten Kelten (lateinisch Galli), dann Lepontier und Ligurer, im Nordosten Veneter. Mittelitalien war von Umbrern (im heutigen Umbrien); Latinern, Sabinern, Faliskern, Volskern und Aequern (im heutigen Latium) und Picenern (Marken und nördliche Abruzzen) bewohnt. Im Süden waren Samniten (südliche Abruzzen, Molise und Kampanien) ansässig; Japyger und Messapier in Apulien; Lukanier und Bruttii. Die Sikeler besiedelten den Ostteil Siziliens. Viele dieser Völker waren indoeuropäischen Ursprungs, einige galten als Aborigines.
Die Etrusker in Mittelitalien waren keine Indoeuropäer, möglicherweise die Sikaner auf Sizilien ebenfalls nicht. Auf Sardinien lebten Sarden, die eventuell den Scherden in ägyptischen Quellen entsprechen.
Ab dem 8. Jahrhundert v. Chr. begann die griechische Kolonisation Süditaliens. Dabei wurden zahlreiche Städte sowohl auf dem Festland (darunter Taras, Kyme, Metapontion, Sybaris, Kroton, Rhegion, Paestum und Neapel) als auch auf Sizilien (Naxos, Zankle und Syrakus) gegründet. Die griechisch besiedelten Gebiete wurden als Magna Graecia (Großgriechenland) bezeichnet. Ein Überbleibsel ist das noch heute gesprochene Griko.
Die Karthager, die sich zu einer bedeutenden See- und Handelsmacht entwickelt hatten, gründeten neben Kolonien auf Sizilien auch solche auf Sardinien. Sie gerieten während des 6. und 5. Jahrhunderts v. Chr. in anhaltende Konflikte mit den griechischen Kolonien, vor allem mit Syrakus. Hingegen standen sie zeitweise mit den Etruskern im Bündnis. Auch mit Rom pflegte es bis 264 v. Chr. ein gutes Verhältnis. Karthago und Rom schlossen um 508 v. Chr. einen ersten Vertrag, 348 und 279 v. Chr. folgten weitere.

## Rom

### Italien im expandierenden Römerreich (4. Jahrhundert v. bis 2. Jahrhundert n. Chr.)

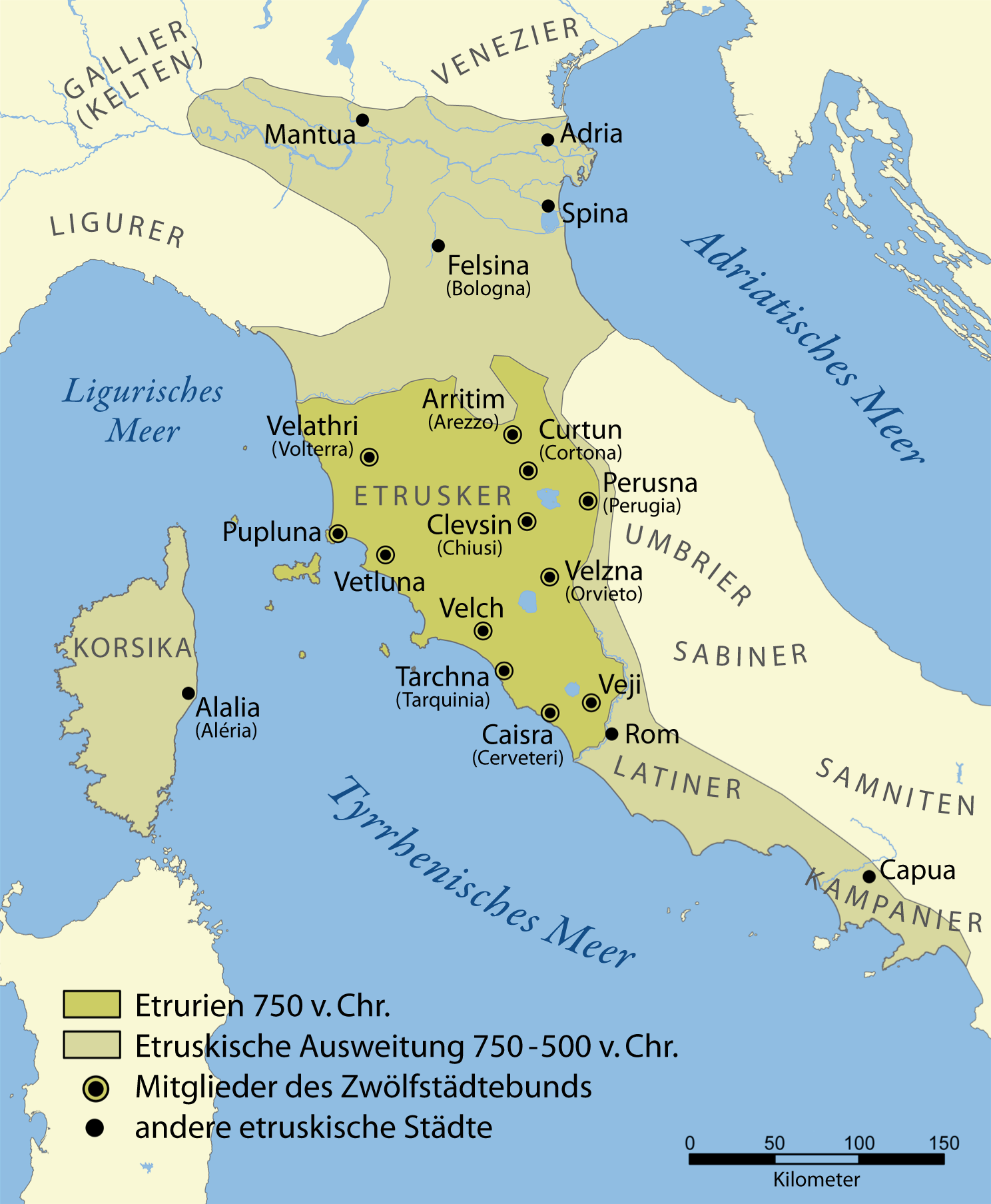
Die etruskischen Gebiete zur Zeit ihrer größten Ausdehnung mit den Städten des Zwölfstädtebunds

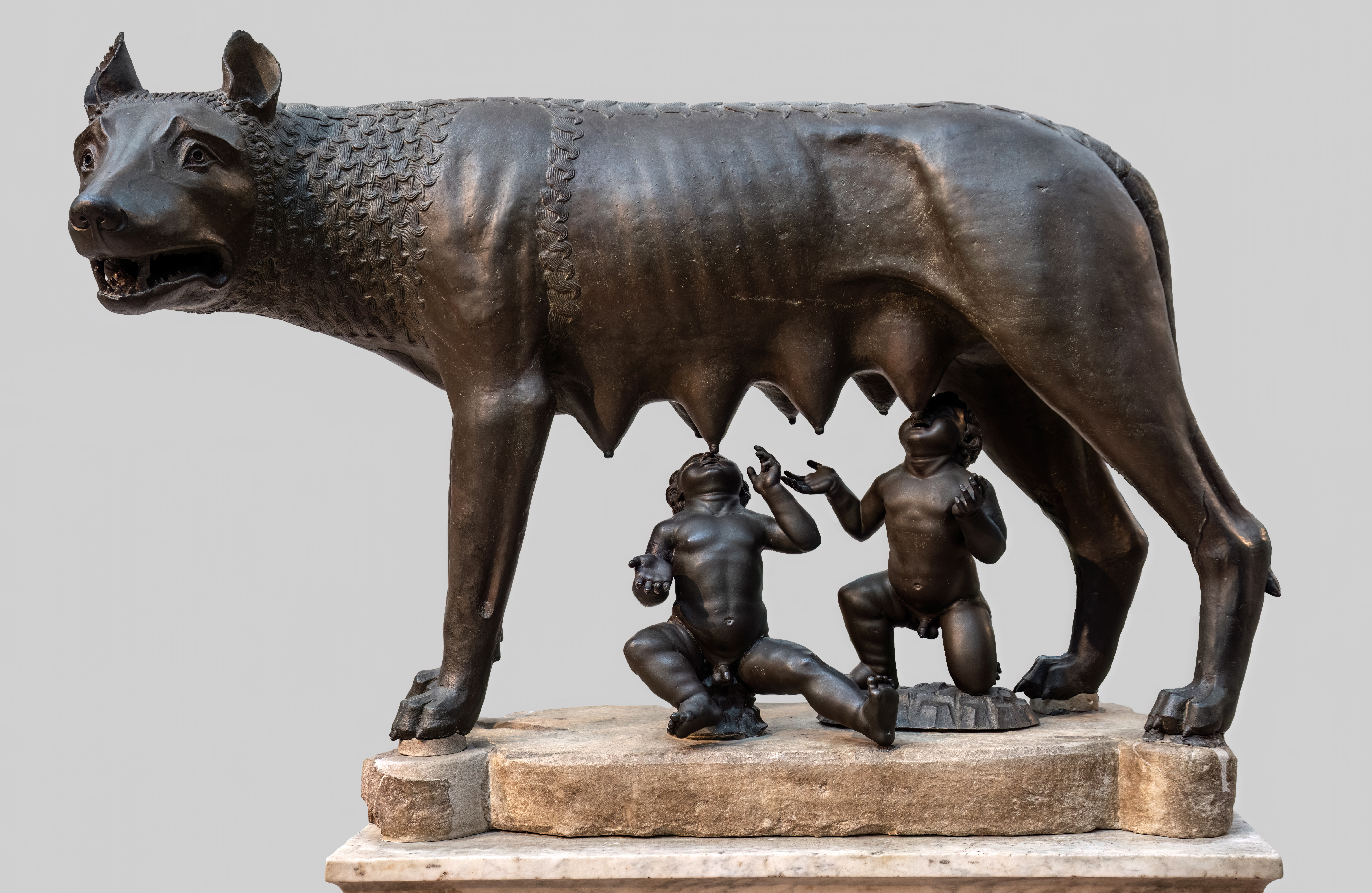
Die Wölfin stillt Romulus und Remus, die sagenhaften Gründer Roms. Die Wölfin stammt aus dem 13. Jahrhundert, die Zwillinge wurden im 15. Jahrhundert hinzugefügt, wie sich 2007 herausstellte.

Der westliche Mittelmeerraum 279 v. Chr.

Rom war im 8. Jahrhundert eine kleine bäuerliche Gemeinde, die aus mehreren Dörfern hervorgegangen war. Der traditionellen Überlieferung nach schüttelte es 509 v. Chr. die Königsherrschaft und die Dominanz der Etrusker ab. In der mythischen Erinnerung hatte die Expansion zunächst im Kampf mit den Sabinern, dann gegen die Stadt Alba Longa begonnen. Auf diese frühe Phase wird die Entstehung der Patrizier und der Plebejer zurückgeführt, ebenso die religiöser Einrichtungen, wie die Priesterschaft der Vestalinnen. Auf den etruskischen König Tarquinius Priscus führten die Römer den Bau der Cloaca Maxima oder des Jupitertempels zurück. Mit dem Ende der Monarchie übernahm der Senat die wichtigste Rolle im entstehenden Staatswesen.
Sein Herrschaftsgebiet dehnte Rom zunächst über Mittelitalien, dann zu einem Imperium über den gesamten Mittelmeerraum aus, um schließlich bis in den Nordseeraum und an den Persischen Golf zu gelangen. Erst nach drei Kriegen (343–341, 327–304 und 298–290 v. Chr.) gelang es, die Samniten zu unterwerfen. Mit dem Sieg über den hellenistischen König von Epirus, Pyrrhos I., im Jahr 275 v. Chr. begann Rom den rein italischen Rahmen zu sprengen und seine Macht weiter auszudehnen.
Diese Expansion überforderte bereits in den beiden ersten Punischen Kriegen, die mit einer Unterbrechung von 264 bis 201 v. Chr. andauerten, die Ressourcen der Stadt, so dass es auf die Hilfe der Verbündeten angewiesen war. Weitere Kriege führte Rom gegen die hellenistischen Reiche im Osten (200 bis 146 v. Chr.), die Gallier Oberitaliens, deren Gebiet 191 v. Chr. zur Provinz Gallia cisalpina wurde, aber auch Gebiete in Südgallien. 175 v. Chr. folgte Ligurien, dann die Griechen Süditaliens sowie die Numider in Nordafrika, nachdem Karthago 146 v. Chr. zerstört worden war. Schließlich folgte die Expansion nach Kleinasien (ab 133 v. Chr.) und auf die Iberische Halbinsel (bis 19 v. Chr.). 58 bis 51 v. Chr. wurde Gallien erobert, die Grenze bis über den Rhein vorgeschoben, schließlich folgte (allerdings erst in der frühen Kaiserzeit) Britannia.
Weder die Zentralisierung auf Rom noch der Macht- und Verwaltungsapparat waren geeignet, einen Flächenstaat dieser Größe zu steuern. Auch die Sozial- und Besitzverhältnisse brachten das Reich vielfach an den Rand des Auseinanderbrechens. Bauern- und Sklavenaufstände (vor allem 135, 104 und 73–71 v. Chr.) waren Folge der grundlegend veränderten Lebensbedingungen und der extremen Ungleichheit in den materiellen und rechtlichen Verhältnissen innerhalb der Gesellschaft. Daneben kam es zu einer Verstärkung des Einflusses hellenistischer Kultur, später auch der Kulturen des Nahen Ostens, die eine Veränderungen abgeneigte, konservative Senatsgruppe als Werteverfall wahrnahm.
Hinzu kam ein weiteres Problem: Der Sieg Roms war nur durch Truppen der Verbündeten möglich. Da Rom jedoch seinen Bundesgenossen die rechtliche Gleichstellung verweigerte, kam es Ende des 2. Jahrhunderts zu Unruhen und 90/89 v. Chr. zum Bundesgenossenkrieg. Trotz ihrer Niederlage erhielten die Gemeinden Italiens das römische Bürgerrecht, 42 v. Chr. erhielten dieses Recht auch die bis dahin ausgeschlossenen Städte der Po-Ebene. Mit dem Zensus von 29/28 v. Chr. wurden schließlich alle Italiker in die Bürgerlisten eingetragen. Damit wurde Italien zu einem einheitlichen, gegenüber dem übrigen Reich bevorzugten Rechtsraum. Dieser Zustand hielt bis 212 n. Chr. an, als allen Bürgern des Reiches das römische Bürgerrecht mit den daran hängenden Pflichten verliehen wurde. Zudem war Italien, insbesondere Rom, ein Wirtschaftsraum, auf den fast alle Provinzen ausgerichtet waren. Zugleich musste es immer weniger die Lasten der Verteidigung des Riesenreichs tragen.
Bis zur Herrschaft des Augustus litt Italien jedoch unter schweren Machtkämpfen, die mit dem Kampf zwischen Sulla und Marius begannen, und denen soziale Auseinandersetzungen vorangegangen waren, die mit den Gracchischen Reformen verbunden sind. Sie reichten ins frühe 5. Jahrhundert zurück, als das Amt des Volkstribuns geschaffen wurde. Diese Bürgerkriege fanden einen weiteren Höhepunkt mit den Kämpfen, aus denen zunächst Gaius Iulius Caesar, dann Augustus als Sieger hervorgingen.

### Pax Romana, Verwaltung und Wirtschaft (1. bis 2. Jahrhundert)

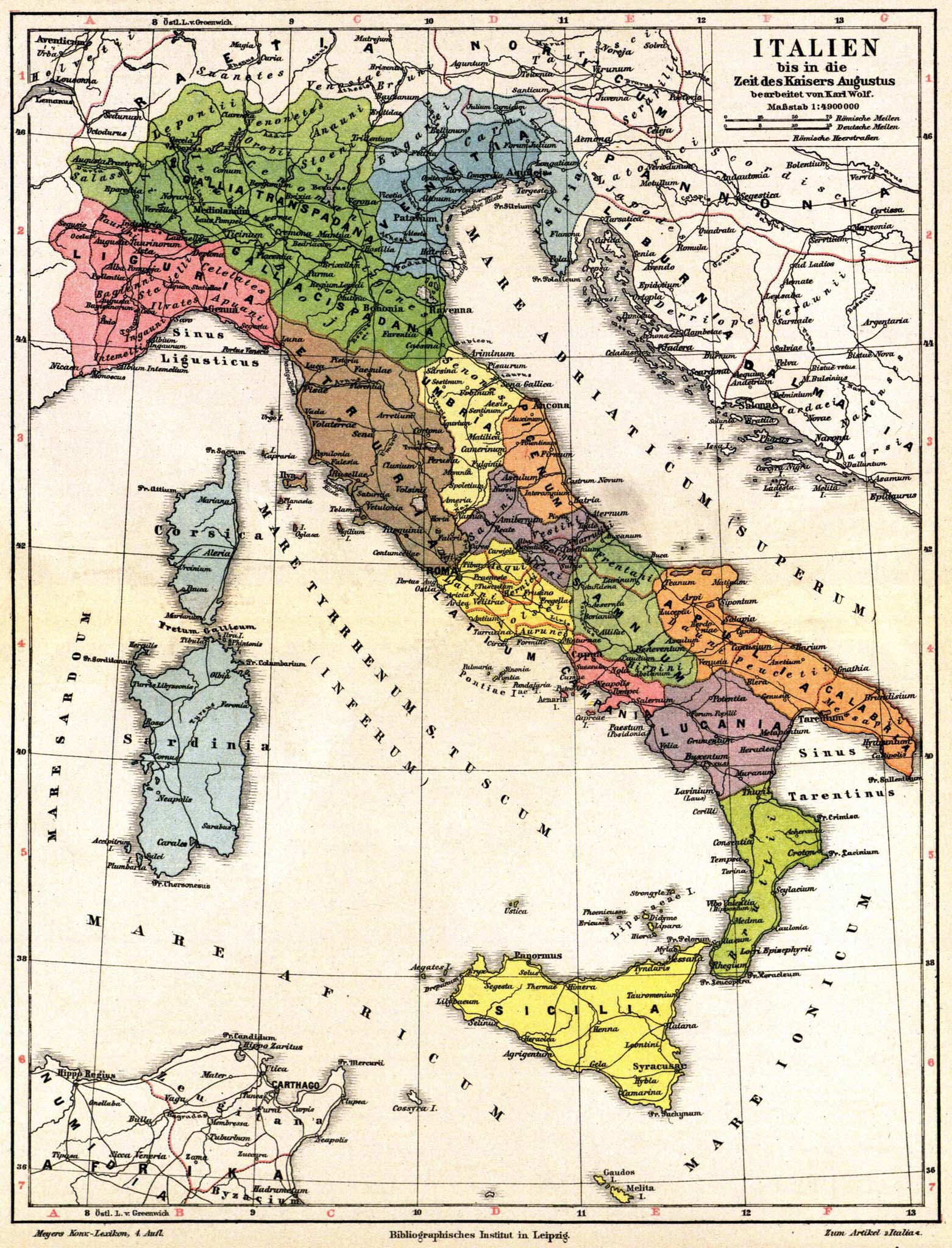
Die von Augustus durchgesetzte Einteilung Italias in elf Regionen.

Die sich anschließende lange Friedensphase (Pax Romana) in Italien ließ Wirtschaft, Künste und Kultur aufblühen. Die Bevölkerungsdichte sollte erst Jahrhunderte später wieder erreicht werden. Die Errungenschaften Roms im Bereich Recht, Verwaltung und Kunst haben die westliche Zivilisation zutiefst geprägt.
Die unzureichend gewordene Organisation von Verwaltung und Militär wurde von den frühen Kaisern grundlegend geändert. Augustus teilte Italien in elf Regionen auf. Die republikanischen Institutionen wurden formal überwiegend wieder eingesetzt, doch blieben sie weitgehend von seinen Entscheidungen abhängig und veränderten ihren Charakter zu einer administrativen Tätigkeit. Allerdings behielt der Senat in Italien einige Vorrechte, wie etwa die Verfügung über die Prägung der Bronzemünzen ab 15 v. Chr., die Verfügung über die Tempel oder die Leitung des aerarium Saturni. Die Volkstribunen behielten ihre Rechte, wurden aber formal in Umkehrung ihrer bisherigen Stellung dem Senat unterstellt, faktisch jedoch dem Kaiser.
Während es in der Republik nur ansatzweise eine Verwaltung gab – es existierten weder Grundsätze noch Apparate oder ausgebildetes Personal –, änderte sich dies unter den Kaisern. Claudius setzte in der Verwaltung stark auf Freigelassene (sie verloren ihren Einfluss unter den Flaviern), Domitian und Hadrian eher auf vermögende Ritter (equites), also die Gruppe der Händler, Steuerpächter und der städtischen Mittelklasse, für die die Republik nie eine adäquate Aufgabe gefunden hatte. Schon Vespasian zog verstärkt Provinzialen hinzu, Trajan zog Männer aus dem Osten in den Senat. Insbesondere in der Finanzverwaltung kam es zu einer Professionalisierung, vor allem, als der römische fiscus die Verantwortung für die Einnahmen aus den Provinzen übernahm. Es entstand eine Art Zentralverwaltung.
Als Vermittlerinstanz fungierte vor allem ab dem 2. Jahrhundert das nicht leicht zu fassende consilium principis, das informell zusammengestellt den Kaiser beriet. Hadrian zog erstmals Juristen hinzu. In der Spätantike übernahm diese Rolle das consistorium. Daneben übte der Prätorianerpräfekt großen Einfluss aus, der zunächst mit seiner Prätorianergarde für die Sicherheit des Kaisers verantwortlich war. Er erhielt bald über den Militärbereich hinausreichende richterliche Befugnisse (unter den Severern im Umkreis von 100 römischen Meilen um Rom, also knapp 150 km) und agierte vielfach als Feldherr. Für die Truppenversorgung verfügte er seit Nero über eine eigene Naturalienabgabe, die annona. Um ihn herum entstanden schwer durchschaubare Verwaltungseinheiten. Sonderbereiche wie die Spiele oder die Bibliotheken übernahmen nur hierfür zuständige Prokuratoren. In Rom führte ein praefectus urbi die städtischen Kohorten und saß Eilgerichten vor. Der praefectus annonae war für die Lebensmittelversorgung, für die Marktaufsicht und die Schifffahrt auf dem Tiber sowie die Bäckereien zuständig. Hinzu kam ein praefectus vigilum, der Feuerwachen organisierte. Die Aufgaben wurden bald zu komplex, so dass unter Trajan subpraefecti eingesetzt wurden, an die enger gefasste Aufgaben delegiert wurden.
In Italien wachten die Prätorianer über die Sicherheit. Tiberius brachte sie nach Rom, nur die Präfekten, die für die Flotten zuständig waren, blieben in Misenum und Ravenna. Städtische Magistrate sprachen Recht, es entwickelte sich ein Instanzenzug mit der letzten Instanz in Rom. Für den Straßenbau waren nicht mehr die Censoren zuständig, sondern curatores viarum. Die oftmals chaotischen Finanzen der Städte unterlagen seit Nerva den curatores civitatis. Um 120 sollte mit vier consulares die Rechtsprechung in Italien zentralisiert werden, doch setzte sich das System erst Ende des Jahrhunderts in abgeschwächter Form durch. Insgesamt gelang es, die massive Selbstbereicherung, die in republikanischer Zeit aus der Vermengung politischer, militärischer und verwaltungstechnischer Ämter und der Kurzzeitigkeit der Ämter resultiert hatte, auf ein erträgliches Maß zurückzuschneiden. Es dauerte bis Ende des 2. Jahrhunderts, bis sich eine relativ feste Hierarchie mit entsprechenden Gehältern entwickelt hatte.
Jede Stadt verwaltete ihr Umland mit. Im Gegensatz zu den meisten Provinzstädten unterlagen die italienischen dabei nicht der Tributpflicht. Incolae, einfache Bewohner oder Fremde, und attributi, die abseits der Städte wohnten, hatten mindere Rechte. Die Verbindung zu den übergreifenden Einrichtungen stellten patroni her, lokale Notabeln.
Die größte Entlastung für die Wirtschaft des Reiches war das Ende der Bürgerkriege. Das stellte sich für Italien jedoch ganz anders dar. Dort hatte die politisch und ökonomisch führende Gruppe sogar erheblich von der Zufuhr an Sklaven und den Tributen der Provinzen profitiert, vor allem die großen Landbesitzer. Auch kam die kaiserliche Unterstützung der municipia und die ausgedehnten kaiserlichen Domänen der Vermögensbildung der führenden Schichten in den Städten zugute. Doch gerade die Latifundien hatten wiederum zu einer Verdrängung der Bauern, zu einer Entvölkerung des Landes und zur Ausweitung der Weidewirtschaft geführt, was die Verstädterung weiter förderte. Zudem sahen sich Oliven- und Weizenbauern starker Konkurrenz aus Gallien, Hispanien und Africa ausgesetzt. Die seit Trajan zunehmend aus den Provinzen stammenden Kaiser förderten ihrerseits die außeritalischen Gebiete zu Lasten Italiens.
Des Weiteren belastete die italische Wirtschaft, dass immer noch die meisten Legionäre aus Italien stammten und Kriege, wie die Trajans, zu hohen Verlusten und zur Ansiedlung in den östlichen Provinzen führten. Bereits Nerva, Trajans Vorgänger, hatte Italien einen besonderen Rang eingeräumt. Trajan verlagerte die Rekrutierungsgebiete auf die hispanischen Gebiete und versuchte damit, der Auszehrung Italiens entgegenzuwirken. Er untersagte daher die Abwanderung aus Italien, verfügte, dass Senatoren aus den Provinzen mindestens ein Drittel ihres Vermögens in Landbesitz in Italien anlegen mussten, und versorgte Bauern für das Großziehen von Kindern (alimenta). Diese Alimentarstiftung, die bis ins 3. Jahrhundert bestand, sicherte durch Zinsen und Darlehen, die Trajan Grundbesitzern gewährte, vermutlich hunderttausenden Kindern monatliche Unterstützung. Häfen, Straßen und öffentliche Bauwerke wurden massiv gefördert, insbesondere in Rom.
Die mangelnde Versorgung der Latifundien mit Sklaven und die niedrige Produktivität der Güter führten im 2. Jahrhundert dazu, dass die großen Güter zunehmend aufgeteilt und an coloni verpachtet wurden. Für ihr Land leisteten die Kolonen Abgaben in Form von Geld, Naturalien oder Arbeit. Kaiserliche Domänen gab es vor allem im Süden, doch waren die Provinzdomänen bedeutender.
Insgesamt scheint es, dass die Latifundien weniger die Ursache des Reichtums als die Früchte der im Handel und in der Produktion erwirtschafteten Gewinne waren. Dabei spielten Minen und Steinbrüche eine wichtige Rolle, die aber auch eher in den Provinzen betrieben wurden und nicht etwa um Luna bei Carrara, da man in Italien einen Abzug von Arbeitskräften aus der Landwirtschaft fürchtete. Im Produktionsbereich blieb Italien nur bei der Wollspinnerei führend, vor allem in der Po-Ebene, etwa in Altinum, und um Tarent. Glas und Keramik, Lampen und Metallwaren verloren jedoch ihre führende Rolle. Hinzu kam die scharfe Konkurrenz der ökonomisch immer selbstständiger werden Landgüter, der villae, gegen die die Kleinhandwerker, die den Löwenanteil der Waren produzierten, kaum ankamen. Immerhin förderten die Kaiser mit ihren Bauprojekten den Handel mit Ziegeln.

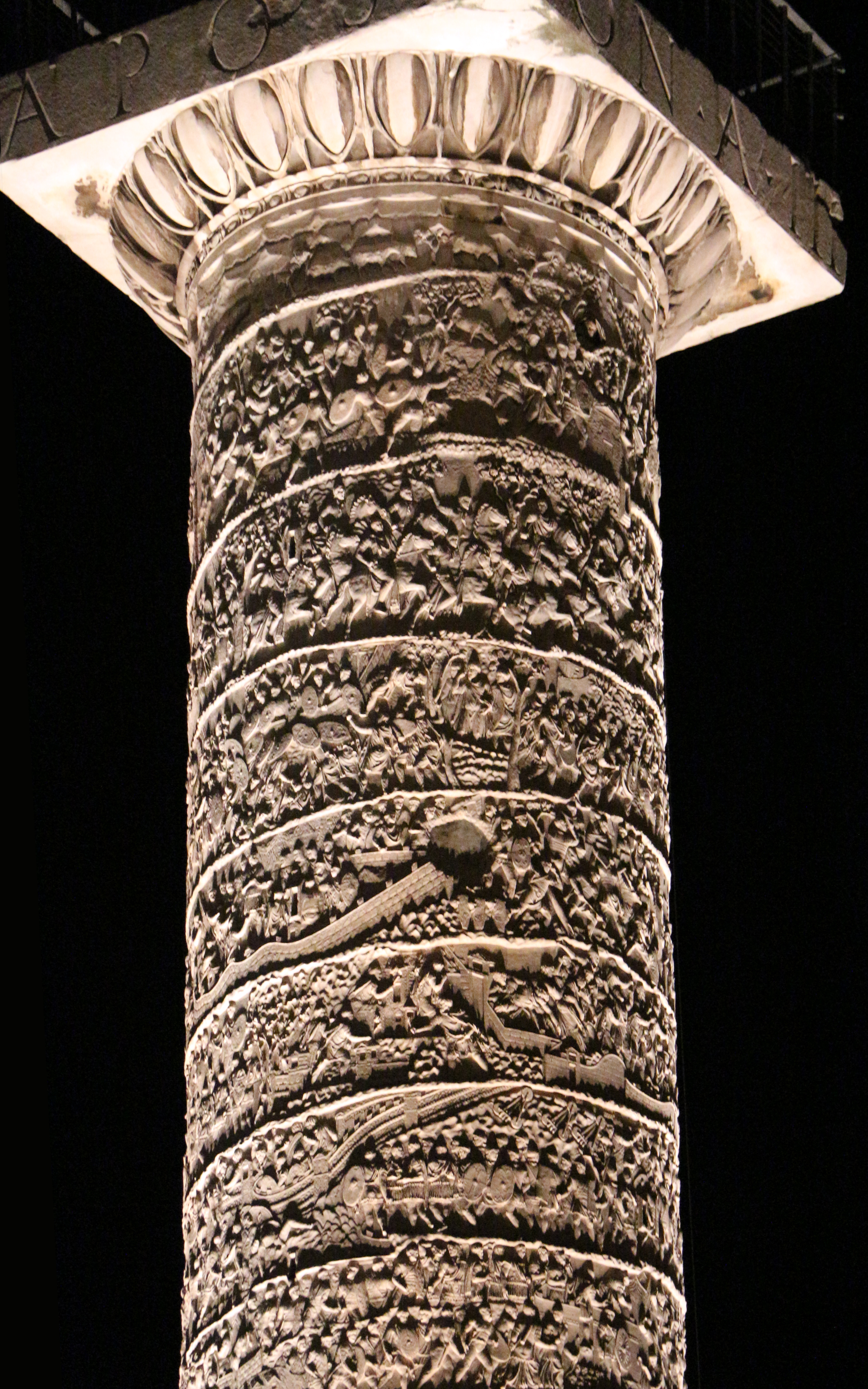
Detail der Trajanssäule mit Szenen aus dem Dakerkrieg

Dabei verschwand der Tauschhandel weitgehend, Münzen zirkulierten in jedem Städtchen. Erstmals kam der Münzpolitik größte Bedeutung zu. Bronzemünzen wurden vom Senat geprägt, Gold- und Silbermünzen vom Kaiser. Im Jahr 64 kam es zu einer ersten Abwertung. Trajan konnte das Münzsystem mit dakischem Gold unterfüttern, von dem Rom angeblich 5 Millionen römische Pfund erbeutete, also mehr als 1600 Tonnen. Doch wertete er die Kupfermünzen durch Reduzierung des Kupferanteils ab. Hadrians Friedenskurs stabilisierte das System langfristig, doch machte sich schon unter Mark Aurel eine deutliche Inflation bemerkbar, also eine zunehmende Wertminderung der Münzen. Diese erreichte in der 2. Hälfte des 3. Jahrhunderts ihren Höchststand. Zudem genügte die Edelmetallgewinnung nicht mehr dem Bedarf, d. h., sie brachte die Wertrelation zwischen Gold und Silber ins Wanken.
Das Bankensystem ist nur wenig erforscht. Transaktionen von Münzen ließen sich auf dem Papier arrangieren, so dass die Schwierigkeiten und Risiken der Münz- und Barrenübermittlung gemindert wurden. Der Außenhandel brachte den Randprovinzen erhebliche Einnahmen, doch den größten Umfang besaß der Handel zwischen den Provinzen.

### Italien als Provinz im Römischen Reich, Christianisierung (3. bis 5. Jahrhundert)

Das Römische Reich und seine Provinzen zur Zeit seiner größten Ausdehnung unter Kaiser Trajan im Jahre 117

Die Durchsetzung des Christentums im 4. Jahrhundert bis hin zum Status der Staatsreligion, die Gründung einer zweiten Hauptstadt im Osten und die Teilung des Reichs sowie die Eingliederung Italiens als gewöhnliche Provinz, dazu die politisch-militärische Unsicherheit, die auch vor Italien nicht Halt machte, charakterisierten die sich verändernde Situation des Landes. Weder die Verfolgungen, vor allem unter Valerian und Diokletian, noch die pagane Gegenreaktion auf die christenfreundlichere Politik seit Konstantin durch Kaiser Julian konnten die Ausbreitung des Christentums verhindern. Diese, wenn auch vielfach zerklüftete, aber dennoch in wenigen Formen ins Mittelalter mündende Religion wurde mitsamt ihren Organen von zentraler Bedeutung für das Frühmittelalter.
Die Berechnung der Einwohnerzahl in der Antike bereitet erhebliche Probleme, so dass die Ergebnisse stark divergieren. Um 200 n. Chr. könnte das Römische Reich 46 Millionen Einwohner gehabt haben, Rom mindestens 700.000, andere Schätzungen liegen erheblich höher. So reichen sie für das 1. Jahrhundert von 54 bis zu 100 Millionen für das Reich und liegen um etwa 1,1 Millionen für Rom. Für das 3. Jahrhundert variieren die Annahmen zwischen 50 und 90 Millionen. Marc Bloch hielt die Berechnung der Einwohnerzahl für unmöglich. Italien hatte nach den älteren Schätzungen von Karl Julius Beloch 7 bis 8 Millionen Einwohner, hinzu kamen Sizilien mit 600.000 und Sardinien mit 500.000, doch fiel diese Zahl bis um 500 auf etwa 4 Millionen und bis 650 gar auf 2,5 Millionen.

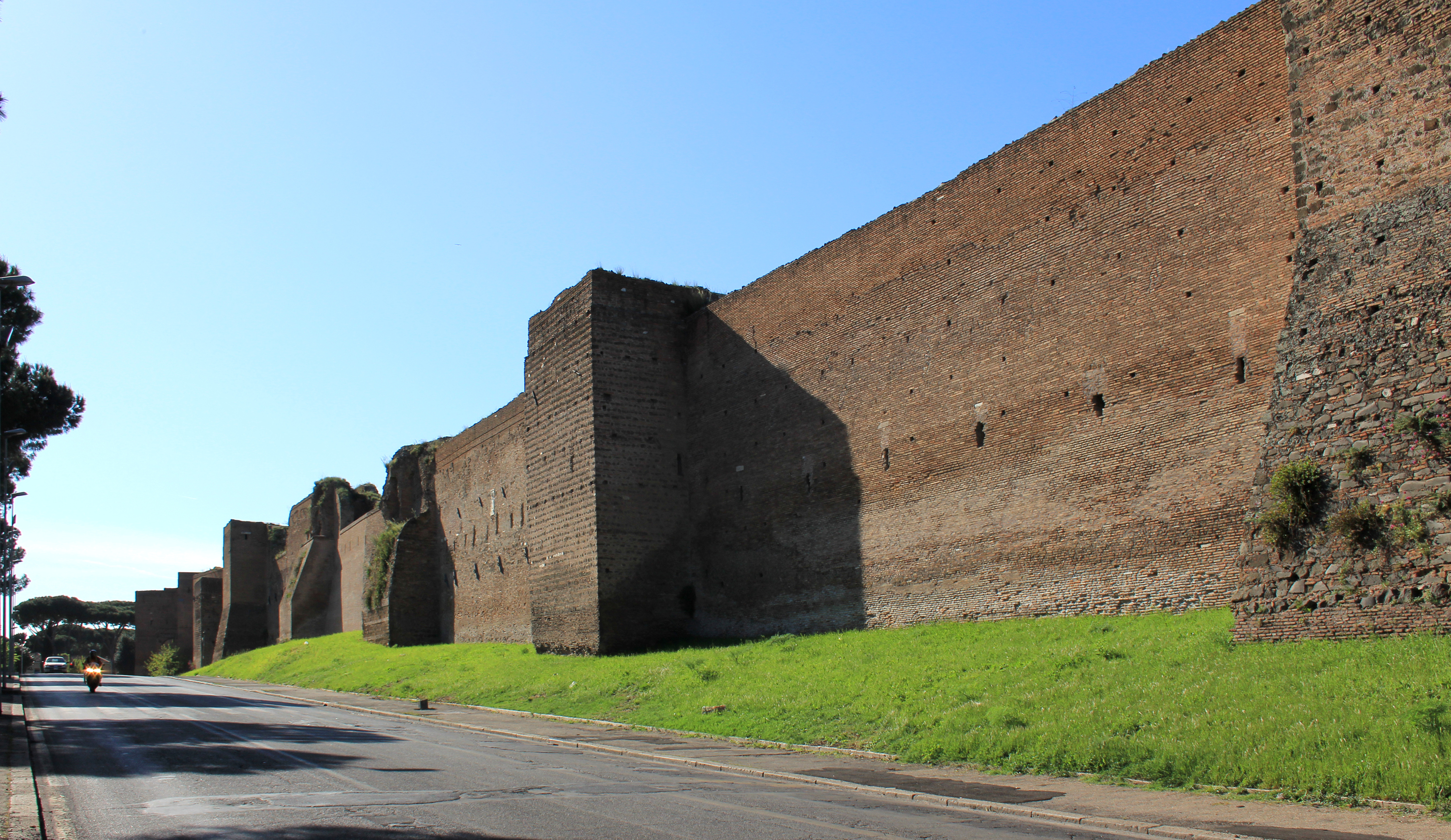
Abschnitt der Aurelianischen Mauer um Rom

212 erhielten in der Constitutio Antoniniana alle Bürger des Reiches das römische Bürgerrecht, die bisherige Bevorzugung Italiens entfiel. In der Zeit der sogenannten Reichskrise, die von Usurpationen und zunehmendem Machtgewinn des Militärs geprägt war (siehe auch Soldatenkaiser), verlor Italien zunehmend seine Rolle als Kernland des Imperiums; diese Entwicklung sollte sich in der Spätantike fortsetzen. Darüber hinaus musste Rom nach 270 wieder mit einer Stadtmauer militärisch gesichert werden. Zwischen 254 und 259 waren erstmals wieder germanische Stämme auf italischem Boden erschienen, so etwa die Alamannen, die 259 bei Mailand und 268 am Gardasee zurückgeschlagen wurden.

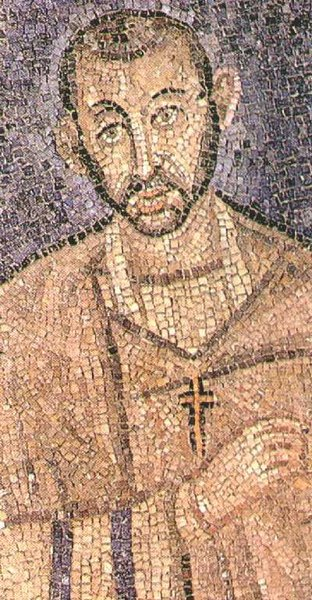
Ambrosius von Mailand, Mosaik in der Mailänder Kirche, die seinen Namen trägt. Es entstand möglicherweise zu seinen Lebzeiten.

Analog zum übrigen Reich wurde die Halbinsel unter Diokletian in Provinzen aufgeteilt (Liste). Die Dioecesis Italiciana bildete einen Teil der Praefactura praetorio Italia, zwei Vicarii residierten in Mailand und Rom. Die von Mailand aus verwalteten Regiones annonariae im Norden der Halbinsel dienten dem Unterhalt des kaiserlichen Haushalts, die von Rom aus verwalteten Regiones suburbicariae dienten der Versorgung Roms. Dabei waren die Inseln mit eingeschlossen. Ein politisch weit über Rom hinaus agierender Praefectus urbi verwaltete Rom, das seine Funktion als Kaiserresidenz unter Konstantin weitgehend einbüßte.
Theologische Auseinandersetzungen nach dem Konzil von Nicaea (325) zwischen dem athanasischen Westkaiser Constans und dem arianerfreundlichen Constantius II. im Osten gaben den beiden Bischöfen der Metropolen Mailand und Rom bald ebenfalls eine Sonderstellung. Bischof Ambrosius von Mailand gewann erheblichen Einfluss auf die Reichspolitik, während der römische Präfekt diesen nach und nach einbüßte, zumal viele der kaiserlichen Amtsinhaber eher zum Paganismus neigten. Umgekehrt mischten sich Kaiser, etwa Valentinian I., in die Bischofswahl in Rom ein. Darüber hinaus war der Klerus von Abgaben und Diensten befreit, ebenso wie vom Kriegsdienst, womit er endgültig zu einem eigenen Stand wurde.
Zwar lassen sich in Italien erste Juden ab dem 2. Jahrhundert v. Chr. belegen, eine erste Synagoge entstand jedoch erst um 100 n. Chr. in Ostia. Im 1. Jahrhundert dürfte die Zahl der Gemeindemitglieder bei rund 60.000 gelegen haben, davon 30.000 bis 40.000 in Rom. Doch um 300 kam es auf dem Konzil von Elvira (can. 16/78) zu einem ersten Eheverbot zwischen Juden und Christen, mit dem Codex Theodosianus (III, 7,2; IX, 7,5) galt dieses Verbot im gesamten Reich bei Androhung der Todesstrafe. Außerdem wurden den Juden Kleidungsverbote auferlegt, die Sklavenhaltung verboten (damit der Zugang zum Latifundienbesitz und zur Gutsherrschaft verwehrt) und die Übernahme öffentlicher Ämter. Ab 537 mussten sie dennoch zur Finanzierung dieser Ämter beitragen.
Seit der Gründung Konstantinopels als Hauptstadt des Ostens im Jahre 326 und der faktischen Teilung in Weströmisches und Oströmisches Reich im Jahr 395 wurde Italien zu einer immer weniger bedeutenden Provinz. Das Westreich löste sich im Verlauf der Völkerwanderung unter dem Druck von Germanen und Hunnen, dem Verlust wirtschaftlich bedeutender Provinzen, der vom Kaiser schließlich nicht mehr zu kontrollierenden Armeeführung und einer räumlich wie sozial zersplitterten Gesellschaft auf.

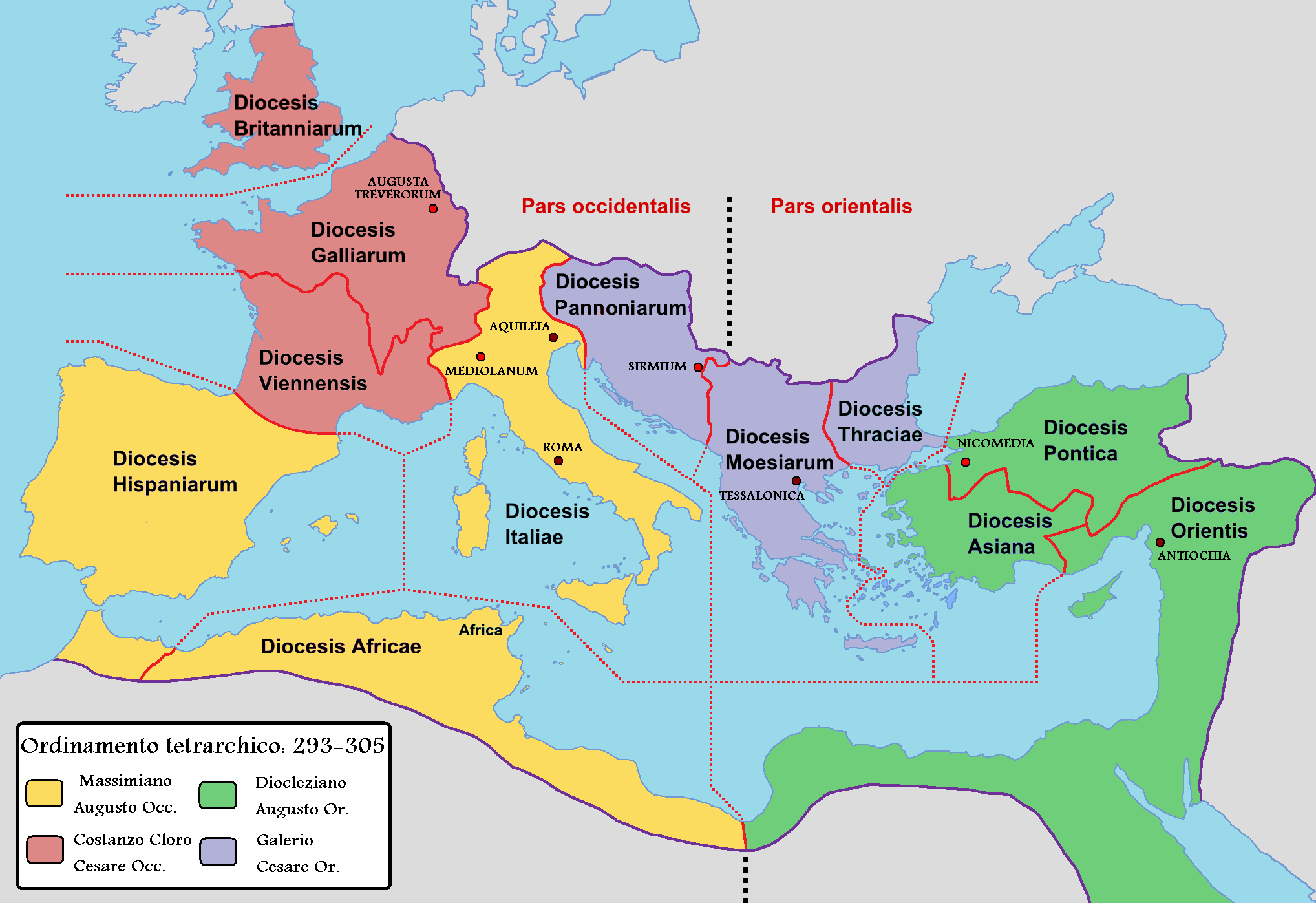
Römisches Reich im 3. Jahrhundert.

Im November 401 standen die germanischen Westgoten Alarichs, die die Römer zu den Skythen zählten, ähnlich wie Alanen und Hunnen, erstmals in Italien. Sie scheiterten jedoch vor Aquileia, dann im März 402 vor der Hauptstadt Mailand. Honorius residierte fortan im sicheren Ravenna. Am 6. April 402 erlitten die Goten beinahe eine Niederlage, Stilicho erreichte ihren Abzug aus Italien, er schlug sie bei Verona und gewann sie später als Verbündete gegen Ostrom. Erst 408, als die Rheingrenze zusammengebrochen war, drohte Alarich erneut, nach Italien zu ziehen, was er nach dem Sturz Stilichos und dessen Hinrichtung am 22. August auch tat. 410 wurde Rom geplündert, doch zogen die Goten 412 nach Gallien ab.
Nach Honorius’ Tod im Jahr 423 bestimmte der Ostkaiser die Politik in Italien. Den römischen Bischöfen, insbesondere Leo I., gelang es, sowohl am Hof des Westens als auch dem des Ostens Ansehen zu gewinnen. Dies zeigte sich etwa bei der Invasion der Hunnen unter Attila im Jahr 452. 455 plünderten jedoch die Vandalen Rom und besetzten Sardinien und Sizilien. Der Magister militum Ricimer beherrschte für einige Jahre die Politik im Westen, bevor Konstantinopel Julius Nepos unterstützte, der von Dalmatien nach Italien marschierte. Dieser wiederum wurde 475 von Orestes gestürzt, der seinen Sohn Romulus Augustulus zum Kaiser erhob, der seinerseits im August 476 von Odoaker gestürzt wurde. Damit endete de iure das weströmische Kaisertum – spätestens mit der Ermordung des Julius Nepos in Dalmatien 480. Odoaker erkannte die Herrschaft des Ostkaisers formal an und versorgte seine Truppen mit Land in Italien.

### Kirchenorganisation, Bistumshierarchie und Römisches Reich

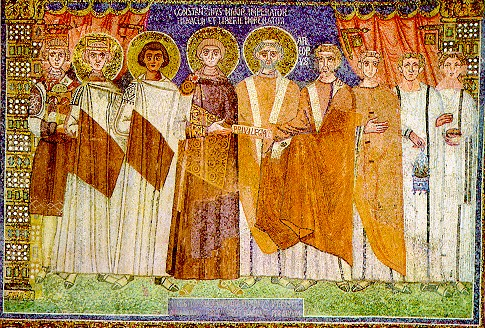
Kaiser Konstantin IV. (Mitte) erhebt Ravenna zum Erzbistum. Von links nach rechts: Justinian II., die beiden Brüder des Kaisers und er selbst, zwei Erzbischöfe von Ravenna und drei Diakone.

Ohne die Differenzierung zwischen Amtskirche und Gemeinschaft der Gläubigen zu berücksichtigen, lässt sich auf der formalen Ebene bereits im frühen 2. Jahrhundert eine Verfestigung der Ämterstruktur und eine Ausbreitung des Bischofsamts feststellen, die in der Spätantike jede Stadt erfasste. Diese Heraushebung der Stadt gegenüber dem Umland blieb in Italien, im Gegensatz zu vielen ehemaligen Provinzen des Römerreichs, durchgängig kennzeichnend. Die Grenzen zwischen den Municipia bildeten vielfach die späteren Bistumsgrenzen, wobei zuweilen auch Klöster, wie Nonantola oder Bobbio, ihr Umland integrieren konnten.
Eine zentrale Rolle spielte die Hauptstadtgemeinde, die sich auf die Apostel Petrus und Paulus zurückführte, und die besonderes Ansehen genoss. Zwischen den Bischöfen Damasus I. (366–381) und Leo I. (440–461) entstand die Vorstellung von einer Renovatio Urbis, der Wiederauferstehung Roms als nunmehr christliche Hauptstadt. So weist bereits Cyprian von Karthago auf die rechtliche Kontinuität hin, die auf der Kirchenebene auf den Stuhl Petri verweist. Den Anspruch zu den ältesten, auf die Apostel zurückreichenden Bischofssitzen zu zählen, erhoben allerdings auch Ravenna und Aquileia. Mitte des 3. Jahrhunderts fand in Rom eine erste überlieferte Synode von 60 Bischöfen statt. Ende des 6. Jahrhunderts lassen sich in Mittel- und Oberitalien 53 Kirchen fassen, im städtereicheren Süden gar 197. Analog zur staatlichen Organisation entstanden zwei Kirchenprovinzen mit den Zentren Mailand und Rom. Aquileia wurde für die Gebiete bis zur Donau zuständig. Ravenna blieb zunächst Rom zugeordnet, doch unter Justinian I. nahm Bischof Maximianus von Ravenna als erster den Titel eines Erzbischofs (archiepiscopus) an und um 650 wurde Ravenna durch Kaiser Konstans II. auf einige Jahrzehnte sogar ganz der Jurisdiktionsgewalt Roms entzogen.

## Germanen und Ostrom

### Odoaker, Ostgoten und Gotenkrieg (476–568)

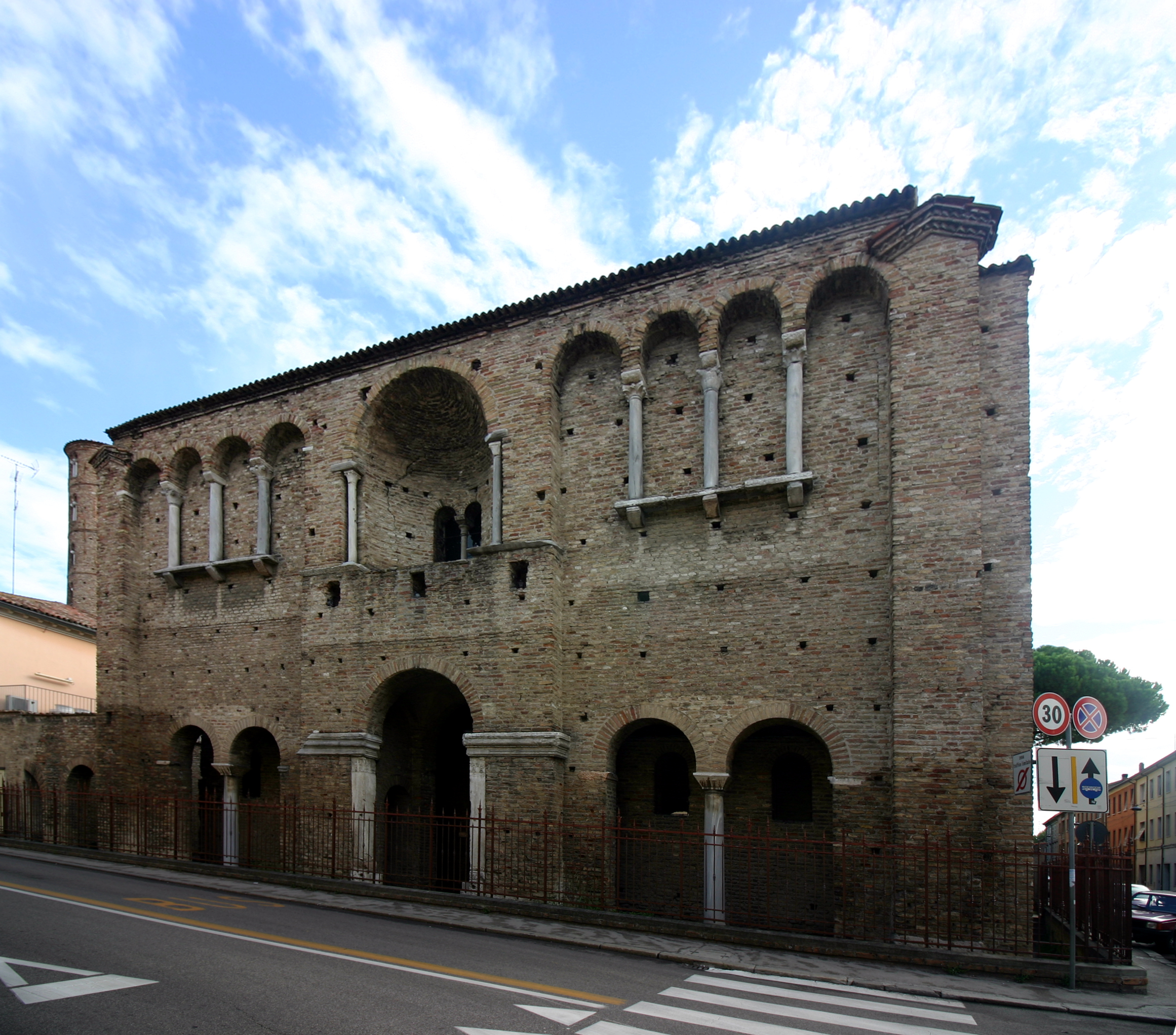
So genannter „Palast Theoderichs“ in Ravenna. Er wurde Sitz des oströmischen Exarchen. Ob die Ruine tatsächlich Teil des Palastes ist, ist unklar.

Auch nach 476 bestanden in Italien zunächst spätantike Strukturen fort. Nach dem Untergang des weströmischen Kaisertums 476 wurde Italien zuerst von dem rex Italiae Odoaker regiert und war dann ab 489 bzw. 493 Kernland des Reichs der Ostgoten, die unter Theoderich im Auftrag des oströmischen Kaisers Zenon in Italien eingefallen waren. Theoderich regierte formal im Auftrag des Kaisers und trennte zivile und militärische Gewalt deutlich stärker nach ethnischen Prinzipien auf; die zivile Administration blieb in der Hand der Römer, die Goten übten derweil die Militärverwaltung aus und erhielten Land zugewiesen. Es scheint, als habe die Privilegierung der Ostgoten das Verschmelzen der römischen Aristokratie mit der gotischen Führungsgruppe be- oder gar verhindert. Die Ostgoten waren Arianer und standen daher den kirchlichen Organen in Italien fern, was Theoderich in seinen letzten Jahren dazu bewog, den Bischof von Rom gefangen zu setzen oder politisch unter Verdacht Geratene, wie Symmachus, hinrichten zu lassen: Nachdem 519 das Schisma zwischen Rom und Konstantinopel beigelegt worden war, fürchtete der alternde Gotenkönig zunehmend, er könne an die Oströmer verraten werden. Seine Tochter Amalasuntha versuchte nach dem Tod ihres Vaters (526) eine römerfreundlichere Politik, wurde jedoch ermordet, was Kaiser Justinian im Jahr 535 den Anlass bot, militärisch in Italien zu intervenieren. Sizilien fiel als Erstes; die dortige Zivilverwaltung wurde direkt Konstantinopel unterstellt.

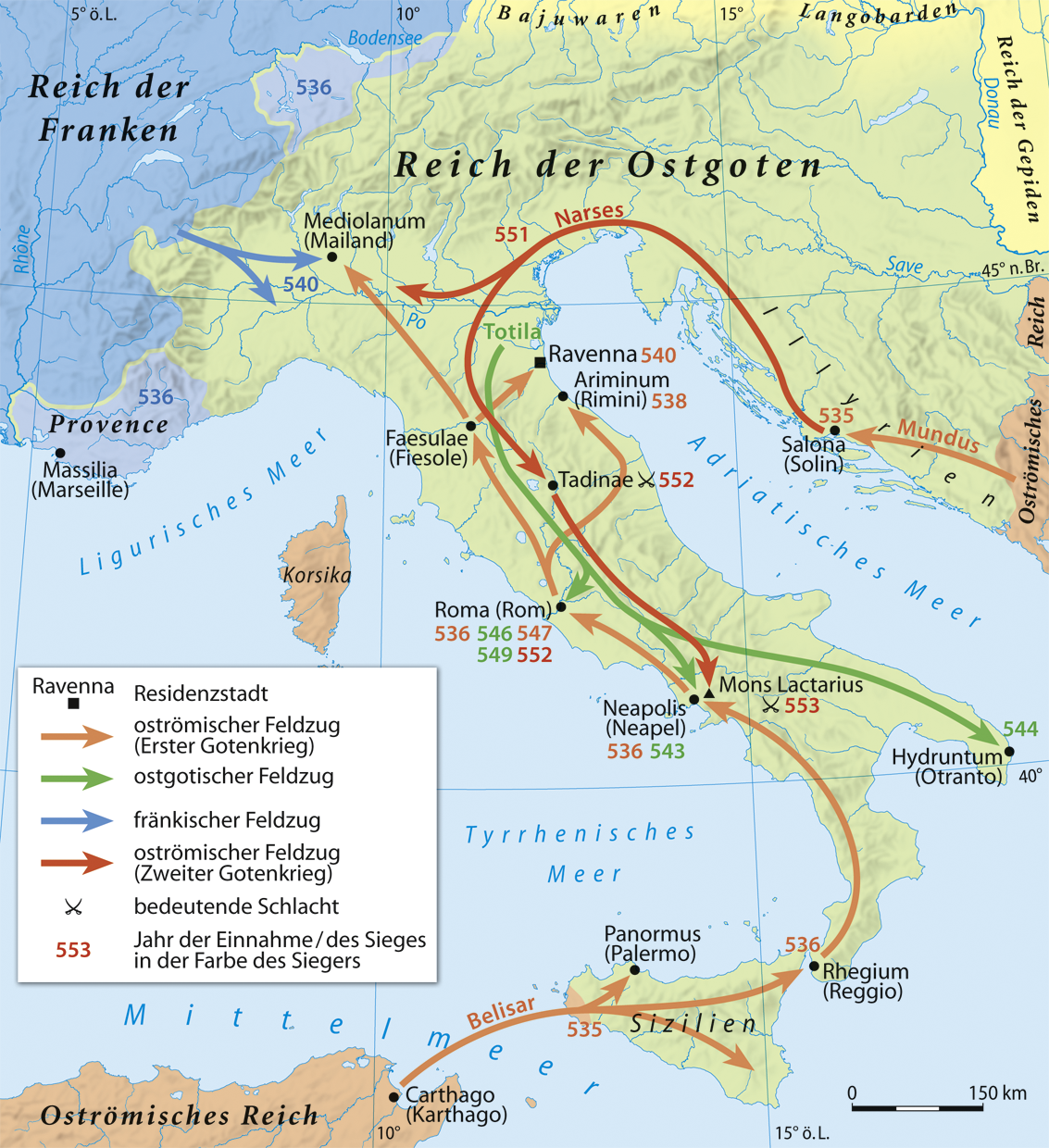
Verlauf der Gotenkriege Justinians

Italien wurde zwischen 535 und 553 in blutigen Kämpfen von oströmischen Truppen unter Führung der Feldherren Belisar und Narses erobert (Gotenkrieg). Kaiser Justinian wollte damit das Römische Reich erneuern (Renovatio imperii), doch führten die Kämpfe zu einer Verelendung weiter Landstriche. 554 wurde die Verwaltung Italiens neu geordnet und die meisten senatorischen Ämter wurden abgeschafft; doch blieb das Amt des Stadtpräfekten unangetastet. Italien wurde schließlich 554 formal Teil des Oströmischen Reiches, und 562 fielen auch die letzten gotischen Festungen. Doch kam es bereits 568 zur Invasion der Langobarden nach Italien, die große Teile des Landes eroberten. Dieses Ereignis gilt gemeinhin als das Ende der Antike in Italien, dessen staatliche Einheit nun für 1300 Jahre zerbrach. Der langobardische Herrschaftsraum im Norden Italiens zerfiel bald in viele kleinere Herzogtümer (Dukate). Der von Konstantinopel kontrollierte Rest wurde unter Kaiser Maurikios um 585 in das Exarchat von Ravenna zusammengefasst. Neben dem Gebiet zwischen Rom und Ravenna blieben große Teile des Südens sowie Ligurien und die Küste Venetiens und Istriens oströmisch-byzantinisch, wobei Ligurien im 7. Jahrhundert an die Langobarden verlorenging.
Unter Papst Gregor I. wurde das von Ostrom 534 besetzte Sardinien ab 599 unter Gewaltanwendung katholisiert. 710 besetzten arabische Truppen Sardinien, das zur Provinz Africa gehört hatte, doch vertrieben die Bewohner 778 die Besatzer und wehrten 821 ihren letzten Angriff ab. Auf der Insel entstanden vier Judikate, selbstständige, von Richtern geführte politische Einheiten, deren letzte, das Judikat Arborea, bis 1478 Bestand hatte. Die Küstenorte wurden, wie in ganz Italien, vielfach aufgegeben.
Der Gotenkrieg, der harte Fiskalismus der kaiserlichen Verwaltung sowie die Invasion der Langobarden ab 568, das Abreißen der Handelsbeziehungen und die zunehmende Unsicherheit führten zu einem drastischen Rückgang der Bevölkerung, einem weitgehenden Verschwinden der alten Senatsaristokratie, einem Schrumpfen der Städte, zur Regionalisierung von Machtballungen und einer gesteigerten Agrarisierung der Wirtschaft unter Zunahme der Subsistenzwirtschaft. Der Mittelmeerraum veränderte zudem seine Funktion als Handelsdrehscheibe, zumal die Südseite ab den 630er Jahren von muslimischen Armeen erobert wurde, die bis um 700 auch noch Africa, die Kornkammer Italiens, eroberten und von dort aus begannen, die italienischen Küstenorte zu plündern.

### Langobarden und Byzantiner (568–774)

Byzantinisches Reich um 565

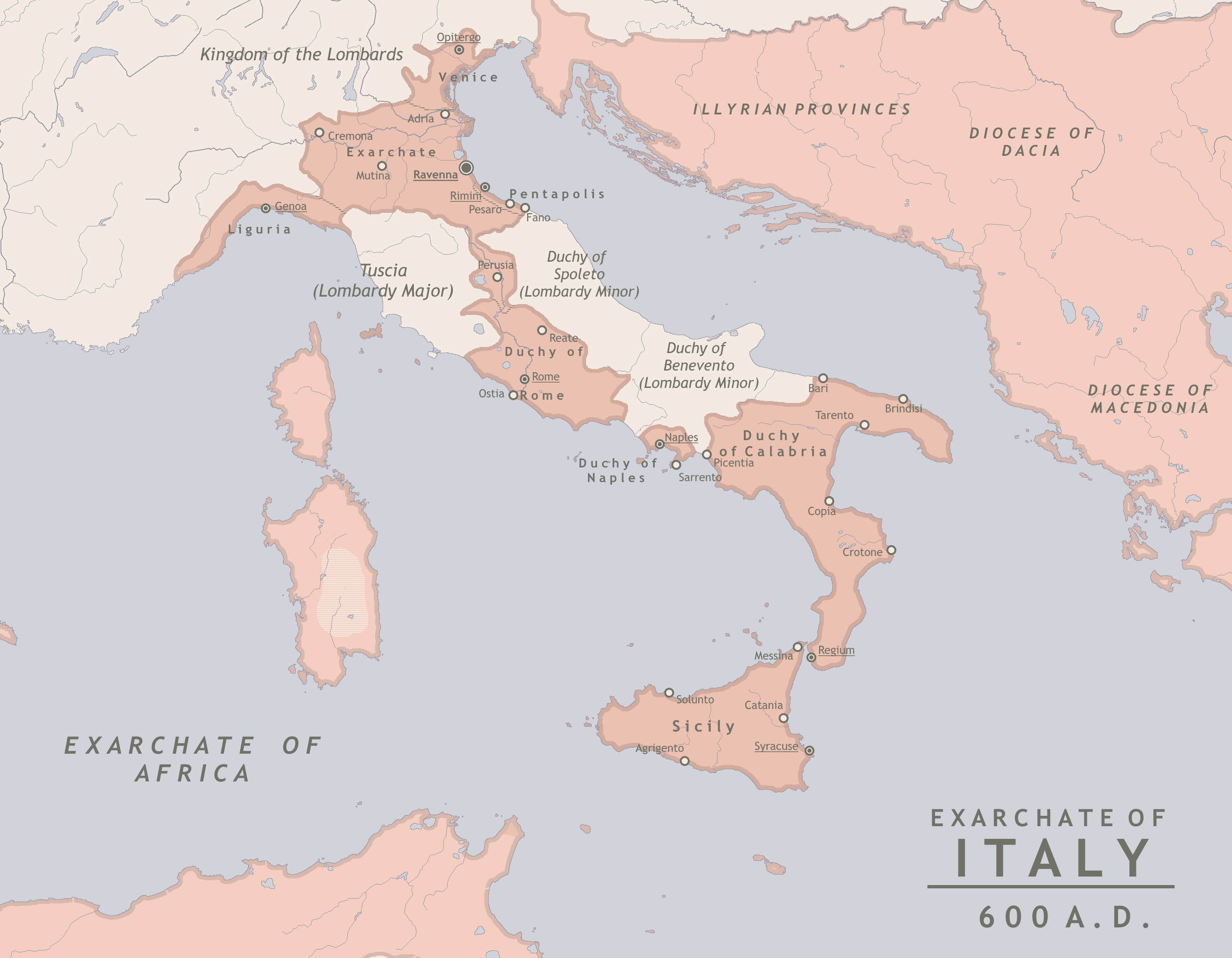
Oströmische Gebiete um 600

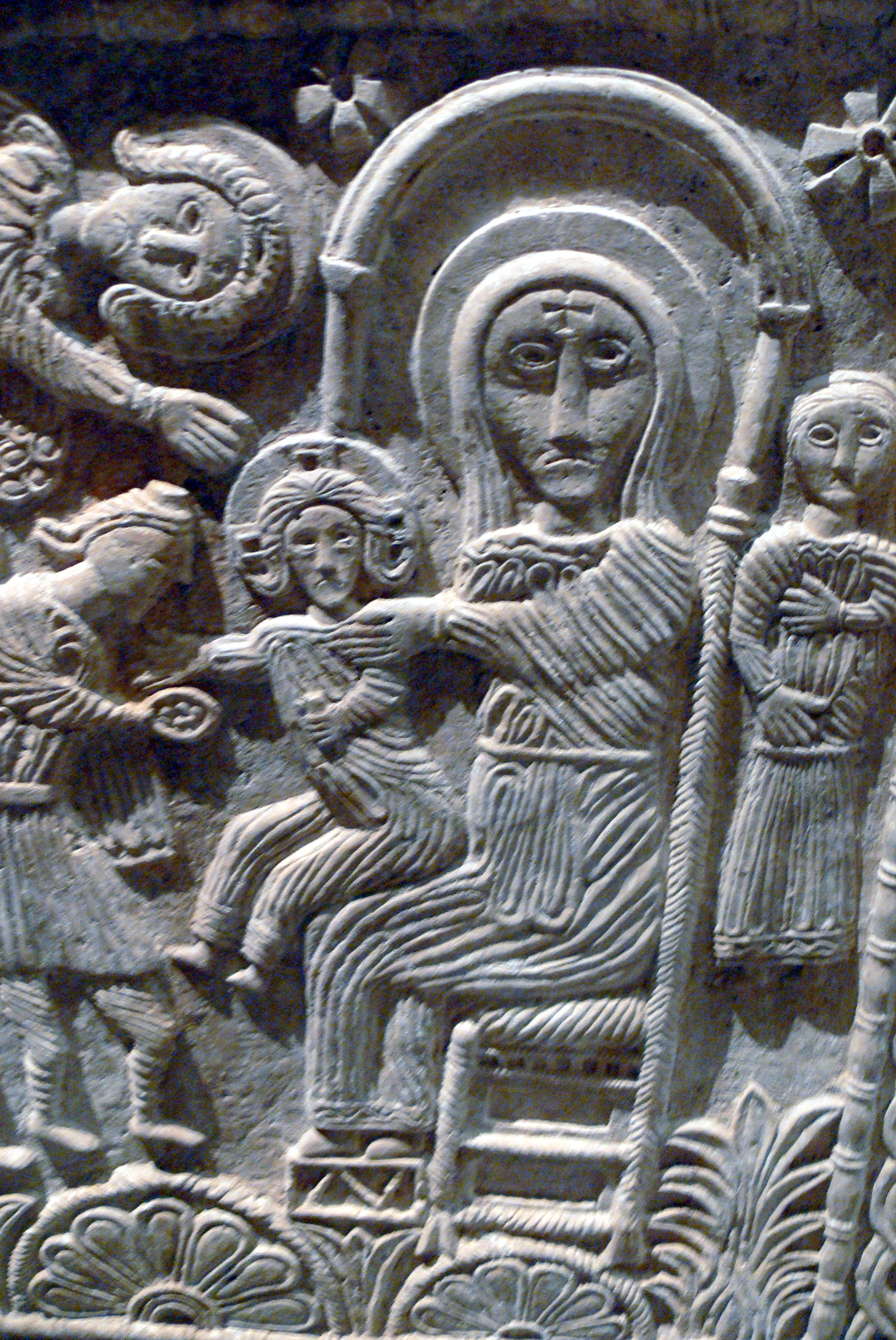
Der Ratchisaltar im westlichen Seitenschiff des Domes von Cividale, Ausschnitt: Madonna mit Kind, um 740

Die gesamte Schicht der Besitzenden wurde im Exarchat in das militärische System eingebunden, lokale Miliztruppen verstärkten die byzantinische Armee. Dabei entstand eine militärisch-politische Hierarchie von regional unterschiedlicher Selbstständigkeit. Sie band sich um Rom stärker an den dortigen Bischof, um Ravenna an den Exarchen, in Venetien an dort entstandene Familienstrukturen, Tribunen und Duces, im Süden an die enger an Byzanz gebundenen Apparate. Kaiser Konstans II. zog 662 mit einer Armee von Konstantinopel nach Italien, um gegen die Langobarden und Araber zu kämpfen; er residierte bis zu seiner Ermordung 668 in Syrakus auf Sizilien, konnte aber keine nachhaltigen Erfolge erzielen.
Die Langobarden unterstanden von 574 bis 584 keiner gemeinsamen Führung, doch machte die übergreifende Koordination im Kampf gegen die Franken die Wiedereinführung eines Königtums notwendig. In Opposition zum byzantinischen Exarchat Ravenna wählten die Langobarden Pavia zur Hauptstadt, mit zentralen Funktionen ab dem frühen 7. Jahrhundert. Daneben entstanden königliche Paläste in Verona (nach 580), in Mailand und schließlich in Ravenna. Anders als im Frankenreich herrschten die Könige von Residenzen aus, insbesondere dem Palacium in Pavia, das seit Rothari eine Art Hauptstadt darstellte, und reisten nicht, wie nördlich der Alpen noch lange üblich, durch ihr Reich, weil dessen Königsmacht an seine physische Anwesenheit gebunden war (Reisekönigtum). Auch kam es, im Gegensatz zum Frankenreich, zu keiner Verschmelzung der römischen Führungsschichten mit den germanischen, da diese lange als Arianer der katholischen Bevölkerung fernstanden und Gewalttaten in der frühen Eroberungsphase viele Adelsfamilien, vor allem den senatorischen Adel, in byzantinisches Gebiet vertrieben. Um 600 machte sich allerdings der mäßigende Einfluss der Königin Theudelinde bemerkbar, der Tochter des Bayernherzogs Garibald I. Danach wechselten sich arianische und katholische Könige ab. König Rothari ließ 643 die Rechtsgewohnheiten der Langobarden kodifizieren. Währenddessen gelang es den langobardischen Herzögen von Benevent und von Spoleto, ein hohes Maß an Autonomie zu wahren.
König Liutprand (712–744) gelang die Einigung der Langobarden und er nahm den Kampf gegen Byzanz wieder auf. Dabei kam ihm zustatten, dass die Langobarden inzwischen katholisiert waren und sich daher leichter mit den herrschenden römischen Familien verbanden, um eine gemeinsame Herrenschicht zu bilden. Das Edikt König Aistulfs von 750 unterschied bereits nicht mehr nach ethnischem oder religiösem Hintergrund, sondern teilte die Bevölkerung nach ihrem Vermögen und entsprechend ihrer Ausrüstung verschiedenen militärischen Kategorien zu. 750/751 gelang ihm die Eroberung Ravennas, nachdem gut ein Jahrzehnt zuvor diese Eroberung noch gescheitert war.
Der mit Papst Stephan II. verbündete Pippin, seit 751 König der Franken, zog zwei Mal nach Italien und zwang Aistulf zur Anerkennung seiner Oberherrschaft und zur Abtretung des Exarchats von Ravenna, das Pippin dem Papst schenkte (Pippinische Schenkung). Er übernahm nunmehr das Patriziat über die Stadt Rom. Zwischen dem Langobardenreich und Süditalien war damit die Entstehung eines weltlichen Herrschaftsraums, des Papstes (Patrimonium Petri), zu einem vorläufigen Abschluss gekommen, da Konstantinopel aufgrund der Bedrohung durch die Awaren und Araber seit etwa 650 nur noch gelegentlich im Westen eingreifen konnte.

## Teil des Frankenreichs, „Nationalkönige“ (774–951)

Königreich Italien, (781–1014).

Ab dem Jahr 774 eroberte der Sohn und Nachfolger Pippins, Karl I., das Langobardenreich und krönte sich in Pavia mit der Langobardenkrone zum „König der Franken und Langobarden“. Im Zuge der karolingischen Reichsteilungen wurde (Nord-)Italien wieder ein selbstständiges Königreich, zunächst unter karolingischen Königen, ab 888 unter einheimischen Königen fränkischer Herkunft wie Hugo von Vienne und Berengar von Ivrea („Nationalkönige“).

### Fränkische Eroberung
Italien blieb im Frühmittelalter politisch geteilt, immer wieder kam es zu Kampfhandlungen. Die Langobarden hatten 751 Ravenna erobert und seit etwa 750 jeden Handel mit byzantinischen Untertanen verboten. Aufgrund der langobardischen Bedrohung rief der Papst die Franken zu Hilfe. König Pippin eroberte Ravenna, das allerdings nun vom Papst beansprucht wurde. Mit König Desiderius kam es zu ähnlichen Auseinandersetzungen, so dass Pippins Sohn und Nachfolger Karl I. 774 die Langobardenhauptstadt Pavia angriff und das Langobardenreich eroberte. Karl übertrug die ehemals byzantinischen Gebiete an den Papst und geriet dadurch in Widerstreit zu Konstantinopel. Mit seiner Kaiserkrönung im Jahr 800 durch den Papst kam es zu einem bis 812 andauernden Bruch zwischen den Kaiserreichen (Zweikaiserproblem). Der Dukat Spoleto wurde dem Frankenreich angegliedert, nicht jedoch der Dukat Benevent. Der Adel nahm dort eine ähnliche Entwicklung wie unter den Franken, doch zerfiel der Dukat in die Fürstentümer Benevent und Salerno und die Grafschaft Capua.
Karl teilte Italien in Grafschaften und Marken ein und brachte fränkische Adlige als Herrenschicht ins Land. Er gewährte den Klöstern und Bistümern Privilegien und stattete sie mit Gutsherrschaften aus. Die langobardischen Freien wurden als Arimanni in das fränkische Heer aufgenommen. Sie erhielten vor allem in den Bistümern größeren Einfluss und standen auf gleichem Rang wie der fränkische Feudaladel. Zugleich finden sich ab 845 Hinweise, dass die langobardische Sprache verschwand. Dennoch ging das Bewusstsein verschiedener Abstammung nicht verloren, was sich in den Namen Lombardei für das langobardische Kerngebiet und Romagna für das römisch-byzantinische niederschlug. Dank der Karolingischen Renaissance kam es zu einer zeitweiligen Zunahme von Bildung, Schriftlichkeit und Kunst unter Rückgriff auf römische Überlieferung.

### Regnum Italicum, äußere Angriffe
Nach dem Tod Ludwigs des Frommen (840) wurde das Frankenreich geteilt und das Regnum Italicum erhielt mit der Hauptstadt Pavia ein höheres Maß an Autonomie. Ludwig II. (844–875) hielt sich mindestens einmal im Jahr auf seinen Reisen durch das Reich dort auf und berief eine Versammlung aller Großen ein. Um die Hauptstadt herum befanden sich in zwei bis drei Tagesreisen Entfernung königliche Paläste, in denen auch Urkunden ausgestellt wurden. Von Januar bis April überwinterte der Hof meist in Mantua, das seit frühkarolingischer Zeit zum kleinen Kreis der Residenzstädte hinzugekommen war. Meist reiste der Hof in der Po-Ebene, nur selten in die Toskana oder gar nach Spoleto. Solche Reisen verband man mit einem Besuch Roms. Als Ludwig sich zwischen 866 und 872 durchgängig südlich von Rom aufhielt, minderte dies seine Autorität im Norden keineswegs. Hauptaufgabe des Königs war es, die gesellschaftliche Ordnung so zu erhalten, wie sie überliefert war, und vor allem Recht zu sprechen. Dies geschah durch den König oder seine missi vor möglichst vielen Zeugen, wobei gelegentlich auch Große für Missetaten gegen Untergebene bestraft wurden. Doch hatte jeder seine Position in der als seit jeher als bestehend aufgefassten gesellschaftlichen Hierarchie. Der Freie in der Freiheit, der Knecht in der Knechtschaft: „liber in libertate, servus iin servitute“, wie es in einer Urkunde des Klosters Nonantola aus dem Jahr 852 heißt. Ab Berengar I. verschwanden die von Karl dem Großen eingeführten Richter (scabini), deren Einfluss gegenüber den königlichen bzw. Paveser Richtern schon lange rückläufig war. Diese Zuspitzung auf Pavia und die dortige Rechtsausbildung sollte Italien hinsichtlich der Rolle der Rechtskundigen in der Stadtentwicklung einen völlig eigenen Verlauf geben. Im Gegensatz zu den scabini waren sie nicht von lokalen Herren abhängig, sondern vom König, doch hielten sie sich meist fern vom Hof auf. Sie wurden stärker in lokale Auseinandersetzungen einbezogen, zugleich entwickelte sich ein komplizierteres Rechtsfindungsverfahren, das nun ohne die Zeugenschaft der pauperes (der Armen) auskam. Auch befassten sich die Richter nun fast nur noch mit Auseinandersetzungen innerhalb der lokalen Eliten, nicht mehr denen innerhalb der übrigen ländlichen Welt. Die Befreiung von jurisdiktionellen und damit königlichen Eingriffen ganzer Herrschaftsbezirke führte wiederum zu einer größeren inneren Selbstständigkeit, was ein festgelegtes Abgaben- und Leistungssystem gegenüber dem König ausgleichen sollte. Zugleich wurden die unteren Gesellschaftsgruppen von der Möglichkeit ausgeschlossen, die königliche Autorität direkt anzurufen.

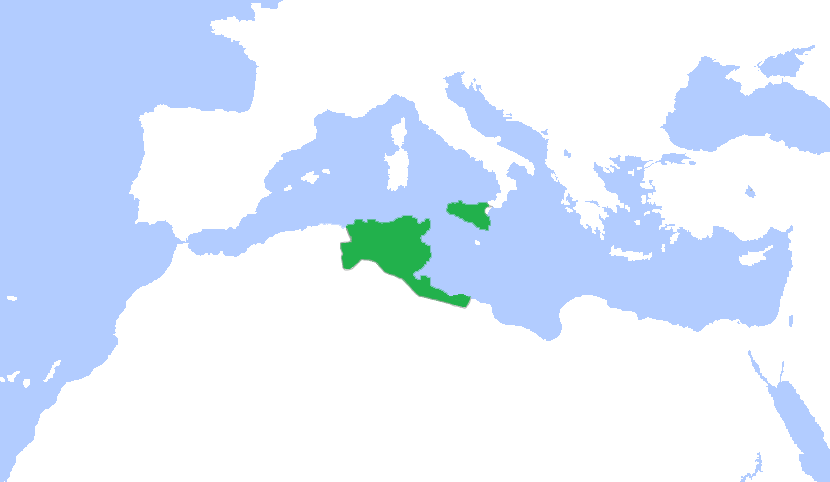
Emirat von Sizilien, 9. Jahrhundert.

Ludwig II. führte vor allem im Süden eine eigenständige Außenpolitik, insbesondere gegenüber den Arabern unter den Aghlabiden, die seit 827 begannen, Sizilien zu erobern und sich bald in Süditalien festsetzten. Bis 902 gelang ihnen die Eroberung der Insel, das politische Zentrum verlagerte sich nun von Syrakus nach Palermo. Von 843 bis 871 bestand ein arabisches Emirat in Bari, dessen Truppen jedoch von Ludwig II. besiegt wurden. Danach setzte sich Byzanz wieder in den Besitz Apuliens und erlangte sogar wieder Einfluss in Benevent. Der inzwischen selbstständige Dukat Neapel zerfiel in die Stadtherrschaften Neapel, Amalfi und Gaeta.
Im Norden waren es ab 899 Ungarn, die von Nordosten in Italien einfielen. Sie waren erst seit 896 auf dem Gebiet ihres heutigen Staates ansässig. Von dort zogen sie so oft nach Italien, dass der von ihnen berittene Weg bald strata Hungarorum genannt wurde. Doch kamen sie nicht nur, um zu plündern, sondern sie wurden auch in den dynastischen Auseinandersetzungen eingesetzt. 922 marschierten sie bis nach Apulien, 924 setzten sie unter der Führung eines Salard und (möglicherweise) als Verbündete Berengars die Stadt Pavia und den Königspalast in Brand; dabei kam auch Bischof Johannes III. ums Leben. Erst nach schweren Niederlagen und mit ihrer Christianisierung endeten ihre Kriegszüge nach 955, die beinahe ganz Mittel- und Südeuropa erfasst hatten. In Italien gilt die Invasion der Ungarn als letzte Invasion der „Barbaren“ und damit als Abschluss der Völkerwanderung.

### Feudalisierung, erste städtische Selbstständigkeit

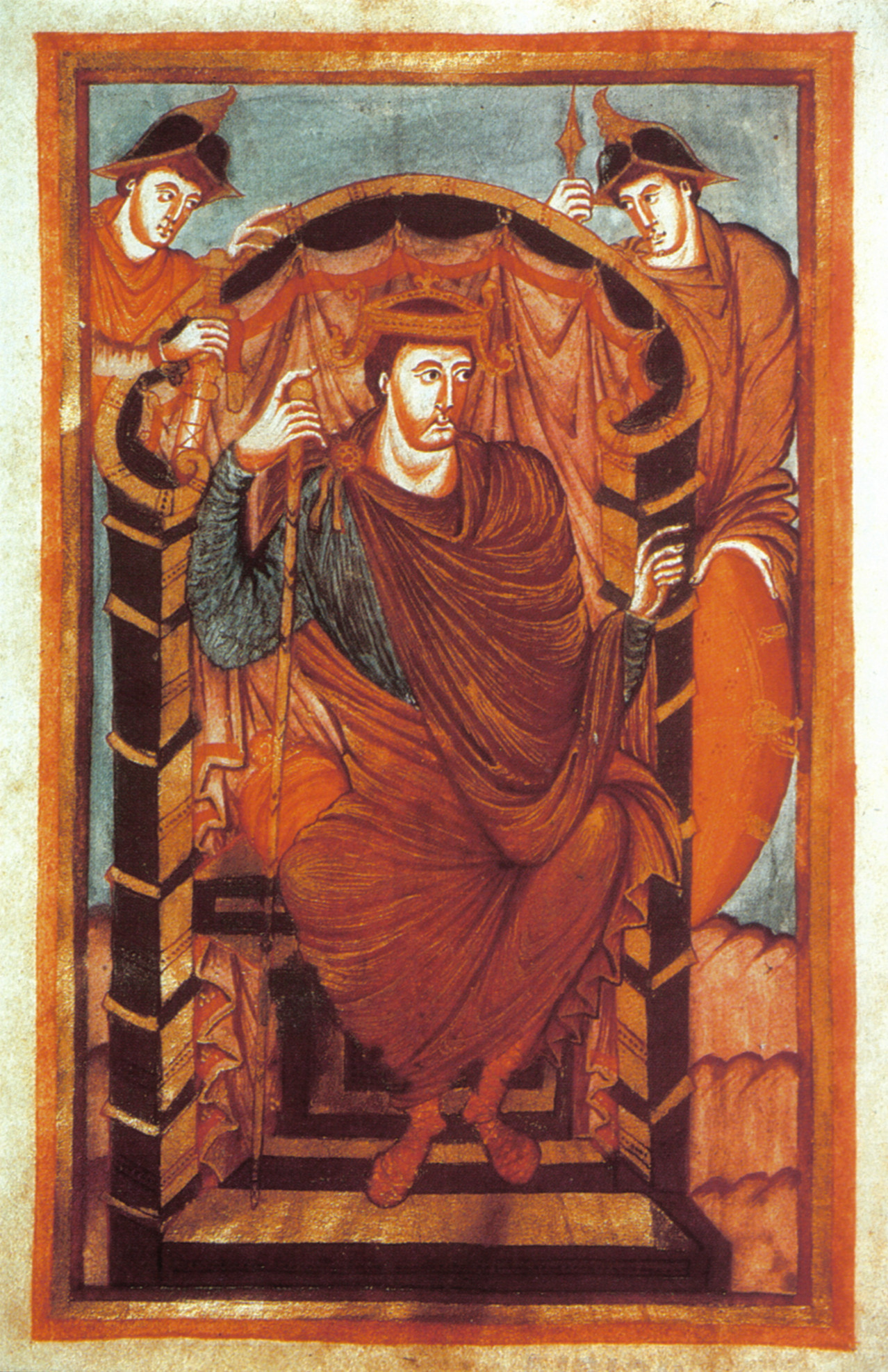
Kaiser Lothar I., Lothar-Evangeliar, Tours, zwischen 849 und 851 entstanden, Bibliothèque nationale de France, Paris

Im Norden entstanden aus den fränkischen Großeinheiten die Territorialherrschaften dort mächtiger Familien (siehe: Italienischer Adel). Daneben erlangten die Bistümer erhebliche regionale Macht und im Zuge des Incastellamento entstanden neue Schwerpunkte. Die fränkischen Großen wiederum brachten ihre Verbündeten aus Burgund und anderen Reichsteilen in den Kampf um die Vormacht. Um sie kämpften Wido von Spoleto und Berengar I. von Friaul, Hugo von Arles und Vienne wurde von 926 bis 941 König. Otto I. machte schließlich Berengar II. von Ivrea die Königswürde streitig.
Neben den Feudalherrschaften entstanden in der Nordhälfte erste städtische Herrschaften, wie etwa Rom, das von der Familie des Senators Theophylakt beherrscht wurde, und Venedig, das zwar noch formal Byzanz unterstand, jedoch unter wechselnden Dogenfamilien mit ihrem 811 eingerichteten festen Amtssitz eine eigenständige Außenpolitik führte. Im Pactum Lotharii überließ Kaiser Lothar I. Venedig weitreichende Handelsrechte in Oberitalien, seine Nachfolger erkannten Venedigs Besitz auf Reichsgebiet an. Zugleich hatten sich die Städte der Lagune mehrerer Invasionen fränkischer, slawischer (um 846), arabischer (875) und ungarischer (899 bis 900) Armeen zu erwehren.

### Kirchenorganisation
Die Eroberungen der Langobarden veränderten die Hierarchie auch der kirchlichen Gemeinden. So unterstellte sich die Hauptstadt Pavia Rom und löste sich von Mailand. Der Sitz des Bistums Aquileia wurde nach Grado verlegt, das Bistum Altinum wurde auf die weniger gefährdete Insel Torcello in der Lagune von Venedig verlegt.
Größere Veränderungen der Bistumsgrenzen setzten erst die Karolinger im 9. Jahrhundert durch, die mit ihrer Neuordnung Strukturen schufen, die den römischen ähnlicher waren als den zuvor herrschenden langobardischen. Die fränkischen Grafen, die die Gastalden und Herzöge ersetzten, residierten vielfach in den Bistumsstädten, doch mussten die Bischöfe sich um herrschaftliche Privilegien und Regalien bemühen, die ihren Comitatus sicherten. Vielfach entstand auf der Grundlage verschiedener Rechte ein bischöfliches Territorium innerhalb der Grafschaften. Zu dieser Verselbstständigung trugen die äußeren Angriffe und die relative Schwäche des Regnum Italicum erheblich bei. Die Bischöfe waren zumeist selbst Angehörige der herrschenden Familien und konnten sich durch Verleihung von Einnahmen der Kirchen, Kapellen und Taufkirchen (Pieven) eine Gefolgschaft sichern. Ihrer unmittelbaren Machtausübung standen jedoch mehrere Entwicklungen entgegen. Die karolingischen Gesetze räumten den Pieven das Recht ein, Zehnte einzuziehen, und durch die Zuordnung der ländlichen Bevölkerung erhielten sie eine Art Gebietsherrschaft – ein Spezifikum Italiens. Zudem entstanden in einigen Gebieten Klerikerdynastien aus Laienfamilien, die dem Bistum seine Rechte weitgehend entzogen. Darüber hinaus gingen aus den Gefolgsleuten der Bischöfe neue weltliche Führungsschichten in den Städten hervor.
Ab 816 kam mit den Constitutiones Aquisgranenses ein neues Element in die kommunale Entwicklung. Mit ihnen entstand ein Domkapitel, da man forderte, dass der Klerus nach klösterlichem Vorbild gemeinschaftlich lebte. Dieser Klerus war wiederum bemüht, die Verfügungsgewalt über einen größeren Teil des bischöflichen Patrimoniums zu erhalten. Bei den Eigenkirchen, die vermögende Adelsfamilien errichteten, trat diese Erscheinung noch stärker zutage. Die Kathedralkirche und ihr Patrimonium unterstanden zwar weiterhin dem Bischof, doch die Domkapitel übernahmen nun die Verwaltung der Kathedrale. Der Bischof wurde auf sein Patrimonium begrenzt.
Rom ging aus den theologischen Auseinandersetzungen mit Byzanz in Italien gestärkt hervor und galt als Garant der rechtgläubigen Trinitätslehre und ihrer Christologie. Zudem gelang seit Gregor I. die Konversion der verbliebenen Arianer und der letzten Heiden – auf Sardinien auch gewaltsam. In Rom entstand eine Ämterhierarchie, die die notwendigen Rechte und Einnahmen sicherte. Damit wurde Rom zu einer weiteren bedeutenden Machtballung in Italien, neben dem Frankenreich und Byzanz sowie den Aghlabiden bzw. den ihnen nachfolgenden Kalbiten auf Sizilien.
Im Bilderstreit entzog Kaiser Leo III. 732/33 dem Papst die Patrimonien Kalabrien (Bruttium) und Sizilien. Otranto stieg 986 zum Sitz eines Metropoliten auf, mit Squillace, Rossano und Santa Severina entstanden neue Bistümer. Die südlichen Kirchen wurden organisatorisch und kulturell stark von Byzanz geprägt, was dem Gebiet einen bis heute bestehenden griechischen Charakter verlieh.

## Reichsitalien (ab 951)

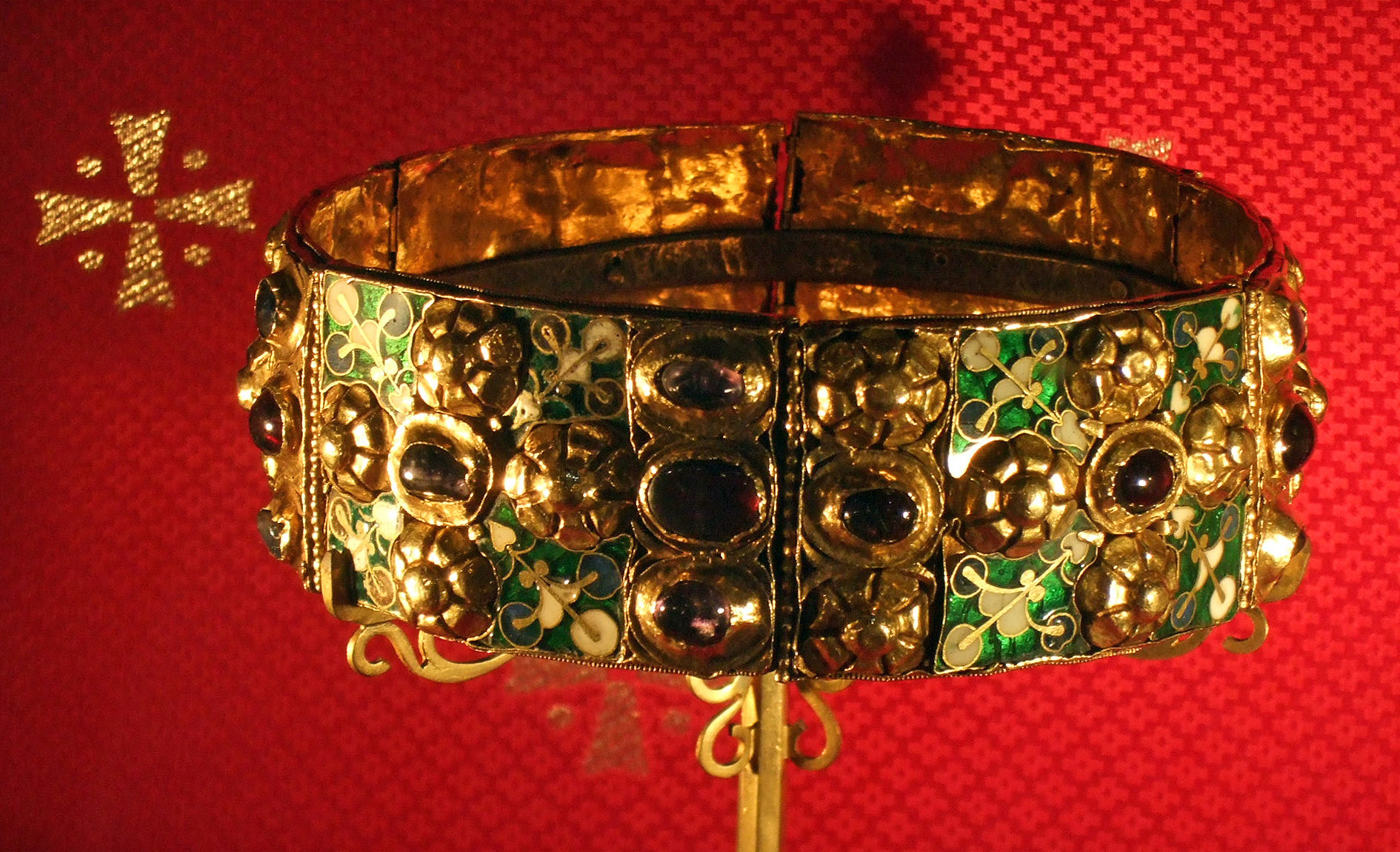
Die Eiserne Krone der Langobarden, das Symbol der italienischen Königswürde, die 951 Adelheid in die Ehe mit Otto I. einbrachte. Das eigentliche Machtsymbol der Langobardenkönige war jedoch der Speer. Der Speer Odins, Gugingus, gab den frühen Langobardenkönigen ihre Abkunftsbezeichnung als Gugingen (ex genere Gugingus).

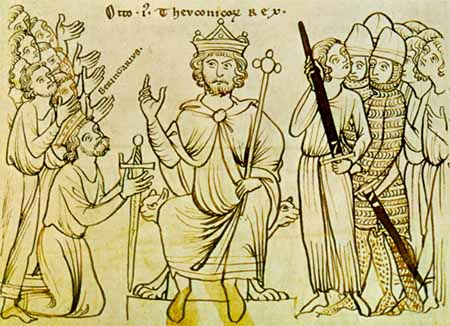
Otto und Berengar mit ihren Gefolgsleuten. Der sitzende Otto I. empfängt als Zeichen der Unterwerfung ein abwärts gerichtetes Schwert vom zu seiner Rechten knienden König Berengar II. Ein Gefolgsmann Ottos, der zu seiner Linken steht, trägt ein Schwert mit der Spitze nach oben als Zeichen der Richtgewalt Ottos; das Schwert eines seiner Männer, der ein Kettenhemd trägt, ist abwärts gerichtet. Illustration einer Handschrift der Weltchronik Ottos von Freising, um 1200 (Mailand, Biblioteca Ambrosiana). Die Protagonisten werden dabei verschieden bezeichnet: Mit knapper Amtsbezeichnung wird Otto als „Otto Theotonicorum rex“ bezeichnet, sein Kontrahent hingegen nur mit „Beringarius“.

951 gewann Otto I. durch die Ehe mit Adelheid, der Witwe Hugos I., die Herrschaft über Nord- und Teile Mittelitaliens und begründete die Verbindung Reichsitaliens mit dem Reich. Nicht Bestandteil des Langobardenreichs und auch des späteren Heiligen Römischen Reichs war hingegen Venedig, das zunächst nur aus der dortigen Lagune bestand, aber dennoch eine einflussreiche Macht darstellte, die sich ab dem 14. Jahrhundert, vor allem aber 1405 über den Osten und die Mitte Oberitaliens ausbreitete.
Unter den Ottonen wurde deren Reichskirchenpolitik in Italien fortgesetzt und die Bistümer wurden gestärkt. Damit wurde die Macht jedoch stark zersplittert, wenn auch teilweise die Wiederanbindung des grundbesitzenden Adels an das Reich gelang. Der Konflikt mit Byzanz in Süditalien konnte durch die Ehe Ottos II. mit Theophanu beigelegt werden, doch erlitt er 982 am Kap Colonna gegen die Sarazenen eine schwere Niederlage. Sein Sohn Otto III., der ihm 983 im Amt folgte, beabsichtigte Rom, den Ort der Kaiserkrönungen, zur Hauptstadt seines Reiches zu machen. 991 machte er Gerbert von Aurillac als Papst Silvester II. zum Herrn der Reichskirche, doch starb der Kaiser bereits 1002.
Zahlreiche Italienzüge folgten, um die Herrschaft in Reichsitalien zu sichern. Sie waren mit der Kaiserkrönung durch den Papst verbunden und wurden häufig als „Romfahrt“ bezeichnet. Ihr ging üblicherweise die Krönung zum König von Italien mit der Eisernen Krone der Langobarden voraus. Für die Ausstellung von Urkunden war eine „italienische“ Abteilung der Reichskanzlei verantwortlich; die politische Verantwortung übernahm der Erzkanzler für Italien, ein Amt, das ab 965 beim Erzbischof von Köln lag.

## Byzantiner (bis 1071), Araber (827–1091)

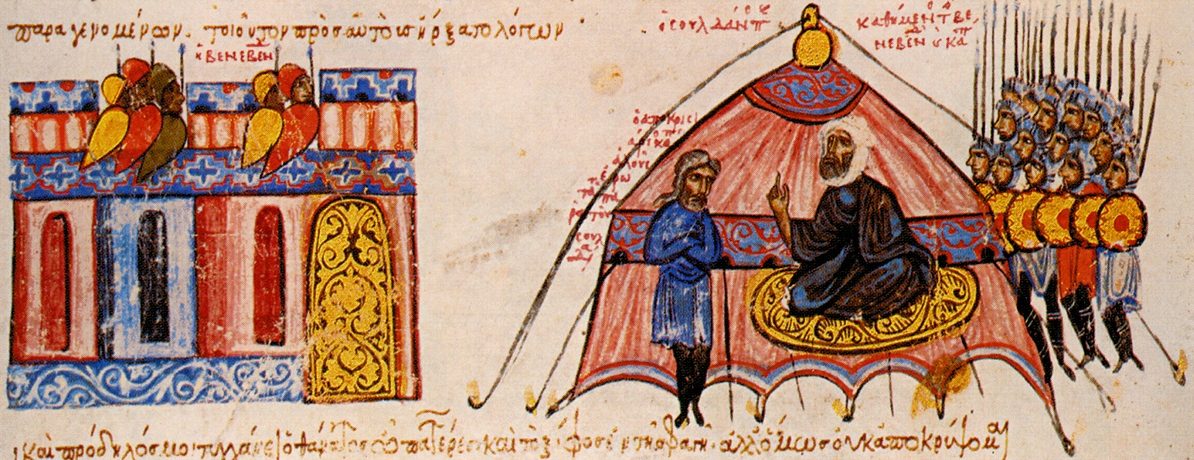
Während der Belagerung Benevents (871) verhandelt Emir Soldanos (Mofareg ibn Salem) von Bari mit einem byzantinischen Gesandten, Madrider Bilderhandschrift des Skylitzes, ursprünglich in den 1070er Jahren angefertigt; illustrierte Kopie von etwa 1150 bis 1175, entstanden im Umkreis des normannischen Königshofs in Palermo, Biblioteca Nacional de España in Madrid

Süditalien blieb noch bis ins 11. Jahrhundert partiell byzantinisch bzw. langobardisch (Fürstentümer Benevent, Capua, Salerno). Zur Verteidigung gegen die Araber, die von etwa 827 bis 1091 Sizilien oder Teile davon beherrschten und von 847 bis 871 ein Herrschaftsgebiet um Bari unterhielten, warben diese langobardischen Fürsten gegen Ende des 11. Jahrhunderts normannische Söldner an, die danach ganz Süditalien einschließlich der Fürstentümer ihrer Auftraggeber eroberten und 1130 auf ehemals langobardischem, arabischem und byzantinischem Gebiet das Königreich Sizilien gründeten.
Bereits 668 und 703 hatten muslimische Flotten Syrakus angegriffen, doch gelang es den Arabern nicht, sich dauerhaft auf der Insel festzusetzen. 827 besiegte jedoch Admiral Euphemios den byzantinischen Statthalter Siziliens, um sich seiner Verhaftung zu entziehen, und erklärte sich zum Kaiser. Er rief die seit 800 in Tunesien selbstständig gewordenen Aghlabiden zu Hilfe, die unter Führung von Asad ibn al-Furāt bei Lilybaeum (Marsala) landeten. Nach langwierigen Kämpfen fiel 831 Palermo, 841–880 war Tarent arabisch, bis 871 hielten sie sich in Bari. Es kam 846 zu einem Angriff auf Rom (was zu einer Ummauerung der Peterskirche führte) und 875 auf Venedig und Aquileia. Auf Sizilien fielen Cefalù 857, Enna 859, schließlich Syrakus 878 und Taormina 902. Von etwa 880 bis 915 setzten die Araber sich in Agropoli nördlich von Neapel fest, im Jahr 900 zerstörten sie Reggio in Kalabrien. Rometta hielt sich bis 965, Byzanz gelang es, von 965 bis 983 Taormina zu besetzen. 849 gelang es einer päpstlich-kampanischen Flotte, eine sarazenische Flotte vor Ostia zu schlagen. 871 gingen Ludwig II., Byzanz und Venedig, unterstützt von Truppen Lothars II., kroatischen und dalmatinischen Hilfstruppen, in Süditalien vor und eroberten Bari zurück. Der Emir floh zu Adelchin von Benevent. Die Aghlabiden erwiderten dies mit einem Angriff von angeblich 20.000 Mann auf Kalabrien und Kampanien, doch unterlagen sie Ludwigs Truppen 873 in Capua. 876 unterstellte sich Bari Byzanz, dem 880 die Eroberung Tarents gelang. Dennoch erlahmte die Expansionskraft der süditalienisch-tunesischen Muslime erst ab 915.
Die Araber betätigten sich nicht nur als Eroberer und Plünderer, vielfach in Diensten der süditalienischen Großen. Sie brachten auch neue Bewässerungstechniken und Kulturpflanzen mit. So wurden Zitronen und Orangen, Datteln, aber auch Baumwolle, Pistazien und Melonen sowie Seide zu wichtigen Produkten der Insel, deren Hauptmärkte nun im Süden lagen. Palermo löste Syrakus als größte Stadt Siziliens ab. Die Nachfolger der Aghlabiden, die Fatimiden, setzten 948 Hassan al-Kalbi als Emir in Sizilien ein, der die Dynastie der Kalbiten begründete. Gegen sie unterlag Otto II. im Jahr 982 in Kalabrien. Als es um 1030 zu Streitigkeiten innerhalb der Dynastie kam, versuchte Byzanz diese Gelegenheit zur Rückeroberung zu nutzen. General Georgios Maniakes besetzte 1038 Messina und 1040 Syrakus, doch mussten die Byzantiner bereits 1043 wieder abziehen.
1063 griff eine pisanische Flotte Sizilien an, doch erst den Normannen gelang es in einem zähen Kampf von 1061 bis 1091, die Insel zu erobern – 1071 fiel Catania, 1072 Palermo. Sie hatten bereits zuvor die langobardischen Gebiete unterworfen und auch die Byzantiner vertrieben, deren letzte Stadt Bari 1071 fiel. Noch vor Abschluss der Eroberung wandten sich die Normannen dem Kernland von Byzanz zu, das sie ab 1081 zu erobern versuchten. Byzanz sah sich damit einem gleichzeitigen Angriff der Normannen im Westen und der türkischen Seldschuken im Osten ausgesetzt. Venedig unterstützte in dieser Situation Kaiser Alexios I. mit seiner Kriegsflotte und erhielt im Gegenzug Handelsprivilegien, die seine Händler ab 1082 von allen Abgaben befreiten.

## Wirtschaft, Handel, Kredit und Marktquote im Hochmittelalter
Um 1000 kam es zu einer Intensivierung des Handels und zu einer Steigerung der Produktion. Dies hing mit einer Besserung der klimatischen Bedingungen, dem Rückgang der Epidemien, wie der Malaria, aber auch mit dem Abklingen der Invasionen aus dem Osten (Slawen, Ungarn) und dem Süden (Araber, Berber) zusammen. Die Bevölkerung Italiens, die wieder anstieg, wird für die Zeit um 650 auf 2,5 Millionen, für das späte 11. Jahrhundert auf 5 Millionen Einwohner geschätzt. Bis Ende des 14. Jahrhunderts lag sie bei rund 10 Millionen.
Dieser Anstieg der Bevölkerung bewirkte oder ermöglichte eine verstärkte Binnenkolonisation, die ihren Höhepunkt während des 12. Jahrhunderts erlebte. Dabei löste sich das Villikationssystem weitgehend auf, die (Wieder-)Einführung von Zitrusfrüchten, Oliven, Baumwolle und eine Seidenproduktion bei nur geringen technologischen Veränderungen führten zu einer Intensivierung des Austauschs. Vom wirtschaftlichen Vorsprung der muslimischen Reiche und des Byzantinischen Reichs profitierten zunächst Städte in Süditalien, wie Amalfi, dann Salerno, Gaeta, Bari, sowie die Städte Siziliens. Sie handelten im ganzen Mittelmeerraum mit Holz, Sklaven, Eisen, Kupfer, wofür sie Gewürze, Wein, Luxuswaren, Farbstoffe, Elfenbein und Kunstwerke erstanden.

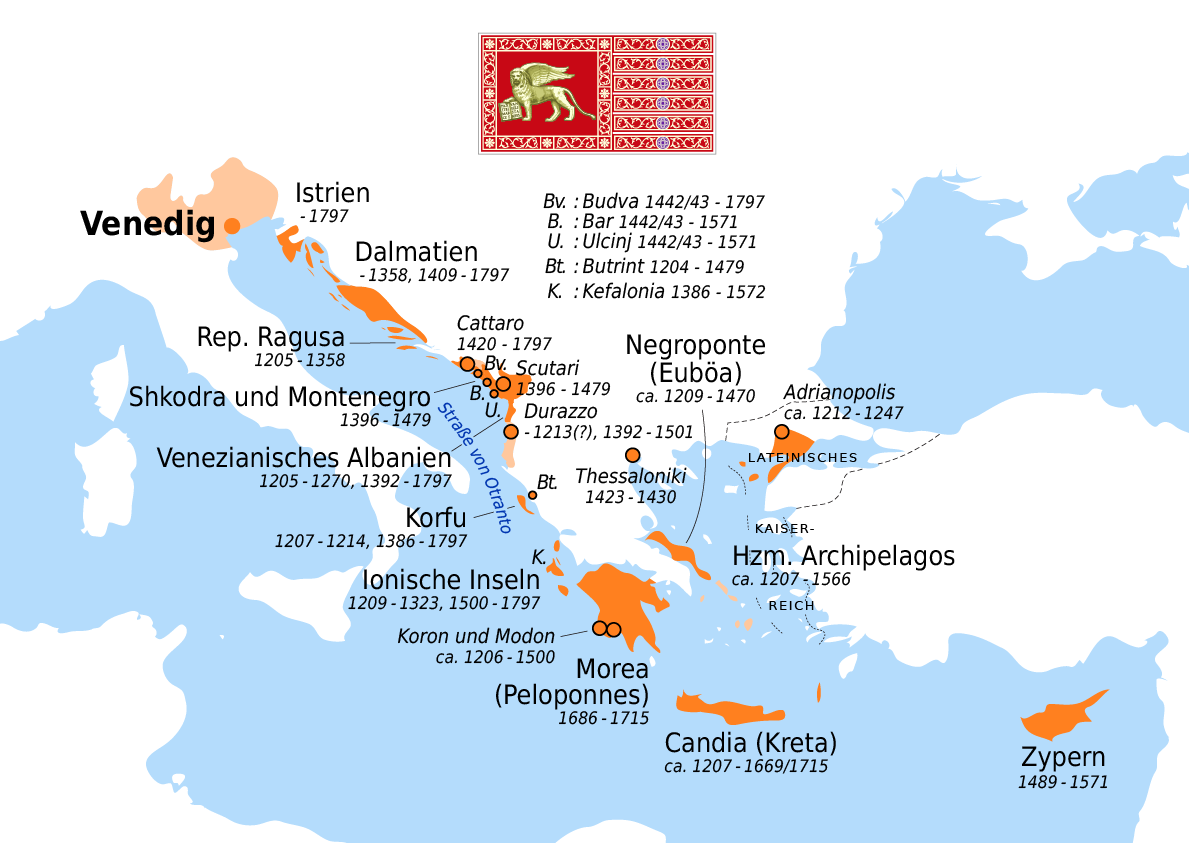
Kolonialreich und Haupthandelswege Venedigs im östlichen Mittelmeer

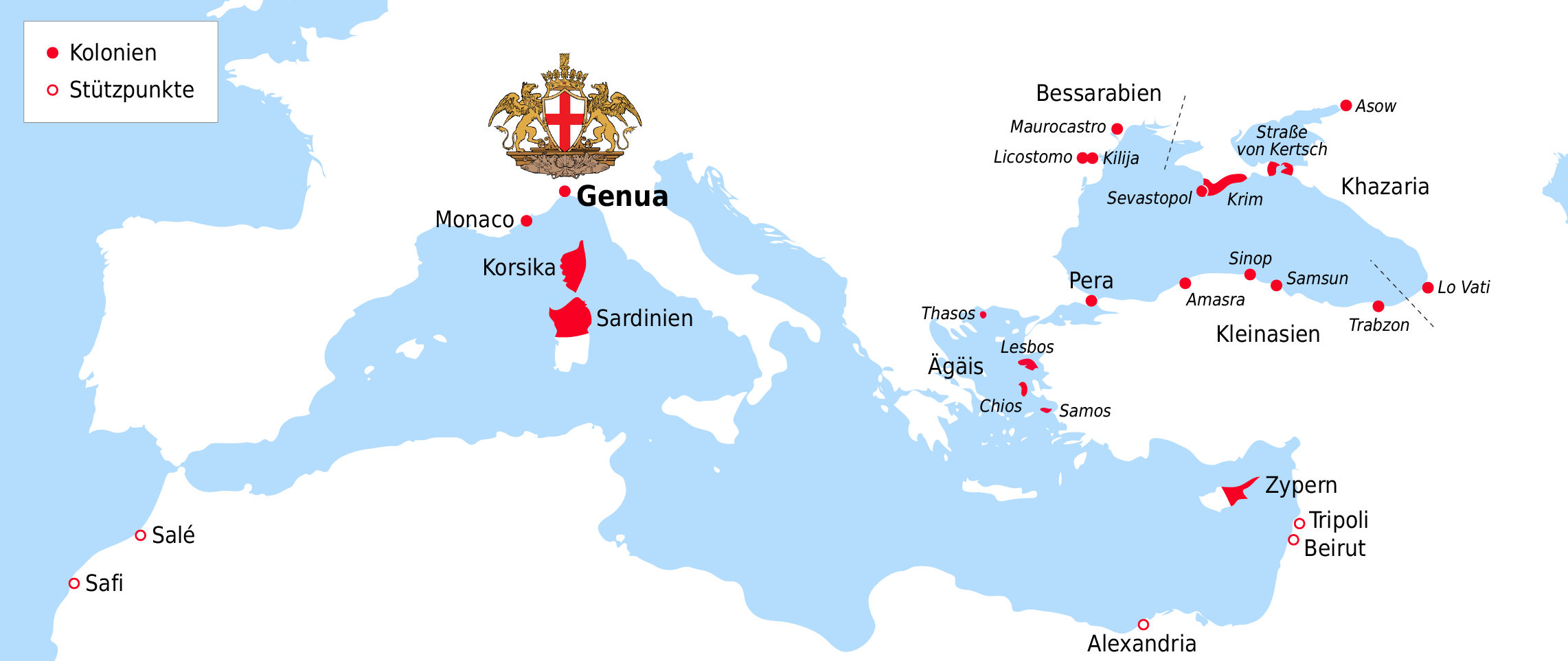
Kolonien Genuas

Im 10. Jahrhundert gelang es Venedig durch seine engen Beziehungen zu Byzanz und zu den muslimischen Reichen, nicht nur zu einer Handels-, sondern auch zu einer Seemacht aufzusteigen. Genua und Pisa hingegen standen im Tyrrhenischen Meer erheblich stärkeren Gegenkräften gegenüber, konnten jedoch binnen eines Jahrhunderts um 1100 die Oberhand gewinnen. Diesen drei bald vorherrschenden Seemächten kamen technische Innovationen, wie Kompass, Portolan, aber auch die Vergrößerung des Frachtraums, die verbesserte Ausbildung der Kaufmannssöhne und der staatliche Schutz von Handelskonvois zustatten. Auch dehnten sie die Handelszeiten aus und verkürzten die Winterpausen.
Die Dominanz über große Teile des Mittelmeers machte die oberitalienischen Flotten zum gegebenen Transportmittel für Pilger und Kreuzfahrer, was wiederum gewaltige Vermögen hervorbrachte. Schließlich gelang es Genuesen und Venezianern durch überwiegend unter äußeren Zwängen gewährte Privilegien, die byzantinische Konkurrenz weitgehend auszuschalten und den Handel nach Konstantinopel und tief nach Asien zu dominieren. Sowohl Genua als auch Venedig eroberten zunächst eine Kette von Stützpunkten bis weit in den Osten, die sie zu regelrechten Kolonialreichen ausbauten. Darüber hinaus unterhielten sie Kaufmannskolonien in zahlreichen Städten, die verschiedene Grade der Autonomie erhielten.
Diesem Handelssystem im Osten musste ein entsprechendes System im Westen und Norden entgegengestellt werden, um Waren zu akquirieren und ausreichende Absatzmärkte zu entwickeln. Dies galt zum einen für Italien selbst, dessen wachsende Bevölkerung durch eine große Zahl von Messen, durch den Ausbau lokaler Märkte mit Waren versorgt wurde, zum anderen für Westeuropa, wo sich italienische Kaufmannskolonien entwickelten. Sie saßen in den Städten der Provence, Kataloniens und Kastiliens, im Rheinland, in Flandern und England. Sie bildeten analog zu den östlichen Kaufleuten die Schaltstationen für den Handel, für Informationen und sogar für die Ausbildung des Nachwuchses. Sie waren es zudem, die den Luxusbedarf der Höfe einschließlich desjenigen des Papstes deckten.
Dieser Aufstieg im Zusammenhang mit der kommerziellen Revolution konnte neben der günstigen räumlichen Lage Italiens und den Kontakten mit ökonomisch weiter entwickelten Nachbarn auf die städtische Kontinuität aufbauen, die hier größer war als in den meisten anderen Gebieten des ehemaligen Römischen Reichs. Die Städte waren Amtssitze von Bischöfen und Äbten, von königlichen Verwaltungsorganen, deren wirtschaftliche Grundlagen dennoch überwiegend im Ländlichen lagen, und die Städte besaßen Märkte und Messen, Häfen und Fernhandelsstraßen und profitierten vom Luxusbedarf. Zudem konnten sie sich im Norden von den Landesherren weitgehend unabhängig machen und den Landadel zwingen, in die Stadt zu ziehen. Mit diesen Entwicklungen brach in Italien die Dominanz des Agrarischen über das Städtische zusammen. Handel, Geldwesen, gewerbliches Unternehmertum unter der Ägide einer aufkommenden bürgerlichen Herrenschicht prägten das Land. Die städtische Bevölkerung dürfte sich zwischen dem 11. und dem frühen 14. Jahrhundert verfünf- oder -sechsfacht haben. Dieses Wachstum war ganz überwiegend dem Zuzug vom Lande zu verdanken, so dass sich neben die ökonomische Revolution eine Stadtrevolution gesellte. Dieser Zuzug bewirkte zum einen eine massive Vergrößerung der Städte, zum anderen die Entstehung einer Bauindustrie, die zu einem der wichtigsten Wirtschaftszweige wurde.
Die kommunalen Führungsgruppen bestanden aus Fernhändlern, Immobilienbesitzern und Grundbesitzern. Sie wurden gedrängt, ihr Kapital in Handelsreisen und Schiffsbau zu investieren, aber auch in staatliche Fürsorgeaufgaben, wie die Versorgung mit Getreide und Brot, deren massenhafter Umsatz einen erheblichen Anteil an der Entstehung der großen Vermögen hatte. Auch die Waren an Bord der Schiffe gehörten meist einem oder mehreren Kapitalgebern, die mit dem Schiffsführer durch einen Vertrag verbunden waren. Bald kamen zum Handel und zur Plünderung Geschäfte wie Bank- oder Wechselunternehmungen hinzu. Dies galt sowohl für den kleinen, lokalen Kreditmarkt als auch für die Fernhandelskredite, die in Venedig stärker staatlich, in Genua stärker privat organisiert waren. Ab dem 12. und 13. Jahrhundert schlossen sich die Händler zu Gesellschaften (compagnie) zusammen, die aus Familienverbänden hervorgingen und Filialen bildeten. In Venedig galten Brüder sogar automatisch als Angehörige ein und derselben Handelsgesellschaft.
Die Techniken des Geldtransfers und der Kreditvergabe wurden ab dem 12. Jahrhundert erkennbar verbessert. So überwand man sehr viel früher als im übrigen Europa die Risiken des Münztransfers, die Hürden des Wechsels von einem Münzsystem ins andere und entwickelte zugleich durch verdeckte Zinsnahme, die ja aufgrund biblischer Verbote untersagt war, ein umfangreiches Kreditwesen auf der Basis von Wechseln. Auf römisches Recht gestützt, wurde zudem das See- und Handelsrecht ausgebaut.
Um 1250 hatte sich die kommerzielle Revolution so weit durchgesetzt, dass sie das Wesen der italienischen Metropolen dominierte. Die Mentalität der Führungsschichten setzte auf räumliche Expansion, wie etwa nach Russland, China, Indien und Afrika, aber auch Norwegen und in den Ostseeraum, in Italien selbst expandierte der Warenumsatz auf der Grundlage zunehmender Geld- und Marktvermittlung der meisten ökonomischen Transaktionen. Um dem stark angestiegenen Handelsvolumen Wege zu öffnen, dehnte man die Wasserwege, die natürlicherweise zur Verfügung standen, aus, indem man Kanäle baute und die Straßen verbesserte. Der ganz überwiegende Teil des Handels, insbesondere der mit Massengütern, wurde dabei weiterhin auf dem Wasser bewältigt.
Handel und Gewerbe bildeten in den Städten eine schwer abzugrenzende Einheit. Die Handwerkerzünfte (arti) bezogen sich dabei meist auf den Laden (bottega) und nahmen nur selten „industrielle“ Dimensionen an. Ganz anders war die Situation im Bergbau und im Schiffbau sowie im Textilsektor. Bis zum 12. Jahrhundert waren Kalabrien und Sizilien die Zentren der Seidenproduktion, ab dem 13. Jahrhundert auch die Toskana und die Emilia, dort wiederum Lucca und Bologna. Zunächst waren die italienischen Tuchhändler vor allem im Zwischenhandel zwischen Brabant-Flandern und Nordfrankreich tätig, doch begannen sie in einer Art Verlagssystem eine Mischung aus Handwerksbetrieben, Lohn- und Heimarbeit zu entwickeln (opificio disseminato).

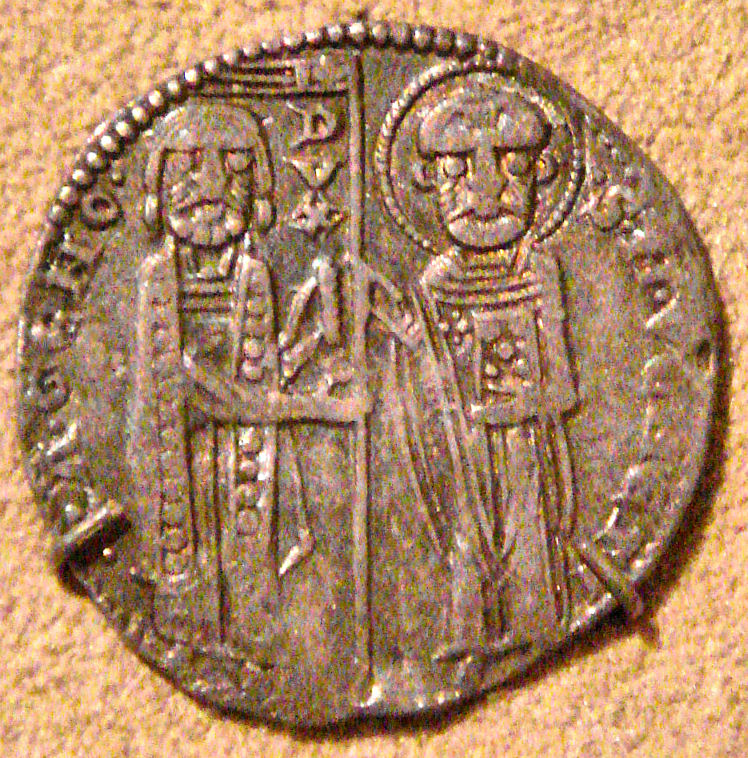
Silbermünze, Venedig zwischen 1253 und 1268

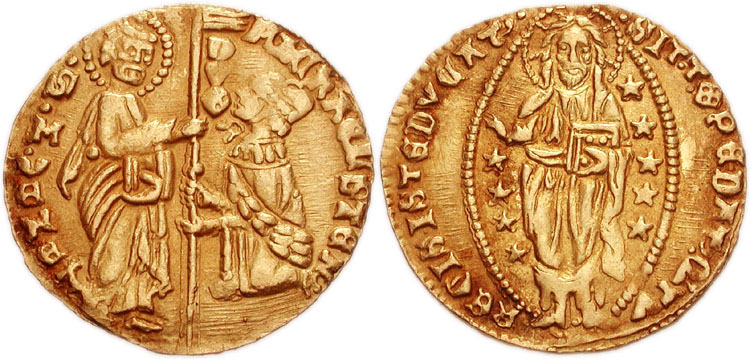
Goldmünze, Venedig 1400

Die Mittlerrolle Italiens erzwang ein doppeltes Münzsystem aus Silber- und Goldmünzen, das zunächst in geringem Umfang die süditalienischen Städte in der Nachfolge der muslimischen betrieben, deren Tari sie übernahmen. Mitte des 13. Jahrhunderts gingen Florenz und Genua, Ende des Jahrhunderts auch Venedig zu einem Doppelsystem aus Gold- und Silbermünzen über, das den Städten erhebliche Einnahmen brachte und zugleich Preismanipulationen und Verlagerungen der gesellschaftlichen Lasten ermöglichte. So installierte Florenz eine Binnenwährung und eine Währung für den Außenhandel, die stabil gehalten wurde. Dadurch konnte man die Löhne im Vergleich zu den Erträgen aus dem Außenhandel senken, ohne den sozialen Frieden im Innern zu gefährden.
Um 1200, vor allem nach der Plünderung Konstantinopels (1204) im Verlauf des Vierten Kreuzzugs, überstieg das Kapitalangebot den entsprechenden Markt. Dies gab dem Geldverleih und dem Bankwesen neue Möglichkeiten, wobei sich einige der Banken auf Geschäfte der Hochfinanz spezialisierten. Sie finanzierten königliche Höfe und organisierten die päpstlichen Finanzen. Auch Kriege wurden zunehmend von ihnen vorfinanziert. Das Risiko bestand allerdings darin, dass keine Mindestdeckung des ausgegebenen Kapitals bestand, und vor allem, dass es bei ausländischen Kreditnehmern kaum Möglichkeiten gab, sie zur Rückzahlung zu zwingen.
Ganz anders verlief hingegen die Entwicklung im Süden Italiens. Die dortigen Städte standen im 11. Jahrhundert an der Schwelle zur kommerziellen Revolution, doch brachte die normannische Herrschaft nach der Vertreibung der Byzantiner und Berber eine ausgeprägte Feudalisierung unter Dominanz des neu erhobenen Adels. Dessen Latifundien und die fortdauernde Bindung der Bauern an die Scholle verhinderten die Entfaltung agrarischer Vielfalt, zumal der Weizen als Exportgut, das der Kriegsfinanzierung diente, immer größere Flächen in Anspruch nahm. Sowohl Normannen als auch Staufer, Anjou und die spanischen Herrscher nutzten diesen Reichtum zur Finanzierung ihrer Hofhaltung und ihrer Kämpfe untereinander und ihrer Expansionsversuche gegen Byzanz. Zugleich wurden die Kommunen einer rigorosen Steuerverwaltung und einem dem schwankenden Finanzbedarf angepassten Fiskalismus unterworfen sowie kommunale Selbstorganisation weitgehend unterdrückt. Auch spielten Handwerker- und Händlerkorporationen nur eine geringe Rolle.
Dies führte dazu, dass der italienische Norden den Süden als Rohstoffland betrachtete – etwa von Wein, Öl, Käse, Holz, Salz, Vieh, Meeresfrüchten usw. – und die von den heimischen Dynastien geschaffenen Verhältnisse vertiefte. Die Kaufleute aus Genua, Florenz, Pisa und Venedig ließen sich im 12. Jahrhundert in großer Zahl in den Hafenstädten nieder. Nach dem Ende der Staufer (1268) dominierten die Florentiner vor allem das Reich der Anjou, die Pisaner das aragonesische Sizilien. Zu ihnen kamen im 14. Jahrhundert katalanische Kaufleute, die gleichfalls dazu beitrugen, dass das Kapital abfloss und kaum im Land investiert wurde.
Alle Bemühungen der Staufer, etwa Bergbau, Zuckerproduktion, Handwerk und Gewerbe zu fördern, der Anjou das Straßennetz auszubauen, und selbst die Einrichtung neuer Messen und Märkte brachten angesichts dieser Grundkonstellation kaum Verbesserungen. Allerdings kamen diese staatlichen Lenkungsversuche den Hafenstädten zugute, da sie stark vom Export profitierten. Neapel wurde als Hauptstadt wieder wichtig für den Schiffbau und als Zentrum für Luxusgüter. Nach der Vereinigung Neapels mit Sizilien (1442) intensivierte sich der Handel mit den Spaniern ungemein, jedoch erhielt Süditalien auch hier eher die Rolle des Rohstofflieferanten. Dabei nahm die Seidenraupenzucht in Kalabrien einen Aufschwung, es wurden Merinoschafe eingeführt, Thunfisch und Korallen wurden verstärkt ausgeführt.

## Reformversuche der Kirche und Gesellschaft
Im Norden war die zunehmende Verstädterung von Machtkämpfen der landsässigen Capitane und der eher an die Städte angelehnten Valvassoren, die Inhaber von Lehen waren und Reichsrechte genossen, begleitet. Zugleich kämpften Stadtherren und Einwohnergemeinden um die Vorherrschaft. Die Mailänder Pataria von 1057 bewirkte zugleich, dass sich das Reformpapsttum, das, ähnlich wie die Aufständischen, die Bekämpfung der Simonie und des Nikolaitismus betrieb, in Konflikt mit der kaiserlichen Herrschaft geriet. Dies hing vor allem damit zusammen, dass Papst Gregor VII. das Recht der Einsetzung des Mailänder Bischofs beanspruchte, schließlich ab 1075 die aller Bischöfe. Bereits 1024 zerstörten die Cives Pavias die Königspfalz und beendeten damit deren Rolle als königliche Residenz. Ab den 1080er Jahren sind Konsulatsverfassungen in den Städten fassbar, ab 1093 formelle Bündnisse zwischen Städten.

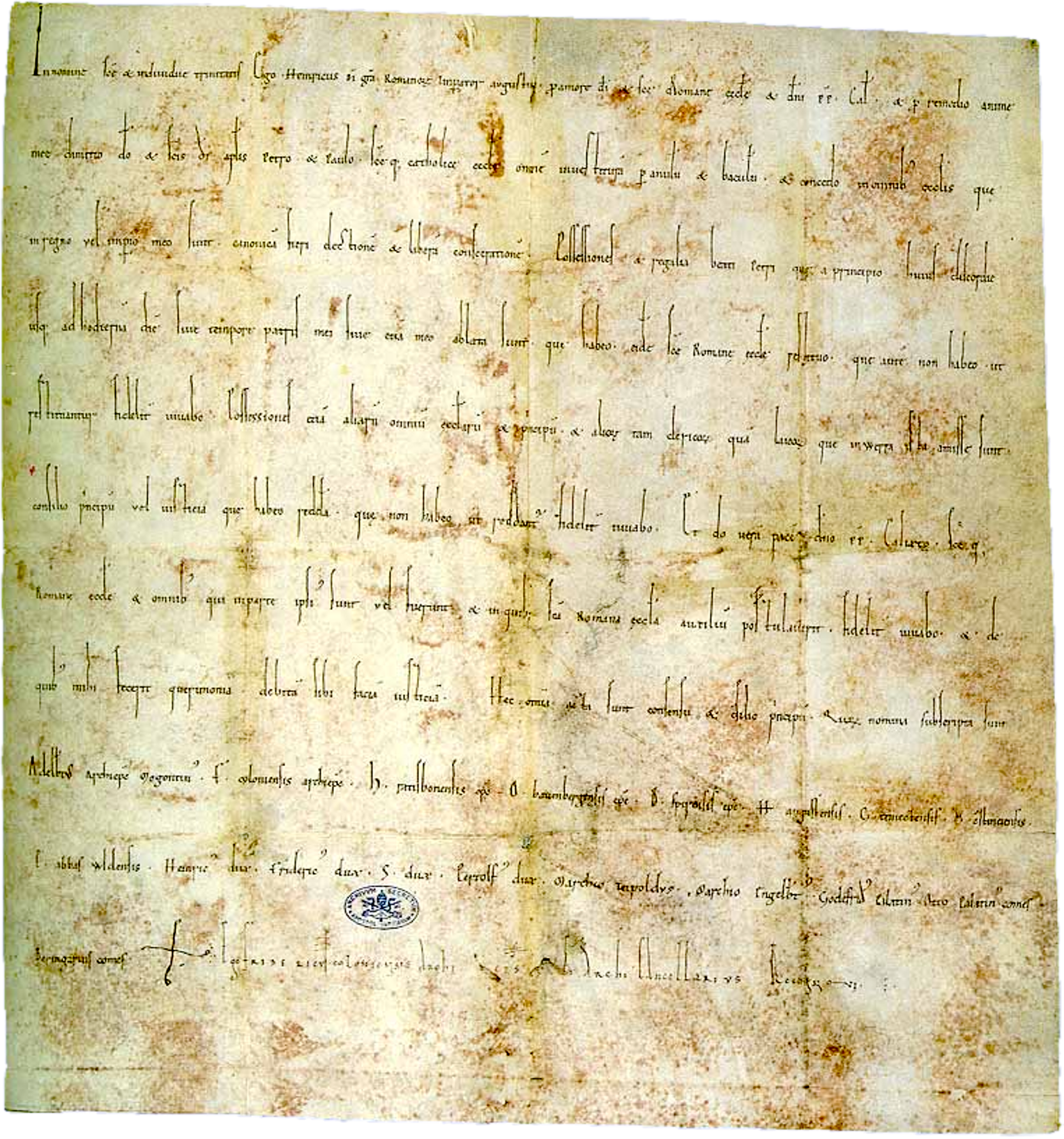
Urkunde Heinrichs V. von 1122 (s. Wormser Konkordat), in der er auf die Investitur der Bischöfe mit Ring und Stab verzichtet.

Im Italien des 11. Jahrhunderts verbanden sich Reformbestrebungen der Kirche mit Bestrebungen, die Abhängigkeit vom transalpinen Königtum zu mindern. Vor allem in den nördlichen Bistümern hatte das Reichskirchensystem eine starke Abhängigkeit der Kirchen geschaffen, die sich auch darin zeigte, dass dort vor allem bayerische Bischöfe residierten, wie etwa in Aquileia, in der Mark Verona und in Ravenna. In anderen Städten entstammten die Bischöfe vielfach der Gruppe der feudalen italienischen Capitane, ab dem 12. Jahrhundert auch der Valvassoren. Die Bischöfe erhielten sich zwar eine gewisse Selbstständigkeit, doch wurden sie zunehmend in das grundherrschaftlich organisierte Herrschaftssystem des Reichs eingebunden. Gegen die Unterwerfung der Bischofswahlen unter den Willen eines königlichen Laien regte sich zunehmend Widerstand. Der Aufstand der Pataria von 1057, der vor allem der moralischen Wiederherstellung der Kirche galt, wirkte auch nach seiner Niederschlagung fort. 1067 bestätigten die Kardinallegaten in Mailand dem Bischof die aus seinem Amt heraus ausgeübte geistliche Gewalt über den gesamten Klerus, die Gemeinschaft der Gläubigen und insbesondere über die Taufkirchen, ganz gleich, ob die daran hängenden Benefizien Laien oder Klerikern zustanden. 1075 untersagte Papst Gregor VII. explizit die Einsetzung von Geistlichen durch Laien in ihre Ämter. Darüber kam es bis zum Wormser Konkordat (1122) zu einer ersten Streitphase mit den deutschen Herrschern.

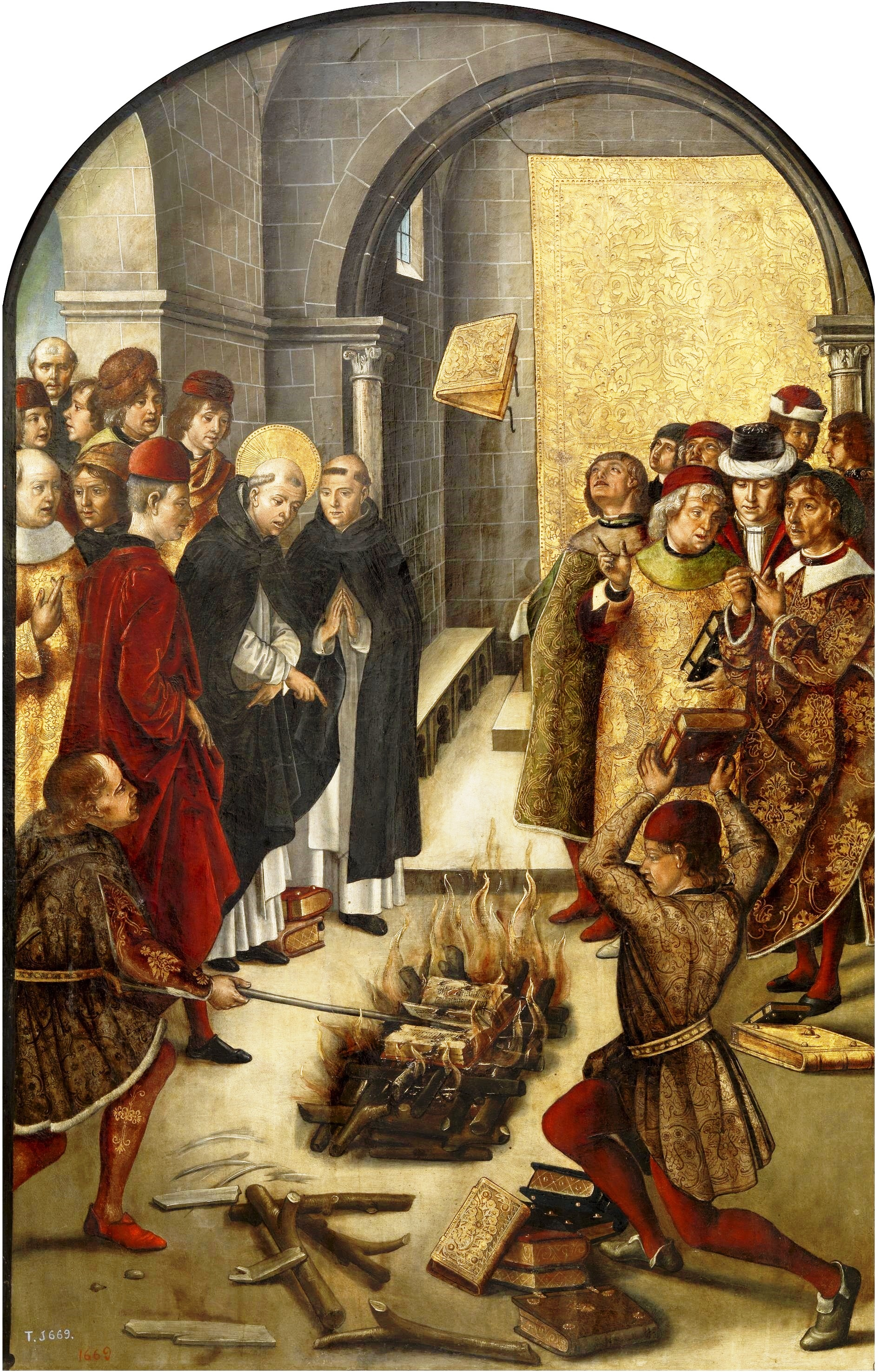
Der heilige Dominikus und die Albigenser in Albi (1207) – katholische und katharische Schriften werden ins Feuer geworfen, doch nur letztere verbrennen – Pedro Berruguete um 1495.

Die spirituelle und die soziale Dimension der Reformbewegung darf bei den dahinterliegenden ökonomischen und Machtinteressen nicht unterschätzt werden. Um 1034 erschienen mit den Häretikern von Monforte im Piemont erstmals heterodoxe Bewegungen, Gruppen, deren Lehre die Kirchenleitung nicht mit ihren Dogmen für vereinbar hielt. Neben der bereits genannten Pataria (1057) sind hier vor allem Arnold von Brescia (1155 hingerichtet), die Katharer, die Humiliaten, die italienischen Waldenser oder die Passagini zu erwähnen, aber auch Ugo Speroni († nach 1198), der sich gegen Hierarchie, Priestertum und Sakramente wandte.
Vielfach am Rande des akzeptierten Spektrums agierten zunächst reformbegeisterte Einsiedler, wie Petrus Damiani, der das Leben des Klerus in Gemeinschaften stärken wollte. Überall entstanden von Klerikern und Laien initiierte Kanonikerstifte. Im klösterlichen Sektor entstanden die Virginianer, der Orden von Pulsano, die Wilhelmiten, die Kartäuser, die Zisterzienser sowie die Floriazenser durch Joachim von Fiore. Gegen die Vielfalt der der Welt zugeneigten Bewegungen entstand wiederum eine Bewegung, die sich von der Welt abwandte, Kontemplation und Buße übte und damit benediktinische Traditionen wieder stärker belebte. So entstanden die Kongregationen der Coelestiner und der Silvestriner.
Laienbewegungen, wie die Halleluja-Bewegung waren von ähnlich großem Einfluss; einige von ihnen betätigten sich antihäretisch. Im 13. Jahrhundert kam die Flagellantenbewegung auf, welcher der dritte Orden der Franziskaner lange zuneigte. Schließlich kamen Franziskaner und Dominikaner, später auch Karmeliter, Augustinereremiten, Serviten und Sackbrüder hinzu. Vor allem die beiden Ersteren setzte der Papst in seinem propagandistischen Kampf gegen den Kaiser ein.

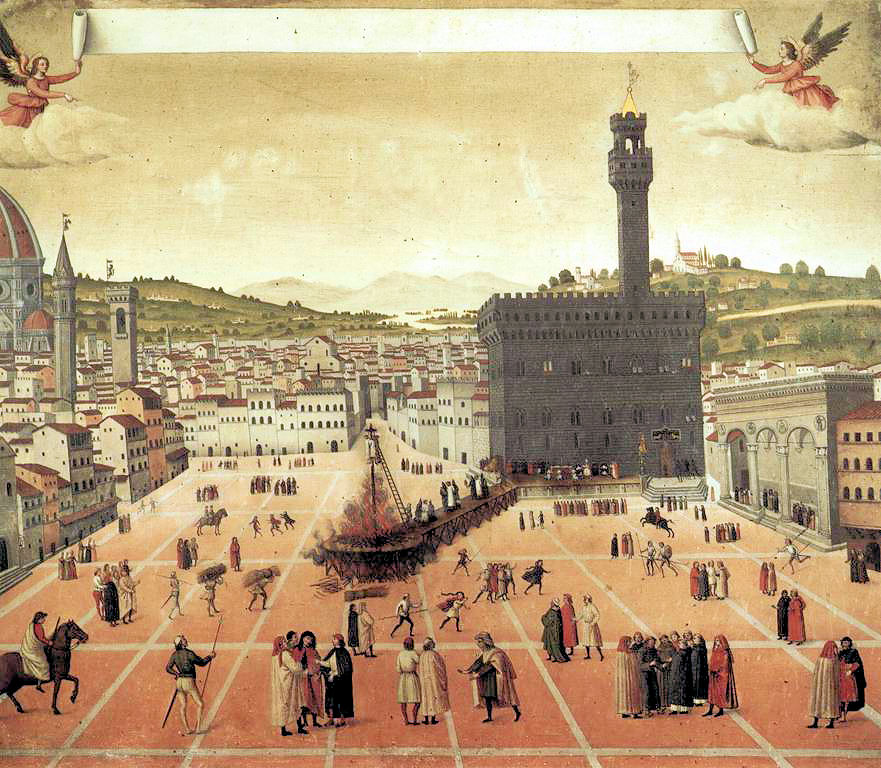
Die Hinrichtung Savonarolas auf der Piazza della Signoria in Florenz

Im 14. und 15. Jahrhundert wandten sich zahlreiche Kongregationen karitativen Aufgaben zu, wie es schon früher Beginen und Begarden getan hatten. So entstand ein überaus dichtes Netz von Hospitälern und Bruderschaften, wobei viele Institutionen in kommunaler Hand waren oder von den Städten ins Leben gerufen wurden. Dass die Vertreter dieser Bewegungen sich damit jedoch keineswegs zufriedengaben, zeigen Männer und Frauen wie Bernhardin von Siena, Katharina von Genua oder Franziska von Rom, die der Mystik neue Impulse gaben, vor allem aber Girolamo Savonarola, der zur Durchsetzung seiner Ideen 1494 die politische Macht in Florenz an sich riss, die er bis 1498 halten konnte.
Dabei blieb Italien von Hexenverfolgungen weitgehend verschont. Zwar gab es sie in den Alpentälern (die schwersten Verfolgungen fanden in Valcamonica von 1518 bis 1521 und bis mindestens 1525 in Como statt), doch Andrea Alciati (1492–1550), führender Kommentator des Codex Iuris Civilis, verfasste aus Anlass der dortigen Verfolgungen Gutachten, in denen er in kaum zu überbietender Schärfe von „nova holocausta“ sprach. Er warf der Inquisition vor, sie schaffe das Phänomen der Hexerei erst, statt es, wie sie behauptete, zu bekämpfen. Schon 1505 war der Franziskaner Samuel de Cassini aus Mailand gegen die Verfolgungen aufgetreten, dennoch kamen sie vereinzelt bis nach 1700 vor.
Die Inquisition war von Rom in den Auseinandersetzungen mit den zahlreichen sozialen und religiösen Bewegungen gegründet worden und stützte sich vor allem auf die Dominikaner. Die Waldenser, die „Armen von Lyon“, wurden 1184 in dem von Papst Lucius III. verfassten Edikt Ad Abolendam als Häretiker aufgeführt. Eine erneute Verurteilung folgte 1215 unter Papst Innozenz III. 1252 wurden die Waldenser in der von Papst Innozenz IV. verfassten Bulle Ad Extirpanda erneut nebst anderen Gruppen verurteilt. Ab den 1230/1240er Jahren gingen die Verfolgungen von der Inquisition aus. Während die Inquisition das waldensische Bekenntnis in Kalabrien und in der Provence ausrottete, überlebte es in einigen Tälern der Cottischen Alpen.

## Papst, Normannen, Staufer (bis 1268)
Im hohen und späten Mittelalter waren weite Teile Mittelitaliens von der römisch-katholischen Kirche dominiert und, ebenso wie Oberitalien, unmittelbar von den Machtkämpfen zwischen Kaiser und Papst (beginnend mit dem Investiturstreit und endend im 14. Jahrhundert) sowie von den Kämpfen zwischen den Kommunen betroffen. Letztere ordneten sich meist als Ghibellinen und Guelfen den streitenden Hauptparteien zu. Daneben bestanden auch innerhalb der Kommunen oft starke Spannungen.
Dabei spielte das Ende der arabischen und der byzantinischen Herrschaft im Süden eine erhebliche Rolle. 1038 und 1040 gelang Byzanz zwar die Rückeroberung von Messina und Syrakus, doch nun führten Auseinandersetzungen bei Hof und das Ausgreifen der als Söldner ins Land geholten Normannen zum Zusammenbruch sowohl der byzantinischen als auch der arabischen Herrschaft.
Heinrich II. griff 1021 im Süden ein; ihm unterwarfen sich die süditalienischen Fürsten und er belagerte das byzantinische Troia in Apulien. Das Papsttum, das bis 1012 von den Crescentiern abhängig war, hing nun von den Tuskulanern ab. Sein Sohn und Nachfolger traf jedoch mehrere langfristig wesentlich folgenreichere Entscheidungen: Mit der Einsetzung Suidgers von Bamberg als Papst Clemens II. schuf Heinrich III. 1046 die Voraussetzungen für das Reformpapsttum. Er belehnte darüber hinaus 1047 den Normannen Rainulf II. mit der Grafschaft Aversa und Drogo von Hauteville mit seinem apulischen Landbesitz, der auf byzantinischem Gebiet lag. Damit traten erstmals Normannenführer in eine Lehnsbindung zum Reich. Der Papst belehnte seinerseits 1059 Robert Guiskard mit Apulien, Kalabrien und dem noch zu erobernden Sizilien. Unter seiner Führung eroberten dann die Normannen in einer Art Kreuzzug von 1061 bis 1091 Sizilien

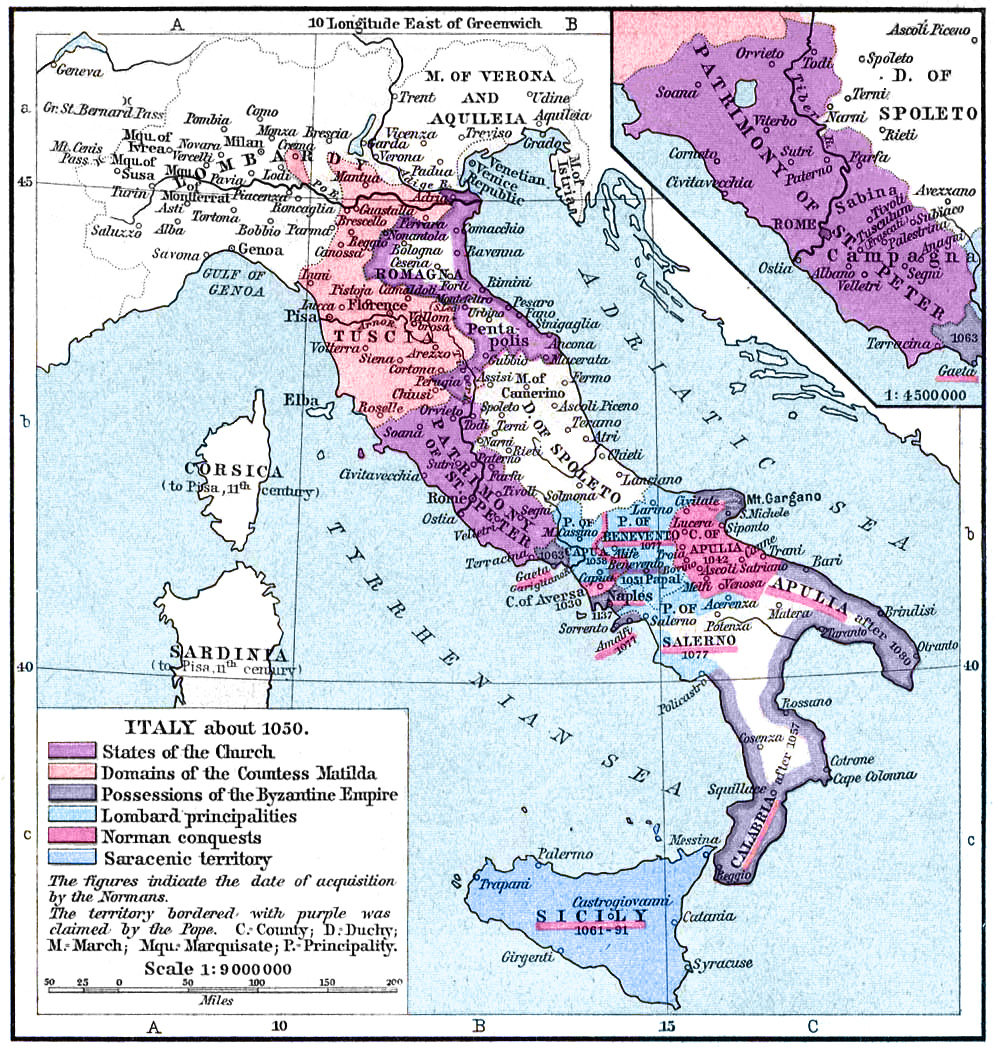
Italien um 1050

Ein weiterer wichtiger Faktor war die Durchsetzung des Lehnsrechts in Oberitalien, bei der sich der Kaiser zugunsten der Valvassoren einsetzte (Constitutio de feudis, 1037), um damit der Macht der Großen, die sich im von den Kaisern nur selten aufgesuchten Italien verselbständigt hatten, ein Gegengewicht entgegenzusetzen. Um die Macht der Großen weiter einzuschränken, stattete er mehrere Städte mit Privilegien aus. Dementsprechend wurde einer der mächtigsten Capitane, Gottfried der Bärtige von Tuszien, zum Protektor der Reformpäpste. Dies war umso wichtiger, als die Normannen unzuverlässige Verbündete waren; so marschierten sie 1066 in das Patrimonium Petri, und trotz des Kirchenbanns gegen ihn besetzte Robert Guiskard das Fürstentum Salerno (1076), die letzte langobardische Herrschaft. Diese für Papst Gregor VII. äußerst bedrohliche Situation dürfte sein vergleichsweise mildes Verhalten gegenüber Heinrich IV. bei seinem Bußgang nach Canossa mit bedingt haben.
Der Papst erkannte 1080 alle Eroberungen der Normannen an und löste Robert Guiskard vom Bann. Robert trat nun massiv gegen Heinrich IV. auf und befreite den Papst aus der Gefangenschaft. Zudem sorgten die Normannen für eine langsame Rekatholisierung – in Santa Severina wurde der orthodoxe Ritus bis ins 13. Jahrhundert beibehalten – der einst byzantinischen Bistümer und die Gründung neuer Episkopate. Gallipoli behielt den byzantinischen Ritus bis 1513, Bova sogar bis 1573 bei (dort besteht bis heute ein griechisch geprägter Dialekt). Auf Sizilien wurden die von den Muslimen aufgehobenen Bistümer wieder eingerichtet. Darüber hinaus traf Robert Vorbereitungen, das durch die Eroberungen der Seldschuken geschwächte Byzanz zu erobern. Damit wiederum machte er sich Venedig zum Feind, das die Festsetzung einer Macht auf beiden Seiten der Adria im Interesse der Freiheit seiner Handelswege nicht mehr duldete.

Mathilde von Tuszien und Hugo von Cluny als Fürsprecher Heinrichs IV., Vita Mathildis des Donizio, um 1115. Vatikanstadt, Bibliotheca Apostolica Vaticana, Ms. Vat. lat. 4922, f. 49^{v})

Die Staufer erhoben nun Anspruch auf die Mathildischen Güter und umwarben dabei auch Mailand, das damit begonnen hatte, sich mit der Unterwerfung von Lodi (1111) und Como (1127) ein eigenes Territorium zu schaffen.
Das Schisma von 1130 – in Rom bekämpften sich die Familien der Pierleoni und der Frangipani –, das erst 1139 durch das Zweite Laterankonzil beendet wurde, schwächte hingegen die päpstliche Seite, die sich nun gezwungen sah, den Normannen zahlreiche Rechte einzuräumen. Lothar III. suchte auf Ersuchen von Aufständischen den seit 1130 zum König gekrönten Roger II. von 1136 bis 1137 zu bekämpfen. Roger war in der Schlacht von Nocera (24. Juli 1132) gegen die Aufständischen unter Rainulf von Alife unterlegen. Lothar zog nun Mailand auf seine Seite. Dadurch wurden die Feinde Mailands, allen voran Pavia und Cremona, beinahe automatisch seine Gegner. Pisa, Venedig und Genua unterstützten wiederum Lothar bei der Eroberung Baris. Doch das Heer weigerte sich, Roger nach Sizilien zu verfolgen, so dass es diesem bis 1138 gelang, nicht nur Papst Innozenz II. gefangen zu setzen, sondern auch alle Rechte im Süden Italiens zurückzugewinnen, nachdem 1139 Rogers Hauptgegner Rainulf gestorben war. 1143/44 geriet der Papst zudem durch einen Aufstand in Rom unter Arnold von Brescia in Bedrängnis.
Konrad III. verhandelte nun mit dem byzantinischen Kaiser Manuel I. wegen eines Bündnisses gegen die Normannen, die Byzanz angegriffen hatten. 1148 beschlossen sie einen gemeinsamen Kriegszug, der zur Aufteilung des Normannenreiches führen sollte. Roger verbündete sich mit dem französischen König und mit den Welfen. Nach dem Tod des Kaisers verfolgte sein Nachfolger Friedrich I. zwar eine ähnliche Politik, doch duldete er keine byzantinische Beteiligung. Auch zog er Welf VI. auf seine Seite, indem er ihn mit riesigen Ländereien belehnte. 1154 starb Roger II.

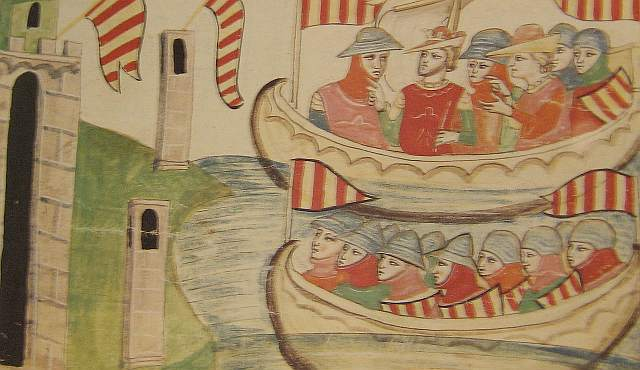
Die Flotte Peters III. von Aragón – der König ist durch die Krone kenntlich gemacht – landet in Trapani auf Sizilien, Biblioteca Vaticana. Die Insel bleibt bis 1861 in spanischer Hand.

Das Normannenreich stellte inzwischen eine bedeutende mittelmeerische Macht dar (1146 eroberte es Tunis), zumal ihm nun erhebliche wirtschaftliche Mittel zur Verfügung standen. 1155 und 1156 gelang ihm der Ausgleich mit dem Papst sowie mit Genua und Venedig. Es versuchte jedoch vergeblich, das Byzantinische Reich zu erobern, und unternahm 1185 unter Wilhelm II. einen letzten Versuch, der jedoch gleichfalls scheiterte. Die Kreuzzüge hatten nicht nur zu maßlosen Plünderungen, sondern auch zu einer Verdichtung der Handelsbeziehungen insbesondere der süditalienischen, später auch der norditalienischen mit dem gesamten Mittelmeerraum geführt. Das Normannenreich kämpfte in Italien in wechselnden Koalitionen gegen kaiserliche und päpstliche Ansprüche, konnte aber durch seinen langfristigen Wechsel auf die Seite des Papstes ab 1155 in die Rolle des Beschützers gegen die Machtansprüche der römisch-deutschen Kaiser hineinwachsen, bis es 1190 per Erbfolge an die Staufer fiel. Diese erhielten 1194 das Normannenreich. Palermo war Hauptstadt und Residenz Kaiser Friedrichs II., der im Süden aufgewachsen war.
Süditalien war trotz der dynastischen Verbindung in der Stauferzeit formal nie Teil des Heiligen Römischen Reichs und stellte zudem ein päpstliches Lehen dar. Die Päpste fürchteten, die Staufer würden den Kirchenstaat „umklammern“, und kämpften gegen deren Dominanz. Im Streit zwischen Friedrich II. und den Päpsten, den seine Nachfolger fortsetzten, unterlagen die beiden letzten Staufer 1266 und 1268 gegen Karl I. von Anjou. 1282 brachte ein Volksaufstand zunächst Sizilien (Sizilianische Vesper), dann ein Erbgang 1442 das festländische Süditalien an Aragón (das ab 1492 ein Teil Spaniens wurde).

## Kommunen, Signorien, Reichspolitik (11. bis 15. Jahrhundert)

### Kommunale Selbstständigkeit

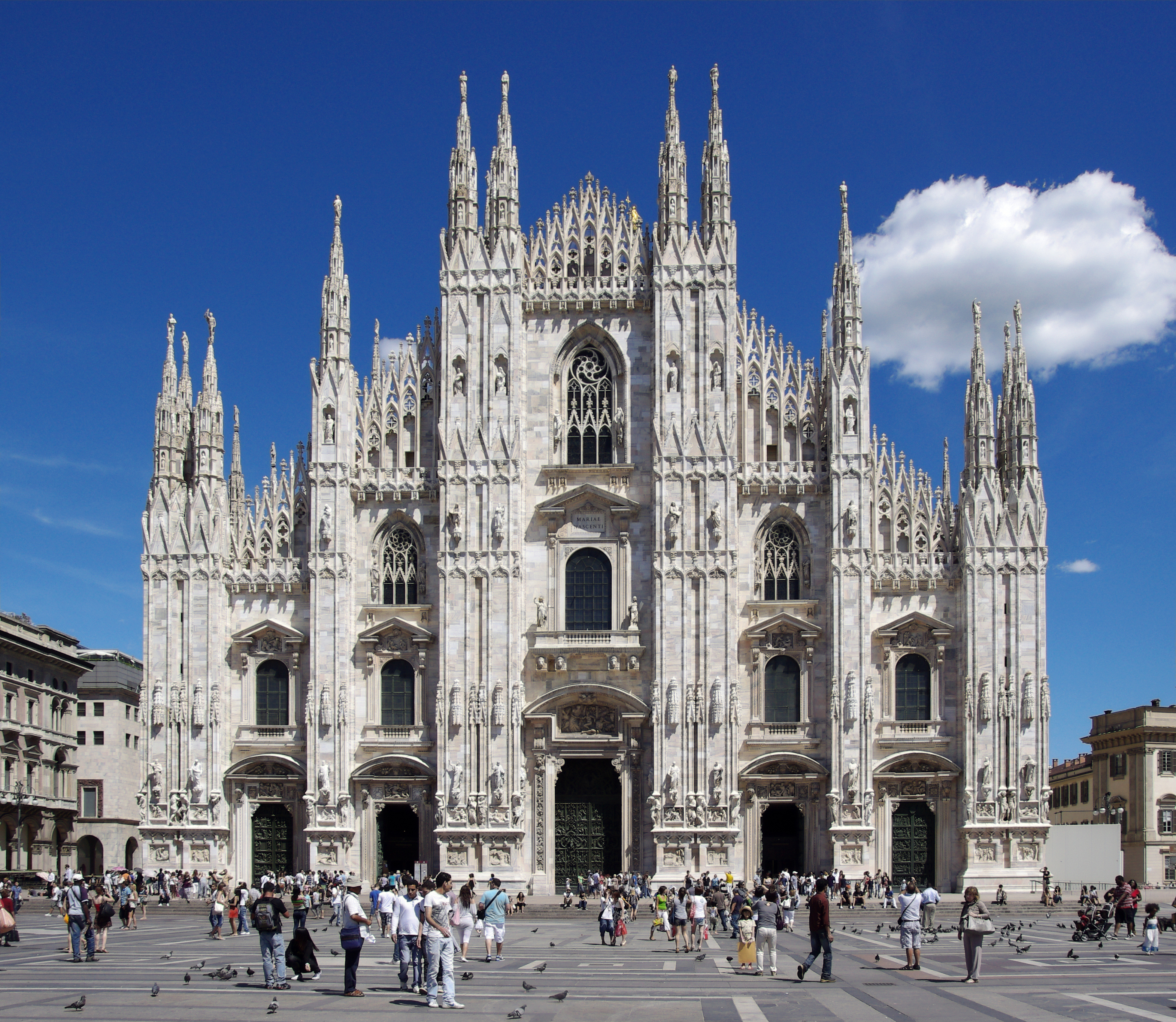
Der Mailänder Dom

In Norditalien emanzipierten sich die Städte ab dem Ende des 11. Jahrhunderts von der kaiserlichen Oberherrschaft und dehnten allmählich ihre Herrschaft über das Umland aus, indem sie die kleinen Valvassoren ihrer eigenen städtischen Lehensherrschaft unterwarfen. Typisch war bald die „republikanisch“ orientierte Konsularverfassung, die ab etwa 1080 greifbar ist. Der sich ab 1164 formierende Lombardenbund besiegte den römisch-deutschen Kaiser Friedrich Barbarossa, der die Städte stärker der kaiserlichen Kontrolle unterwerfen wollte, 1176 in der Schlacht bei Legnano. Mit dem Ende der Staufer wurden die Städte faktisch unabhängig (wenn sie auch, sofern sie sich in Reichsitalien befanden, weiterhin formal die kaiserliche Oberherrschaft akzeptierten) und usurpierten kaiserliche Rechte (Regalien).
Unter den Kommunen, die im Süden der sehr viel stärker zentralisierenden Macht der Normannen und ab 1268 der Anjou gegenüberstanden, konnten nur die im Norden einen Status weitgehender Selbstständigkeit erreichen. Der Republik Venedig, die als einzige auch formal vom Reich unabhängig war, gelang es im 9. und 10. Jahrhundert auch von Byzanz weitgehend unabhängig zu werden. 992 und 1082 erhielten ihre Händler Handelsprivilegien, die trotz schwerer Rückschläge dazu führten, dass sie den Handel im östlichen Mittelmeer dominierten. Zwar machte ihnen darin Pisa Konkurrenz, doch verdrängte Venedig diese Konkurrenz zwischen 1099 und 1126 weitgehend, als sich der byzantinische Kaiser gezwungen sah, sein Vorhaben aufzugeben, Pisa gegen Venedig auszuspielen. Nachdem sein Nachfolger 1171 alle Venezianer hatte verhaften lassen, bediente sich Venedig des Vierten Kreuzzugs, um Konstantinopel zu erobern. Von 1204 bis 1261 steuerte die Stadt das Lateinische Kaiserreich, nach dessen Untergang Genua die Handelsströme kontrollierte. Infolgedessen unterstützte Venedig die Rückeroberungspläne der Staufer und Anjou und lieferte sich vier umfassende Kriege mit Genua, die erst 1381 endeten. Das Konkurrenzverhältnis blieb jedoch bestehen.
Mailand wurde 1162 von Friedrich Barbarossa unterworfen und zerstört, erholte sich aber rasch. Doch entstand zunächst unter der Führung Cremonas der Lombardenbund sowie der unter Venedigs Einfluss entstandene Veroneserbund. Sie standen im Bund mit den Normannen, dem Papst und dem byzantinischen Kaiser, gegen dessen Annexionspläne sich Friedrich gewandt hatte, so dass die römisch-deutsche Herrschaft zusammenbrach. Nach der Schlacht von Legnano (1176) und den Friedensschlüssen von Venedig (1177) und Konstanz (1183) konnten zwar viele Reichsrechte wiederhergestellt werden, doch die Unabhängigkeit der Kommunen war nicht mehr grundsätzlich gefährdet.
Andererseits führte die Heirat Heinrichs VI. mit Konstanze, der Erbin des Normannenreiches, 1194 dazu, dass das Römisch-deutsche mit dem Normannenreich vereinigt wurde. Friedrich II. musste jedoch, um sich gegen die Welfen durchsetzen zu können, den Kirchenstaat in der Goldbulle von Eger (1213) im von Innozenz III. geschaffenen Umfang anerkennen. Andererseits setzte er im Süden ein zentralistisches Regiment durch, das in Anknüpfung an normannische Traditionen kommunalen Freiheiten nur wenig Raum ließ. Auch brach er den Widerstand des regionalen Adels und überzog das Land mit einem Netz von Burgen; zugleich monopolisierte er große Teile des Handels.

### Staufer und Anjou

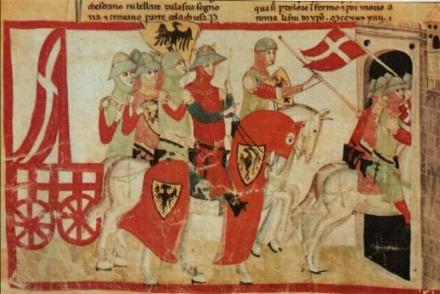
Der Carroccio des Lombardenbunds, ein von Ochsen gezogener Triumphwagen, der den Truppen Kaiser Friedrichs II. in der Schlacht von Cortenuova in die Hände fiel, 14. Jahrhundert

Gegen diese für die Kommunen bedrohliche Macht entstand 1226 ein neuer Lombardenbund. Zugleich kam es zwischen Staufern und Päpsten zu heftigen Konflikten, die 1227 zum Bann gegen Friedrich und daraufhin zum offenen Krieg führten. Dabei unterstützte der Lombardenbund den Papst, zahlreiche andere Städte, wie etwa Cremona oder Pisa, unterstützten hingegen den Kaiser, vielfach, weil sie sich nur so des Expansionsdrucks ihrer Nachbarn erwehren konnten. Friedrich siegte zwar 1237 bei Cortenuova, doch seine Forderung nach bedingungsloser Unterwerfung Mailands führte dazu, dass der Krieg fortgesetzt wurde. Nun verbanden sich auch Genua und Venedig offen gegen den Kaiser, zumal es ihm 1238 nicht gelungen war, Brescia zu erobern.
Nach dem Tod Friedrichs (1250) versuchten seine Anhänger in Italien zunächst immer noch, die Reichsrechte durchzusetzen, doch Karl von Anjou, der vom Papst gekrönte König Siziliens, beendete die Macht der Staufer in zwei Schlachten (Benevent und Tagliacozzo, 1266 und 1268). Karl nahm die normannischen Eroberungspläne gegen Byzanz wieder auf und fand dabei die Unterstützung Venedigs, da Konstantinopel 1261 wieder Hauptstadt von Byzanz war und der dortige Kaiser den Venezianern den Zutritt verwehrte. Es gelang Kaiser Michael Palaiologos nicht nur, die Invasoren zu schlagen, sondern 1282 einen Aufstand zu entfachen, der die Anjou schwächte und dazu führte, dass Sizilien an Aragón kam. Damit zersplitterte sich die Macht im Süden in zwei Herrschaftsbereiche, die sich über Jahrzehnte bekämpften.
Der Kirchenstaat war kaum fester gefügt als zuvor, zumal die Päpste ab 1309 in Avignon residierten (bis 1378, siehe Avignonesisches Papsttum) und immer stärker vom französischen König abhängig wurden. Auch litt die Wirtschaft unter den langwierigen Kämpfen und der fiskalischen Ausbeutung der Städte, so dass diese bald von den oberitalienischen endgültig überflügelt wurden. Neapel geriet in genuesische, dann vor allem florentinische Abhängigkeit. Zwischen den einzelnen Kommunen und auch innerhalb der Städte kam es immer wieder zu Konflikten; diese angespannte Lage in Ober- und Mittelitalien spiegelt sich in Dantes (1265–1321) Werken mehrfach wider.
Italien hatte sich weitgehend von der Reichspolitik abgekoppelt, was sich auch darin zeigt, dass erst von 1310 bis 1313 ein König, Heinrich VII., zur Kaiserkrönung nach Italien zog, wo er zunächst überwiegend freundlich empfangen wurde und sogar teilweise als „Friedensbringer“ betrachtet wurde (so etwa von Dante und Dino Compagni), bevor seine Politik, die das Einfordern von verlorenen Reichsrechten zum Ziel hatte, bei vielen Guelfen auf Widerstand stieß. Heinrich, seit 1312 Kaiser, vergab aufgrund seiner brüchigen Stellung in Reichsitalien notgedrungen gegen hohe Summen das Reichsvikariat an die mächtigsten Signorien, woraus vor allem die Herren von Verona und von Mailand Vorteil zogen. 1313 ging Heinrich offensiv gegen König Robert von Anjou vor, der gegen ihn agiert hatte und sogar den Anspruch der römisch-deutschen Könige auf Reichsitalien bestritt, doch starb der Kaiser noch vor einem Feldzug gegen Neapel. Der Papst, der dieses Recht in Abwesenheit eines Kaisers beanspruchte, ernannte nach Heinrichs Tod Robert zum Reichsvikar in Italien. Pläne König Johanns von Böhmen, den französischen König in die Herrschaftsverhältnisse einzubeziehen, scheiterten 1333. Sie brachten sogleich ein Bündnis zwischen guelfischen und ghibellinischen Städten zustande, denen sich sogar Robert von Anjou anschloss.
Ludwig IV. unternahm 1327 einen Italienzug und ließ sich im Januar 1328 von stadtrömischen Vertretern zum Kaiser krönen. Aufgrund seines Konflikts mit dem Papsttum war die Krönung jedoch faktisch illegitim und er selbst zog sich bereits 1329 aus Italien zurück. Sein Nachfolger Karl IV. betrieb ebenfalls eine begrenzte Italienpolitik, die vor allem auf Geldzahlungen abzielte; auf die Durchsetzung kaiserlicher Rechte, wie noch Heinrich VII., legte sein Enkel bereits keinen Wert mehr, denn er betrachtete dies als nicht mehr durchsetzbar. Der Anspruch der römisch-deutschen Könige auf Reichsitalien blieb zwar formal bestehen, faktisch war jedoch an eine effektive Herrschaftsausübung nicht mehr zu denken.

### Signorie

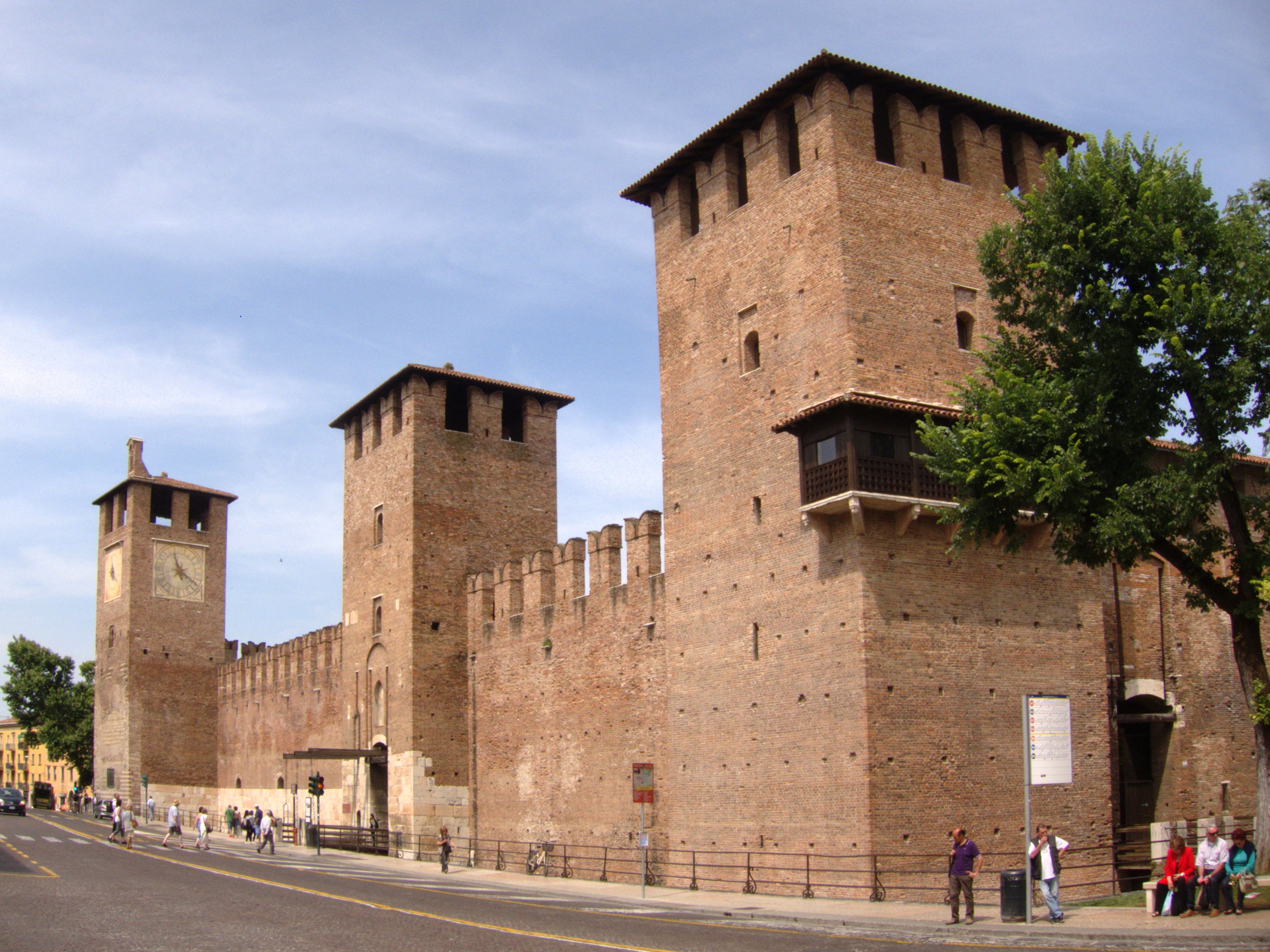
Die Stadtfestung Castelvecchio der Scaligeri, der Signori von Verona

In den Kommunen Ober- und Mittelitaliens setzte sich zwischen dem 13. und 15. Jahrhundert die Signoria (Signorie) durch, eine Form monokratischer Herrschaftsausübung, bei der ein „starker Mann“ (signore) an der Spitze stand. Dies hing zum einen mit den permanenten Konflikten zwischen Guelfen und Ghibellinen zusammen, zum anderen mit inneren Konflikten zwischen populus und milites bzw. Magnaten. Oligarchische und plutokratische Gruppen dominierten die Städte weiterhin, auch bestanden vielfach die kommunalen Strukturen fort. Die Kosten für die in diesen Kämpfen inzwischen unabdingbaren Söldnertruppen ermöglichten es immer weniger Städten, sich militärisch durchzusetzen. Nach und nach gewannen wenige Signorien in wechselnden Koalitionen die kleineren Städte, die sie in zahlreichen Kriegen eroberten. Die herausragenden Städte waren am Ende des 14. Jahrhunderts Florenz, Pisa und Siena, Mailand, Mantua und Verona, Bologna, Padua und Ferrara, schließlich Venedig und Genua. Im Laufe des 15. Jahrhunderts setzte sich Florenz in der Toskana durch (1406 Besetzung von Pisa), Mailand in der Lombardei, Venedig im Nordosten, während sich Mantua und Ferrara halten konnten. Dabei sicherten sich die Visconti in Mailand eine reichsrechtlich untermauerte Stellung, während sich Genua und Venedig von 1378 bis 1381 bekämpften (Chioggia-Krieg) und Florenz noch unter den Folgen des Ciompi-Aufstands von 1378 litt. 1396 übernahm der französische König die Herrschaft über Genua. Venedig konnte 1435 Kaiser Sigismund die reichsrechtliche Anerkennung seiner Eroberungen der letzten drei Jahrzehnte abringen.

### Kirchenstaat und Abendländisches Schisma (1378–1417)

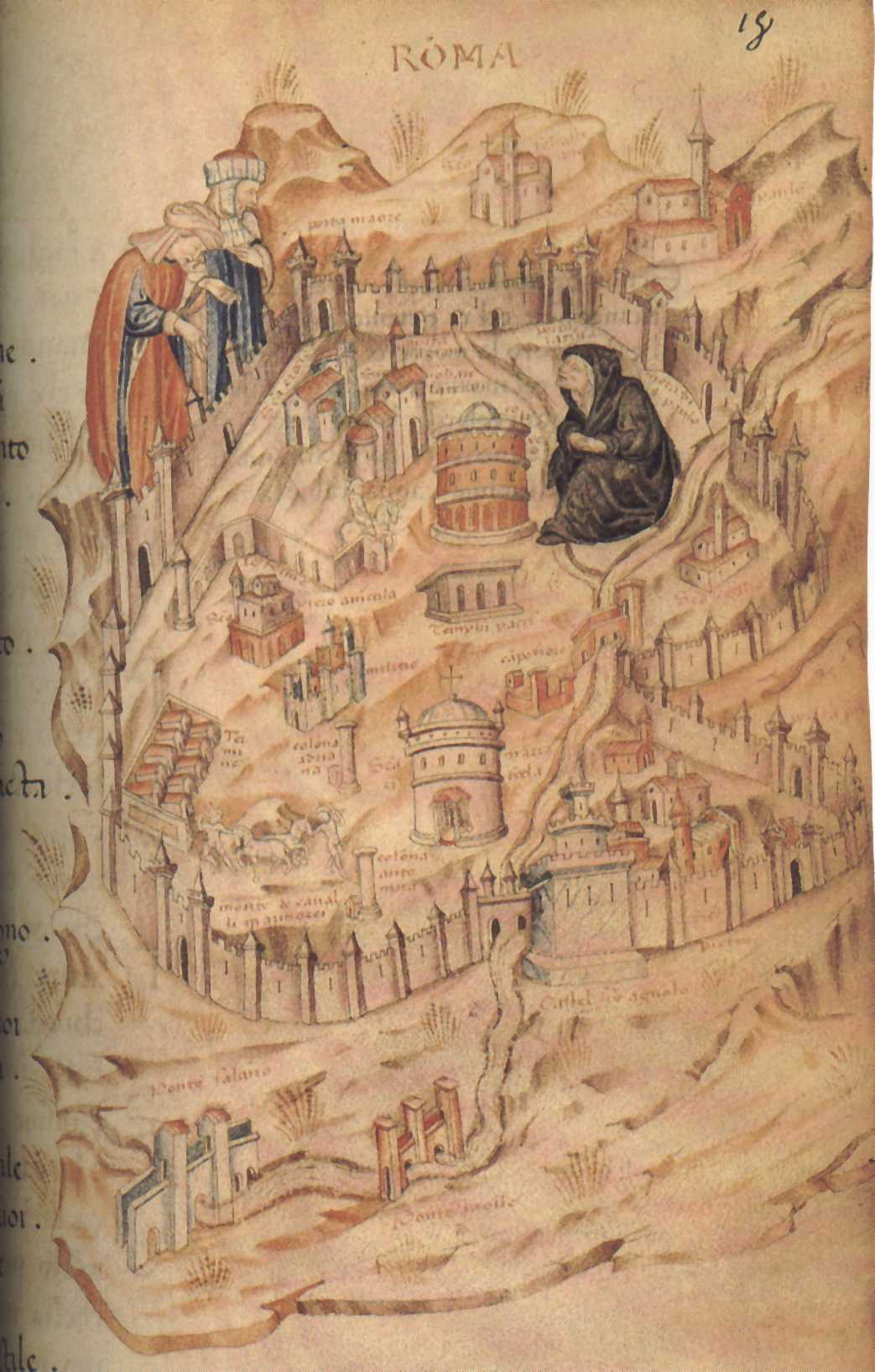
Rom als in Schwarz gekleidete, den Verlust des Papsttums betrauernde Witwe, Bibliothèque nationale de France, MS Ital. 81, f. 18.

In Mittelitalien setzte sich der Kirchenstaat weitgehend durch, doch führte das Abendländische Schisma zur Verbreitung des Nepotismus und zur Einrichtung von lokalen Dynastien, die der Vereinheitlichung des Kirchenstaats widerstanden. Zudem kam es mehrfach zu massiven Eingriffen durch König Ladislaus († 1414), dessen Reich allerdings nach seinem Tod in eine schwere Krise geriet, da es zu Nachfolgekämpfen kam. Im Norden kam es zu einer erneuten Verschärfung der Konflikte zwischen Guelfen und Ghibellinen, was die Institution der Signorie stärkte.
Die Bischöfe, die ihre Machtstellung weitgehend eingebüßt hatten, versuchten vielfach diese zurückzugewinnen. Die Domkapitel, die die Bischofswahlen durchführten, wurden zunehmend von den lokal dominierenden Familien beherrscht, die die Wahlen zu ihren Gunsten zu steuern versuchten. Daher zog Johannes XXII. 1322 die Benefizien des Patriarchats Aquileia ein. Ähnliches geschah in Mailand und Ravenna, Genua und Pisa.
Doch viel gravierender wirkte sich aus, dass nach der Wahl Urbans VI. im Jahr 1378 zwei Obödienzen zustande kamen, Gebiete also, in denen verschiedene Päpste Anerkennung fanden. Vor allem in den Randgebieten Norditaliens wurden vielfach zwei konkurrierende Bischöfe eingesetzt; häufig kamen französische Bischöfe ins Land, vor allem im Süden. Dieser Zustand hielt bis 1417 an, als man sich auf dem Konzil von Konstanz auf Martin V. einigte. Weitere Kongregationen entstanden, wie die Olivetaner, die Ambrosianerbrüder, die Hieronymiten und die Jesuaten.

### Wechselnde Koalitionen, Karl VIII. von Frankreich

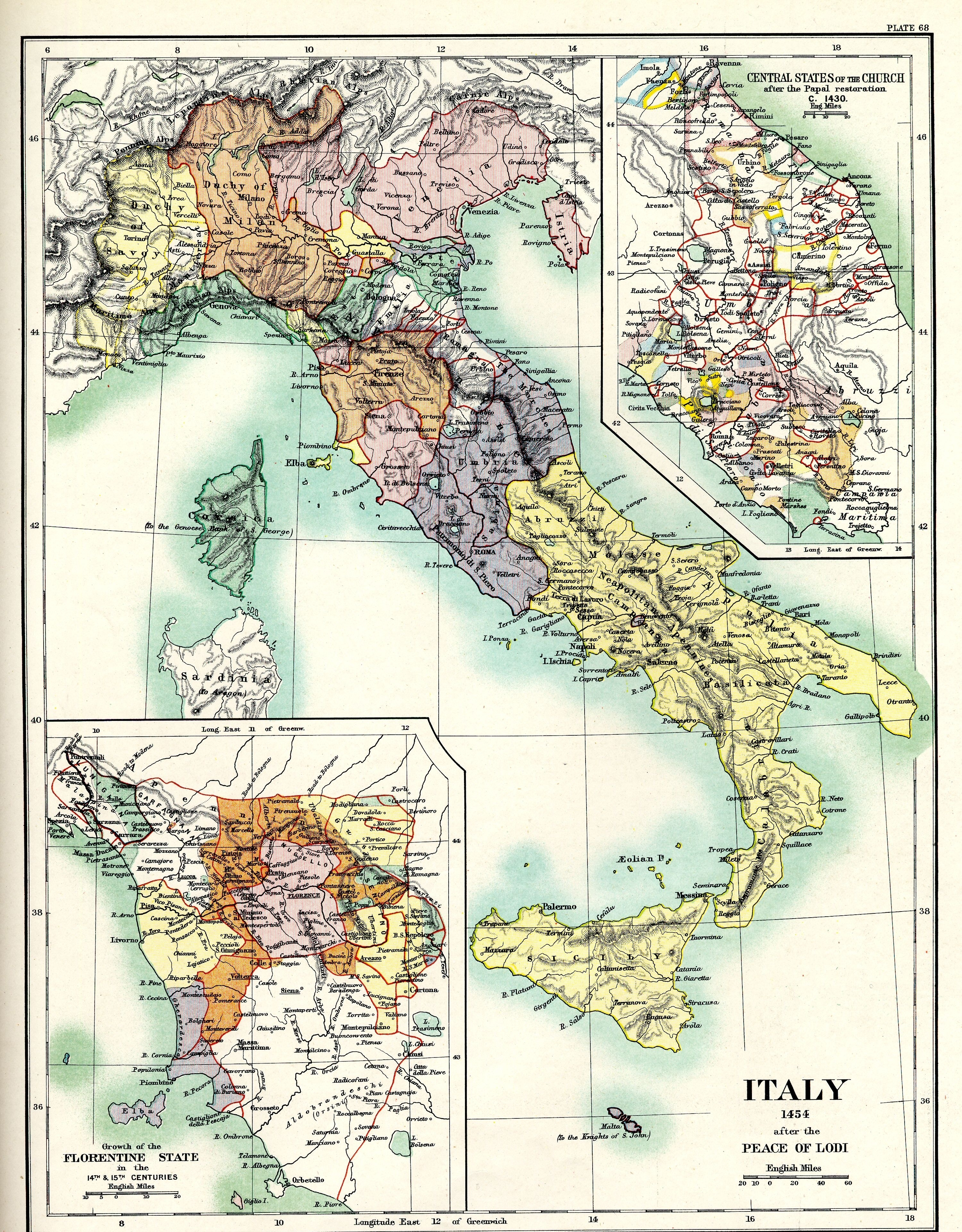
Italien nach dem Frieden von Lodi (1454)

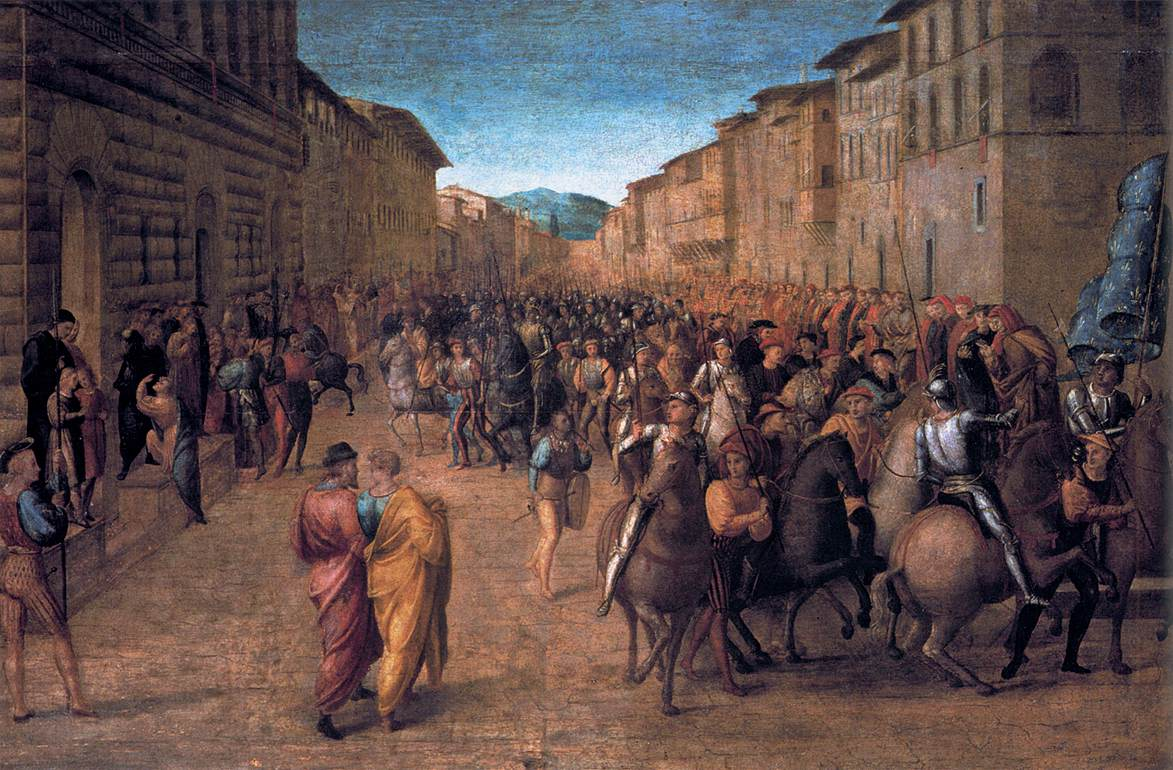
Einzug König Karls VIII. von Frankreich in Florenz, Uffizien, Francesco Granacci, 1518

1442 fiel das Königreich Neapel an Aragón, womit im westlichen Mittelmeer eine neue Großmacht entstand, die sich vielfach in die politischen Auseinandersetzungen Italiens einmischte. Die Herrschaft der wechselnden Päpste, die, ähnlich wie die anderen Mächte, immer wieder die Koalitionen wechselten, war darüber hinaus von Spannungen mit den Konzilien, von wechselnden Residenzorten und von Zeiten gekennzeichnet, in denen mehrere Päpste gleichzeitig das Pontifikat beanspruchten. Kurzzeitig brachte die Eroberung Konstantinopels durch die Osmanen (1453) im Jahr 1454 den Frieden von Lodi zustande, der erstmals die Tatsache anerkannte, dass keine Macht Italien einigen konnte. Mit dem Anschluss an die nunmehr verbündeten Rivalen Venedig und Mailand durch Florenz und Alfons V. unter Mitwirkung des Papstes kam sogar eine Lega italica zustande. Doch wirkten eher Zweier- und Dreierbündnisse stabilisierend, bis die Lega 1470, kurz nach der Eroberung Negropontes durch die Osmanen noch einmal erneuert wurde. Infolgedessen wurde Venedig kurzzeitig unterstützt, doch brachen die alten Konflikte zwischen Frankreich und Aragón, zwischen Florenz und Rom (Verschwörung der Pazzi von 1478) und zwischen Venedig und Rom gegen Mailand, Florenz und Neapel (Ferrara-Krieg, bis 1484) bald wieder aus. Selbst die Besetzung des apulischen Otranto durch die Osmanen im Jahr 1480 konnte dies nicht dauerhaft verhindern.
1494 marschierte Karl VIII. von Frankreich nach Neapel und besetzte die Stadt, doch verbanden sich Alexander VI., Venedig, Mailand, Spanien und Maximilian I. in der „Liga von Venedig“ gegen ihn. Trotz dieser Niederlage eröffnete der Feldzug eine Reihe äußerer Eingriffe.
Die enormen Kosten der politisch-militärischen Konflikte ließen die großen Bankhäuser, die schließlich fast als einzige in der Lage waren, die Finanzierung zu gewährleisten, rapide anwachsen. Dies gilt etwa für die Bardi und die Peruzzi. Darüber hinaus gerieten die Agrarstädte immer mehr ins Hintertreffen, denn erhebliche Teile der Erträge gingen an die dominierenden Häuser im Norden. Zugleich wurde der Süden zu einem Randgebiet spanischer Herrschaft. Sie entrissen Sardinien 1326 Pisa – hingegen gelang es Genua Korsika zu verteidigen.

### Vertreibung der Juden aus den spanischen Gebieten, Ghettos (ab 1492)

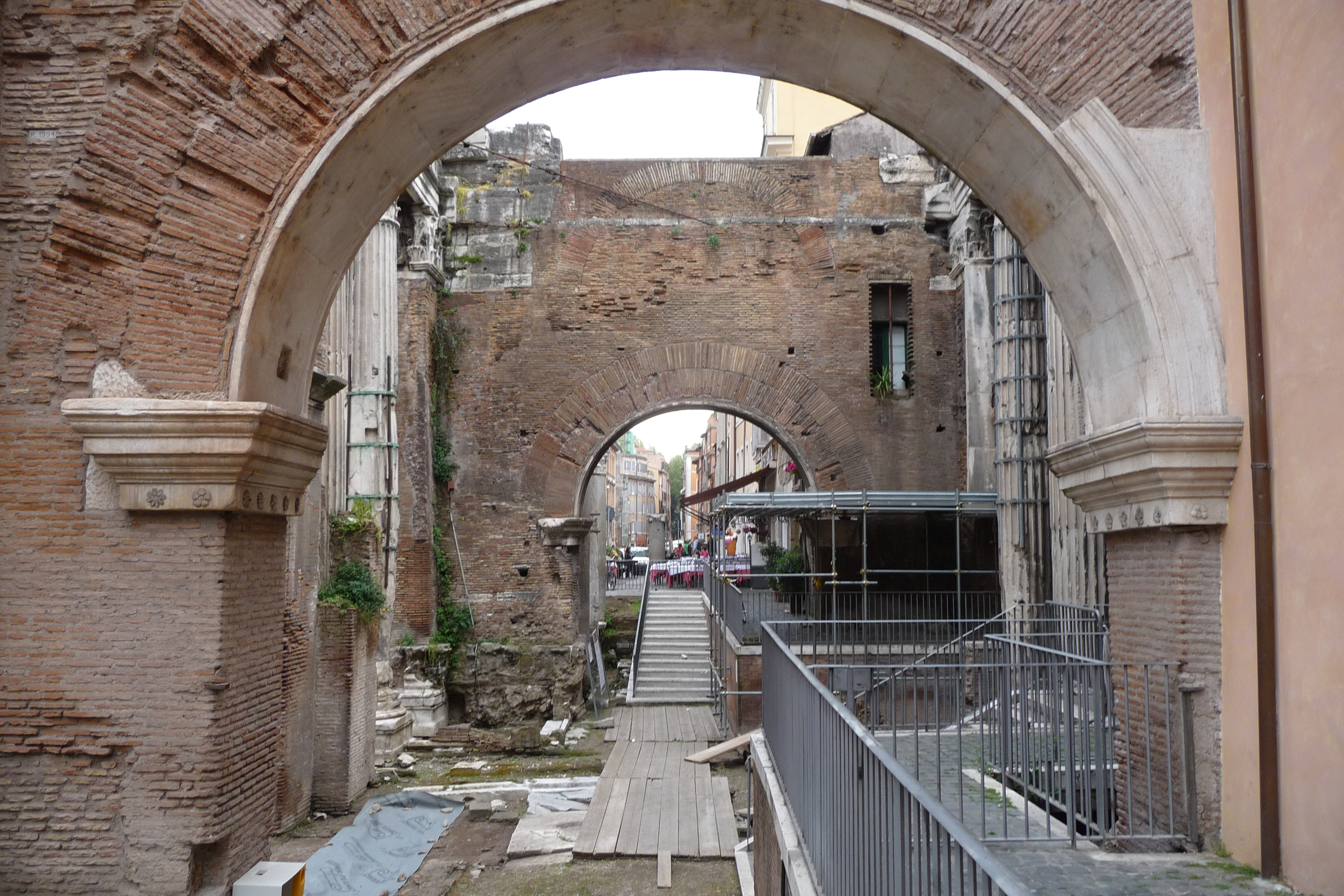
Pforten im Getto von Rom

Nach der Vereinigung der beiden iberischen Mächte Aragón und Kastilien im Jahr 1492 und der Eroberung der letzten muslimischen Herrschaft, des Emirats von Granada, setzte mit dem Alhambra-Edikt eine gegen Muslime und Juden gerichtete Bekehrungs- und Vertreibungspolitik ein. Sie wurde auf den spanischen Teil Italiens übertragen.
Die dortigen Juden lebten vom 5. bis zum 13. Jahrhundert ganz überwiegend in Rom, im Süden und auf den großen Inseln, im Hochmittelalter auch im Norden. Moses von Lucca und sein Sohn Kalonymus, dessen Responsa (um 940) als älteste Schrift der Aschkenasim gelten, gingen 920 nach Mainz. Die recht großen Gemeinden prosperierten unter den Muslimen im Süden, auch unter den Byzantinern durften sie Landwirtschaft betreiben.
Doch die Normannen belasteten sie zunehmend, vor allem aber einige Päpste. Auf dem Vierten Laterankonzil wurde 1215 eine eigene Judenkleidung vorgeschrieben, und alle Juden sollten in abgegrenzten Quartieren leben. 1429 schützte Papst Martin V. die Juden, doch sein Nachfolger Eugen IV. untersagte 1442 den Bau von Synagogen. Ab 1471 verfolgten die Päpste erneut eine tolerantere Politik, es kam zu einer Blüte jüdischer Druckereien. Um 1500 traten Endzeitprediger auf, darunter Ascher Lemlein.
Die Anjou setzten die Juden gleichfalls starkem Bekehrungsdruck aus. 1288 kam es zu einer ersten Vertreibung in Neapel, 1293 wurden im Königreich die meisten Gemeinden zerstört. Besser hingegen erging es ihnen unter der aragonesischen Herrschaft; als Aragón 1442 das Königreich Neapel übernahm, prosperierte die dortige jüdische Gemeinde. Um 1300 lebten etwa 12.000 bis 15.000 Juden in Süditalien, ab 1399 veranstalteten sie eigene Synoden. Da im Norden das Zinsnahmeverbot einer Kreditversorgung vor allem der kleinen Orte im Wege stand, entstanden Hunderte kleiner Gemeinden. In den dortigen Judenhäusern lebte die Familie des Geldleihers zusammen mit seinen Angestellten. 1397 wurden Geldverleiher gezielt nach Florenz geholt.
1492 wurde die spanische Vertreibungspolitik auf Sizilien und Sardinien, 1541 auf Neapel ausgedehnt (gültig bis 1735), viele flohen nach Norden, vor allem nach Rom, Venedig, Mailand und Livorno. Die größte Synagoge Venedigs war die 1555 errichtete Scuola Spagnola. Als Mailand 1597 spanisch wurde, mussten 900 Juden die Stadt verlassen. Die zahlreichen Zuwanderer von der Iberischen Halbinsel brachten die dortigen Sprachen mit. 1638 forderte Simone Luzzato, 57 Jahre Rabbi der Gemeinde in Venedig, erstmals eine Tolerierungspolitik und argumentierte dabei ökonomisch.
Im Gefolge der franziskanischen Anti-Wucherkampagnen kam es in vielen Städten zur zwangsweisen Ansiedlung der Juden in festgelegten, abgeschlossenen Bezirken, wie etwa im römischen (ab 1555) oder im venezianischen Ghetto (ab 1516). Letzteres wurde 1797 auf Veranlassung Napoleons aufgelöst. Das römische Ghetto bestand bis 1870, obwohl es die Franzosen zwischen 1798 und 1814 bereits aufgelöst hatten. Paul IV. ließ 1555 den Talmud öffentlich verbrennen, 1559 wurde er auf den Index gesetzt. Ab 1569 wurden Juden nur noch in Rom und Ancona geduldet.

## Wirtschaft im Spätmittelalter, kommerzielle Revolution

### Ökonomischer Rückgang

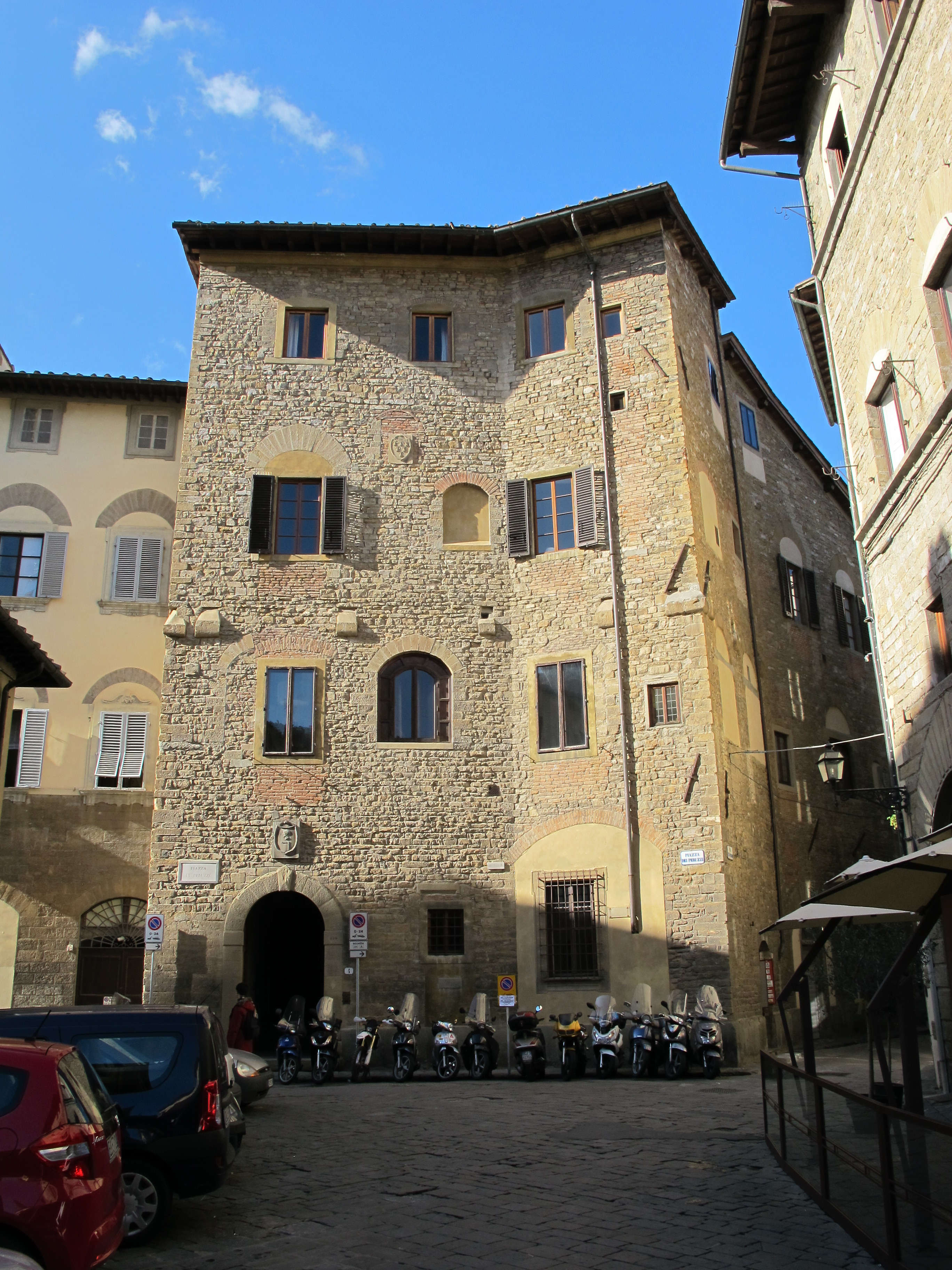
Florenz: einer der Türme der Unternehmerfamilia Peruzzi, der im 13./14. Jh. ganze Quartiere gehörten.

Zwischen 1347 und 1351 trafen mehrere Katastrophen das italienische Wirtschaftssystem. Schon 1315 bis 1317 hatte eine Reihe von Missernten eine Hungerkatastrophe bewirkt und die spätmittelalterliche Agrarkrise angestoßen. Im Westen begann 1337 der Hundertjährige Krieg. Das byzantinische Reich hatte sich von den Attacken der Kreuzfahrer (Lateinisches Kaiserreich 1204 bis 1261), an denen italienische Handelsstädte nicht ganz unbeteiligt gewesen waren, nie ganz erholt und schaffte es nicht, dem Vordringen mittelasiatischer Völker in Kleinasien Einhalt zugebieten. Ab 1348 traf der Pest den gesamten Handelsraum Italiens. Unter diesen Bedingungen kam es zu den größten Bankrotten des Mittelalters.
Hunger und Pandemie hatten starke Auswirkungen auf die Bevölkerungsentwicklung. Die für den Anfang des 14. Jahrhunderts auf 11 Millionen geschätzte Einwohnerzahl Italiens brach bis etwa 1350 auf 8 Millionen ein. Um 1450 erreichte sie vielleicht wieder 9 Millionen, um sich erst im 16. Jahrhundert wieder vollständig zu erholen. Zahlreiche Wüstungen hingen zudem mit der Flucht in die Städte zusammen, in denen angesichts des Fehlens von Handwerkern steigende Löhne lockten. Diese wiederum gaben bald Anlass zu verstärkter Mechanisierung. Zugleich verschärften sich die innerstädtischen Konflikte zwischen der dominierenden Schicht und den Handwerkern, die etwa im Ciompi-Aufstand von 1378 in Florenz gipfelten. Bis 1370/80 stiegen die Preise stark an, stabilisierten sich um 1400, um danach bis um 1480/90 zu stagnieren.

### Veränderungen der kommunalen Wirtschaft
Die Handwerksbetriebe lagerten nun spezialisierte Tätigkeiten zunehmend aus, viele konzentrierten sich auf den wachsenden Bedarf an Luxusgütern. Seide, Druckerzeugnisse, Eisen-, Metall-, Leder- und Edelsteinverarbeitung expandierten, ebenso die Papierherstellung und einige Bereiche des Baugewerbes. Italiens Dominanz in der Wirtschaft ging dabei insgesamt deutlich zurück, wozu auch die Gefährdung seiner Flottenherrschaft im Mittelmeerraum beitrug.
Die Rückkehr des Papstes aus Avignon lenkte hingegen erhebliche Kapitalströme nach Italien und förderte damit den Aufstieg der Medici, Salviati und Strozzi in Florenz, der Borromeo in Mailand, der Grimaldi und Spinola in Genua oder der Chigi in Siena. Auch die Zahl der mittleren und kleinen Unternehmen – wie etwa das des Francesco Datini – nahm zu. Dabei führten Kriegskosten oftmals dazu, dass sich die Kommunen an den Händler- und Bankiersvermögen schadlos hielten, was diese wiederum dazu veranlasste, einflussreiche Positionen in den Städten anzustreben oder ihr Vermögen in Immobilien zu investieren. Aus den städtischen Posten konnte man einerseits wiederum Gewinn ziehen, andererseits konnte man Einfluss auf Gesetzgebung und Finanzierungsmethoden gewinnen. Einkünfte aus Steuerpacht und Ausgaben der Kommunen trugen nun viel stärker zur Vermögensbildung der führenden Schichten bei.

### Landbebauung, Landgemeinden, Halbpacht
Basis der Wirtschaft blieb trotz der Verstädterung der Landbau, in dem nach wie vor die meisten Menschen ihre Betätigung fanden. Dabei erhielt in den Städten der Weizen wieder seine Vorrangstellung vor anderen Getreidearten wie Hirse zurück, während auf dem Lande diese Sorten weiterhin eine wichtige Rolle spielten, ebenso wie Hülsenfrüchte. Dies galt auch für die Stadtarmut, die auf die billigere Hirse oder Bohnen, ab dem 16. Jahrhundert auf Mais zurückgriff. Hauptlieferanten von Fleisch waren Schwein, Schaf und Ziege, hinzu kamen Geflügel und Fisch. Rinderzucht wurde erst im 15. Jahrhundert und dann hauptsächlich in der Po-Ebene betrieben, wobei die Milchwirtschaft eine erhebliche Rolle spielte. Bis dahin wurden Rinder hauptsächlich als Zugvieh gezüchtet und an Bauern verpachtet. Die Weidewirtschaft bestand vielfach als Transhumanz im alpinen Bereich, in den Abruzzen und auf Sardinien, aber auch als Almwirtschaft in den Alpen. Im Gegensatz zur Weizen- und Viehwirtschaft expandierte der Weinbau stark, ebenso wie der Anbau von Olivenbäumen.
Anders als im Hochmittelalter mit seiner Binnenkolonisation kam es nun eher zu Meliorationen. Neue und überkommene Kulturen wurden ausgeweitet, die Agrarlandschaft änderte sich vor allem im Umkreis der zahlreichen Städte. Systematisch wurden nun Gärten für Gemüse und Obst im Umland und in den Vorstädten angelegt und, ähnlich wie die Felder der Bauern, Tag und Nacht bewacht. In Bologna engagierte man 1291 allein 45 Wächter, um die Getreideausfuhr zu verhindern. Die Expansion der Landbebauung in die Wälder, die zunehmend gerodet wurden, untergrub die Nahrungsgrundlagen erheblicher Teile der Landbevölkerung, die sich bis dahin partiell ohne Marktvermittlung ernähren und mit Brenn- und Bauholz versorgen konnten. Auch gefährdete die Abholzung den Schiffbau, so dass etwa Venedig Wälder unter Schutz stellte. Darüber hinaus verstärkte sich die Bodenerosion und die Überschwemmungen wurden sehr viel weniger im Entstehungsbereich abgefangen, so dass es am Unterlauf vielfach zu Katastrophen und zur Vernichtung von Ackerland und Ökoreserven kam. Gleichzeitig laugte vielfach der Boden aus, so dass sich die Bauern gezwungen sahen, Weiden unter den Pflug zu nehmen.
Der Ertragsindex stieg nach 1350 von 3:1 auf 4:1, trotz Landflucht und Bevölkerungsrückgang. Entgegen allen negativen Entwicklungen ermöglichte dies eine relativ sichere Versorgung der städtischen Bevölkerung. Zugleich wurde mit der Auflösung des Fronhofsystems fast jede Form der Unfreiheit, sieht man von einigen Regionen im Norden und Süden ab, aufgehoben. Es entstanden regelrechte Landgemeinden, die von Abgaben befreit waren. Allerdings kamen Mitte des 13. Jahrhunderts Teilpachtverträge auf, die auf der Abgabe von Naturalien basierten. Die häufigste, bis ins 20. Jahrhundert bestehende Form war die Mezzadria (Naturalpacht), die im 12. und 13. Jahrhundert bescheidene Anfänge nahm, jedoch im 14. bis 16. Jahrhundert Verbreitung in fast ganz Italien fand. Durch Verschuldung gerieten die Bauern wieder in ein persönliches Abhängigkeitsverhältnis. Sie mussten vielfach ihr Land und ihr Vieh verkaufen und verloren zunehmend die Kontrolle über die Landgemeinden, Kleinbauern hielten sich aufgrund ihres unmittelbaren Marktzugangs fast nur im Umkreis der Städte. Auch gelang es Bauern in der Po-Ebene, sich zwischen bäuerliche Bevölkerung und Grundbesitzer zu positionieren und als Pächter (fittavoli) aufzutreten. Die Bauern hatten sowohl an den Grundbesitzer als auch den Pächter, und darüber hinaus an die Kommunen Abgaben zu leisten.

### Rollenteilung zwischen den Machtzentren
Die oberitalienischen Metropolen erlebten bereits vor Beginn der Kreuzzüge eine Phase intensivierten Handels und deutlichen Bevölkerungsanstiegs; zudem erlangten sie immer größere Autonomie. Die Erträge der Bauern stiegen, den Kommunen gelang es, ihr Umland wirtschaftlich auf die Bedürfnisse der Stadt auszurichten. Während Genua und Venedig vorrangig vom Fernhandel, Krieg und Kaperei im Mittelmeer lebten und tief nach Asien vordrangen, profitierte Mailand sowohl davon als auch vom transalpinen Handel, ähnlich wie Verona. Florenz hingegen wurde zur Zentrale des europäischen Tuchhandels. Seine Schafweiden befanden sich bis zum 15. Jahrhundert in England und später in Mittelitalien, vor allem den Abruzzen, im 16. Jahrhundert in Kastilien. Hingegen führten die unausgesetzten Kämpfe zwischen Papst und Kaiser, und nach dem Ende der Staufer zwischen Anjou, Byzanz und Aragón dazu, dass die ertragreichen Rohstoffausfuhren in Süditalien das Übergewicht gewannen und die kommunale Selbstorganisation zunehmend eingeschränkt wurde.
Bis Ende des 13. Jahrhunderts gelang es den großen Florentiner Gesellschaften, den Weizenexport Süditaliens fast zu monopolisieren. Sie erwarben dort die in den Städten Oberitaliens nachgefragten Weizenmengen und boten dafür vor allem toskanische Tuche, die sie überwiegend in Neapel verkauften. Die Anjou, die den Süden seit den 1260er Jahren beherrschten, brauchten ihrerseits gewaltige Geldmengen, da sie Byzanz erobern wollten und nach der Sizilianischen Vesper von 1282 Aragón bekämpften, das Sizilien besetzt hatte. Sie setzten alles daran, ihre Rohwarenproduktion zu erhöhen. Der Weizenhandel machte die Florentiner Bankhäuser der Peruzzi, aber auch die Bardi und Acciaiuoli, die den Handel unter sich aufteilten und sogar die Venezianer zeitweise verdrängten, ganz außergewöhnlich reich.

### Handel, Edelmetalle, Geldpolitik

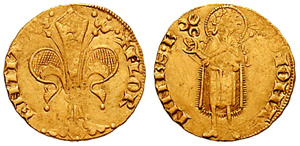
Goldflorin, geprägt zwischen 1332 und 1348 in Florenz; Lilie von Florenz, Johannes der Täufer mit Nimbus. Zur Rechten des Täufers finden sich drei Halbmonde, das Wappen der Strozzi.

Trotz der Entwicklung des Wechsels, des Kreditwesens und der Depositenbanken beruhte die Zirkulation von Waren im Spätmittelalter auf Münzen. Ihr Edelmetallgehalt bestimmte ihren Wert. Der Umgang mit Rechengeld änderte nichts Grundsätzliches an dieser Abhängigkeit. Venezianer und Genuesen zahlten in Byzanz mit Silber, während sie für ihre Waren Goldmünzen erhielten, d. h. vor allem Gold-Hyperpyra. Im 12. Jahrhundert basierte hingegen der Handel Italiens noch entweder auf Tauschhandel oder auf Silbermünzen, denn nur das Königreich Jerusalem, das Königreich Sizilien und das Reich der Almohaden brachten neben Byzanz Goldmünzen in Umlauf. Während das Silber im Westen an Wert verlor, floss gleichzeitig das künstlich teuer gehaltene Silber der oberitalienischen Handelsstädte nach Osten ab. Ihnen drohte demzufolge der Verlust ihrer Funktion als Handelsdrehscheibe durch Auszehrung ihrer Silberreserven.
Die Handelsstädte Florenz und Genua durchbrachen 1252 als erste die Trennung zwischen dem Silbergebiet und dem islamisch-byzantinischen Goldgebiet, indem sie beide Edelmetalle, die die Städte nun in ausreichendem Maße erreichten, als Münzen zirkulieren ließen. Dabei dürfte für Genua der Goldzufluss aus dem Handel mit der Levante und dem Maghreb und der in untragbarem Ausmaß schwankende Feingehalt der bereits in Süditalien umlaufenden Goldtarì eine entscheidende Rolle gespielt haben, den Genovino aufzulegen. Im Florentiner Fall mögen Getreidekäufe in Sizilien für die Einführung des Florin (ab 1533 Scudo d’Oro) eine wichtige Rolle gespielt haben. Venedig zögerte bis 1284, den Golddukaten einzuführen, da hier der Goldzustrom zunächst noch geringer war.
Das Wertverhältnis zwischen Gold und Silber hing stark von deren Verfügbarkeit ab. War Gold 1284 noch elfmal so teuer wie Silber, so stieg sein Kurs zwischen 1305 und 1330 auf 1:14,2. Ab etwa 1320 lieferten die Goldminen im Raum des ungarischen Kremnitz große Goldmengen, die ab 1324/25 die Prägung einer ungarischen Goldmünze gestatteten. 1327 vereinbarten Ungarn und Böhmen zudem einen Ausfuhrstopp für Silber nach Italien. Darüber hinaus kam es in den 1330er Jahren zu einem verstärkten Goldzustrom aus dem Ural und aus Mali (bis in die 1370er Jahre), der den Silber-Kursverfall bremste und zeitweise umkehrte. Binnen weniger Jahre wurde Venedig zum führenden Goldexporteur, während es zuvor der führende Silberexporteur gewesen war.
Gold wurde immer billiger. 1331/32 fiel der Gold- gegenüber dem Silberkurs von 1:14,2 bis 1350 auf einen Tiefststand von 1:9,4. Nun kehrten die Münzprägestätten ihre Politik um und versuchten, den Silberzulauf zu verstärken. Die venezianische Zecca stellte 1354 die Prägung der Silbermünzen ein, um durch ein künstlich erzeugtes Unterangebot ihren Wert zu halten. In dieser Zeit stabilisierte sich der Kurs zwischen 1:9,9 und 1:10,5, schwankte von 1401 bis 1500 zwischen 10,7 und 11,6 und um 1509 lag er bei 1:10,7. Entscheidend dürfte dabei gewesen sein, dass Venedig seine nahöstlichen Gewürzkäufe, die es praktisch zu einem Monopol ausbaute, fast nur noch mit Golddukaten bezahlte. Die Stadt wurde dadurch zum größten „Goldleck“ Europas.
Immer wieder griffen die Städte massiv in die Wechselkurse zwischen den Münzen ein, deren Gold- und Silberanteil immer stärker vermindert wurde, während die Händler gezwungen wurden, weiterhin zum Nominalkurs zu wechseln. Venedig ging sogar so weit, dass es 1353 in seinem Kolonialreich stark überbewertete Münzen massenhaft zwangsweise eintauschen ließ, um seine Silberreserven zu schonen. Nach Alan Stahl prägte die Zecca allein 1375 rund 6 Millionen Münzen und machte durch Zwangsumtausch einen Gewinn von fast 3000 Dukaten. Die Gewinne waren so hoch, dass man in Venedig bereit war, die daraus resultierende Inflation in Kauf zu nehmen.
Der Umgang mit den Münzsystemen wurde so geläufig, dass er auch als Mittel der Destabilisierungspolitik eingesetzt wurde. Mailand brachte 1429 stark überbewertete Münzen in Umlauf, die im Tausch gegen venezianisches Silbergeld 20 % Gewinn brachten. Venedig halbierte daraufhin den Silbergehalt des umlaufenden Bagattino, gleichzeitig lehnte es Zahlungen in dieser Münze ab und verlangte von seinen Untertanen „gute Münzen“. Mit den Gewinnen wurde der Söldnerführer Francesco Sforza bezahlt. Mailand brachte wenig später neue Münzen in Umlauf, was neben Einschmelzungen dazu führte, dass die venezianischen Münzen gänzlich verschwanden und sich nur noch der „schlechte“ Bagattino hielt. 1453 wies der Senat die Zecca an, eine ausschließlich für Oberitalien gedachten Münze zu prägen. Doch große Mengen an gefälschten Münzen zwangen schnell zur Reduzierung des Nominalwertes. 1463 konnten 20.000 gefälschte Bagattini konfisziert werden. Erst 1472 verabschiedete sich der venezianische Rat der Zehn von dieser Variante des „Münzimperialismus“, wie ihn Reinhold Mueller bezeichnet hat. Dies geschah offenbar, weil Mailand abermals versuchte, durch Überflutung Oberitaliens mit nachgemachten Münzen die venezianische Münzpolitik auszunutzen. Der Rat der Zehn reduzierte den Wert der bedrohten Münzen um volle 40 %, was nach Antonio Morosini einer Vernichtung von einer Million Dukaten an Kaufkraft gleichkam. Gleichzeitig wurden die schlechten Silbermünzen durch vertrauenswürdige Kupfermünzen ersetzt, deren Wert durch Limitierung der Auflagen kontrolliert wurde.

## Renaissance (ab dem 14. Jahrhundert)

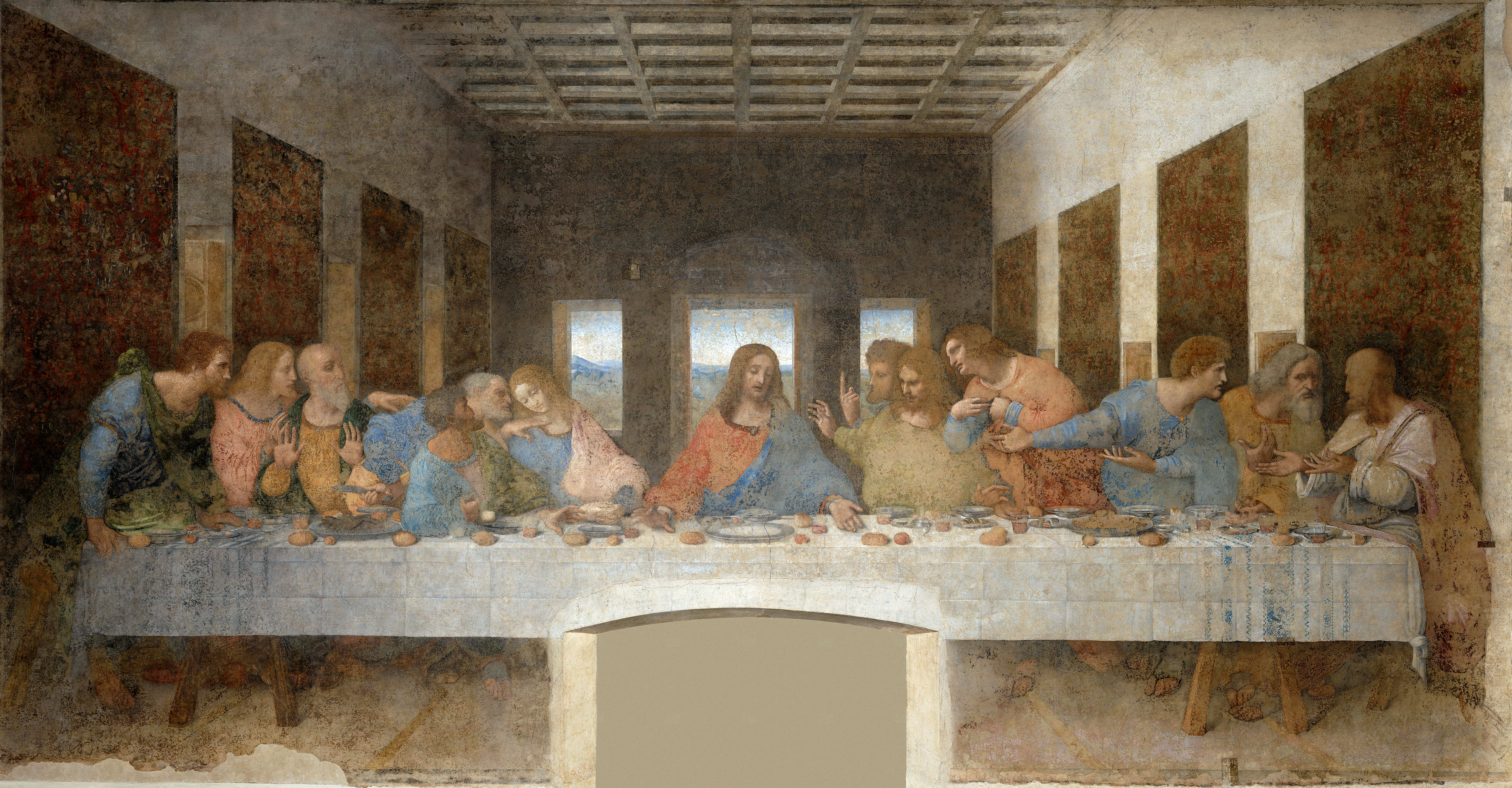
Das Abendmahl von Leonardo da Vinci, 1495–1498

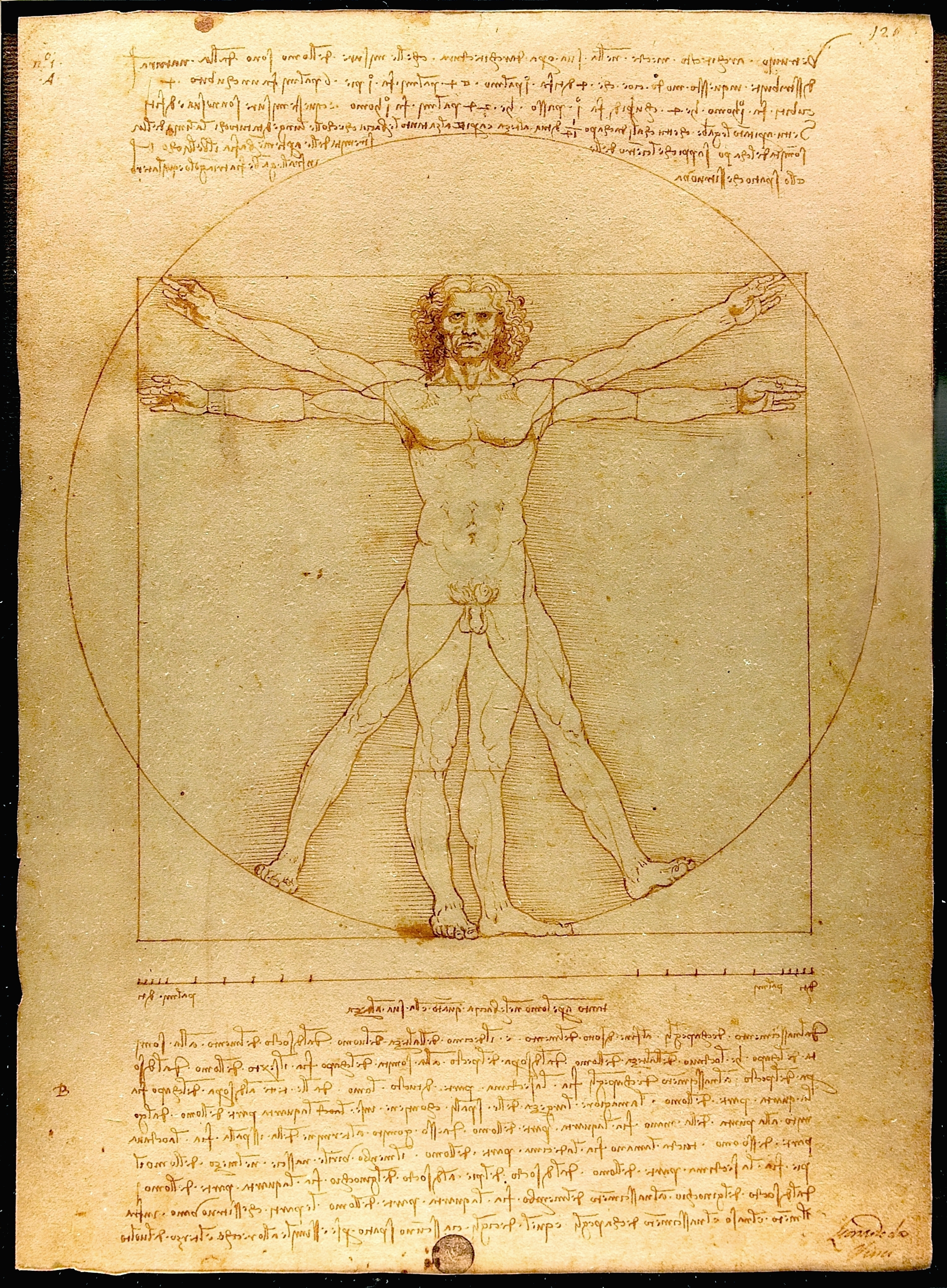
Der vitruvianische Mensch, Proportionsstudie nach Vitruv, ebenfalls von da Vinci, um 1492

Im Italien des späten 14. Jahrhunderts liegen die Anfänge der Renaissance; als Kernzeitraum gelten das 15. und 16. Jahrhundert. Das wesentliche Charakteristikum ist die Wiedergeburt antiken Geistes, der Humanismus war die prägende Geistesbewegung. Vorreiter der Entwicklung waren italienische Dichter des 14. Jahrhunderts wie Francesco Petrarca, der durch seine Beschäftigung mit antiken Schriftstellern und durch seinen Individualismus den Glauben an den Wert humanistischer Bildung förderte und das Studium der Sprachen, der Literatur, der Geschichte und Philosophie außerhalb eines religiösen Zusammenhangs als Selbstzweck befürwortete. Hinzu kam eine Neuorientierung in der Wissenschaft, wo das theozentrische Weltbild des Mittelalters durch eine stärker anthropozentrische Sicht der Dinge abgelöst wurde.
In der Literatur leiteten im 14. Jahrhundert Dante Alighieris Göttliche Komödie (La Divina Commedia, 1307–1321), Francesco Petrarcas Briefe, Traktate und Gedichte und Giovanni Boccaccios Il Decamerone (1353) das Zeitalter der Renaissance ein. Die drei Autoren, die wegen ihrer herausragenden Bedeutung als die „drei Kronen“ der italienischen Literatur (tre corone fiorentine) bekannt sind, schrieben in der Volkssprache, dem volgare. Graf Baldassare Castiglione beschreibt in Il Cortegiano (1528) den Idealtypus eines Renaissancemenschen.
Vorbedingung war die Möglichkeit, griechisches und arabisches Wissen aufzunehmen. Auch die sozialen und politischen Zustände in Italien trugen zu den Umbrüchen bei. Dort war die Erinnerung an die Antike noch am lebendigsten, Verkehrswege verbanden sie mit den Zentren der Bildung und im politisch zersplitterten Byzanz bestand die Möglichkeit, Kunst und Bücher zu erwerben. Die großen Vermögen, die durch den Handel entstanden, machten es möglich, große öffentliche und private Kunstprojekte in Auftrag zu geben. Zudem erlebte die Entwicklung zur pragmatischen Schriftlichkeit bereits im frühen 13. Jahrhundert einen Aufschwung, der Schriftverkehr der Kaufleute vertiefte und verbreiterte die Literalität, so dass die Zahl der Alphabetisierten zunahm.
Im 15. Jahrhundert gehörte Italien zu den am stärksten urbanisierten Regionen Europas. Die Städte boten relativ große politische Freiheit, die zu neuen wissenschaftlichen und künstlerischen Wegen anregten. Dies galt vor allem für die selbstständigen Mächte Italiens, also das Herzogtum Mailand, die Republik Venedig, Florenz, das Königreich Neapel und den Kirchenstaat, aber auch für die Höfe von Ferrara oder Mantua.
Die Päpste verhielten sich kaum anders als die weltlichen Fürsten. Sie führten Kriege und versuchten durch Intrigen Macht und Reichtum der eigenen Familien zu vergrößern. Der Sohn Papst Alexanders VI. Cesare Borgia, der sich als Söldnerführer und Machtpolitiker betätigte und versuchte, Italien unter seine Herrschaft zu bringen, diente Niccolò Machiavelli als Vorbild für sein staatsphilosophisches Werk Der Fürst.

## Konkurrenz der Weltmächte, Wirtschaftskrise, Bevölkerungsrückgang

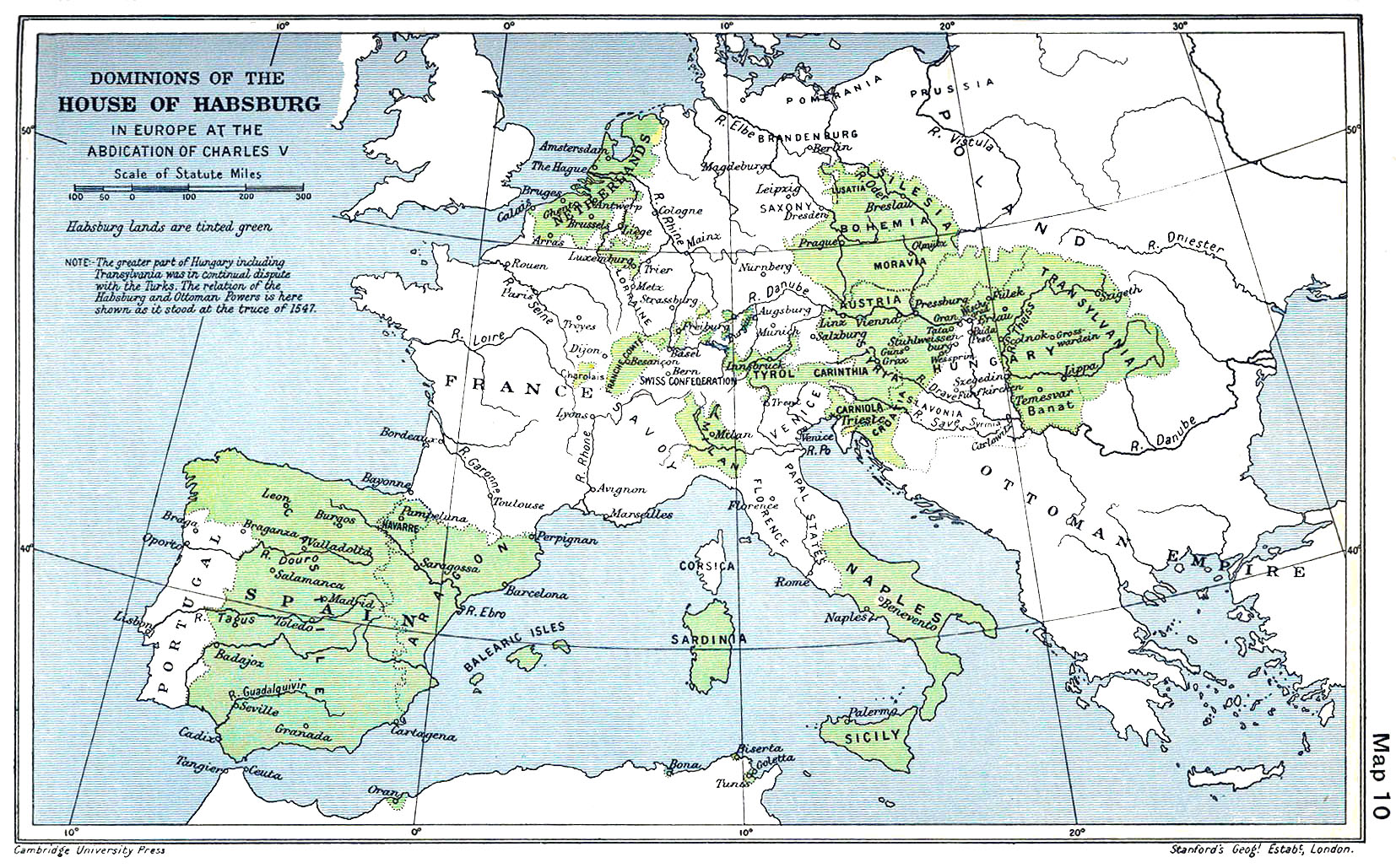
Die habsburgischen Gebiete in Europa im Jahr 1547

Das Osmanische Reich zwischen 1481 und 1683

Nach der Entdeckung Amerikas 1492 durch den Genuesen Columbus, aber auch Nordamerikas 1497 durch den von Venedig nach England gegangenen Giovanni Caboto, sowie der zunehmenden Nutzung des Seeweges nach Indien verlor Italien nach und nach seine herausragende wirtschaftliche Bedeutung durch Verlagerung der Haupthandelsrouten vom Mittelmeer zum Atlantik. Andere Staaten, insbesondere Spanien und Portugal, nahmen an wirtschaftlicher und politischer Bedeutung zu, da sie auf Grund der Kolonialisierung zunächst Südamerikas neue Rohstoffressourcen und Absatzmärkte erschlossen und zudem über größere Binnenressourcen verfügten als die italienischen Stadtstaaten. Zugleich verlor der Handel mit dem in den Nahen Osten und nach Nordafrika expandierenden Osmanenreich an Bedeutung, während zugleich die Konkurrenz von Holländern und Engländern zunahm.
Besonders in Süditalien dominierte die Agrarwirtschaft und der Großgrundbesitz, Manufaktur und später Fabrik waren die Ausnahme. Aber auch die Landwirtschaft stagnierte, so dass die Ertragsziffern in Italien bei 7 verharrten, während sie etwa in England und Holland bis zur zweiten Hälfte des 17. Jahrhunderts auf 9, hundert Jahre später gar auf 10 stiegen. Dies war einer der Gründe, dass die dortige Bevölkerung stark anstieg, während sie sich in Italien von etwa 13,5 Millionen (um 1600) auf 11,7 (1650) verminderte. Dies kontrastiert besonders stark mit der Tatsache, dass die Bevölkerung noch zwischen 1500 und 1600 von 9 auf 13,5 Millionen, also um etwa die Hälfte angewachsen war.

### Europäischer Kriegsschauplatz (1494–1559)

Italien um 1494

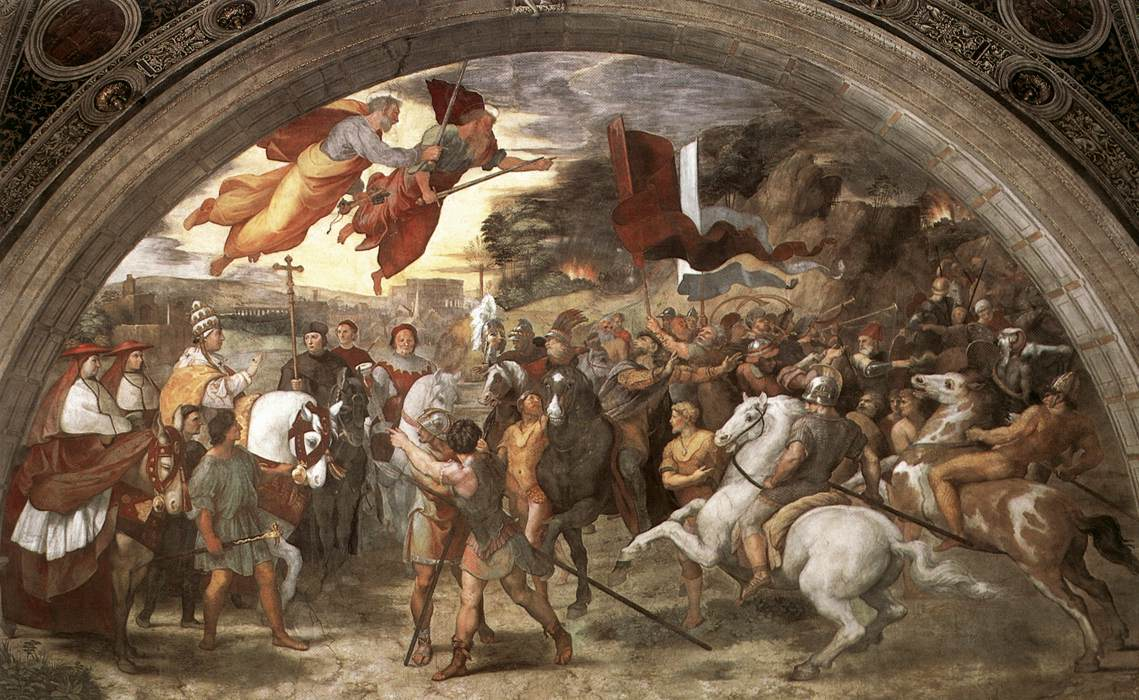
Papst Leo X. (1513–1521) ließ sich in einem von seinem Vorgänger in Auftrag gegebenen Gemälde von Raffael als Papst Leo I. (440–61) porträtieren, wie er dem Hunnenkönig Attila im Jahr 452 unbewaffnet entgegentritt. Der Legende nach erschienen die Heiligen Roms, Petrus und Paulus, mit Schwertern und bewogen Attila, auf seinen Marsch nach Rom zu verzichten. Eliodor-Raum der Stanzen des Raffael, Vatikan 1514

Eine der Ursachen für den Bevölkerungsrückgang waren die unausgesetzten Kriege. Nach dem Tod König Ferrantes von Neapel intervenierte König Karl VIII. von Frankreich 1494 in Italien. Er zwang im nächsten Jahr Florenz, den Kirchenstaat und Neapel zur Kapitulation. Ferdinand von Aragón, Maximilian I. sowie Venedig, Mailand und der Kirchenstaat verbanden ihre Kräfte am 31. März 1495 in einer „Heiligen Liga“ und zwangen den französischen König zum Rückzug über die Alpen.
Ludwig XII. nahm die expansive Politik Karls VIII. wieder auf und annektierte 1499 das Herzogtum Mailand. Er und Ferdinand von Aragón teilten im Vertrag von Barcelona 1500 das Königreich Neapel unter sich auf. Danach sollte der Norden an Frankreich, der Süden an Spanien kommen. Im Vertrag von Lyon 1504 wurde nach einem erneuten Krieg Unteritalien wieder in das Königreich Aragón eingegliedert, da die Franzosen Neapel verlassen mussten. 1507 gelang es den Franzosen, sich der Republik Genua zu bemächtigen. Die Liga von Cambrai (Österreich unter Maximilian I., der Papst, Spanien, England, Ungarn, Savoyen und einige italienische Staaten) versuchte im Oktober 1508 die Seerepublik Venedig aufzuteilen, scheiterte jedoch.
Papst Julius II. (1503–1513) schwenkte auf ein neues politisches Ziel um: die Befreiung Italiens von den „Barbaren“. Die Eidgenossenschaft, Spanien, Venedig und der Papst vereinigten sich zur „Heiligen Liga“, um die Franzosen aus Mailand zu vertreiben, was ihnen 1512 gelang. Die Schweizer restituierten die Dynastie der Sforza und annektierten den größten Teil des Tessins (Domodossola, Locarno, Lugano). In der Schlacht bei Marignano unterlagen die Schweizer jedoch im September 1515 wieder den Franzosen und sie mussten Mailand räumen. Franz I. von Frankreich und Karl I. von Spanien einigten sich im Vertrag von Noyon 1516 auf den Status quo.
1525 gelang es Karl, seit 1519 römisch-deutscher Kaiser, in der Schlacht von Pavia Mailand an sein Haus zu bringen und die französische Oberherrschaft in Italien zu beenden. Die Truppen des Kaisers plünderten 1527 Rom (Sacco di Roma). 1529 schloss Karl mit Frankreich und dem Papst im Vertrag von Cambrai Frieden, da die Osmanen auf Wien marschierten. Im Frieden von Crépy 1544 verzichtete Franz I. auch auf seinen Anspruch auf Neapel und erhielt von Karl V. im Gegenzug Burgund zurück. 1559 konnte Philipp II. im Frieden von Cateau-Cambrésis allerdings Neapel gewinnen.

### Reformation und Gegenreformation

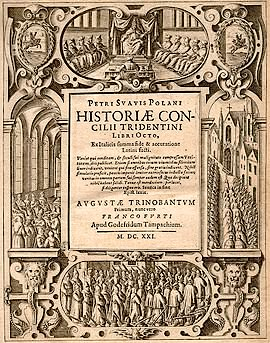
Historiae Concilii Tridentini von Paolo Sarpi

Das 5. Laterankonzil (1512–1517) kam mit der Kirchenreform kaum voran. Es verbot den Druck nicht autorisierter Bücher und bestätigte das Konkordat von Bologna (1516) zwischen Leo X. und König Franz I. Dadurch wurden französische Eroberungen aus den Italienkriegen anerkannt, die zunehmende Loslösung der französischen Kirche von Rom rückgängig gemacht.
Die Reformation hatte nicht nur jenseits der Alpen Erfolge, sondern zunächst auch in Italien. Doch die katholische Seite ging scharf gegen jede protestantische Äußerung vor. 1530 wurde daher Antonio Bruccioli aus Florenz vertrieben und der konvertierte, im venezianischen Kroatien eingesetzte Bischof Pietro Paolo Vergerio verließ das Land. 1531 kam es zu einer öffentlichen Disputation in Padua, sie blieb jedoch die einzige. Erasmus von Rotterdam, der in Italien erstmals 1514 verlegt wurde, galt als Häretiker, zuweilen sogar als „Lutheraner“ (Erasmus lutheranus). Doch wurden mit dieser Bezeichnung auch andere Gruppen, wie die Calvinisten, Sakramentarier, Graubündner Reformierte bezeichnet.
1542 wurde die Inquisition reorganisiert, um den Protestantismus zu bekämpfen. 1558 wurde Bartolomeo Fonzio, der Übersetzer von Luthers Schrift An den christlichen Adel deutscher Nation von des christlichen Standes Besserung hingerichtet, 1566 Bruccioli, 1570 der Humanist Aonio Paleario.
Das Trienter Konzil (1545 bis 1563) befasste sich mit der Kirchenkritik der Reformation. Seine Beschlüsse beinhalteten, neben dogmatischen Beschlüssen, die Abschaffung der Missbräuche im Ablasswesen, das Verbot der Ämterhäufung im Bischofsamt und die Einrichtung von Priesterseminaren sowie einen Index verbotener Bücher (1559). Außerdem durften Bischöfe gegen Häretiker vorgehen. Für Martin Luther war Venedig das Eingangstor nach Italien, doch stießen die protestantischen Gruppen auf harte Repression. 1571 entstand die Indexkongregation, die sich mit der umfassenden Kontrolle des stark angewachsenen Buchmarktes befasste und damit die Tätigkeit der in Trient 1562 eingesetzten Zensurkommission dauerhaft fortführte.

### Osmanisches Reich
Das Osmanische Reich bedrängte die italienischen Seemächte und lenkte ihren Handel mit Asien und Nordafrika entsprechend seinen politischen Interessen. 1453 eroberten die Osmanen Konstantinopel, 1475 musste Genua seine Kolonie in Kaffa am Nordrand des Schwarzen Meeres aufgeben, eine Region, in der sich Genua und Venedig seit Jahrhunderten bekriegt hatten. Venedig verlor 1460 seine Stützpunkte auf dem Peloponnes, doch konnte es die Hauptinsel Kreta noch bis 1645 bzw. 1669 halten. Unter Süleyman I. (1520–1566) expandierten die Osmanen, die bereits von 1480 bis 1481 mit Otranto erstmals einen italienischen Ort besetzt hatten, Richtung Belgrad und Rhodos, das sie 1522 eroberten.
Bei Mohács unterlag der ungarische König, der Sultan ließ 1529 Wien belagern.
Weiteren Erfolgen im Osten folgte der Sieg des Khair ad-Din Barbarossa 1538 über die Flotte der Heiligen Liga unter Andrea Doria bei Preveza. Zwar konnten die vereinigten Flotten Spaniens und Venedigs die Osmanen in der Seeschlacht von Lepanto 1571 besiegen, doch die modernisierte türkische Flotte stellte bereits wenige Jahre später wieder eine erhebliche Bedrohung dar, und Venedig konnte Zypern nicht zurückerobern. Zudem setzten die Korsaren Nordafrikas den Handelskonvois durch das westliche Mittelmeer zu, vor allem, nachdem ihnen 1574 die Rückeroberung des seit 1535 von Spanien besetzten Tunis gelungen war.

### Spanische und österreichische Vorherrschaft

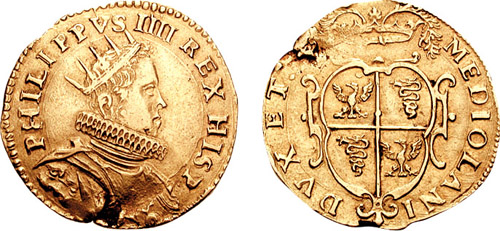
Mailänder Münze mit dem spanischen König

Der Frieden von Cateau-Cambrésis (1559) verfestigte die spanische Herrschaft im gesamten Süden Italiens, auf den Inseln, in Mailand und im Stato dei Presidi im Süden der Toskana. Zugleich lagen der Kirchenstaat, das Großherzogtum Toskana und Genua sowie weitere Kleinstaaten im Einflussbereich Madrids. Savoyen wurde immer wieder zum Schlachtfeld zwischen Spanien und Frankreich. Nur Venedig konnte seine Unabhängigkeit bewahren.
Ende des 16. Jahrhunderts verlagerte sich zunehmend der Handel vom Mittelmeer in den Atlantik, wozu auch die Kriege in Italien beitrugen. Dort kollidierten die kaiserlichen und die französischen Interessen zunächst im Erbfolgekrieg von Mantua (1628–1631). Die Pestepidemien von 1630 bis 1632 und von 1656 bis 1657 (Neapel, Rom, Ligurien, Venetien) und der spanische Fiskalismus wirkten sich negativ auf die wirtschaftliche Entwicklung aus; so sperrte die Toskana jeden Verkehr mit dem Süden, setzte eine Quarantäne nach venezianischem Vorbild durch und informierte die benachbarten Mächte. Mit diesen Maßnahmen gelang es Italien lange vor den modernen medizinischen Behandlungsmöglichkeiten, die Epidemien, wenn auch unvollständig, einzudämmen. Plünderungen, Hunger, Epidemien förderten in ihrer Wechselwirkung den ökonomischen und politischen Niedergangs, der allerdings scharf mit der kulturellen Entwicklung kontrastierte. Italien blieb sowohl im künstlerischen als auch im wissenschaftlichen Bereich noch lange führend.
Gegen die spanische Fiskalpolitik kam es zu Aufständen, deren in Italien bekanntester der des Fischers Tommaso Masaniello aus Neapel war. Er entzündete sich 1647 an Abgaben auf Lebensmittel, und obwohl Masaniello ermordet wurde, gelang es den Aufständischen unter Führung des Gennaro Annese am 17. Dezember, die Spanier aus der Stadt zu vertreiben. Unterstützung fanden sie durch den Franzosen Henri II. de Guise. Er beanspruchte als Nachkomme Renés I. von Anjou das Königreich Neapel und konnte die Truppen des Juan de Austria besiegen. Die Aufständischen riefen die Republik Neapel aus, die bis zum 5. April 1648 bestand. Innere Streitigkeiten führten jedoch dazu, dass der Neapolitaner Gennaro Annese den Spaniern die Tore öffnete. Beim Versuch, die Stadt zurückzugewinnen, geriet Henri II. am 6. April in spanische Gefangenschaft. Ähnliche Volksaufstände fanden 1647/48 unter Führung des Giuseppe d’Alesi in Palermo statt und unter Ippolito von Pastina in Salerno. 1701 erhob sich der Adel Neapels vergeblich in der Verschwörung von Macchia gegen die spanische Herrschaft, ein Aufstand, der seine Bezeichnung nach Gaetano Gambacorta, Fürst von Macchia, erhielt.
Nach dem Ende des spanischen Zweigs der Habsburger (Karl II. starb am 1. November 1700 kinderlos) begann 1701 der Spanische Erbfolgekrieg. Eine Allianz um die österreichischen Habsburger und England kämpfte dabei gegen eine von Frankreich geführte Koalition. Letztlich gelang es Frankreich, mit Philipp V. die bis heute amtierende Dynastie der Bourbonen zu installieren. Im Frieden von Utrecht 1713 wurden Österreich das zuvor spanische Mailand, Neapel (ohne Sizilien) und Sardinien zugesprochen. Es wurde damit zur vorherrschenden Macht in Italien. Gegen die österreichische Herrschaft kam es 1746 zu einem Aufstand in Genua, den ein jugendlicher Steinewerfer ausgelöst haben soll; sein Kurzname Balilla findet sich in der italienischen Nationalhymne wieder.
Der Herzog von Savoyen erhielt Sizilien sowie Montferrat. 1720 tauschte das Haus Savoyen mit Österreich seinen Besitz Sardiniens gegen Sizilien ein und erhielt somit die Königswürde. Erster Herrscher des neuen Königreichs Sardinien-Piemont wurde Viktor Amadeus II.

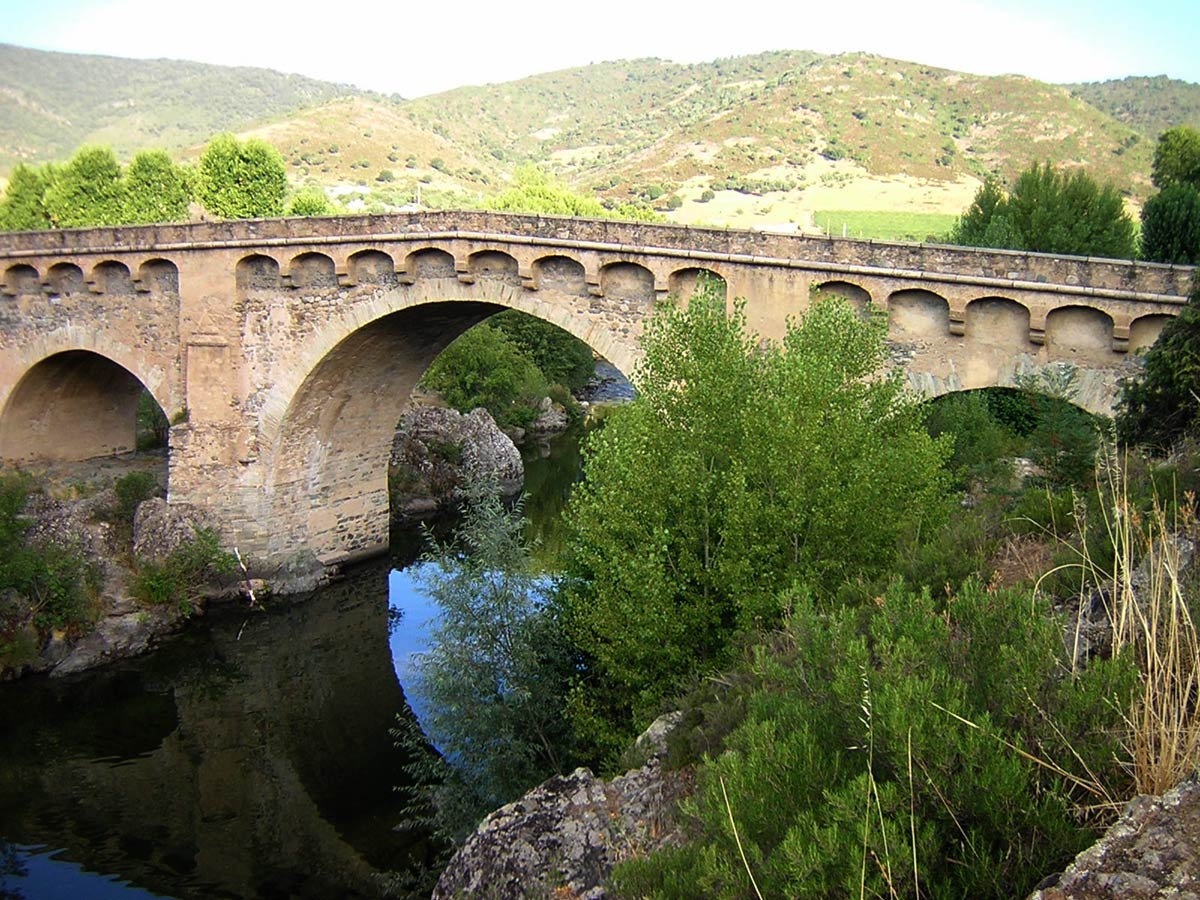
Genuesische Brücke über den Tavignano bei Altiani im Osten Korsikas

Spanien erwarb 1735/38 Neapel und Sizilien, 1748 Parma und gründete dort eine Sekundogenitur. Nach dem Aussterben der Medici in Florenz 1737 stiftete der Herzog von Lothringen dort eine Sekundogenitur für das Haus Habsburg-Lothringen. 1768 verkaufte die Republik Genua die Insel Korsika an Frankreich. Italien war von 1701 bis 1748 Kriegsschauplatz der Großmächte (Europäische Erbfolgekriege). Bis 1796 blieb dieses System stabil, doch geriet Italien in politischer, wirtschaftlicher und sozialer Hinsicht ins Abseits. Zwar stieg die Bevölkerungszahl von 1700 bis 1800 von 13,6 auf 18,3 Millionen, doch sank angesichts erheblich schnellerer Wachstumsraten in vielen Nachbarländern der Anteil an der europäischen Gesamtbevölkerung. Vor allem aber gelang es der Agrarproduktion trotz Ansätzen zur Liberalisierung etwa im Großherzogtum Toskana (1764) kaum mehr, mit der Zahl der Konsumenten mitzuhalten.

### Merkantilismus, Ausweitung des Kapitalverkehrs
Trotz einer gewissen Zunahme des münzlosen Geldverkehrs und des Umfangs des Kreditwesens blieb Europas Wirtschaft weiterhin von der Zufuhr von Edelmetallen abhängig. Die Versorgung mit Silber und Gold hing dabei zunehmend von Lateinamerika ab. Um 1660 kamen von dort Gold und Silber im Wert von rund 365 Tonnen Silber, während Europa nur noch 20 bis 30 Tonnen pro Jahr produzierte. Gleichzeitig erhöhte sich der Abfluss in den Ostseeraum, die Levante und Ostasien so stark, dass nur 80 t in Europa blieben. Spanien investierte den überwiegenden Teil dieses Edelmetallstroms in den Krieg gegen die Niederlande. Ähnlich agierte Frankreich. Dabei standen kurzfristige fiskalische Interessen im Vordergrund, aber langfristig löste diese Politik Inflationsschübe aus und schadete der Wirtschaft. Die Münzen wurden abgewertet, bis sie kaum noch Edelmetall enthielten, so dass sie durch reine Kupfermünzen ersetzt wurden. 1607 – unter Philipp III. – kam es zum dritten spanischen Staatsbankrott; willkürliche Abwertungen folgten bis 1680. Dabei lag der Nennwert viel höher als der Metallwert, die Münzen wurden zudem immer wieder beschnitten (Münzverschlechterung). Die Abgaben erfolgten hingegen nach dem Gewicht. Der „Bauer war grausam gefangen zwischen zwei Gruppen; die eine gab ihm das Geld allein nach dem Nennwert, die andere nahm es ihm allein nach Gewicht.“

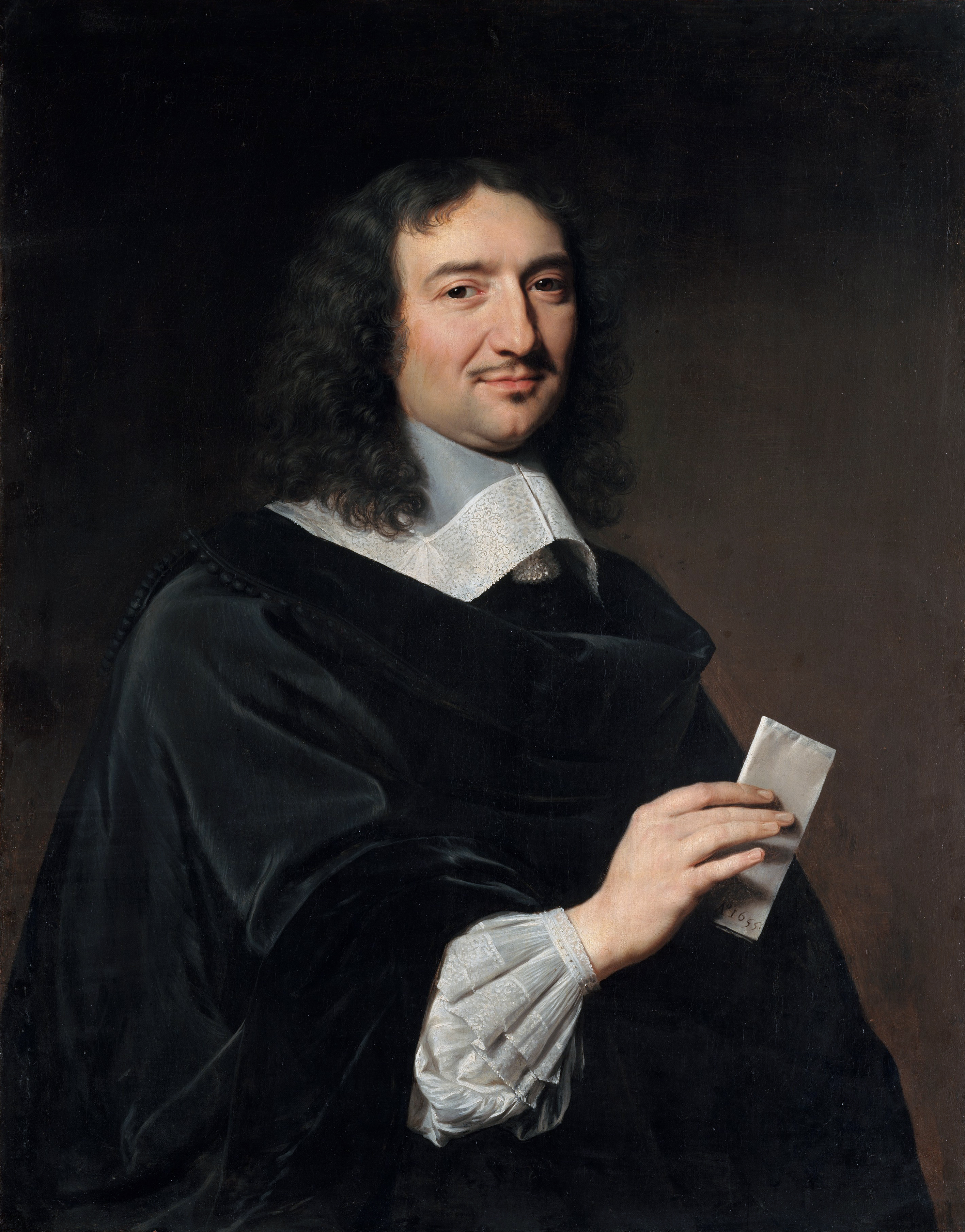
Porträt des Beraters des französischen Königs Jean-Baptiste Colbert, Philippe de Champaigne 1655. Colberts merkantilistische Politik behinderte die italienischen Exporte und führte zur Stärkung französischer Konkurrenz.

Auch Frankreich ging zunächst den Weg der Kupferwährung, zuletzt von 1654 bis 1657, und importierte dazu große Mengen aus Schweden. Colbert, Berater König Ludwigs XIV., setzte jedoch ab 1659 stärker darauf, den Abfluss von Edelmetallen aus Frankreich zu bremsen und den Zufluss zu fördern. Um dies zu erreichen, stärkte er die Exportgewerbe, erhöhte den Gold- zu Lasten des Silberkurses. Dadurch stabilisierte er die Staatsschuld so sehr, dass sich viele Ausländer entschlossen, ihre Edelmetalle hier anzulegen. Colbert gab ab 1671 Rentenpapiere gegen Geldeinlage zu 7 % Zinsen aus; zudem hielt er das Wertverhältnis zwischen Gold und Silber bei etwa 15:1.
Das Heilige Römische Reich sah hingegen eine starke Kupferinflation (s. Kipper- und Wipperzeit), die erst während des Dreißigjährigen Krieges zurückging. Gegen Ende des Jahrhunderts stabilisierten sich die Währungen. Gewinner dieser Entwicklung waren die Niederlande, die den Dukaton (nach dem Vorbild des venezianischen Dukaten) nicht als Gold-, sondern als Großsilbermünze von hohem Ansehen einführten. Dies verstärkte wiederum den Zufluss spanischen Silbers und die Wiederausfuhr. 1683 stellte man fest, dass von den 15–18 Millionen Gulden, die als spanisches Silber hereinflossen, nur 2,5 bis 4 Millionen im Lande blieben. Doch nicht nur hierin gewannen die Niederlande und wenig später England, einen entscheidenden Vorsprung. Zunächst gründete man 1609 nach dem Vorbild des venezianischen Banco di Piazza di Rialto (1587–1638) die Wisselbank. Ihr gelang es nicht nur, den Münzwert zu stabilisieren, sondern auch durchzusetzen, dass alle größeren Wechsel nur noch über diese Clearingstelle verrechnet werden durften. Dieser bargeldlose Ausgleich von Forderungen zwischen Konten gab ihr eine der Eigenschaften einer Zentralbank.
Doch man ging viel weiter als in Italien, um den Geldumlauf zu erhöhen und zu beschleunigen. Man gestattete den Kunden ähnlich wie in Venedig Gold zu deponieren, wofür sie als Quittung Recepissen erhielten. Am Edelmetallmarkt Amsterdam, der bald zum bedeutendsten wurde, waren einerseits alle Münzen in ausreichender Menge vorhanden, vor allem aber liefen nur noch die Recepissen als Bargeld für größere Beträge um. Eine ähnliche Ausweitung des Geldverkehrs erreichte Frankreich durch die Ausgabe von verzinslichen Staatspapieren, die gleichfalls per Indossament veräußert werden konnten. So weitete man die umlaufende Geldmenge aus und verbilligte auf diese Art langfristig Kredite, was wiederum Handel und Produktion weiter stimulierte. Gerade in dieser Zeit ging, nachdem der venezianische Pfefferhandel lange Widerstand geleistet hatte, ab den 1620er Jahren sein Volumen erheblich zurück. Wenige Jahre später galt Pfeffer nicht mehr als „östliche“ Ware, sondern als „westliche“. Holländer und Engländer – Letzteren gelang 1663 der Einstieg in die Goldwährung, 1697/98 die Währungsstabilisierung –, zeitweilig Portugiesen, hatten den Gewürzhandel weitgehend monopolisiert. Darüber hinaus fielen die Landhandelswege nach Asien immer mehr zurück, Venedig verlor nach und nach seine Kolonien.
Der Handel mit dem Osten kam im Lauf des 17. Jahrhunderts zunehmend in holländische und englische Hand, um im 18. Jahrhundert weitgehend von Engländern dominiert zu werden. Sie waren in der Gewerbeorganisation, in der wendigen Anpassung an sich verändernde Moden und Märkte, aber auch durch die hinter den Händlern stehende politische Macht und schließlich durch bessere Kapitalausstattung überlegen. Während industriell gefertigte Tuche auf den italienischen Markt drängten, wanderten Zucker- und Baumwollproduktion, zwei bedeutende Produktionszweige seit dem 15. Jahrhundert, Richtung Amerika ab.
Bis in die zweite Hälfte des 17. Jahrhunderts blieb in Italien das Indossament verboten. Damit blieb der bargeldlose Verkehr in den Händen der Messbankiers, nicht der Kaufleute. Zwar griffen italienische Merkantilisten wie Bernardo Davanzati (1529–1606) die französischen Ideen auf, doch wirkte seine Lezione delle monete (1588) eher im Ausland als in Italien. Antonio Serra (1568–1620) erörterte, wie man die Handelsbilanz zu deuten habe und wie man in Gebieten den Geldumlauf sichern könne, die nicht über Gold- oder Silberbergbau verfügten, wie das Königreich Neapel (gedruckt 1613). Die italienischen Staaten reformierten ihre Münzsysteme, die weiterhin auf Gold und Silber basierten (Bimetallismus), versuchten dabei die Kupfermünzen zu begrenzen und die Münzwerte an die Gold-Silber-Relation anzupassen. Venedig reformierte sein Münzwesen 1722 und 1733, Genua ab 1745, Savoyen 1755 und Mailand 1778. Dabei zeichneten sich Ansätze ab, nicht nur die staatlichen Währungsräume zu vereinheitlichen und die Zahl der verschiedenen Münzen zu verringern, sondern auch in ganz Italien zu Vereinheitlichungen zu gelangen.
Zudem setzte sich die Vorstellung durch, Geld habe im Wirtschaftsablauf neutral zu sein (siehe Geldfunktion). Die aufkommenden Zentralbanken sollten nicht willkürlich Geld auflegen, sondern über Kreditvergabe den Geldumlauf beschleunigen. Für David Hume (1711–1776) sollte es nur noch das „Öl für das Wirtschaftsgetriebe“ darstellen; Adam Smith (1723–1790) trennte Geld- und Wirtschaftssphäre vollständig. Es war noch nicht möglich, eine Papierwährung durchzusetzen; fehlgeschlagene Versuche, wie etwa durch John Law, erhöhten das Misstrauen gegen solche Versuche, so dass die partielle Abhängigkeit vom Bergbau fortbestand.
England hatte einen weiteren wirtschaftlichen Vorteil, nachdem es die Ausgabe von Banknoten stabilisiert hatte. Die Bank of England erhielt in London ein Monopol, während Country Banks ab 1708 das ländliche Kapital mobilisierten. Ab der Mitte des Jahrhunderts kamen zunehmend Privatbanken auf, zum Beispiel die Barings Bank.
1821 stellte die Bank of England die Einlösepflicht von Banknoten in Gold („Golddeckung“) wieder her, eine Regelung, die sie auch während der Bankenkrise von 1825/26 unter Rückgriff auf ihre Goldreserven durchhielt. Bald setzte sich der Goldstandard durch, und die Zentralbank übernahm die Funktion einer Bank der Banken, um die Liquidität des Bankensystems zu gewährleisten.
In Italien bestanden bei der Einigung des Landes (1861) fünf Banken, die Noten herausgeben durften. Diese waren die Banca nazionale del Regno d’Italia, die Banca nazionale toscana, die Banca Romana, der Banco di Sicilia und der Banco di Napoli; 1870 kam die Banca toscana di Credito hinzu. Nach dem Zusammenbruch der 'Banca Romana' wurde 1893 die Banca d’Italia gegründet; sie erhielt 1920 das Monopol auf die Herausgabe von Banknoten.

## Napoleon, Wiener Kongress (1796–1815)

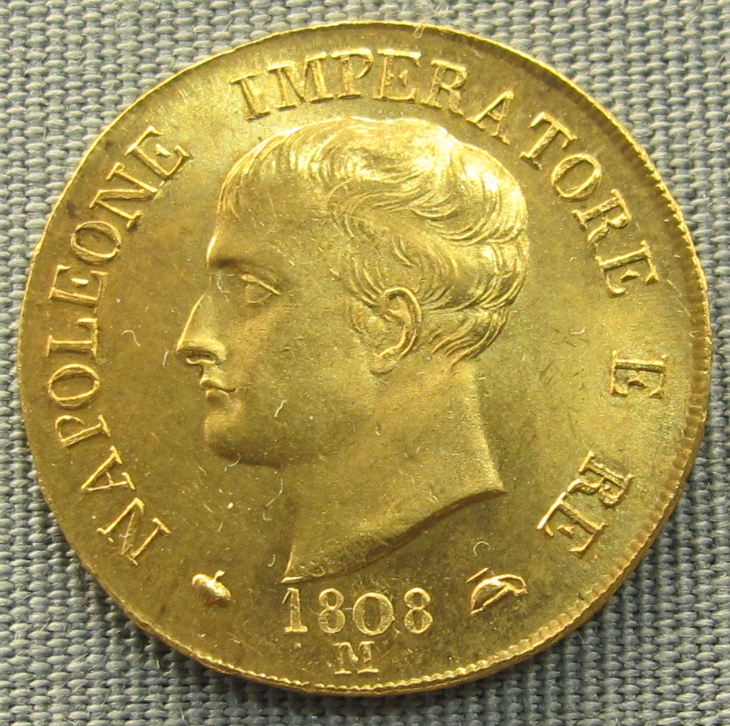
40-Lire-Stück mit Napoleon als König von Italien

1796/97 unterwarf Napoleon Bonaparte im Italienfeldzug große Teile Ober- und Mittelitaliens und zwang im Frieden von Campo Formio Österreich und das römisch-deutsche Kaisertum zur Anerkennung seiner Eroberungen und zum Verzicht auf die Lehensrechte in Italien. Österreich erhielt nach der Selbstauflösung der Republik Venedig deren Gebiet (außer den Ionischen Inseln). Frankreich gründete im übrigen Italien Vasallenstaaten. Teile Norditaliens wurden zur „Transalpinischen Republik“ zusammengefasst, die dann in Cisalpinische bzw. Cisalpine Republik umbenannt wurde. Genua wurde zur Ligurischen Republik, das 1799 eroberte Königreich Neapel zur Parthenopäischen Republik. Der Kongress der kurzlebigen Cispadanischen Republik erklärte am 7. Januar 1797 mit der aus Frankreich importierten grün-weiß-roten Trikolore – in der damaligen Variante mit Querstreifen – zum ersten Mal einen Vorläufer der Flagge Italiens zur Nationalflagge eines italienischen Staates; die grün-weiß-rote Trikolore wurde in der Folgezeit zu einem wichtigen Symbol der italienischen Nationalbewegung. 1798 nahmen die Franzosen Papst Pius VI. gefangen und ließen den Kirchenstaat zur Römischen Republik ausrufen.
Im Zweiten Koalitionskrieg erlitt Frankreich 1799 in Italien eine Niederlage gegen Österreich und Russland. Die französische Herrschaft in Italien brach zusammen, die alte Ordnung (so der Kirchenstaat) wurde zum Teil wiederhergestellt. 1800 kam es zur erneuten französischen Eroberung, Napoleon ließ Italien wieder neu ordnen. Das Großherzogtum Toskana wurde zum Königreich Etrurien, die Cisalpine Republik zur Republik Italien mit Napoleon als erstem Konsul. Piemont blieb unter französischer Militärverwaltung. Nach seiner Kaiserkrönung 1804 wandelte Napoleon die Republik Italien zum Königreich Italien um. Er krönte sich 1805 in Mailand mit der Eisernen Krone zum König von Italien. Im Frieden von Preßburg 1805 nach dem Dritten Koalitionskrieg verlor Österreich das venezianische Gebiet wieder an Frankreich, das den Westteil Venetiens dem Königreich Italien zuschlug und aus dem östlichen Teil (den Gebieten an der östlichen Adria) einen neuen Vasallenstaat formte, die Illyrischen Provinzen. 1806 wurden die Bourbonen erneut aus dem Königreich Neapel verjagt und Napoleons Bruder Joseph dort als Herrscher eingesetzt, 1808 sein Schwager Joachim Murat.

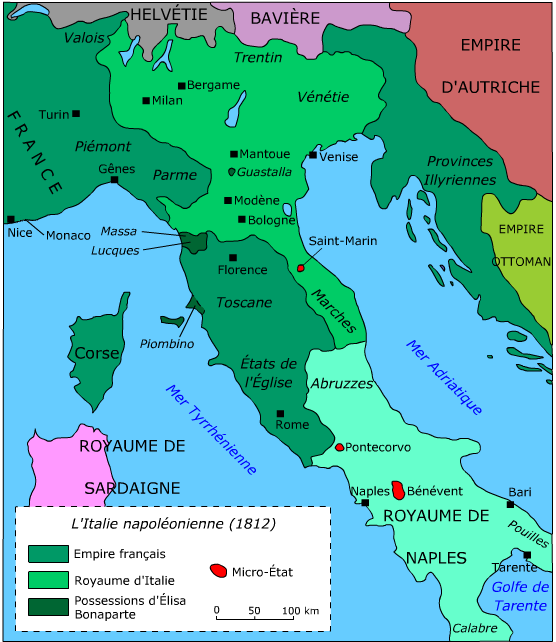
Italien im Jahr 1812

Italien nach dem Wiener Kongress

Auf Sizilien und Sardinien konnten sich die (süditalienischen) Bourbonen und die Savoyer unter britischem Flottenschutz halten. 1808 besetzte Napoleon erneut den Kirchenstaat und schlug ihn dem Königreich Italien zu. Teile des Kirchenstaats wurden annektiert, ebenso das Königreich Etrurien, Ligurien und Parma. Bis auf Sizilien und Sardinien stand Italien also unter direkter oder indirekter französischer Herrschaft, ehe 1814/15 die napoleonische Herrschaft zusammenbrach.
Durch den Wiener Kongress kam es zur Neuordnung Italiens. Österreich bekam zur Lombardei nun Venetien dazu, das damit seine Unabhängigkeit endgültig verlor; der Kirchenstaat wurde wiederhergestellt, verlor aber Avignon an Frankreich; das Königreich Sardinien bekam die Republik Genua zugesprochen; in Parma-Piacenza und Guastalla wurde Napoleons Frau, die Habsburgerin Marie-Louise, als Herrscherin eingesetzt; Modena-Reggio wurde fortan vom Haus Habsburg-Este regiert; das von einer habsburgischen Nebenlinie regierte Großherzogtum Toskana wurde wiederhergestellt; die zuvor formal getrennten Königreiche Neapel und Sizilien wurden zum Königreich beider Sizilien vereinigt.

## Unabhängigkeitsbewegungen und Einigungskriege (bis 1870)
Die Epoche der Nationalstaatsgründung – mit umstrittenen zeitlichen Grenzen – wird in Italien mit dem Begriff „Risorgimento“ („Wiederauferstehung“) beschrieben.

### Kampf gegen Fremdherrschaft, Zerstückelung und Absolutismus
Nach 1815 war das Königreich Sardinien der letzte bedeutende Staat unter einer einheimischen Dynastie. Italien unterlag weiterhin dem Einfluss fremder Mächte, obwohl durch den Untergang des Heiligen Römischen Reichs Deutscher Nation 1806 „Reichsitalien“ mit den daran hängenden Ansprüchen und Titeln verschwand. Je mehr die (in der Regel ausländischen) Fürsten Italiens nun bestrebt waren, die gesellschaftlichen Verhältnisse auf die Zeit vor Napoleon zurückzudrehen, desto mehr wurde der Korse als fortschrittlicher, anti-absolutistischer Herrscher gesehen.

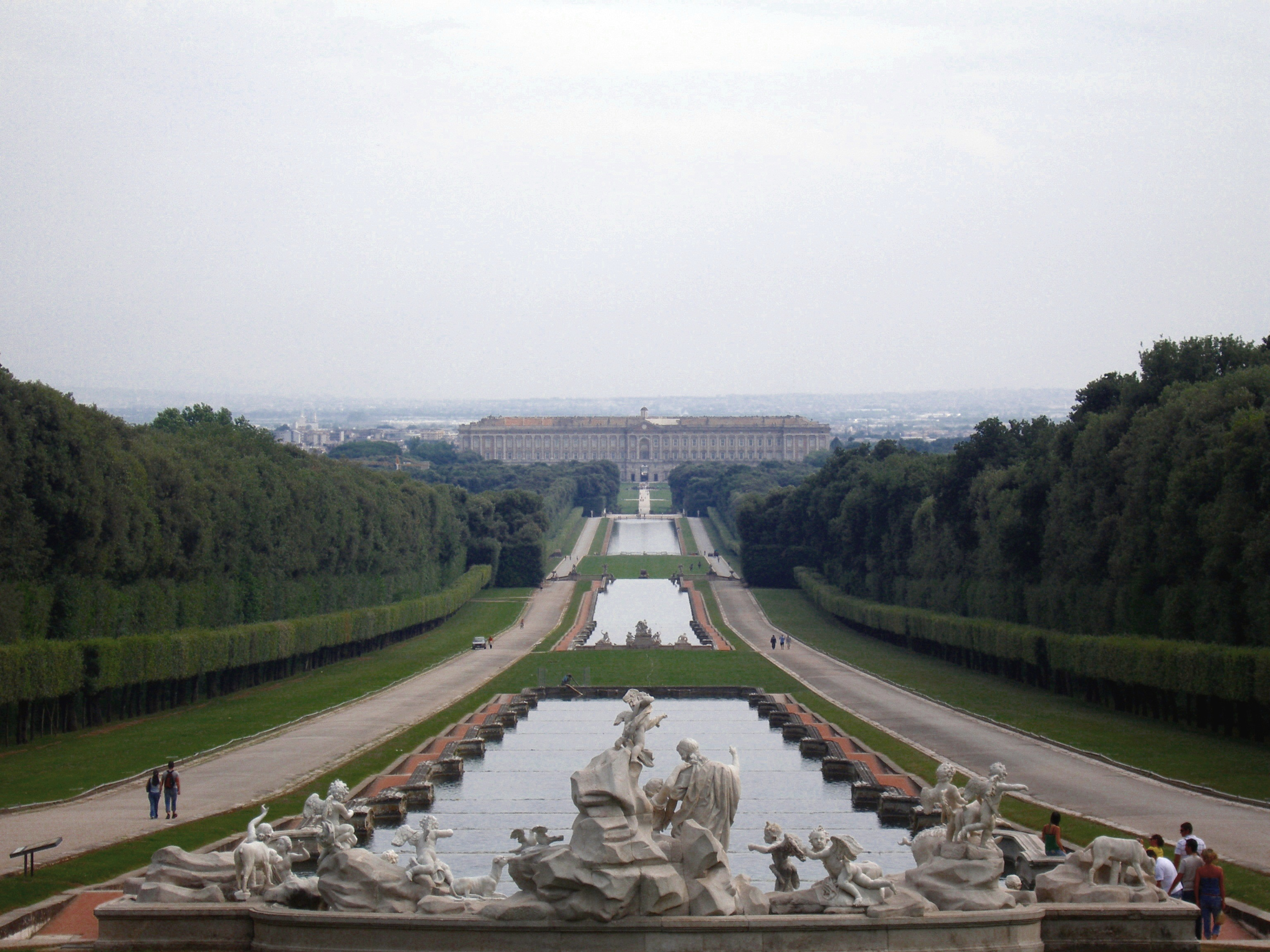
Der Bourbonenpalast von Caserta (Reggia di Caserta) entstand ab 1752 und sollte der eindrucksvollste Palast Europas werden. Allein der Park erstreckt sich über eine Fläche von 120 ha. Neben dem Palast in Neapel bestanden drei weitere Hauptresidenzen. Heute gehört die Gesamtanlage zum Weltkulturerbe.

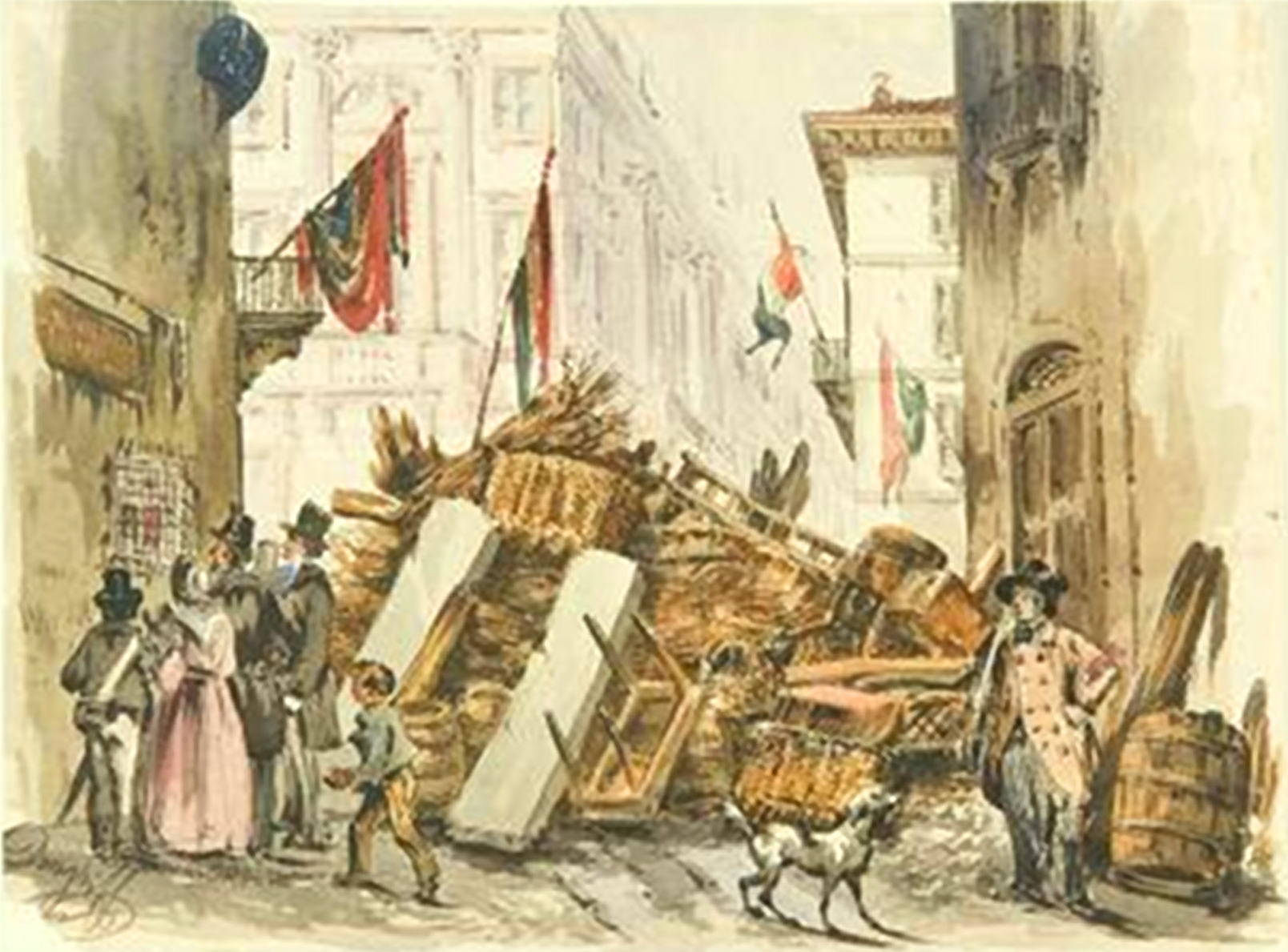
Barrikaden während der Fünf Tage von Mailand, Aquarell, Felice Donghi (1828–1887), März 1848

Der Wunsch, Italien von Fremdherrschaft, Zerstückelung und Absolutismus zu befreien, erfasste immer mehr Menschen. Geheimbünde entstanden, vor allem die in Neapel einflussreichen, gegen die Franzosen kämpfenden und Aufstände organisierenden „Carbonari“ (Köhler). Eine bedeutende Rolle spielten der Publizist Giuseppe Mazzini und die von ihm gegründete Bewegung „Giovine Italia“ (Junges Italien), der sich in den 1830er Jahren viele ehemalige Mitglieder der Carboneria nach deren weitgehender Zerschlagung anschlossen. Die Carbonari zwangen im Juli 1820 die nach Napoleon zurückgekehrten Spanier unter Ferdinand I. zur Annahme einer Verfassung, die neben Gott das Volk als Souverän und Ursprung der Macht betonte. Sie wurde nach der Unterdrückung des Aufstands aber widerrufen. Eine zweite, durch die französische Julirevolution von 1830 ausgelöste Welle von Erhebungen Anfang 1831 in Modena-Reggio und im Kirchenstaat scheiterte ebenfalls.

### Führungsrolle Piemonts, gescheiterte Revolutionen

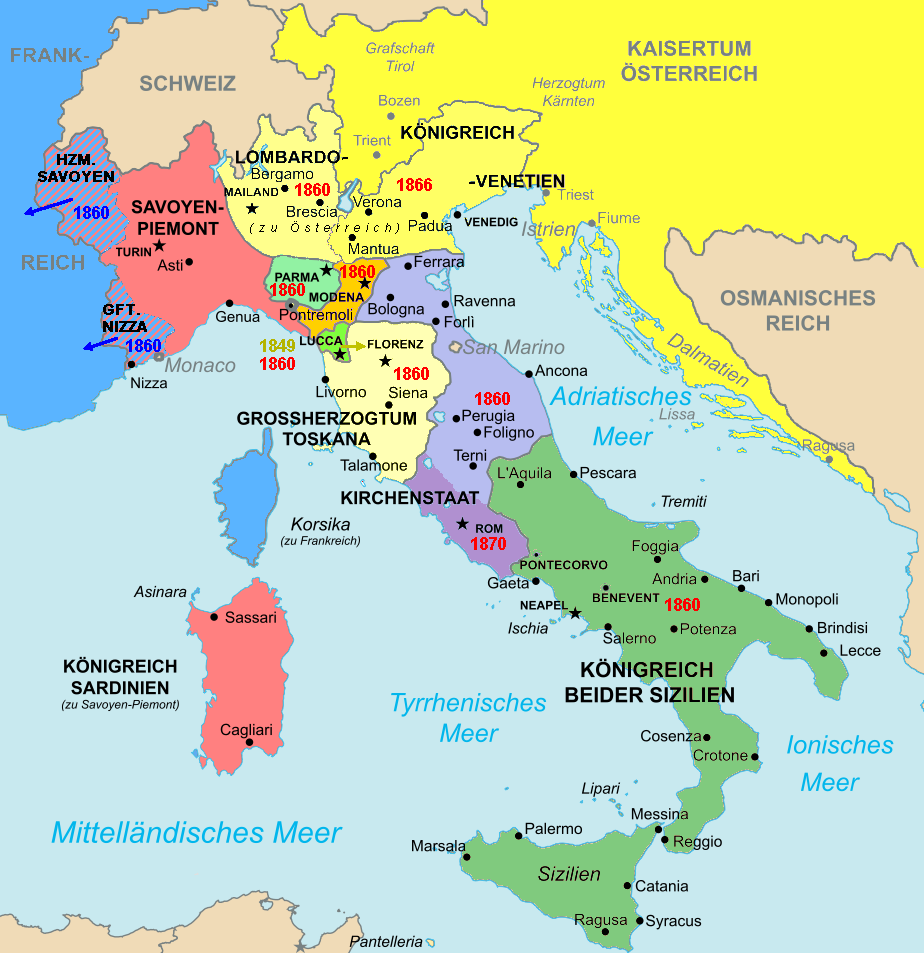
Italien 1843–1870, gelb und orange habsburgisch, Schritte der Vereinigung

Das vergleichsweise liberal regierte Königreich Sardinien-Piemont, das 1848 die Emanzipation der Juden und eine Verfassung durchsetzte, machte sich die Forderung nach einer Einigung Italiens zu eigen, es kam zu den Italienischen Unabhängigkeitskriegen.
Nach mehrtägigen Straßen- und Barrikadenkämpfen kam es im Revolutionsjahr 1848 zur Bildung provisorischer Regierungen in Mailand (18. bis 22. März 1848), Venedig (17. März 1848 bis 22. August 1849) und Palermo, dessen Parlament Sizilien für unabhängig erklärte (12. Januar 1848 bis 15. Mai 1849). 1849 erhob sich die Bevölkerung der ewigen Stadt gegen die weltliche Herrschaft des Papstes, woraufhin die von einem Triumvirat regierte Römische Republik (9. Februar bis 4. Juli 1849) ausgerufen wurde.
Die Revolutionen wurden allesamt niedergeschlagen; die Armee Sardinien-Piemonts, dessen König Karl Albert am 24. März 1848 Österreich den Krieg erklärt hatte, wurde im Juli 1848 bei Custozza und nach Wiederaufnahme des Kriegs im März des Folgejahrs bei Novara von den Österreichern unter Radetzky geschlagen. Der Monarch dankte daraufhin zugunsten seines Sohnes Viktor Emanuel II. ab. In der Folge kam es zur Restauration der Herrschaft der Bourbonen, Österreichs und Papst Pius’ IX.

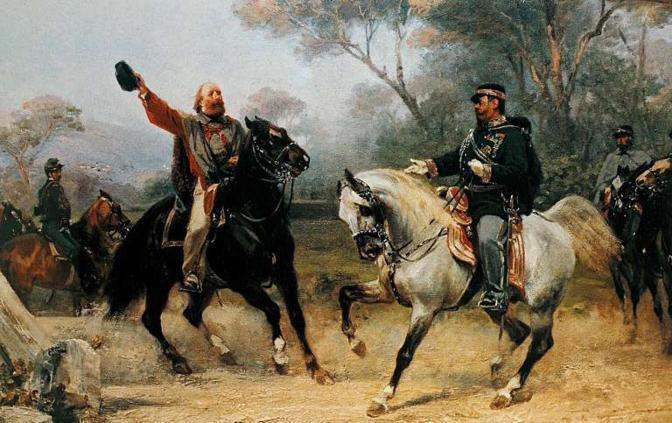
Garibaldi und Viktor Emanuel II., Sebastiano De Albertis (1828–1897), um 1870

### Staatsgründung, Anschluss des Südens an Piemont (1860)

Italien 1860–1866

Italien 1866–1870 nach dem dritten Krieg gegen Österreich

1855/56 nahm Savoyen auf Seiten Frankreichs am Krimkrieg teil, wodurch Viktor Emanuel die Unterstützung der dortigen Regierung für seine Einigungspläne erlangte. 1859 griffen die Savoyer erneut Österreich in Oberitalien an, diesmal mit Unterstützung Frankreichs (Sardinischer Krieg). In den Schlachten von Magenta und Solferino unterlagen die Österreicher, im Vorfrieden von Villafranca fiel die Lombardei an Savoyen. Parallel dazu gab es Aufstände in der Toskana, Modena und in anderen Gebieten. Als Folge schlossen sich Parma-Piacenza, Toskana, Modena und Teile des Kirchenstaats 1860 Sardinien-Piemont an.
Die Volksabstimmungen, deren Abstimmungsmodus nicht frei oder fair genannt werden kann, über den Anschluss an Italien ergaben in den Regionen folgende Ergebnisse:
| Gebiet          | Ja        | Nein   | Datum                |
| --------------- | --------- | ------ | -------------------- |
| Toskana         | 366.571   | 14.925 | 11./12. März 1860    |
| Emilia          | 426.006   | 756    | 11./12. März 1860    |
| Nizza           | 25.743    | 160    | 15. April 1860       |
| Savoyen         | 130.533   | 237    | 22. April 1860       |
| Neapel          | 1.302.064 | 10.312 | 21. Oktober 1860     |
| Sizilien        | 432.053   | 667    | 21. Oktober 1860     |
| Marken          | 133.807   | 1.212  | 4./5. November 1860  |
| Umbrien         | 97.040    | 380    | 4./5. November 1860  |
| Venedig, Mantua | 647.246   | 69     | 21./22. Oktober 1866 |
| Rom, Provinzen  | 133.681   | 1.507  | 2. Oktober 1870      |

Eine besondere Rolle im Einigungsprozess spielten die Freiwilligenverbände unter Führung Giuseppe Garibaldis, die 1860 im Zuge des legendären „Zugs der Tausend“ das Königreich beider Sizilien unter ihre Kontrolle brachten. Auch hier floh König Franz II., und Garibaldi rief sich im Namen Viktor Emanuels zum Diktator Siziliens aus. Der Ministerpräsident von Sardinien-Piemont, Cavour, sandte ein Heer in den Süden, einerseits um Garibaldi zu Hilfe zu kommen, andererseits, um zu verhindern, dass das Risorgimento eine republikanische Stoßrichtung erhielt. Die Truppen von Sardinien besetzten auch weitere Teile des Kirchenstaats (Umbrien und Marken). Plebiszite in Umbrien, in den Marken und in beiden Sizilien besiegelten den Anschluss an Sardinien-Piemont. Am 17. März 1861 wurde Viktor Emanuel II. zum König von Italien ausgerufen.

### Anschluss Venetiens und des Friauls (1866) sowie des Kirchenstaats (1870)
Infolge der Niederlage Österreichs gegen Preußen in der Schlacht bei Königgrätz im Krieg von 1866, in dem Italien Verbündeter des Siegers war, jedoch bei Lissa und Custozza selbst traumatische Niederlagen erlitt, kamen Venetien und das Friaul gemäß dem Frieden von Wien vom 3. Oktober 1866 an Italien. Die offizielle Übergabe der Stadt erfolgte am 19. Oktober, Plebiszite bestätigten am 21. und 22. Oktober den Anschluss.
Versuche Garibaldis, Rom für das neu gegründete Königreich Italien zu erobern, wurden 1862 am Aspromonte bzw. 1867 bei Mentana von italienischen bzw. päpstlichen und französischen Truppen gestoppt. Entgegen den Bestimmungen der 1864 zwischen Italien und Frankreich abgeschlossenen Septemberkonvention, in deren Folge die Hauptstadt von Turin nach Florenz verlegt wurde, eroberten 1870 italienische Truppen den verbliebenen Teil des Kirchenstaates. Daraufhin wurde Rom 1871 die neue Hauptstadt Italiens. Papst Pius IX., der seine weltliche Herrschaft damit verloren hatte, sah sich bis zu seinem Tod 1878 als „Gefangener im Vatikan“ und verbot Katholiken die Teilnahme am politischen Leben Italiens. Die sogenannte Römische Frage belastete das Verhältnis zwischen Nationalstaat und Kirche noch bis zum Abschluss der Lateranverträge 1929 unter Mussolini.

### Gleichstellung der Juden
Im Norden waren die Juden, deren Zahl zwischen 1800 und 1900 von 34.000 auf 43.000 vergleichsweise langsam stieg, lange nicht anerkannter Teil der Gesellschaft, wie etwa die Viva-Maria-Bewegung von 1799 zeigte, die nach dem Abzug der Franzosen in der Toskana wütete und der allein in Siena 13 Juden zum Opfer fielen. Aber auch Napoleon war spätestens ab 1806 „diesen Galgenvögeln“ gegenüber feindselig eingestellt, allerdings zielte er stärker auf ihre Verfassung und wies Vorschläge, sie auszuweisen, zurück. Er wollte aus ihnen „nützliche“ Franzosen machen und sie der Kontrolle eines eigens eingerichteten „Großen Sanhedrin“ unterstellen, der auch für die Gebiete in Italien verantwortlich war, die Frankreich angeschlossen worden waren. Napoleons Schwester Elisa Baciocchi, die 1809 Großherzogin der Toskana wurde, setzte sich hingegen für die Gleichstellung der Juden ein. Die jüdischen Gemeinden, vor allem die Älteren, standen ihrerseits den französischen Reformen, insbesondere der Einführung der Zivilehe, meist ablehnend gegenüber. Beim Ende der französischen Herrschaft verhinderten entsprechend vorbereitete Armeeeinheiten neue Pogrome in Florenz und in Livorno, die aufzuflammen drohten, weil viele glaubten, die Juden seien Verbündete der Fremdherrscher gewesen. Doch der wirtschaftliche Schaden dieser Fremdherrschaft war so groß gewesen, dass die Gemeinden die Rückkehr der alten Herren feierten.
Die Jüngeren setzten zunehmend auf die nationale Einigung Italiens, zunächst auf eine Verfassung. Sie nahmen Kontakt zu den Carbonari auf, vor allem aber nutzten sie das Vehikel der gemeinsamen Sprache, des toskanischen Dialekts, zur Betonung der nationalen Einheit. Während der Revolutionsjahre 1848 und 1849, in der Toskana noch kurz zuvor, erhielten die Juden erstmals die vollständige rechtliche Gleichstellung. Doch 1852 wurde die Verfassung in der Toskana annulliert, was im übrigen Italien scharf kritisiert wurde. Viele Juden hatten inzwischen freie Berufe ergriffen und fürchteten die Rückkehr zu den alten Verhältnissen. Herzog Leopold stand mit seiner neo-absolutistischen Rechristianisierungspolitik bald allein da. Mit der Einigung Italiens wurden die Juden endgültig gleichgestellt, wenn auch antisemitische Strömungen fortbestanden, insbesondere im Wissenschaftsbereich.

## Königreich Italien (1861–1946)

### Königreich, ostafrikanische Kolonien, Ära Giolitti
Das 1861 gegründete Königreich Italien war mit wirtschaftlichen und sozialen Schwierigkeiten, dem Nord-Süd-Gegensatz und dem Brigantenwesen im Süden konfrontiert, das von 1861 bis 1865 Züge eines Bürgerkriegs annahm. Über Jahre wurde der Ausnahmezustand immer wieder verlängert, Militärtribunale ließen eine unbekannte Zahl von Rebellen und Handlangern (manutengoli) inhaftieren oder füsilieren. Von 1861 bis 1862 wurden allein in der Provinz Catanzaro 1560 Briganten „ausgeschaltet“. Erst die Auflösung der Militärzonen 1870 zeugte vom Ende der Rebellionen. Es wurde versäumt, die dortigen Verhältnisse durch eine Landreform und eine gerechte Besteuerung zu verbessern. Über 75 % der 21,8 Millionen Einwohner waren bei der Gründung Italiens (1861) Analphabeten.
Bis 1876 war im liberalen Italien die „historische Rechte“ (Destra Storica) an der Regierung. 1876 kam mit Agostino Depretis die „Linke“ (Sinistra) an die Macht, Sie hielt sich dort bis zum Regierungsantritt Francesco Crispis 1887. Diese Lager sind nicht mit politischen Parteien zu verwechseln. Für die Regierungspraxis im liberalen Italien wurde zunehmend der Trasformismo kennzeichnend, der darauf abzielte, Teile der Opposition ins eigene Lager herüberzuziehen.

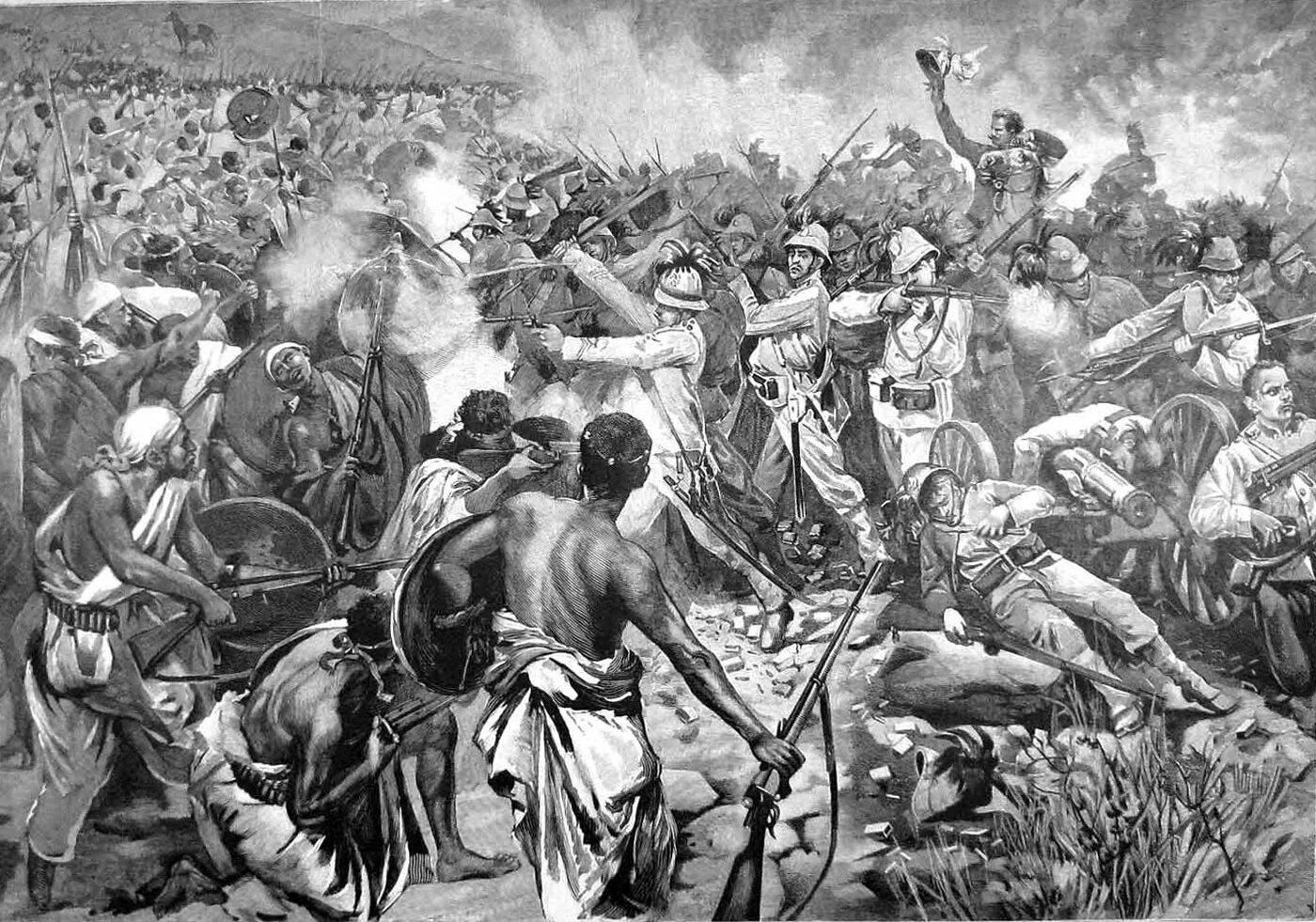
Äthiopische Truppen greifen italienische an, Gravur um 1896

1882 trat Italien dem im Oktober 1879 geschlossenen Zweibund (Österreich-Ungarn und dem Deutschen Reich) bei, der dadurch zum Dreibund wurde. Italien suchte Anschluss an die Kolonialmächte. 1881–1885 eroberte es äthiopische Gebiete am Roten Meer, die 1890 zur Kolonie Eritrea zusammengefasst wurden. 1889 folgte der südliche Teil Somalias; sie wurden später Italienisch-Somaliland. Der Versuch, weitere äthiopische Gebiete zu erobern, scheiterte 1894–1896 mit der Niederlage von Adua. Im Krieg mit dem Osmanischen Reich 1911/12 eroberte Italien Libyen und den Dodekanes. Der italienische Expansionsdrang im Zeitalter des Imperialismus (Italienische Kolonien, Italienischer Irredentismus) wurde vom Großbürgertum entscheidend mitgetragen; im Fall Libyen spielte Giovanni Giolitti (von November 1903 bis März 1914 Ministerpräsident von fünf Kabinetten) eine wichtige Rolle.

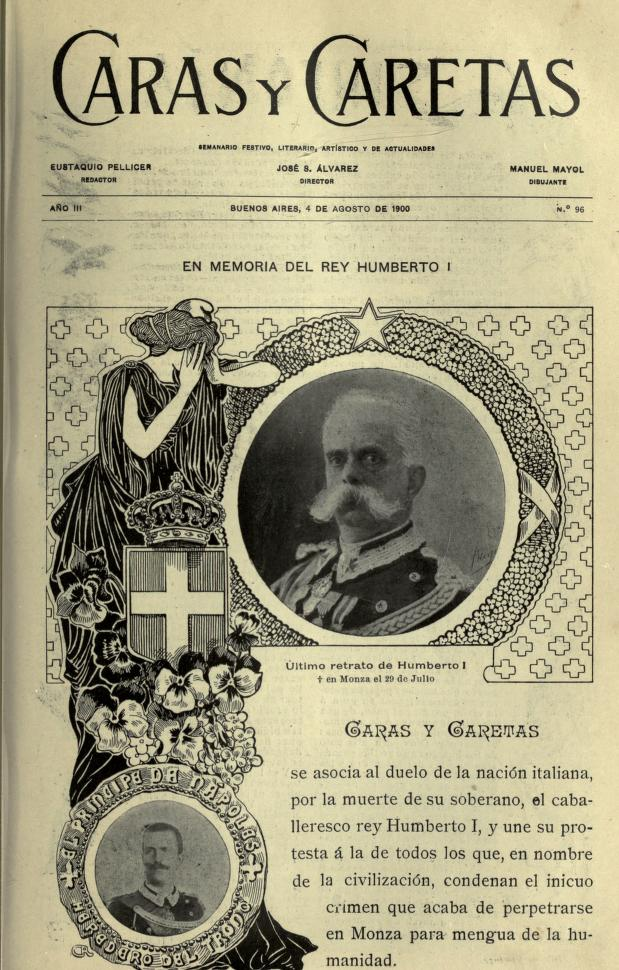
Titelblatt einer spanischen Zeitung zum Tod König Umbertos I.

Starke soziale Spannungen traten offen zu Tage, Italiens Sozialgesetzgebung belegte in Europa den letzten Platz. Die Sozialisten standen nicht nur in Opposition zur Sozialpolitik, sondern auch zur kolonialen Expansion. Ministerpräsident Francesco Crispi finanzierte die Kolonialpolitik mit Steuererhöhungen und Sparmaßnahmen. Die innenpolitischen Gegensätze kulminierten im Bava-Beccaris-Massaker von Mailand. Dort war es am 7. Mai 1898 zu Massendemonstrationen gegen die steigenden Brotpreise gekommen. General Fiorenzo Bava-Beccaris ließ, nachdem der Belagerungszustand ausgerufen worden war, mit Artillerie und Gewehren in die Menge schießen. Dabei wurden je nach Angaben zwischen 82 und 300 Personen getötet. König Umberto I. gratulierte dem General in einem Telegramm und zeichnete ihn mit einem Orden aus. Damit schuf er sich Feinde, und 1900 wurde er, seit 22 Jahren amtierender König, in Monza von dem Anarchisten Gaetano Bresci erschossen.
Sein Nachfolger wurde Viktor Emanuel III. Politisch dominierend war aber Giolitti, der von 1901 bis 1903 zunächst Innenminister, ab 1903 mit Unterbrechungen bis 1914 Ministerpräsident (und oft in Personalunion auch Innenminister) war. Er dominierte oder prägte die italienische Politik dermaßen, dass man von der Ära Giolitti spricht. Er war gegenüber den reformerischen und revolutionären Bewegungen zu Zugeständnissen bereit und förderte die Industrialisierung. Zwar war 1886 eine staatliche Subventionierung der privaten Krankenversicherung und 1898 eine erste obligatorische Unfallversicherung eingeführt worden, doch erst Giolitti führte 1912 nach deutschem Vorbild eine staatliche Sozialversicherung ein. Zudem reformierte er das Wahlrecht, so dass es keine Vermögensgrenzen mehr gab und die Zahl der Wahlberechtigten auf 8 Millionen Männer anstieg. Bereits 1919, acht Jahre vor Deutschland, entstand eine Arbeitslosenversicherung.

### Massenauswanderung, zögerliche Industrialisierung, Arbeiterparteien

Massenauswanderung aus Italien nach Regionen, 1876 bis 1915

Die staatliche Reaktion auf die drastischen sozialen Veränderungen war erst sehr spät erfolgt, denn die gesellschaftlichen Eliten verweigerten sich lange und verließen sich vielfach auf das Wirken der die Sozialsysteme seit dem Mittelalter dominierenden Kirche. Ihr stand aber kein adäquates kommunales oder zünftisches System mehr zur Seite. Die Bevölkerung Italiens wuchs von 18,3 Millionen Menschen um 1800 auf 24,7 um 1850 und auf 33,8 Millionen um das Jahr 1900. Dennoch sank Italiens Anteil an der Bevölkerung Europas weiter. Dies hing zum einen mit seinem Entwicklungsrückstand zusammen und zum anderen damit, dass es ab etwa 1852 zu einer Massenauswanderung größten Ausmaßes kam. Bis 1985 wanderten rund 29 Millionen Menschen aus. Dabei kamen von 1876 bis etwa 1890 die meisten aus dem Norden und dort besonders aus Venetien (17,9 %), Friaul-Julisch-Venetien (16,1) und dem Piemont (12,5 %). Danach wanderten verstärkt Italiener aus dem Süden aus. Von 1880 bis 1925 wanderten 16.630.000 Menschen aus, wovon 8,3 Millionen aus dem Norden stammten, davon wiederum 3.632.000 aus Venetien. Aus dem Süden wanderten 6.503.000 aus und der Rest aus Mittelitalien. Hauptziele waren die Vereinigten Staaten von Amerika, in denen die Nachfahren der Italiener heute mit einem Bevölkerungsanteil von 6 % die drittgrößte europäische Einwanderungsgruppe nach Deutschen und Iren darstellen, Argentinien, wo die Italienischstämmigen etwa die Hälfte der Bevölkerung ausmachen, sowie Brasilien. Auch nach Kanada, Australien und in weitere Länder Lateinamerikas wanderten viele aus.
Der Umfang der Auswanderung erklärt sich zum einen aus dem Niedergang der Landwirtschaft und den scharfen Konflikten, die durch die Konservierung alter Strukturen und durch den Kapitalmangel sowie durch den Großgrundbesitz und die Halbpacht noch verschärft wurden. Zugleich bot die zögerliche Industrialisierung in den schnell wachsenden Städten kaum genügend Arbeitsplätze. Darüber hinaus war der Binnenkonsum gering, zumal der Fiskalismus, der zum Ausbau der Infrastruktur für notwendig gehalten wurde, die Einkommen weiter belastete. Schließlich waren die Unternehmen im Vergleich zu den ausländischen mit nur geringem Kapital ausgestattet. Daher errichtete die Regierung von 1878 bis 1887 hohe Zollschranken und verfolgte eine protektionistische Politik, die die noch schwache Textil- und Schwerindustrie in der Aufbauphase schützen sollte. Frankreich beantwortete die Schutzzollpolitik mit entsprechenden Gegenzöllen.

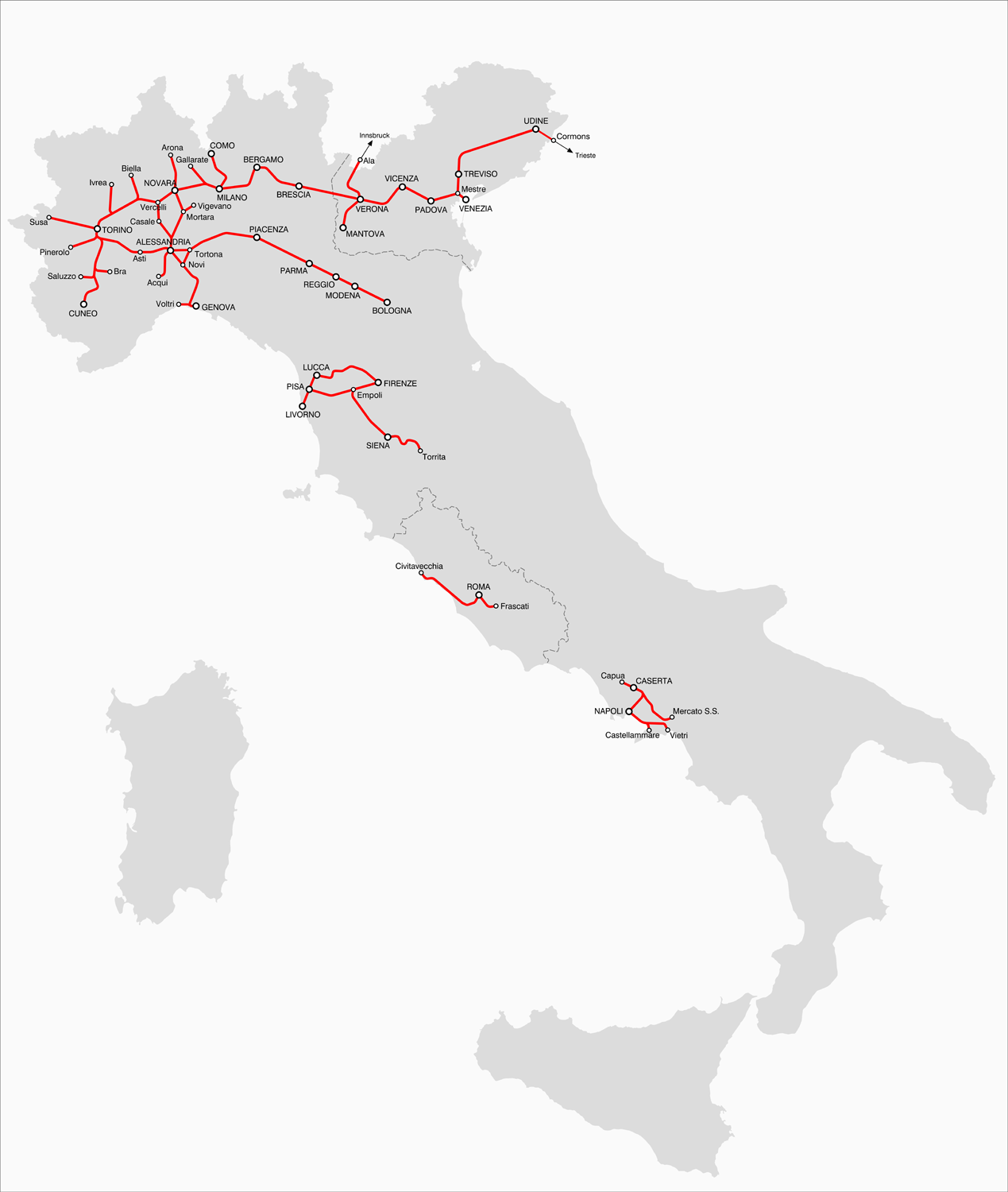
Das Eisenbahnnetz im Jahr 1861

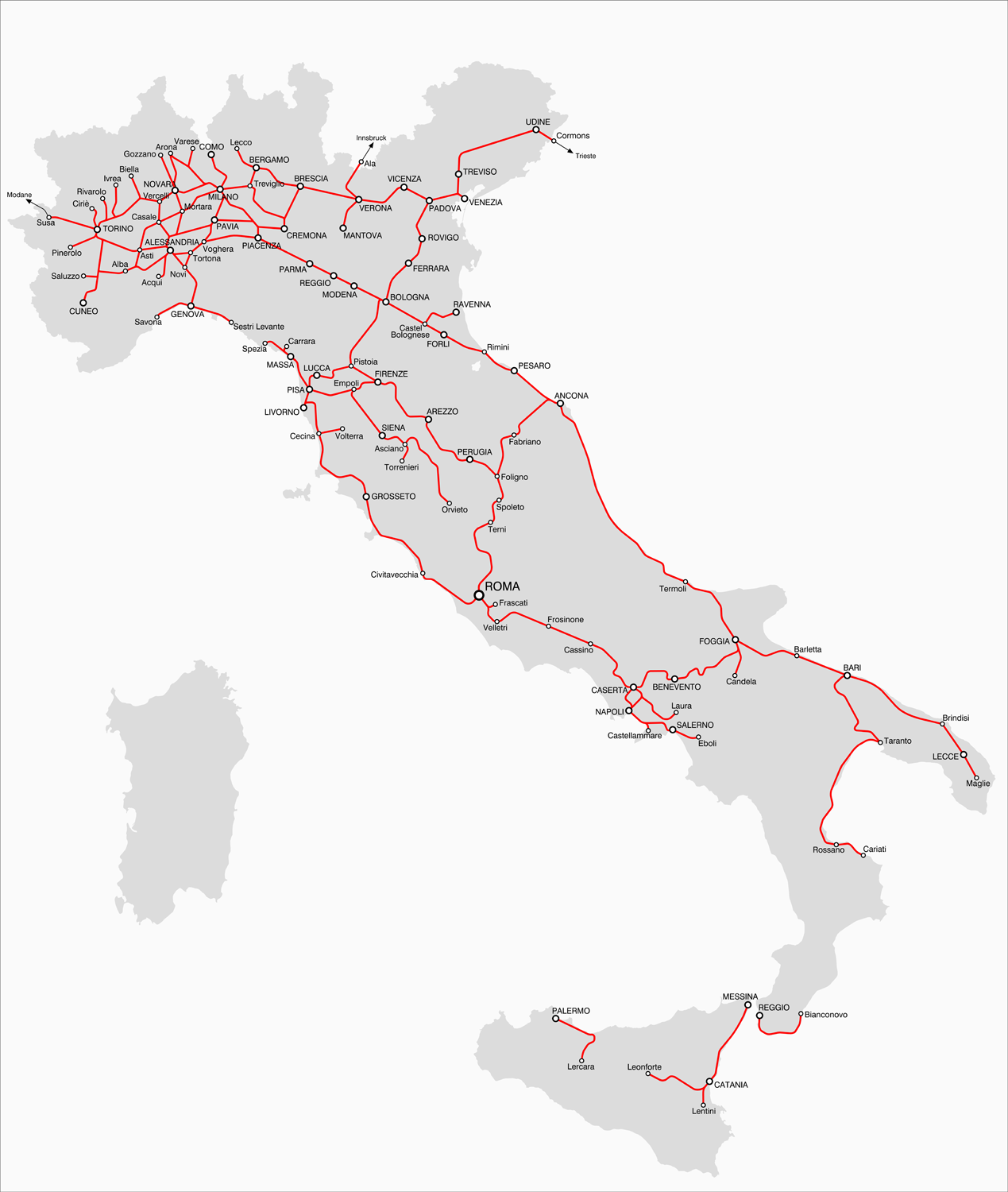
und im Jahr 1870

Während im Norden die Industrialisierung gefördert und die Infrastruktur ausgebaut wurde, stützte die Regierung im Süden die Latifundien, wobei in beiden Fällen die Protagonisten von Schwerindustrie bzw. Agrarwirtschaft ihren Einfluss im Norden bzw. Süden durchsetzen konnten. So wurde das Eisenbahnnetz ab 1839 ausgebaut (als erstes Neapel-Portici; dann vor allem in habsburgisch beherrschten Gebieten: 1840 Mailand-Monza, 1844/46 Pisa-Livorno und -Lucca, 1846 Mailand-Venedig; erst 1855 Turin-Genua in Sardinien-Piemont), ebenso wie die Bahnstrecken zu Häfen. Die 1837 im österreichischen Gebiet gegründeten Lombardisch-venetianischen Eisenbahnen übernahm Italien 1866, die Betriebsführung ging an die Familie Rothschild. 1905 entstanden die bis heute bestehenden Staatsbahnen. Die Produktion von Lokomotiven blieb wegen hoher Rohstoffpreise bis zum Ersten Weltkrieg gering; bei den Waggons dominierten Güterwaggons.
Große Probleme bereitete die Währungspolitik, denn im Deutsch-Französischen Krieg hatte auch Italien die freie Konvertierbarkeit ausgesetzt. Nun setzte sich der Goldstandard durch, der dafür sorgte, dass Geldnoten nur in einem festgesetzten Verhältnis zu den Goldreserven ausgegeben werden durften. Man erwartete, dass dies für eine Stabilisierung der Währungsverhältnisse durch den Goldautomatismus sorgen würde, wobei sich die jeweiligen Zentralbanken an strikte Regeln halten mussten. Wurde eine Währung schwächer, führte dies demnach zu einem Goldabfluss in Richtung der stärkeren Währung, womit die Banknotenausgabe entsprechend den verminderten Goldreserven vermindert werden musste. Dies erhöhte die Zinsen und senkte die Preise. Im Land, dem Gold zuströmte, wuchs der Papiergeldumlauf; dadurch sanken die Zinsen und die Preise stiegen. Ab einem bestimmten Punkt kehrte sich der Goldfluss wieder um, die Zahlungsbilanz wurde ausgeglichen, die Währung stabilisiert. Auch wenn sich die Zentralbanken häufig nicht an die Vorgaben hielten, war das System erfolgreich, weil man auf die jederzeitige Umtauschbarkeit von Geld und Gold vertraute. Mit der Anbindung der 1865 gegründeten, auf Bimetallismus, also auf Gold- und Silbermünzen basierenden Lateinischen Münzunion und damit der Lira ans Gold konnte die Regierung soviel Vertrauen herstellen, dass ausländisches Investivkapital nach Italien kam. Finanzminister Sidney Sonnino versuchte zudem die großen Vermögen ebenso zu belasten, wie der Konsum belastet wurde; er scheiterte aber am konservativen Widerstand. Nach der Überwindung der Wirtschaftskrise ab 1896 gelang es, einen ausgeglichenen Staatshaushalt zu erreichen.

Filippo Turati (1857–1932), einer der Gründer der Sozialistischen Partei und Kopf einer eher sozialdemokratisch ausgerichteten Gruppe; später bekämpfte er Mussolini

In den 1880er Jahren kam es zu schweren Arbeitskämpfen, um 1889 setzten Repressionen gegen den Partito Operaio (Arbeitspartei) ein, so dass der Zusammenschluss aller sozialistischen Organisationen des Landes in einer Partei angestrebt wurde. Den Industriearbeitern gelang es, sich 1892 im Partito dei Lavoratori Italiani (Partei der italienischen Arbeiter) zu organisieren, die 1893 in Partito Socialista Italiano (Sozialistische Partei Italiens) umbenannt wurde. Ministerpräsident Francesco Crispi setzte ab 1894 Ausnahmegesetze gegen die Sozialisten durch, doch blieben sie letztlich ohne Erfolg. 1901 versuchte sein Nachfolger Giovanni Giolitti die Partei, die in den Wahlen 32 Sitze gewonnen hatte, in die Regierung einzubinden, was diese jedoch ablehnte. Doch von 1908 bis 1912 kam es zur Zusammenarbeit mit der bürgerlichen Linken, bis sich ein radikaler Syndikalismus durchsetzte. 1912 spaltete sich der Partito Socialista Riformista Italiano ab, der aus patriotischen Gründen dem Krieg gegen die Osmanen zustimmte. 1917 wechselte die Mehrheit der sozialistischen Abgeordneten zu den Kriegsbefürwortern über, die Parteiführung lehnte den Krieg hingegen weiterhin ab.

### Erster Weltkrieg
Obwohl Italien durch den Dreibund an Deutschland und Österreich gebunden war, erklärte die Regierung Antonio Salandra bei Ausbruch des Ersten Weltkrieges die Neutralität des Landes, da sie den Dreibund als ein Verteidigungsbündnis betrachtete, Österreich-Ungarn aber offensiv in den Krieg eingetreten war. In der Folge entbrannte ein innenpolitischer Streit um eine Kriegsteilnahme. Die Interventionisten, zu denen der damals noch der Sozialistischen Partei zugehörige Benito Mussolini gehörte, sahen in einem Kriegseintritt die Chance, die irredentistischen Pläne zu verwirklichen, und gewannen schließlich die Oberhand. Der Irredentismus beinhaltete die Forderung nach dem Anschluss des Trentino und Istriens, teilweise auch anderer Gebiete (Korsika, Nizza, Savoyen, Monaco, Tessin, Dalmatien, Malta, San Marino, Südtirol). Die unter österreichischer Herrschaft stehenden Gebiete Trentino (damals ein Teil Tirols) und Küstenland (Istrien, Triest und ein Teil Friauls) waren die vorrangigen Ziele. Im März 1915 verhandelte Italien mit Österreich-Ungarn, das aber allenfalls bereit war, südliche Teile des Trentino abzutreten. Die Entente-Mächte versprachen Italien im Falle eines Kriegseintritts auf ihrer Seite mehr: das südliche Tirol bis zum Brennerpass, das österreichische Küstenland, die Ostadriaküste (v. a. Dalmatien, das bis Ende des 18. Jahrhunderts zur Republik Venedig gehört hatte) und eine Erweiterung des Kolonialbesitzes. Nachdem im Londoner Vertrag am 26. April 1915 diese Gebietserweiterungen zugesagt worden waren, kündigte Italien am 4. Mai den Dreibund. Mit der Kriegserklärung an Österreich-Ungarn am 23. Mai (die Erklärung an das Deutsche Reich erfolgte erst 1916) trat es auf Seiten der Triple Entente in den Ersten Weltkrieg ein.
Italien und Österreich-Ungarn standen sich an zwei Fronten gegenüber: im gebirgigen Isonzo-Gebiet und in den Alpen im Trentino und südlich davon. Italien begann also weitgehend einen Gebirgskrieg, der die Verteidiger begünstigte. Daneben gab es noch kleinere Seegefechte in der Adria (Pula und Kotor waren Häfen der  k. u. k. Kriegsmarine). An der Isonzofront fanden von 1915 bis 1917 elf Schlachten statt, die Italien nur geringe Gebietsgewinne brachten. Im Trentino versuchte Österreich-Ungarn 1916, die Isonzofront durch einen Großangriff zu brechen. Der Angriff scheiterte nach anfänglichen Gewinnen aber. Er musste eingestellt werden, weil Russland am 4. Juni 1916 an der Ostfront die Brussilow-Offensive begann.

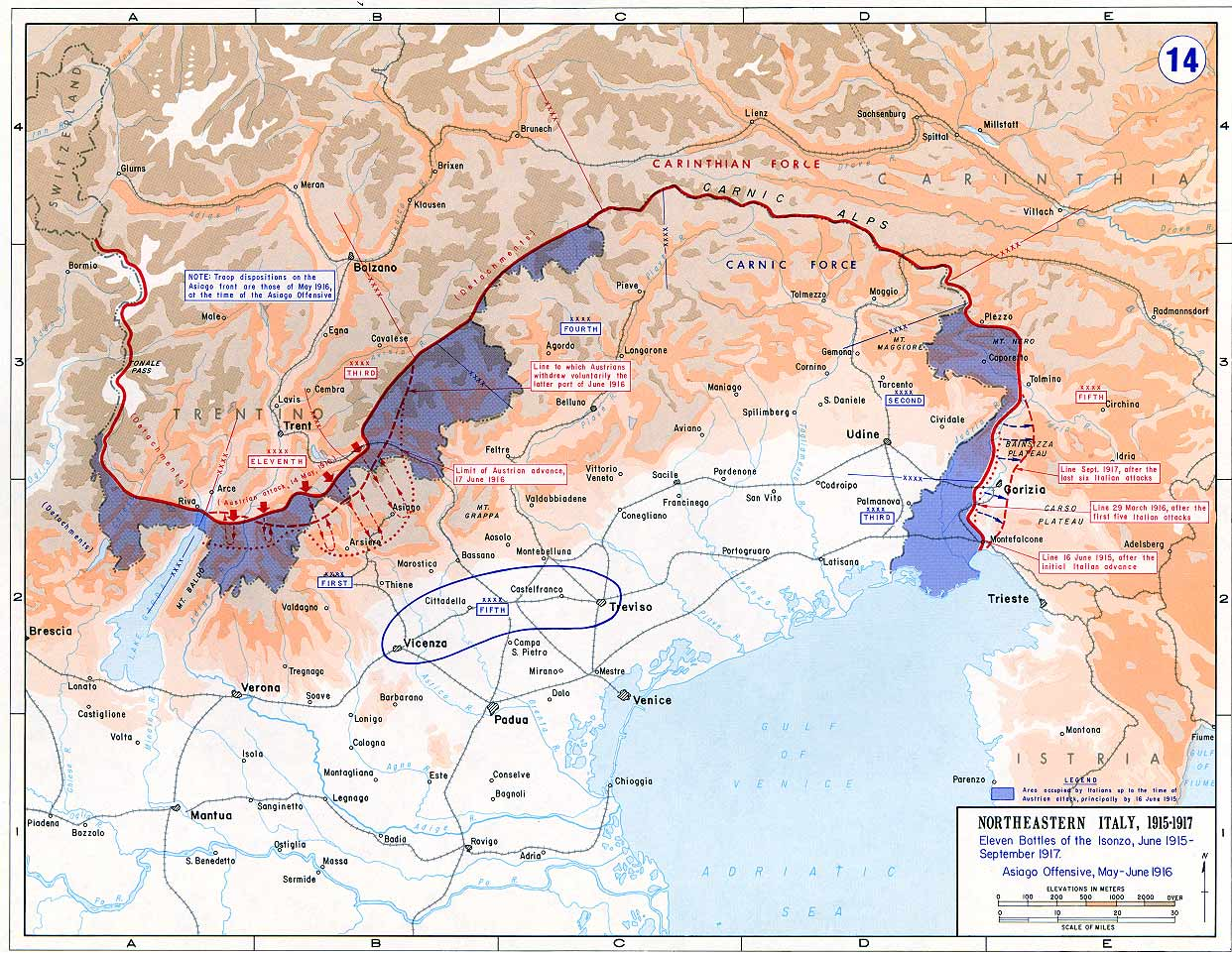
Karte der Italienfront
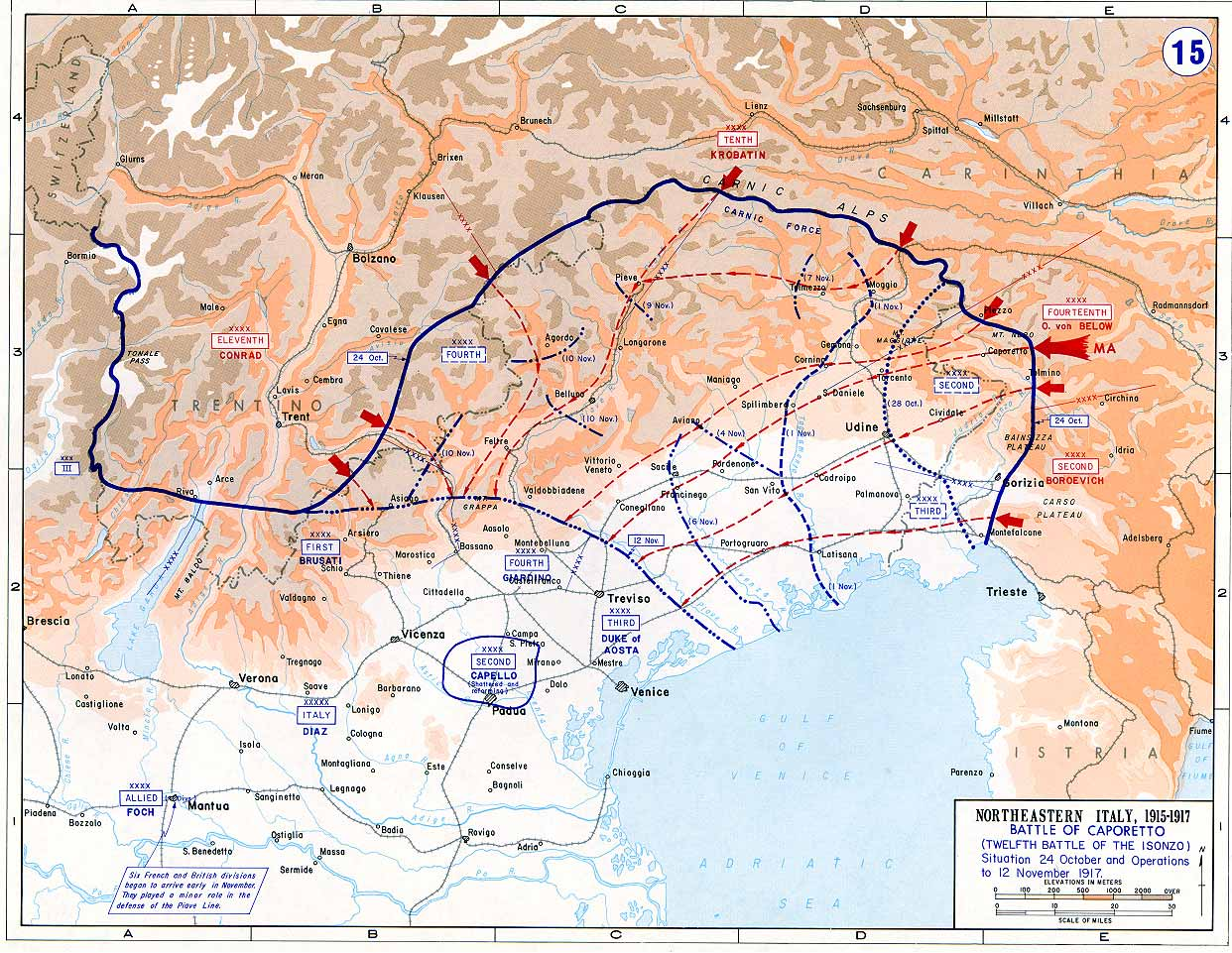
Zwölfte Isonzoschlacht
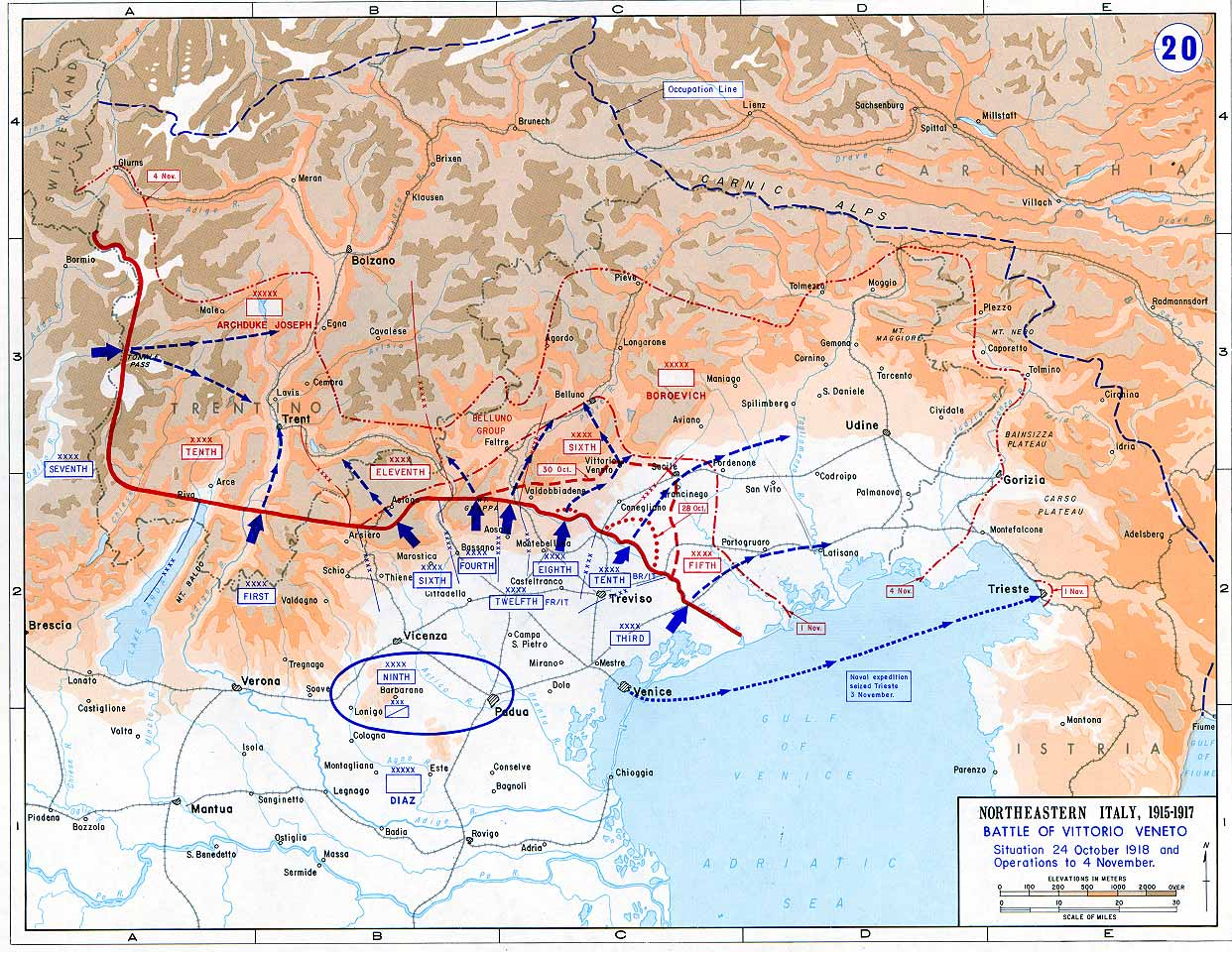
Schlacht von Vittorio Veneto

Als Italien 1917 in der elften Isonzoschlacht das Bainsizza-Hochplateau eroberte, geriet der Südabschnitt der angeschlagenen österreich-ungarischen Isonzofront in Gefahr. Für einen Entlastungsangriff am oberen Isonzo wurden mehrere deutsche Divisionen zur Verfügung gestellt. Im Oktober 1917 gelang deutschen und österreich-ungarischen Truppen bei Karfreit/Caporetto in der zwölften Isonzoschlacht ein Durchbruch, der das italienische Heer bis an den Piave zurückwarf. Gleichzeitig brach die italienische Gebirgsfront nordöstlich von Asiago zusammen. Ein weiterer Vormarsch der Mittelmächte scheiterte jedoch am Monte Grappa und am Hochwasser führenden Piave. Kurz danach entsandten die Alliierten zur Stabilisierung Verstärkung. Der italienische Generalstabschef Cadorna wurde wegen dieser schweren Niederlage abgelöst. Im Februar 1916 begann Österreich-Ungarn mit Luftangriffen auf Städte Norditaliens, darunter auf Verona und auf Padua. Venedig wurde am 14. August 1917 und am 27. Februar 1918 von österreichischen Flugzeugen angegriffen, 1917 wurde das Krankenhaus (ospedale civile) getroffen.

Italien nach dem Vertrag von Saint-Germain

Im Juni 1918 konnte Italien in der zweiten Piaveschlacht den letzten österreichischen Durchbruchsversuch abwehren. Im Oktober 1918 begann Italien mit einer Offensive, bei der Österreich-Ungarn am 29. Oktober in der Schlacht von Vittorio Veneto unterlag. Im Waffenstillstand von Villa Giusti wurde Österreich-Ungarn gezwungen, allen alliierten und italienischen Forderungen nachzukommen, was einer bedingungslosen Kapitulation gleichkam. Italienische Truppen besetzten danach die ihnen zugesprochenen Gebiete, darunter Südtirol. Einer geplanten Offensive durch das Inntal gegen das Deutsche Reich kam der Waffenstillstand an der Westfront zuvor. Ein separater Kriegsschauplatz war ab Januar 1916 der Süden Albaniens, das Italien als seine Einflusssphäre betrachtete und von es seine Truppen erst 1920 abzog.
Italien hatte insgesamt 5.615.000 Männer mobilisiert, davon fielen 650.000, 947.000 wurden verletzt. 1976 Produktionsanlagen waren an der Kriegsproduktion beteiligt; allein bei FIAT schnellten die Beschäftigungszahlen von 4000 auf 40.500 in die Höhe. 1917 nahmen dabei 168.000 Arbeiter an 443 Streiks teil, 1920 kam es zu Fabrikbesetzungen, an denen eine Million Arbeiter teilnahm.
Im Vertrag von Saint-Germain 1919 wurden Italien Trentino, Südtirol, das Kanaltal, das gesamte Küstenland und ein Teil der Krain, die Stadt Zara und einige norddalmatinische Inseln zugesprochen. Italien bekam damit dennoch weniger, als es erwartet hatte. Auf die erhoffte Herrschaft über den ganzen Ostadriaraum und die Vergrößerung seines Kolonialbesitzes musste es verzichten. Aus Protest verließ der italienische Ministerpräsident Vittorio Emanuele Orlando die Friedensverhandlungen.
Die mehrheitlich italienischsprachige Stadt Fiume, die dem Königreich nicht zugesprochen worden war, wurde 1919 von paramilitärischen Verbänden unter Leitung Gabriele D’Annunzios besetzt: Dieser rief die italienische Regentschaft am Quarnero aus, die aber ohne internationale Anerkennung, auch von Seiten Italiens, blieb. Nachdem D’Annunzio zur Aufgabe gezwungen worden war, vereinbarten Italien und Jugoslawien im Grenzvertrag von Rapallo, einen unabhängigen Freistaat Fiume anzuerkennen. Durch einen Staatsstreich übernahmen dort 1922 italienische Nationalisten die Macht, die eine Angliederung an Italien anstrebten. Diese wurde mit dem Vertrag von Rom im Januar 1924 besiegelt.

## Faschismus und Zweiter Weltkrieg (1922–1945)

Das Liktorenbündel-Emblem (L’emblema del fascio littorio) in der von 1927 bis 1929 verwendeten Form.

Die tiefe wirtschaftliche, soziale und politische Krise nach dem Ersten Weltkrieg, den Italien mitgewonnen hatte, dessen Sieg aber nach Ansicht der Nationalisten von italienischen Verzichtspolitikern und den Alliierten „verstümmelt“ worden war (Gabriele D’Annunzio prägte das enorm einflussreiche Schlagwort der Vittoria mutilata), führte das Land an den Rand eines Bürgerkrieges. Die zwei „roten Jahre“ (Biennio rosso) 1919 und 1920 wurden von der politischen Agitation der Linken geprägt: Demonstrationen und Streiks, die vielfach mit gewaltsamen Fabrikbesetzungen und Landbesetzungen endeten, legten die Wirtschaft Italiens lahm. Den Regierungen unter Vittorio Emanuele Orlando und Francesco Saverio Nitti gelang es nicht, der schwierigen Lage Herr zu werden. Benito Mussolini nutzte die Angst vor einer bolschewistischen Revolution, um sich als ein Garant von Recht und Ordnung zu präsentieren. Unterstützung fand er dabei in weiten Teilen des Bürgertums, insbesondere bei den betroffenen Industriellen und Grundbesitzern. Es folgten 1921 und 1922 die zwei „schwarzen Jahre“ (Biennio nero). Faschistische Squadristen, die paramilitärisch organisierten Schwarzhemden, gingen mit Gewalt gegen sozialistische und katholische Gewerkschaftsbewegungen sowie gegen linke, als subversiv bezeichnete politische Gegner vor. Insgesamt starben zwischen 1919 und 1922 wohl etwa 1.000 Faschisten und Antifaschisten in den bürgerkriegsähnlichen Kämpfen.
Nachdem Mussolini Ende 1921 aus der lose zusammenhängenden faschistischen Bewegung eine Partei, den Partito Nazionale Fascista (PNF), geschaffen hatte, organisierte er im Oktober 1922 mit etwa 26.000 faschistischen Anhängern einen Sternmarsch, der als Marsch auf Rom (Marcia su Roma) in die Geschichte einging. Am 28. Oktober trafen diese Gruppen im strömenden Regen vor den Toren Roms ein. Der Anführer des Marsches reiste später mit einem Schlafwagen aus Mailand an, als infolge angeblicher Putschdrohungen König Viktor Emanuel III. Ministerpräsident Luigi Facta bereits entlassen hatte. Der König ernannte daraufhin Mussolini zum Ministerpräsidenten; die Faschisten zogen zu einem Siegesmarsch in Rom ein.

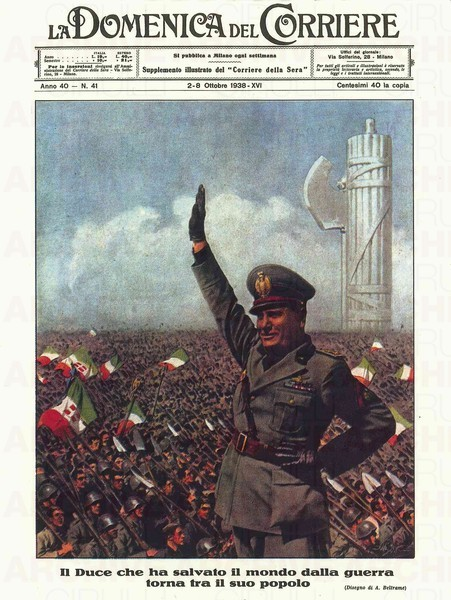
Propagandistische Darstellung Benito Mussolinis auf der Titelseite der Zeitung La Domenica del Corriere (1938)

Im Juli 1923 gewährte ein neues Wahlgesetz, die Legge Acerbo, der stimmenstärksten Partei zwei Drittel der Parlamentssitze. Kurz nach den Parlamentswahlen vom 6. April 1924 wurde der sozialistische Oppositionspolitiker Giacomo Matteotti entführt und ermordet. Indizien deuten darauf hin, dass Mussolini selbst den Auftrag für diesen Mord gegeben hatte – in einer berühmt-berüchtigten Rede vor der Abgeordnetenkammer am 3. Januar 1925 gab er dies selbst zu. Zugleich nutzte er die Gelegenheit, den Aufbau der faschistischen Diktatur anzukündigen und voranzutreiben, nachdem er im Gefolge der Krise zeitweise unter starken Druck der Kirche, von Gewerkschaften und Opposition, aber auch von „intransigenten“, revolutionär-squadristischen Kreisen des Faschismus geraten war. Im November 1926 wurden endgültig alle Oppositionsparteien verboten. Zu den Wahlen 1928 traten nur noch Kandidaten an, die vom PNF zugelassen wurden; mit der Schaffung des „Faschistischen Großrats“ (Gran Consiglio del Fascismo) existierte nun auch ein Gremium, das Partei- und Staatsfunktionen vereinte. Der institutionelle Umbau des italienischen Staates zur faschistischen Diktatur war damit abgeschlossen.
Getreu der nationalistischen Ideologie betrieb das Regime eine strikte Italianisierungspolitik. Die am meisten Leidtragenden waren ethnische Minderheiten im Lande, insbesondere Frankoprovenzalen, Slawen und Südtiroler.
Am 11. Februar 1929 wurden die Lateranverträge zwischen dem Vatikan und dem Königreich Italien abgeschlossen. In dem von dem Kardinalstaatssekretär Pietro Gasparri und Mussolini unterzeichneten Vertragswerk wurde die Souveränität eines Kirchenstaates anerkannt, wurden die Beziehungen zwischen der Kirche und dem italienischen Staat geregelt und wurden dem Vatikan Entschädigungen zugesprochen. Das faschistische Regime löste damit die seit 1870 mit der Einnahme Roms durch italienische Truppen schwelende Frage des Verhältnisses von katholischer Kirche und italienischem Staat. Dieser Erfolg brachte dem Faschismus die Zustimmung auch vieler bürgerlich-konservativer Kreise, die von der faschistischen Gewaltpolitik noch abgeschreckt worden waren.
Wirtschaftspolitisch hatte das Regime mit den Folgen der Großen Depression zu kämpfen. Die drei wichtigsten, beinahe bankrotten Banken wurden bereits 1926 von der öffentlichen Hand übernommen und unter den Schutzschirm des 1933 gegründeten Staatskonzerns Istituto per la Ricostruzione Industriale gestellt, das erst am 28. Juni 2000 aufgelöst wurde. Es wurde massiv in öffentliche Infrastrukturen investiert. Mehr und mehr unterstützte das Regime einen protektionistischen Kurs. Die Weizenschlacht (battaglia del grano) sollte die Autarkie in der Nahrungsmittelversorgung erreichen. Die Trockenlegung der Pontinischen Ebene war ein umfangreiches Arbeitsbeschaffungsprogramm für arme Familien aus dem Norden Italiens, besonders für Venetien und die Emilia.
Außenpolitisch verfolgte Italien nach dem ungeschickten Überfall auf Korfu 1923 zunächst eine Politik, die das Land als Stütze der internationalen Ordnung und als Friedensgaranten im Mittelmeerraum erscheinen lassen sollte. Zunehmend jedoch radikalisierten sich die faschistische Kultur und Politik – eine Rückkehr zu roher Gewalt, jetzt auf internationaler Ebene, war die Konsequenz eines Weltbildes, das auf der Vorstellung eines ewigen Kampfes und der imperialistischen Expansion Italiens fußte. So setzte Mussolini mit einer bisher ungekannten Brutalität den Zweiten Italienisch-Libyschen Krieg fort, den noch das liberale Italien 1922 begonnen hatte, der letzten Endes im Völkermord in der Cyrenaika gipfelte. Zudem begann Mussolini Ende der 1920er-Jahre, in zahlreichen europäischen Ländern subversiv über Geheimagenten Einfluss zu nehmen. Gemäß der von Dino Grandi vertretenen Maxime des peso determinante stellte Italien das „entscheidende Gewicht“ auf der Waagschale der europäischen Diplomatie dar und sollte in keinem Fall eine Feindschaft mit England beginnen.

### 1935–1943: Abessinienkrieg, Spanienkrieg und erste Jahre des Zweiten Weltkriegs

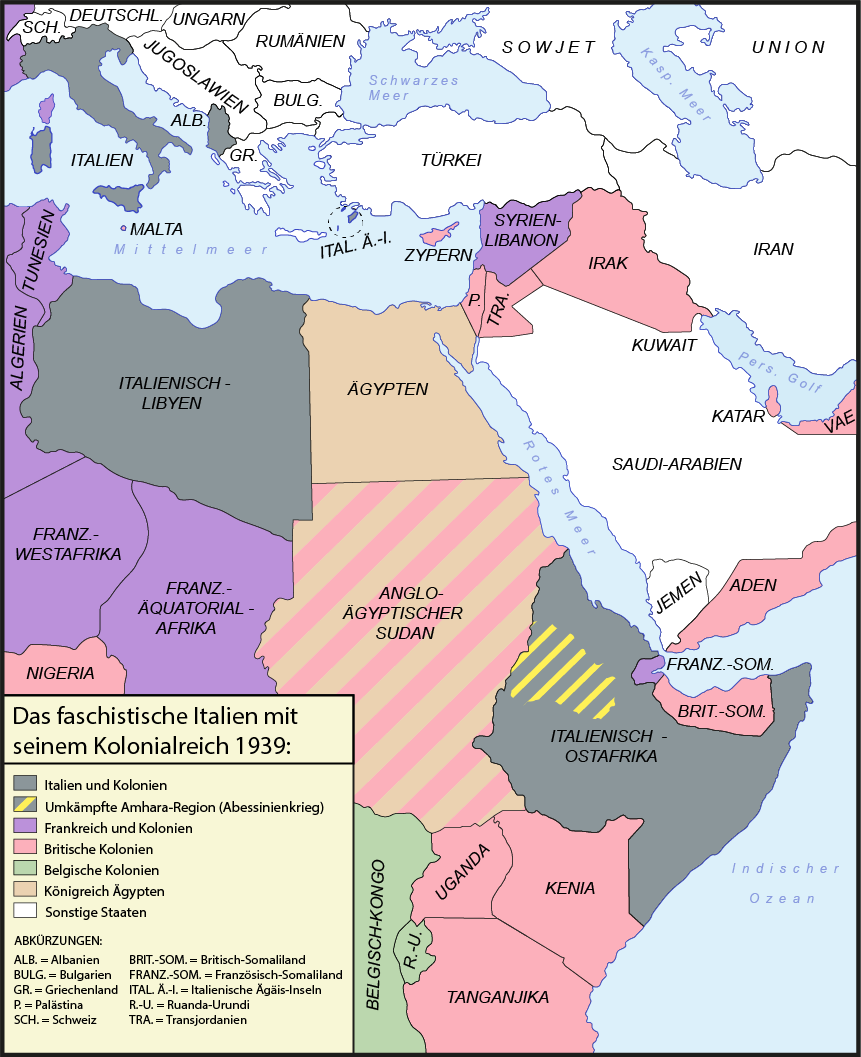
Das faschistische Italien mit seinem Kolonialreich in Europa und Afrika (1939)

Mit dem Abessinienkrieg begann Italien eine kriegerische expansionistische Außenpolitik, um den Traum vom italienischen Lebensraum (spazio vitale) schrittweise umzusetzen: Das Kaiserreich Abessinien konnte trotz internationaler Proteste erobert werden und wurde mit den bestehenden Kolonien Eritrea und Somalia zu Italienisch-Ostafrika zusammengeschlossen. Dabei kam es zu zahlreichen Völkerrechtsverbrechen und massivem Einsatz von Giftgas; zugleich unterdrückte Mussolinis Partei Kontakte italienischer Soldaten mit afrikanischen Frauen (madamato). Der anfängliche militärische Erfolg – die Kampfhandlungen in Abessinien gingen tatsächlich bis zur Eroberung Italienisch-Ostafrikas durch die Briten im November 1941 weiter – festigte die Herrschaft der Faschisten und deren Popularität im Inland, führte aber zu einer zunehmenden Isolierung im Ausland. Der Völkerbund verhängte Sanktionen, an denen sich allerdings das vom NS-Regime beherrschte Deutschland nicht beteiligte. Dies und die Intervention beider Staaten im Spanischen Bürgerkrieg zugunsten der nationalistischen Militärs um Francisco Franco – auf der Gegenseite kämpfte bis 1939 das Garibaldi-Bataillon – führten 1936 zu einer Annäherung an Deutschland, der sogenannten „Achse Rom-Berlin“.

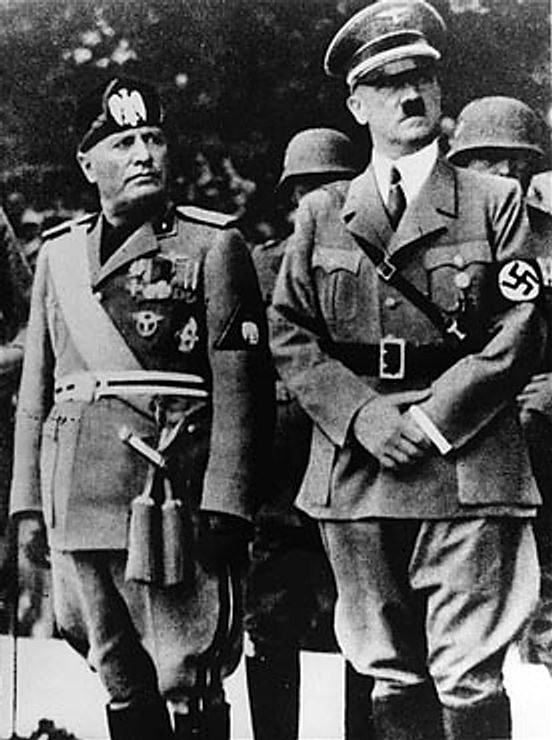
Mussolini 1937 bei Hitler in München

Variante der schwarzen Parteiflagge der Faschisten

1937 trat Italien aus dem Völkerbund aus, nachdem es bereits dem von Deutschland und Japan 1936 gegründeten Antikominternpakt im November 1937 beigetreten war. 1939 folgten die Okkupation des Königreichs Albanien und das als „Stahlpakt“ bezeichnete Kriegsbündnis mit dem Deutschen Reich. 1938 erließ Italien rassistische Gesetze, die vor allem Juden und Afrikaner diskriminierten.
In den Zweiten Weltkrieg griff Italien zunächst nicht ein. Es war für einen größeren Krieg noch längst nicht gerüstet und seine Streitkräfte waren nach der Intervention in Spanien sowie Ostafrika in einer Phase der Modernisierung. Mussolini proklamierte 1939 daher zunächst die „Nichtkriegführung“ (non belligeranza) seines Landes.
Angesichts des erfolgreich verlaufenden deutschen Feldzugs gegen Frankreich fürchtete Mussolini, auf einer Friedenskonferenz ohne eigene militärische Erfolge nicht profitieren zu können. Der „Duce“ erklärte Großbritannien und Frankreich gegen den Rat seiner Generäle am 10. Juni 1940 den Krieg und begründete diesen Schritt mit der Ambition, das Imperium Romanum wieder aufleben zu lassen: Italien wollte sein Territorium auf Nizza, Korsika, Malta, die gesamte Küste Dalmatiens mitsamt Albanien, Kreta und weitere griechische Inseln ausweiten. Zu den bisherigen Kolonien würden Tunesien, Ägypten (mit der Sinai-Halbinsel), Sudan und Teile Kenias hinzukommen, um eine Landverbindung von Libyen nach Italienisch-Ostafrika zu schaffen. Auch die Territorien von Britisch- und Französisch-Somaliland sowie Teile Französisch-Äquatorialafrikas sollten somit in Besitz genommen und mit der Türkei und arabischen Staaten Vereinbarungen über Einflusszonen getroffen werden. Zudem sollten Aden und Perim unter italienische Kontrolle kommen.
Bei seinen eigenen Kriegsanstrengungen konnte Italien jedoch – abgesehen von einer kurzlebigen Vertreibung der Briten aus Ostafrika (Ostafrikafeldzug) – keine Erfolge verzeichnen: Der Angriff gegen das militärisch bereits geschlagene Frankreich blieb nach geringen Geländegewinnen in den Alpen stecken; die Offensive gegen die Briten in Nordafrika Ende 1940 und der Feldzug gegen Griechenland (ab dem 28. Oktober 1940) gerieten jeweils zum Desaster, das nur durch das Eingreifen der deutschen Wehrmacht überdeckt werden konnte (Balkanfeldzug (1941), Afrikafeldzug). Ursachen waren mangelnde Ausbildung, zum Teil schlechte Ausrüstung, vor allem aber dilettantische strategische Planung und maßlose Selbstüberschätzung des „Duce“ und einiger Generäle. Trotz Überlegenheit auf dem Papier gelang es der italienischen Marine nicht, die britische Marine aus dem Mittelmeer zu vertreiben. Später verhinderte Kraftstoffmangel solche Vorhaben. In Ostafrika unterlag die italienische Armee britischen Truppen, die von äthiopischen Einheiten unterstützt wurden. Im Mai 1941 zog Haile Selassie wieder in Addis Abeba ein. Viele Italiener adaptierten das Erklärungsmuster, Italiener seien menschlicher als die Deutschen; sie könnten nicht hassen und deswegen auch keine Kriegsverbrechen begehen.
Am deutschen Feldzug gegen die Sowjetunion nahmen von 1941 bis 1943 das Expeditionskorps und die 8. Armee mit insgesamt 62.000 bzw. 230.000 Mann teil. Allein die 8. Armee verlor dabei etwa 77.000 Mann. Auch auf dem Balkan verfolgten die Italiener teilweise ein nationalistisches Regiment, vor allem gegenüber den Slowenen und in der Zusammenarbeit mit der faschistischen Bewegung der Ustascha in Kroatien. Im September 1942 scheiterte die letzte deutsch-italienische Offensive in Nordafrika; seitdem riss die Kette ihrer militärischen Niederlagen nicht mehr ab.
Neben den militärischen Niederlagen und Nahrungsmittelknappheit führten auch die angloamerikanischen Bombardierungen italienischer Städte zur allmählichen Erosion der „inneren Front“. Ab Herbst 1942 kam es erstmals zu massiven area bombings norditalienischer Städte, welche direkt die Zivilbevölkerung trafen, mit dem Ziel, politischen und psychologischen Druck auszuüben.
Nach der Kapitulation der Achsentruppen in Tunesien im Mai 1943 eroberten amerikanische und britische Truppen Ende Juni die Inseln Lampedusa und Pantelleria. Mit der Landung britischer und amerikanischer Truppen auf Sizilien begann am 10. Juli 1943 der Italienfeldzug. Am 19. Juli 1943 erlitt Rom seine erste Bombardierung, die zahlreiche Todesopfer forderte und insbesondere das Viertel San Lorenzo traf.

### Sommer 1943: Seitenwechsel der italienischen Regierung

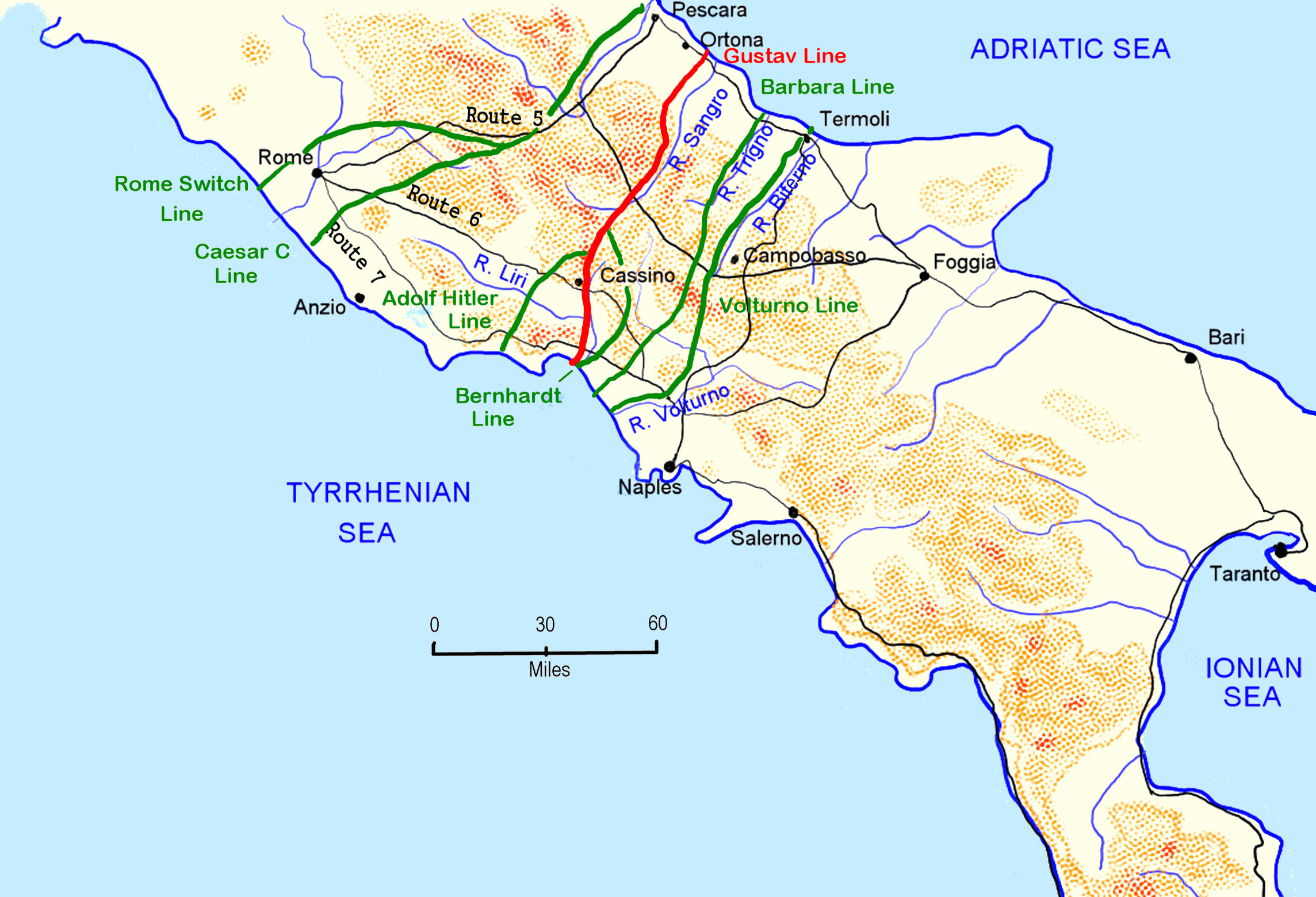
Deutsche Verteidigungslinien in Mittelitalien 1943

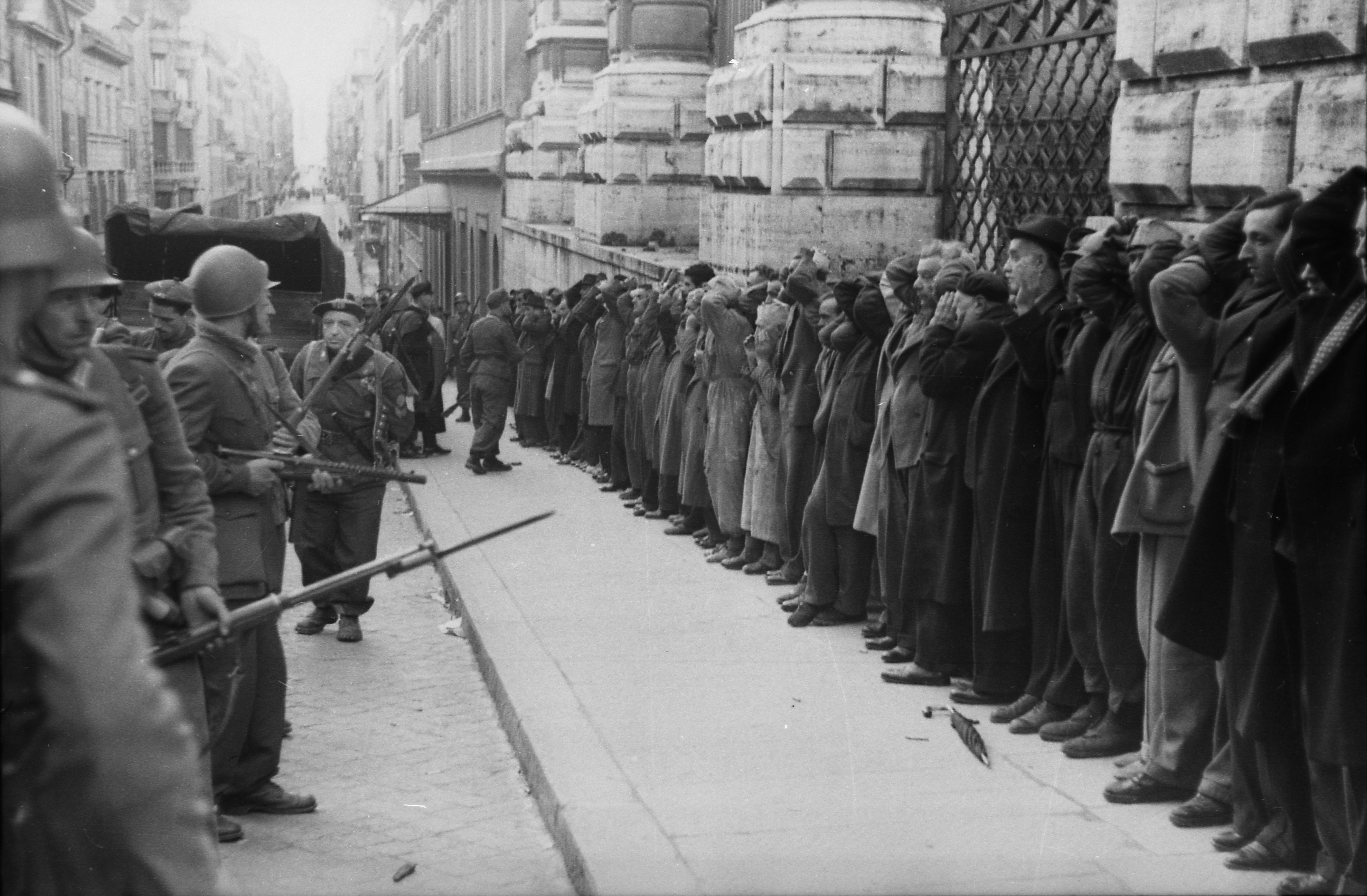
Deutsche und italienische RSI-Soldaten nehmen Zivilisten nach dem Attentat in der Via Rasella auf eine Südtiroler Polizeieinheit am 23. März 1944 vor dem Palazzo Barberini fest. Sie wurden tags darauf beim Massaker in den Ardeatinischen Höhlen ermordet.

In der Nacht vom 24. auf den 25. Juli 1943 stimmte der Große faschistische Rat für eine Resolution Dino Grandis, die den Organen des liberalen Staats wieder ihre Macht zurückgab. Tags darauf ließ König Viktor Emanuel III. Mussolini verhaften und ernannte Marschall Pietro Badoglio zum neuen Regierungschef. Nach dem Sturz Mussolinis wurde Italien während der folgenden 45 Tage bis zum 8. September von einer autoritären Militärdiktatur geführt, die gewaltsam gegen Demonstranten vorging. Kurz nach seinem Regierungsantritt erklärte Badoglio die faschistische Partei und ihre Gliederungen per Gesetz für aufgelöst. Am 3. September 1943 schloss die Regierung Badoglio mit den Alliierten den Waffenstillstand von Cassibile, der am Abend des 8. September 1943 öffentlich bekanntgegeben wurde. Im Krieg waren seit 1940 bis dahin etwa 198.500 Italiener gestorben.
Der deutschen Wehrmacht gelang es, große Teile der italienischen Armee zu entwaffnen, die nur vereinzelt Widerstand entgegensetzte und sich rasch auflöste. Hitler versuchte die „Schwarzhemden“ wieder an die Macht zu bringen und ließ dazu Mussolini am 12. September 1943 im Unternehmen Eiche befreien. Große Teile Nord-, Mittel- und Süditaliens inklusive Roms wurden von deutschen Truppen besetzt und in diesem Gebiet eine Marionettenregierung unter Mussolini eingesetzt, welche die Italienische Sozialrepublik (kurz RSI oder informell Republik von Salò) proklamierte. Diese faschistische Parallelregierung blieb mit Deutschland verbündet, erklärte ihrerseits dem von den Alliierten besetzten Teil Italiens den Krieg und führte in Norditalien Krieg gegen Partisanen. Etwa 20.000 italienische Soldaten schlossen sich in Griechenland den Partisanen an. Die nach Süditalien geflohene Regierung Badoglio erklärte am 13. Oktober 1943 dem Deutschen Reich den Krieg.

### 1943–1945: Faschistische Sozialrepublik (RSI), deutsche Besatzung und Resistenza
Zum 1. Oktober 1943 wurden im Norden zwei deutsche Operationszonen gegründet, nämlich die Operationszone Adriatisches Küstenland, bestehend aus den Provinzen Udine, Görz, Triest, Pola, Fiume und Laibach (Laibach stand kurzzeitig ebenfalls unter italienischer Verwaltung) und die Operationszone Alpenvorland, bestehend aus den Provinzen Belluno, Bozen und Trient. Entlang der Grenze zur Schweiz und zu Frankreich entstand aus einem etwa 50 km tiefen Streifen die Operationszone Nordwest-Alpen.
Vor allem Mittelitalien wurde von den schweren Kämpfen entlang der vorrückenden Front verwüstet. Die Zivilbevölkerung wurde zum Ziel deutscher Repressalien (→ Deutsche Kriegsverbrechen in Italien). Ab Mitte September 1943 wurden beim Massaker vom Lago Maggiore mindestens 56 Juden ermordet. Als Repressalie für das Attentat in der Via Rasella in Rom vom 23. März 1944 gegen das SS-Polizeiregiment „Bozen“ wurden tags darauf beim Massaker in den Ardeatinischen Höhlen 335 Zivilisten erschossen, unter ihnen 75 Juden.
In der vielfältig gegliederten Resistenza zur Befreiung Italiens fanden sich Kommunisten, Sozialisten, Katholiken und Liberale. Im September 1943 entstand das Comitato di Liberazione Nazionale, in dem Vertreter von sechs Parteien kooperierten. Die Zahl der Kämpfer wird auf 130.000 geschätzt, die Gesamtzahl der aktiven Unterstützer auf vielleicht 250.000. Vor allem die SS, aber auch Truppen Mussolinis gingen mit terroristischen Maßnahmen gegen Partisanen vor, wie etwa in Sant’Anna di Stazzema bei Lucca, wo die SS etwa 560 Zivilisten ermordete, oder im Massaker von Marzabotto.
Auf Initiative Pius’ XII. erklärte Generalfeldmarschall Albert Kesselring Rom Anfang Juni 1944 zur offenen Stadt, die am 4. Juni 1944 von alliierten Truppen befreit wurde.
Angesichts der sich abzeichnenden Niederlage unternahm Mussolini kurz vor Kriegsende einen Fluchtversuch in die Schweiz, wurde jedoch in Dongo am Comer See am 27. April 1945 von kommunistischen Partisanen erkannt und gefangen genommen. Trotz einer Zusage, ihn an die Alliierten auszuliefern, wurde er zusammen mit seiner Geliebten Clara Petacci am 28. April in Giulino di Mezzegra erschossen. Am 29. April kapitulierten die deutschen Streitkräfte bedingungslos. Allein 30.000 Italiener in deutschen Kriegsgefangenenlagern wurden in Frankreich interniert (insgesamt 65.000), in der Sowjetunion weitere 11.000. Von den 40.000 Italienern, die auf Titos Seite gekämpft hatten, kam etwa die Hälfte ums Leben; insgesamt starben etwa 70.000 Partisanen, mindestens 77.000 Soldaten fielen zwischen dem 8. September 1943 und dem Kriegsende.

### Ausgrenzung der Juden, Fluchtversuche der Juden und ihre Ermordung

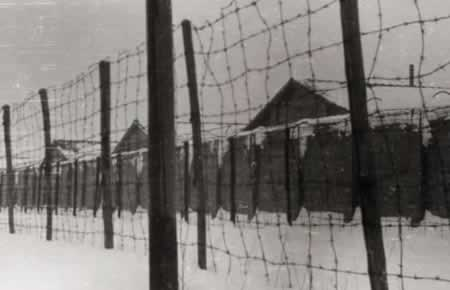
Durchgangslager Fossoli, 1944

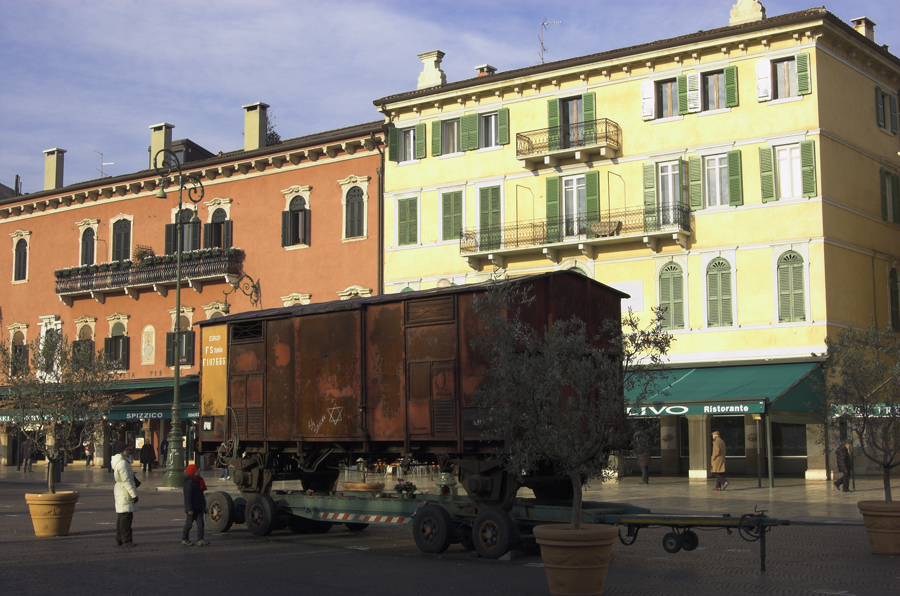
Güterwaggon, in dem Juden in die Vernichtungslager transportiert wurden, zur Erinnerung an den Holocaust 2007 in Verona aufgestellt

1924 zählte man 54.000 Juden, was etwa 0,14 % der damaligen Bevölkerung Italiens entsprach (zum Vergleich: im Deutschen Reich lebten ca. 550.000 Juden). 1931 bestanden 23 jüdische Gemeinden in Italien. 1936 zählte man 28.299 Juden in Libyen. Im August 1938 wurde eine Judenzählung nach den Kriterien der Faschisten vorgenommen, bei der 58.412 Juden registriert wurden, wobei 46.656 „mosaischen Glaubens“ waren. Sie lebten vorwiegend in den Großstädten des Nordens, 1938 lebten zudem 12.799 in Rom. Überall dort, wo die Spanier lange geherrscht und fast alle Juden vertrieben hatten, also im gesamten Süden, lebten nur sehr wenige von ihnen – 1931 waren es nur noch etwa 1.500.
Im Norden hingegen waren sie Teil der Gesellschaft, wenn diese auch nicht frei von Antisemitismus war. Leonida Bissolati fabulierte 1879 (im Alter von 22 Jahren) über die unterschiedliche Intelligenz von Semiten und Indoeuropäern, doch hielt sich die Politik von diesen Thesen fern. Das galt nicht für einige Wissenschaften, wie die Anthropologie, deren Gründer in Italien, Giuseppe Sergi, 1889 den Rassen verschiedene Fähigkeiten zur Kulturbildung zuschrieb. Der Sprachwissenschaftler Angelo De Gubernatis behauptete 1886 als erster in Italien öffentlich einen „Gegensatz zwischen arischer und semitischer Rasse“. Erst spät drangen diese durch den Kolonialismus verstärkten, auch in der Medizin verbreiteten Denkmuster, die nicht mehr auf den Schutz und die Erhaltung des Einzelnen, sondern der Rasse abzielten, auch in die Politik vor, ohne zunächst fassbare Wirkung zu erzielen.

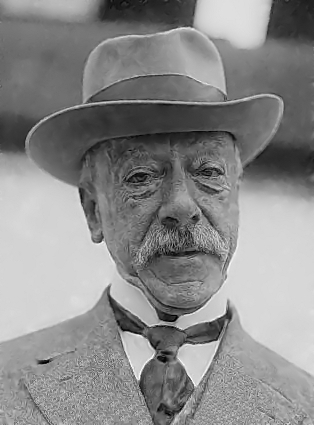
Ernesto Nathan (1848–1921), 1907–1913 Bürgermeister von Rom

Die Gleichstellung der Juden erlaubte einigen von ihnen den gesellschaftlichen Aufstieg. 1876 wurde Isacco Artom erster jüdischer Senator, Giuseppe Ottolenghi wurde 1902 Kriegsminister, Alessandro Fortis (1905–1906), Sidney Sonnino (1909–1910) und Luigi Luzzatti (1910–1911) waren Premierminister, 1922 zählte das Parlament 24 jüdische Abgeordnete. Giuseppe Emanuele Modigliani (Bruder des Malers Amedeo Modigliani) oder Claudio Treves (Onkel von Carlo Levi) repräsentierten die Sozialistische Partei. Ernesto Nathan war von 1907 bis 1913 Bürgermeister von Rom. In den Anfangsjahren waren zahlreiche Juden in den Oppositionsparteien und im Widerstand aktiv, einige gehörten jedoch auch zu den Unterstützern des Regimes wie etwa Enrico Rocca, der Gründer der faschistischen Partei in Rom. Innerhalb der faschistischen Bewegung fanden sich von Anfang an Personen mit eindeutig antisemitischer Ausrichtung, Mussolini selbst verspottete jedoch Hitlers Rassentheorien und die Politik des Regimes war bis 1938 nicht antisemitisch.
Mussolinis Haltung änderte sich erst nach dem Abschluss der „Achse Rom-Berlin“ 1936. Mit dem „Gesetz zum Schutz der italienischen Rasse“ vom 17. September 1938 erließ Italien Rassengesetze, die sich gegen die Juden richteten. Diese mussten den Öffentlichen Dienst verlassen, durften nur mehr geringen Grundbesitz haben und nur kleine Firmen leiten. Im Innenministerium wurde die „Generaldirektion für Demographie und Rasse“ eingerichtet, die eine Judenzählung betrieb und die jüdische Bevölkerung Schritt für Schritt ausgrenzte. Nach dem Kriegseintritt im Juni 1940 folgte Zwangsarbeit für italienische und Internierung in Konzentrationslagern für ausländische Juden. Der Katalog diskriminierender Gesetze und Verordnungen wurde ständig erweitert; als Mussolini im Juli 1943 gestürzt wurde, gab es kaum einen Beruf mehr, den Juden legal ausüben durften.
Nachdem die Wehrmacht am 12. September 1943 Italien besetzt hatte, befahl Heinrich Himmler am 24. September 1943 die Deportation der italienischen Juden. Am 13. Oktober wurde die Biblioteca della Communità Israelitica beschlagnahmt. Am 16. Oktober erfolgte unter Wilhelm Harster die erste „Judenrazzia“ in Rom. 1007 Juden wurden nach Auschwitz deportiert. Von diesen starben 811 sofort, vor allem durch Massenvergasungen. Nur 149 Männer und 47 Frauen überlebten. In der Republik von Salò wurden zunächst die verbliebenen 39.000 Juden enteignet, dann 8.566 über Durchgangslager wie die Risiera di San Sabba bei Triest in die Vernichtungslager im Osten Europas deportiert. Dabei arbeiteten nationalsozialistische und faschistische Behörden eng zusammen, die Häscher erhielten Belohnungen. Etwa ein Viertel der jüdischen Bevölkerung Italiens kam auf diese Weise ums Leben. 1946 reisten über 20.000 der Überlebenden illegal von La Spezia in das zu dieser Zeit noch britische Palästina (La-Spezia-Affäre).
1995 zählten die jüdischen Gemeinden 26.706 Mitglieder, 2001 nur noch 25.143 und Ende 2010 noch 24.930. Die Gesamtzahl wird auf 28.400 geschätzt, davon lebte rund die Hälfte in Rom, dessen Großrabbiner von 1951 bis 2002 Elio Toaff war.

## Republik Italien

### Ende der Monarchie, Gebietsabtretungen

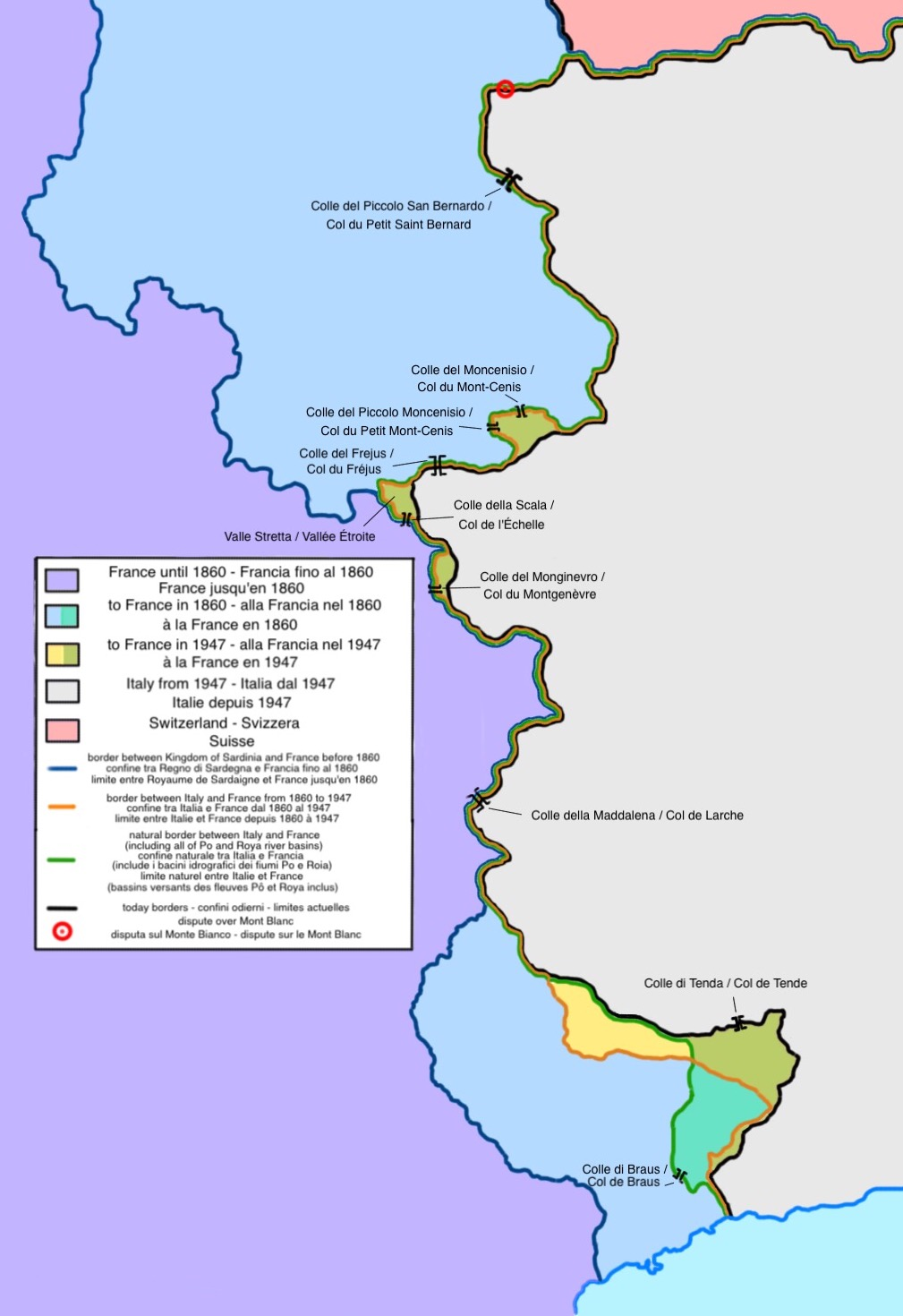
Grenzverschiebungen zwischen Frankreich und Italien 1860 und 1947

Diese Karte zeigt die Zustimmungsraten zur Einführung einer Republik in den 31 italienischen Wahlkreisen beim Referendum von 1946. An den Farbabstufungen erkennbar sind starke regionale Unterschiede im Abstimmungsverhalten: Während im Norden überall mehr als 50 % der Wähler die neue Staatsform begrüßten, erhielten im Süden die Monarchisten eine breite Mehrheit.

König Viktor Emanuel III. trat, diskreditiert durch den Faschismus (Ernennung Mussolinis zum Premier, Unterzeichnung der Rassengesetze), am 9. Mai 1946 zugunsten seines Sohnes Umberto (II.) zurück. Am 2. Juni 1946 fand, gleichzeitig mit der Wahl zu einer verfassunggebenden Versammlung, eine Volksabstimmung über die künftige Staatsform statt. An beiden Wahlen durften erstmals auch Frauen teilnehmen. 54,3 Prozent votierten für eine Republik, die übrigen 45,7 Prozent für eine Monarchie.
Angehörige des Hauses Savoyen mussten danach Italien verlassen.
Die republikanische Verfassung trat 1948 in Kraft. Auf Grund der Erfahrungen mit der faschistischen Diktatur legte man den Schwerpunkt der politischen Macht auf ein kompliziertes parlamentarisches System mit zwei gleichberechtigten Kammern. Die von beiden Kammern abhängige Regierung erhielt eine relativ schwache Stellung. Die erstmals vorgesehene umfassende Dezentralisierung wurde in den Jahren danach nur zögerlich durchgesetzt.
Im Pariser Vertrag von 1947 verlor Italien auch formal seine Kolonien Libyen, Äthiopien und Eritrea. Italienisch-Somaliland wurde zuerst von den Briten besetzt und anschließend von den Vereinten Nationen als Treuhandgebiet wieder unter italienische Verwaltung (1949–1960) gestellt.

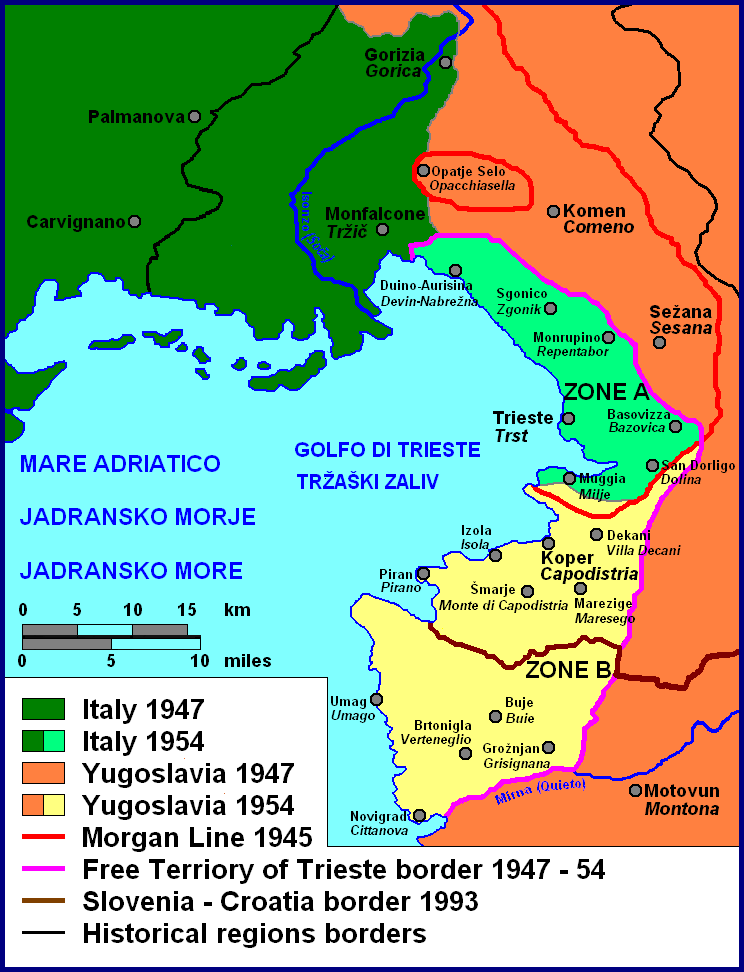
Das Gebiet um Triest zwischen 1947 und 1954 bzw. 1993

Auch das italienische Mutterland war von Gebietsabtretungen betroffen. Die Gemeinden Briga und Tenda (frz. La Brigue und Tende) mussten an Frankreich abgetreten werden, das Dodekanes (mit Rhodos) fiel an Griechenland. Italien musste auch den Großteil Julisch Venetiens (Istrien, die Städte Fiume und Zara sowie die norddalmatinischen Inseln) an Jugoslawien abtreten. Triest und sein Umland wurden zunächst internationalisiert und in zwei Zonen (Zone A und Zone B) geteilt (Schaffung eines Freien Territoriums Triest), ehe 1954 eine Regelung getroffen wurde. Die Stadt Triest blieb bei Italien, das südliche Umland wurde Jugoslawien zugeschlagen. Mit dem Pariser Vertrag von 1947 wurden damit, vorbehaltlich des Territoriums um Triest, die heutigen Grenzen Italiens festgelegt. Im Zuge dieser Grenzänderungen sowie bereits zuvor zwischen 1943 (Waffenstillstand) und 1945 kam es seitens der kommunistischen Partisanen Jugoslawiens zu Massakern an der italienischen Bevölkerung sowie an slawischen Antikommunisten (Foibe-Massaker). Zwischen 200.000 und 350.000 ethnische Italiener (Esuli) wurden in der Zeit von 1943 bis 1954 aus Jugoslawien vertrieben. Jene Gebiete, die das faschistische Italien während des Zweiten Weltkriegs oder kurz davor erworben hatte, also „Mittelslowenien“, Dalmatien und das Königreich Albanien (das nach der Aufteilung Jugoslawiens auch die albanischsprachigen Teile des Kosovo und der Banschaft Vardar umfasste), verlor Italien ebenso.

### Kalter Krieg und Wirtschaftswunder, Gegensatz zwischen Christdemokraten und Kommunisten
Unter Ministerpräsident Alcide De Gasperi gehörte das Land zu den Mitbegründern der NATO, des Europarats und der Europäischen Wirtschaftsgemeinschaft. Seine Partei, die Democrazia Cristiana, war die wichtigste politische Partei Italiens zwischen 1945 und 1993 und stellte fast alle Ministerpräsidenten in diesem Zeitraum. Sie verstand sich als gemäßigte katholische Volkspartei, deren sozial- und wirtschaftspolitisches Programm bereits während des Krieges zwischen dem 18. und 23. Juli im Kloster von Camaldoli festgelegt worden war (Codice di Camaldoli).
Die Kommunistische Partei Italiens mit ihren Vorsitzenden Palmiro Togliatti und Enrico Berlinguer war mit über zwei Millionen Mitgliedern und zirka 30 % der Wählerstimmen die stärkste kommunistische Partei Westeuropas. 1976 konnte die Partei mit 34,4 % ihr bestes Ergebnis bei den Parlamentswahlen verzeichnen, 1984 gelang es ihr zum ersten und einzigen Mal, als stärkste Partei aus einer Wahl hervorzugehen. Sie erreichte bei der Europawahl 1984 33,3 % der Stimmen und lag damit vor den Christdemokraten mit 33,0 %.
Obwohl sich die PCI unter Berlinguer vom Kommunismus sowjetischer Prägung lossagte und versuchte, den Weg des Eurokommunismus zu beschreiten – so verurteilte sie den Einmarsch in Prag 1968 –, hielt die Furcht vor einer Machtbeteiligung an. Auch von Seiten der USA gab es erhebliche Bedenken gegen eine Regierungsbeteiligung der Kommunisten, da man einen Domino-Effekt befürchtete. 1950 wurde die geheime paramilitärische Einheit Gladio gegründet, die nach einer Invasion von Truppen des Warschauer Paktes Guerilla-Operationen gegen die Invasoren durchführen sollte. Ihre Existenz wurde 1990 bekannt.
Unter Beibehaltung eines Verhältniswahlrechts (ohne 4- oder 5-Prozent-Hürde) gelang es der Democrazia Cristiana durch die Einbeziehung von in der Regel vier oder fünf kleineren Parteien (Sozialisten, Sozialdemokraten, Republikaner und Liberale, sog. Pentapartito), die Kommunisten von einer Regierungsübernahme abzuhalten. Doch vertraten diese Parteien zunehmend Partikularinteressen, zahlreiche Regierungskrisen und eine Zunahme der organisierten Kriminalität bis in Regierungskreise hingen damit zusammen.
Nach dem Krieg erlebte Italien, ähnlich wie das übrige Westeuropa, ein „Wirtschaftswunder“ (miracolo economico). Die Bevölkerung wuchs von 1951 bis 1961 von 47,5 auf 50,6 Millionen, in den Jahren 1959 bis 1962 wuchs das Bruttosozialprodukt jedoch erheblich schneller, nämlich um 6,4 und 5,8, dann um 6,8 und 6,1 %.
Der Boom blieb jedoch hauptsächlich auf den Norden und die Mitte Italiens beschränkt. Viele Süditaliener mussten nach wie vor ihre Heimat verlassen, um Arbeit zu finden, und ins europäische Ausland (besonders Deutschland, Schweiz, Belgien und Frankreich) oder in eine norditalienische Region auswandern (siehe auch Gastarbeiter). Ab 1973 kehrten viele Gastarbeiter aus dem europäischen Ausland nach Italien zurück. Zum einen war auch im Süden die extreme Armut fast völlig verschwunden; anstelle der Elendsviertel und Baracken, die in den Nachkriegsjahren an den Rändern der durch Landflucht und Urbanisierung rasch wachsenden Großstädte oft entstanden waren, wurden infolge des legge 167-1962 Großwohnsiedlungen gebaut. Zum anderen begann durch die erste Ölpreiskrise (ab Oktober 1973) in vielen Industrieländern eine jahrelange Phase der Stagnation und Inflation („Stagflation“) mit relativ hohen Arbeitslosenquoten.

### 1970er und 1980er Jahre: Bleierne Jahre, Historischer Kompromiss
Die Nachwirkungen der 68er-Bewegung zeigten sich in Italien in gesellschaftlichen Liberalisierungen und neuen sozialen Bewegungen, die von den „roten“ Universitäten ausgingen, etwa der Frauenbewegung. Im Jahr 1975 vereinbarten Arbeitgeber und Gewerkschaften die scala mobile, nach der die Löhne automatisch der Inflationsentwicklung folgen sollten. Andererseits radikalisierten sich einige linke Bewegungen, was zu einer Welle von Gewalt und Terrorismus führte.

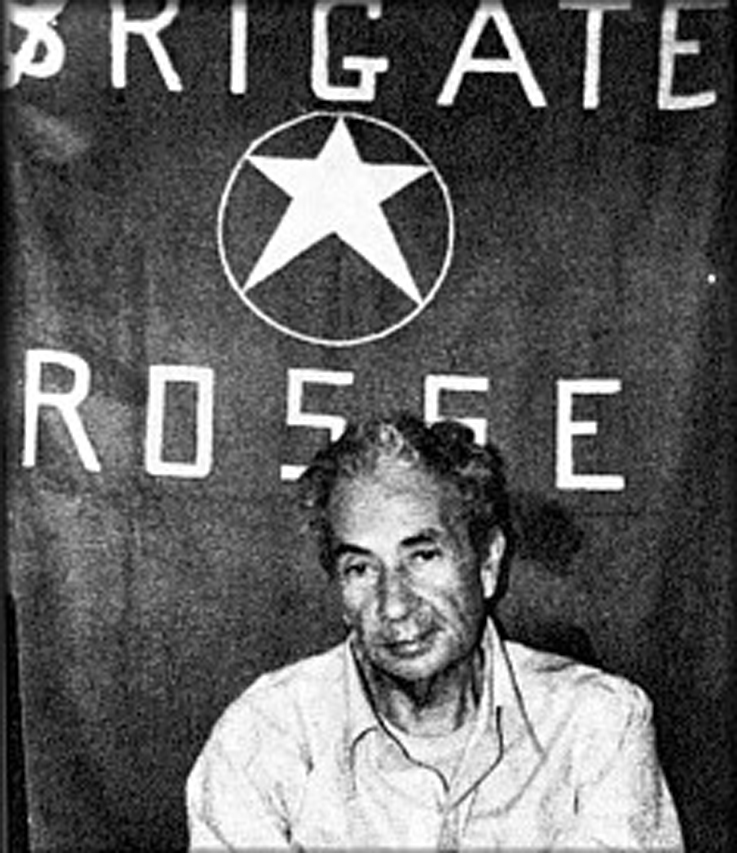
Aldo Moro in Gefangenschaft der Roten Brigaden

Der linksextreme Terrorismus der Roten Brigaden und die Attentate neofaschistischer Extremisten, an denen möglicherweise Geheimdienste beteiligt waren, prägten das Land in den 1970er Jahren, die als anni di piombo (bleierne Jahre) bezeichnet wurden. Zwischen dem Bombenanschlag auf der Piazza Fontana 1969 und 1983 wurden mehr als 14.000 Anschläge mit 374 Toten und über 1170 Verletzten verübt. Die Destabilisierung der politischen Situation ließ einen Staatsstreich nicht unwahrscheinlich scheinen. Bekannt sind die Putschpläne der Carabinieri unter Giovanni De Lorenzo im Jahr 1964 (Piano Solo) und der Golpe Borghese von Fürst Junio Valerio Borghese.
Es kam in dieser Situation zu einer Annäherung von Christdemokraten und Kommunisten. An der Ausarbeitung des Historischen Kompromisses (compromesso storico) waren der Christdemokrat Aldo Moro und der Kommunist Enrico Berlinguer beteiligt. Nach den Wahlen von 1976, bei denen die Kommunisten stark zulegten, wurde Giulio Andreotti Ministerpräsident einer Minderheitsregierung, die auf die Tolerierung der Kommunisten angewiesen war. Am 11. März 1978 kam es, abermals unter Führung von Andreotti, zur Bildung einer Regierung der nationalen Solidarität, an der erstmals die Kommunisten beteiligt sein sollten. Am 16. März wurde Aldo Moro entführt und am 9. Mai nach 55-tägiger Geiselhaft von den Roten Brigaden ermordet. Der Anschlag von Bologna 1980 markierte den Höhepunkt der terroristischen Aktionen in Italien.
Der Einfluss der katholischen Kirche auf die Gesellschaft schwand. 1984 wurde ein neues Konkordat mit dem Heiligen Stuhl unterzeichnet, durch das der Katholizismus seinen Status als Staatsreligion verlor. Bereits 1970 wurde die Ehescheidung gegen ihren Widerstand ermöglicht; das Gesetz wurde 1974 bei einer Beteiligung von 87,7 % in einer Volksabstimmung von 59,3 % der Wähler befürwortet. 1979 wurde die Abtreibung legalisiert.
Der Anteil der Bevölkerung, die einen Studienabschluss erwarb, stieg im Rahmen der Bildungsexpansion drastisch an. Im akademischen Jahr 2006/07 waren 1.809.186 Studenten an 95 Universitäten eingeschrieben, was etwa 3 % der Bevölkerung entsprach, während es 1960/61 noch 0,4 % oder 217.000 Studenten gewesen waren.
Als Anfang der 1970er das Bretton-Woods-System zusammenbrach, begann weltweit eine Zeit freier Wechselkurse. Die Ölpreiskrise im Winter 1973/74 trug dazu bei, die Inflation zu erhöhen; es kam zu einer Stagflation. 1979/80 folgte eine zweite Ölkrise. Die italienische Wirtschaft bekam die Folgen der Krise besonders zu spüren, die Regierung des sozialistischen Ministerpräsidenten Bettino Craxi reagierte ab 1983 mit Kürzungen und einer schrittweisen Abschaffung der scala mobile. Die Craxi-Jahre waren von einem außerordentlichen Wirtschaftswachstum gekennzeichnet, wobei sich das Bevölkerungswachstum verlangsamte (von 1971 bis 1981 von 54,1 auf 56,5 Millionen Einwohner, bis 1991 auf 56,8 Millionen). 1987 kündigte die Regierung Craxi den sorpasso an, denn Italien hatte Großbritannien „überholt“ und war nun zur fünftgrößten Wirtschaftsnation der Welt aufgestiegen. Dieses Wachstum konnte nur durch eine massiv ausgeweitete Staatsverschuldung aufrechterhalten werden, was die Lage der öffentlichen Haushalte dramatisch verschlechterte; die Staatsverschuldung verdoppelte sich im Laufe der 1980er Jahre. Die Inflation blieb relativ hoch, die Lira wurde abgewertet (was Exporte förderte und Importe bremste, also die eigene Industrie stützte).

### Zerfall der etablierten Parteien und Privatisierungen (1990–1994)
Im Kampf gegen das organisierte Verbrechen gelangen dem Staat Anfang der 1990er Jahre einige Erfolge. Nach den Attentaten gegen die Staatsanwälte Giovanni Falcone und Paolo Borsellino im Jahr 1992 wurden die Gesetze noch einmal verschärft.
Ab 1992 erfolgte durch die Aufdeckung von Korruptions- und Parteifinanzierungsskandalen (Tangentopoli und Mani pulite) eine grundlegende Neuordnung der Parteienlandschaft. Die Christdemokraten, die Sozialisten, die Sozialdemokraten, die Liberalen und die Republikaner, die das Land vierzig Jahre lang geführt hatten, hörten innerhalb eines Jahres auf, als eigenständige Parteien zu existieren oder verschwanden in der völligen Bedeutungslosigkeit. Gleichzeitig stürzte der Zusammenbruch des Ostblocks die Kommunisten in eine ideologische Krise. Aus der KPI gingen die nun sozialdemokratisch orientierte PDS (Partito Democratico della Sinistra) sowie zahlreiche kommunistische Neugründungen hervor. Im wohlhabenden Norden des Landes wurde der Unmut der Bevölkerung über die Politik von der sezessionistisch auftretenden Lega Nord angesprochen. Dieser Zusammenbruch des etablierten Parteiensystems und die damit einhergehenden politischen Veränderungen gelten als größte Zäsur der italienischen Nachkriegsgeschichte. Obwohl die Verfassung aus dem Jahr 1948 unverändert gültig ist, wurde es üblich von der Zeit vor dem Umbruch der Jahre 1992–94 als Erste Republik (prima repubblica) und den Jahren danach als Zweite Republik (seconda repubblica) zu sprechen.
Auch finanziell stand Italien vor dem Kollaps, die Schulden überstiegen das BIP, die Lira wurde um 20 % abgewertet. Dies veranlasste die Regierung unter Giuliano Amato 1992 zu einem scharfen Sparkurs. Als äußerste Maßnahme wurden sämtliche Bankkonten einer einmaligen Sonderbesteuerung unterworfen, was das Vermögen der meisten Haushalte erstmals seit den 1960er Jahren reduzierte. Die Regierung Ciampi, eine parteilose Expertenregierung (governo tecnico), setzte 1993 diesen Kurs der Privatisierung und der Auflösung der Netzwerke aus staatlich-privaten Patronage- und Klientelverhältnissen fort, um den Euro einführen zu können, wofür Ciampi den Spitznamen Signor Euro erhielt. Im Zuge der Sanierung der Staatsfinanzen machte man sich an eine Privatisierung der zahlreichen, durch politische Patronage korrumpierten Staatsbetriebe. Diese erwirtschafteten zeitweise die Hälfte des BIP. Den Anfang machten 1990 die Banken, die verpflichtet wurden, sich in Aktiengesellschaften umzuwandeln. 1994 befanden sich bereits 73 % des Aktienkapitals in den Händen von Sparkassen-Stiftungen, die bis 2005 das gesamte Kapital privatisierten. Dabei konnten die fünf größten Banken ihren Marktanteil unter den von 1100 auf 800 verminderten Banken von 34 auf 54 % steigern. Daraus entstanden letztlich zwei Großgruppen, 2007 die Intesa-San-Paolo- und die Unicredit-Gruppe. Weit dahinter liegen Mediobanca, Monte dei Paschi di Siena und Unione di Banche Italiane. 1993 wurde die Trennung von Geschäfts- und Finanzbanken, die 1936 eingeführt worden war, wieder abgeschafft, so dass Universalbanken entstanden. Insgesamt brachten alle Privatisierungen zusammen dem Fiskus weit über 100 Milliarden Euro ein, womit sie die größte jemals durchgeführte Privatisierungswelle darstellten. Allein die Verkäufe der Anteile an ENI und Enel brachten 35 Milliarden Dollar ein. Strategische Anteile an der Energieversorgung, der Luft- und Raumfahrtindustrie und an der Daseinsvorsorge blieben allerdings in staatlicher Hand. Zwar stieg der Streubesitz an den Unternehmensaktien, doch haben Shareholderabsprachen eher die Kontrolle durch einzelne Familien gestärkt, während der Einfluss der Banken zurückging.

### Wechselnde Regierungsbündnisse, Wirtschaftskrise, Flüchtlingskrise und Pandemie (seit 1994)
Bei den Parlamentswahlen 1994, bei denen erstmals ein gemischtes Mehrheits- und Proporzwahlrecht mit Sperrklausel Anwendung fand, setzte sich überraschenderweise die Koalition des Bau- und Medienunternehmers Silvio Berlusconi gegen das Linksbündnis unter Führung von Achille Occhetto durch. Seine Forza Italia, nur wenige Monate zuvor gegründet, hatte sich mit der Lega Nord sowie der Alleanza Nazionale verbündet, die aus dem postfaschistischen Movimento Sociale Italiano hervorgegangen war. Doch zerbrach die Koalition nach nur wenigen Monaten. Die daraufhin einberufene Expertenregierung unter Lamberto Dini, dem ehemaligen Generaldirektor der italienischen Zentralbank und Finanzminister unter Berlusconi, regierte von Januar 1995 bis Mai 1996.
Die Wahlen von 1996 gewann eine Mitte-links-Koalition (Ulivo) unter Führung des ehemaligen Christdemokraten Romano Prodi. In der Regierung Prodi I (Mai 1996 – Oktober 1998) saßen erstmals eurokommunistische Minister. Prodis strikter Sparkurs ebnete Italien den Weg in die Eurozone. Von seinen Verbündeten verlassen, musste er zurücktreten und Massimo D’Alema bzw. Giuliano Amato sein Amt überlassen. Der aus der kommunistischen Partei 1991 hervorgegangene Partito Democratico della Sinistra (PDS) hatte sich nach der Vereinigung mit anderen sozialistischen Gruppen 1998 in „Linksdemokraten“ (Democratici di Sinistra, DS) umbenannt. Ihr Vorsitzender D’Alema blieb bis 2000 Ministerpräsident, ihm folgte Giuliano Amato, der dieses Amt bereits von Juni 1992 bis April 1993 innegehabt hatte.
Die Wahlen 2001 konnte Berlusconis Bündnis Casa delle Libertà für sich entscheiden. Nach fünf Jahren Amtszeit musste er sich bei den Parlamentswahlen 2006 erneut Romano Prodi geschlagen geben. Mitte Mai 2006 wurde dann auch mit Giorgio Napolitano der Kandidat Romano Prodis zum Präsidenten der Republik gewählt, mit dem zum ersten Mal ein ehemaliges Mitglied der Kommunistischen Partei dieses Amt einnahm.
Auf der Ebene der Gemeinden, Provinzen und Regionen wurden ebenso Reformen durchgeführt wie auf der nationalen Ebene. Auch wurden 1997 Reformen der Streitkräfte eingeleitet, die 2005 in die Aussetzung der Wehrpflicht mündeten. Auf eine Verfassungsreform zur Stärkung der Regierung, zur Verbesserung der parlamentarischen Arbeit und zur Einführung einer Vertretung der Gebietskörperschaften konnte man sich jedoch nicht einigen. Das italienische Parlamentswahlrecht wurde hingegen seit 2005 mehrfach geändert.
Die Staatsfinanzen litten weiterhin an einer hohen Steuerhinterziehung (je nach Schätzung 20–30 % des BIP), an den wachsenden Lasten in Gesundheitswesen und Altersversorgung, sowie an einer zu sehr auf Rom ausgerichteten Finanzierung der Regionen. Steigende Zinsen, bei gleichzeitigem Anstieg der Steuer- und Abgabenlast, belasteten die Gesamtwirtschaft. Als problematisch wird zudem die Schwerfälligkeit von Justiz und Verwaltung angesehen. Die strukturellen Probleme Süditaliens sind ungelöst; als besonders hemmend gilt der Einfluss der organisierten Kriminalität auf das Wirtschaftsleben.
Im Januar 2008 zerfiel das von Romano Prodi geführte Bündnis, nachdem sich der Koalitionspartner UDEUR aus dem Bündnis zurückgezogen hatte. Prodi scheiterte in der Vertrauensfrage. Staatspräsident Giorgio Napolitano beauftragte daraufhin den Senatspräsidenten Franco Marini mit der Bildung einer Übergangsregierung, doch musste er das Mandat zur Regierungsbildung am 4. Februar wieder zurückgeben. Daraufhin löste Napolitano beide Kammern des Parlaments auf und schrieb Neuwahlen aus.
Aus diesen ging mit 46,8 % (Abgeordnetenkammer) und 47,3 % (Senat) Silvio Berlusconis neues Wahlbündnis Popolo della Libertà – Lega Nord – Movimento per l’autonomia als Sieger hervor. Die vierte Regierung Silvio Berlusconis wurde am 8. Mai 2008 vereidigt. Bedingt durch die Finanzkrise schrumpfte das Bruttoinlandsprodukt im Jahr 2008 um 1 %, im Jahr 2009 um weitere 5 %. Dank seines Bankensystems und der niedrigen Verschuldung der Privathaushalte konnte sich das Land zunächst vor den wirtschaftlichen Folgen schützen, wurde jedoch 2011 von der Eurokrise erfasst.

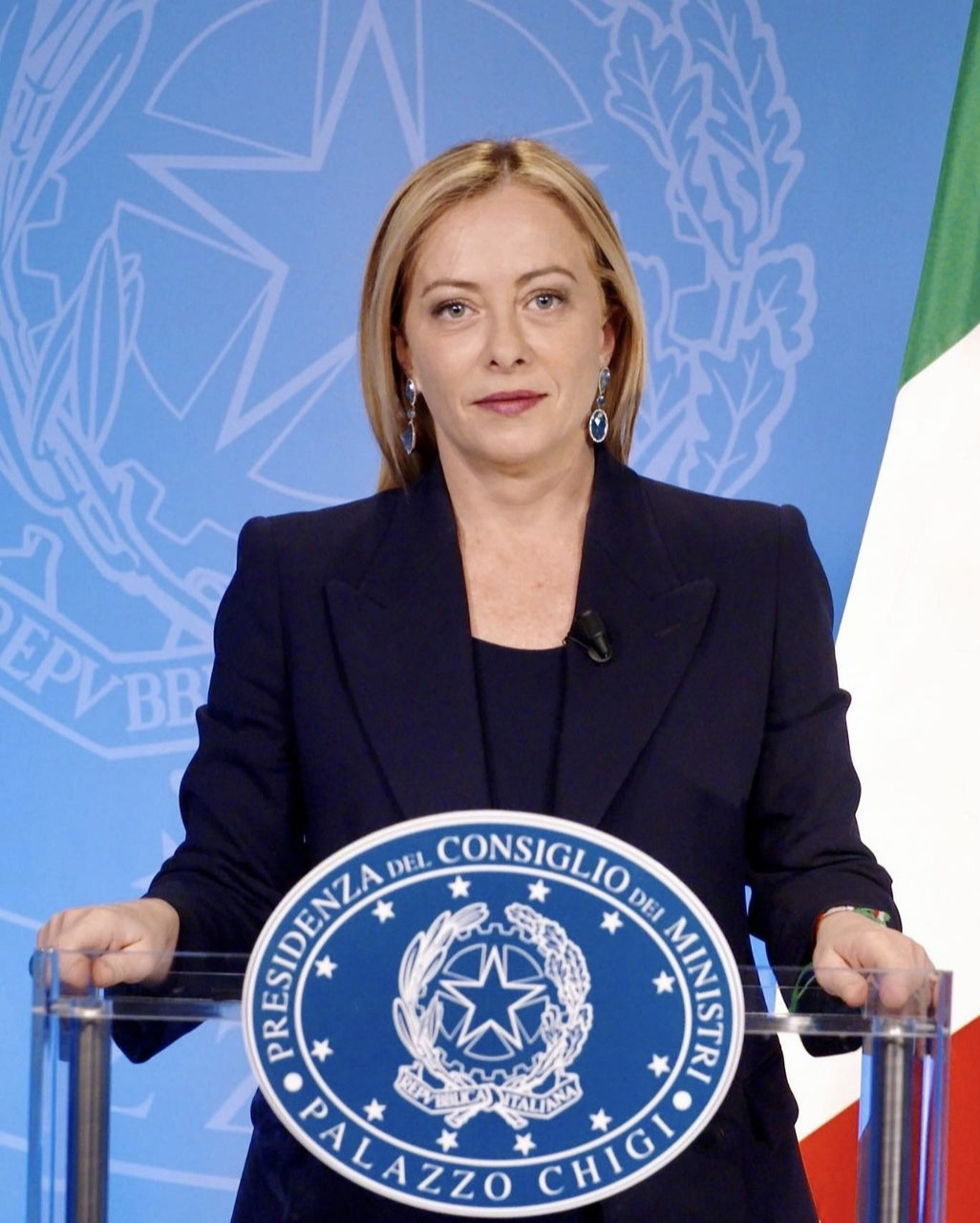
Giorgia Meloni, seit dem 22. Oktober 2022 Ministerpräsidentin

Angeführt vom Präsidenten des Abgeordnetenhauses Gianfranco Fini verließen seit Mitte 2010 zahlreiche Parlamentarier Berlusconis Koalition, bis dieser im November 2011 über keine Mehrheit mehr im Abgeordnetenhaus verfügte. Von ihm selbst ausgelöste Skandale und anstehende Gerichtsverfahren sowie die Zuspitzung der Eurokrise zwangen Silvio Berlusconi am 12. November 2011 zum Rücktritt.
Staatspräsident Napolitano beauftragte den Parteilosen und ehemaligen EU-Kommissar für Binnenmarkt und Wettbewerb Mario Monti mit der Bildung einer neuen Regierung. Die Schuldenkrise im Euroraum verschärfte sich, Ende 2011 hatte Italien 1,9 Billionen Euro Schulden. Die Zinsen für Anleihen mit zehnjähriger Laufzeit erreichten im November 2011 bei 7,56 % den höchsten Satz. Die Arbeitslosigkeit lag im März 2012 bei 9,3 %, dabei stieg die seit langem hohe Arbeitslosigkeit unter den 19- bis 24-Jährigen auf 31,9 %. Im Dezember lag die Arbeitslosenquote bereits bei 11,2 % oder 2,9 Millionen.
Am 25. Februar 2013 gewann das Mitte-links-Bündnis von Pier Luigi Bersani knapp die Wahl mit 29,54 % der Stimmen vor dem Bündnis Berlusconis, das 29,18 % erhielt. Die vom Berufskomiker Beppe Grillo gegründete Fünf-Sterne-Bewegung (MoVimento 5 Stelle) konnte mit 25,09 % einen überraschenden Erfolg feiern. Enrico Letta vom Partito Democratico wurde auf Vorschlag von Staatspräsident Napolitano vom Parlament zum neuen Ministerpräsidenten gewählt. Nach einem parteiinternen Machtkampf wurde Letta nach weniger als einem Jahr im Amt vom ehemaligen Bürgermeister von Florenz, Matteo Renzi, abgelöst. Unter der Regierung Renzi wurden zahlreiche Reformvorhaben auf dem Arbeitsmarkt, in den Sozialsystemen und den staatlichen Institutionen durchgeführt sowie gesellschaftspolitische Liberalisierungen wie die gleichgeschlechtliche Lebenspartnerschaft (unione civile). Die von Renzi angestrebte Verfassungsänderung wurde am 4. Dezember 2016 durch das Volk in einem Referendum abgelehnt, infolgedessen trat Renzi zurück. Neuer Ministerpräsident wurde Paolo Gentiloni, welcher zuvor als Außenminister in Renzis Kabinett diente.
Im Jahr 2015 kulminierte die Flucht und Migration über das Mittelmeer zu einer Flüchtlingskrise in Europa 2015/2016, von der insbesondere Italien betroffen war und in dem Zusammenhang unter anderem wegen chaotischer Zustände auf der Insel Lampedusa in die Schlagzeilen geriet. Spätestens seit 2015 ist Italien für nach Europa ziehende afrikanische Migranten beliebtes Ziel- und Transitland.
Bei den Parlamentswahlen am 4. März 2018 konnten die Fünf-Sterne-Bewegung mit 32,68 % und die nunmehr italienisch-national auftretende Lega (ohne den Zusatz Nord) mit 17,34 % die größten Zugewinne verzeichnen und bildeten zusammen eine Regierung unter Führung des parteilosen Giuseppe Conte. Luigi Di Maio von der Fünf-Sterne-Bewegung und Matteo Salvini von der Lega übernahmen jeweils den Posten eines stellvertretenden Ministerpräsidenten. Nachdem Salvini die Beendigung der Regierungskoalition erklärt hatte, bildete Conte sein Kabinett um, das neben der Fünf-Sterne-Bewegung von Partito Democratico, Liberi e Uguali, Italia Viva und dem Movimento Associativo Italiani all’Estero unterstützt wurde. Im Januar 2021 verließ Italia Viva das Regierungsbündnis und Conte erklärte seinen Rücktritt. Während der Regierungszeit von Conte wurde unter anderem eine Verfassungsreform zur Verkleinerung des Parlaments beschlossen und in einer Volksabstimmung bestätigt.
Staatspräsident Sergio Mattarella (seit 2015 im Amt) sprach sich gegen Neuwahlen während der COVID-19-Pandemie aus, von der Italien seit Januar 2020 betroffen ist, und beauftragte Mario Draghi, den früheren Präsidenten der Europäischen Zentralbank und früheren Gouverneur der italienischen Zentralbank, eine Regierung zu bilden, die am 13. Februar 2021 vereidigt wurde. Diese Regierung der nationalen Einheit wurde insbesondere von Fünf-Sterne-Bewegung, Partito Democratico, Lega und Forza Italia getragen. Die rechtsnationale Partei Brüder Italiens war an dieser Regierung nicht beteiligt.
Nach einer Vertrauensabstimmung, die Draghi zwar gewann, bei der aber mit der Fünf-Sterne-Bewegung, Lega und Forza Italia drei Regierungsparteien nicht teilnahmen, reichte Draghi seinen Rücktritt ein und Präsident Mattarella löste am 21. Juli 2022 beide Parlamentskammern auf. Aus den vorgezogenen Parlamentswahlen vom 25. September 2022 gingen die Brüder Italiens unter Führung von Giorgia Meloni und deren Koalitionspartner Lega und Forza Italia als Sieger hervor (43,79 % der Wählerstimmen für die Abgeordnetenkammer und 44,02 % für den Senat) und konnten eine Rechts-Mitte-Regierung (Kabinett Meloni) unter Einbeziehung auch kleinerer Parteien bilden (Stand Oktober 2022: Noi con l’Italia, Italia al Centro, Coraggio Italia, Unione di Centro, Movimento Associativo Italiani all’Estero). Giorgia Meloni wurde am 22. Oktober 2022 als Ministerpräsidentin vereidigt, womit zum ersten Mal in der Geschichte Italiens seit der Staatsgründung 1861 eine Frau dieses Amt bekleidet.

### Bevölkerungswachstum, Zuwanderung

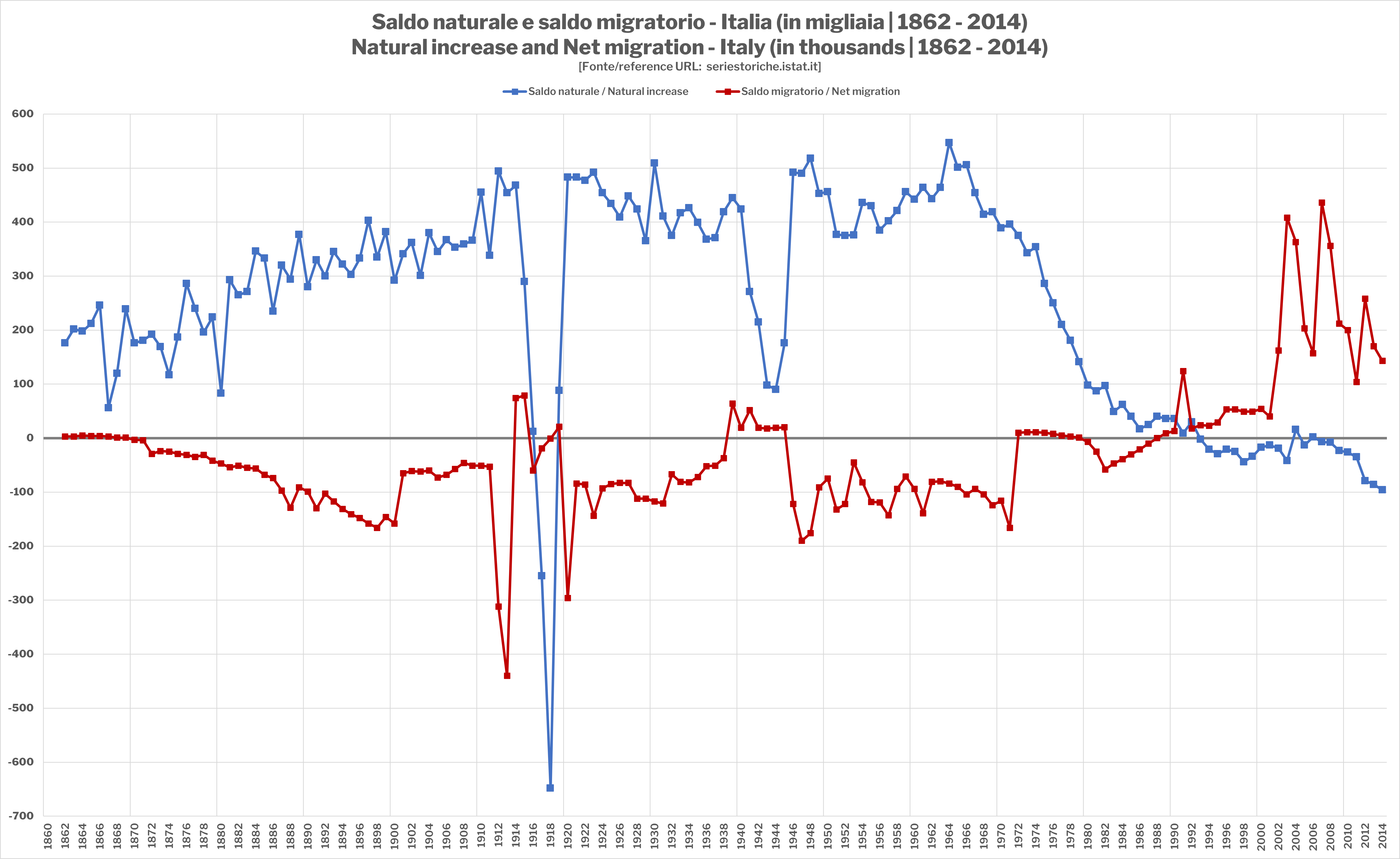
Wanderungssaldo zwischen 1862 und 2014

1861 hatte Italien 21,7 Millionen Einwohner, bei der Volkszählung 1901 über 30 Millionen und 1931 41,6 Millionen Einwohner. Lag die Geburtenrate pro tausend Einwohner um 1850 bei 38,6, so sank sie bis 1913 auf immer noch sehr hohe 31,7, die Sterberate sank im selben Zeitraum jedoch viel schneller von 29,9 auf 18,7, so dass die Bevölkerungszahl steil anstieg. 1946 hatte Italien etwa 45,5 Millionen Einwohner, 1960 über 50, 1975 mehr als 55 Millionen. Die zusammengefasste Fruchtbarkeitsziffer lag 1946 bei 3,01 Kindern pro Frau und noch im Jahr 1976 oberhalb der natürlichen Reproduktionsrate bei 2,11. Danach nahm sie bis 1995 auf 1,17 ab und schwankt seither zwischen 1,2 und 1,3. Bei den neu Zugewanderten lag sie 2006 etwa doppelt so hoch; bis 2009 sank sie auf 2,05.
Die Bevölkerung stieg weiter an, auf etwa 60 Millionen Einwohner im Jahr 2011, wobei das Bevölkerungswachstum nunmehr überwiegend auf Zuwanderung zurückzuführen war, deren jährlicher Saldo zwischen etwa 300.000 und 600.000 lag; ansonsten übertrifft seit 1993 die Zahl der Sterbefälle die der Geburten, im Jahr 2010 um 25.000. 2010 lag die Geburtenziffer bei 9,3 und die Sterbeziffer bei 9,7. Die Lebenserwartung stieg von 50 Jahren im Jahr 1920 auf 77,5 im Jahr 1994. 2010 lag sie bei 79,1 Jahren bei Männern und bei 84,3 bei Frauen.
Die Zahl der Zuwanderer ist seit den 1990er Jahren stark angestiegen, nachdem Italien bis 1972 überwiegend Auswandererland gewesen war. 1991 zählte das Statistikinstitut ISTAT 625.034 Ausländer bei 56,8 Millionen Einwohnern, 1997 schätzte man ihre Zahl auf 1,25 Millionen, Anfang 2011 auf 5,4 Millionen. Davon kamen 969.000 aus Rumänien, 483.000 aus Albanien, 452.000 aus Marokko; dann folgten China (210.000) und die Ukraine (201.000). Die meisten Immigranten leben im Norden Italiens. Bis März 2012 kamen 64.000 Flüchtlinge aus Nordafrika via Mittelmeerroute nach Italien. Die Zahl der „stranieri“ wurde 2023 auf 5,775 Millionen geschätzt. Die Einwanderungs- und Flüchtlingspolitik war und ist ein wichtiges Thema der italienischen Politik.

## Verwaltung des Kulturerbes
Seit 1974 besteht das Ministerium für Kulturgüter und -aktivitäten unter wechselnden Namen. Dem Ministerium sind 157 Staatsarchive, 298 archäologische Stätten, 58 Bibliotheken, 244 Museen, insgesamt 1052 staatliche Institutionen zugeordnet, hinzu kommen 2.119 nicht-staatliche (Stand: 26. Februar 2012). Einige der Museen sind Nationalmuseen. Zu diesen zählen das Archäologische Nationalmuseum in Ferrara sowie das von Florenz, das von Rom und von Neapel, dann dasjenige von Tarent sowie das Museo Nazionale Alinari della Fotografia in Florenz. Hinzu kommen das Museo Archeologico Nazionale di Reggio Calabria, ehemals Museo Nazionale della Magna Grecia, in Reggio, das Museo Nazionale G. A. Sanna auf Sardinien ebenso wie das Nationalmuseum der Kunst des 21. Jahrhunderts in Rom. Allerdings ist die Bezeichnung „Nationalmuseum“ nicht genau abgegrenzt, so dass zahlreiche weitere, überregional bedeutende staatliche Museen mitzurechnen sind.
In keinem Land gehören so viele Stätten zum UNESCO-Welterbe (2024: 60), 2024 kam die Via Appia hinzu. Die früheste geschützte Stätte sind die seit 1979 eingetragenen Felsbilder des Valcamonica und seit 1980 das gesamte historische Zentrum von Rom, seit 1982 das von Florenz, 1987 Venedig und seine Lagune, 1995 Neapels Kernstadt, im Jahr 2000 die von Verona, 2011 die Prähistorischen Pfahlbauten um die Alpen und die Stätten der Langobarden. Neben dem Schutz, dem ein Comando Carabinieri Tutela Patrimonio Culturale dient, arbeiten die Institutionen vor allem daran, die Kulturschätze zu erhalten und zu restaurieren sowie der Öffentlichkeit und der Forschung zugänglich zu machen, bzw. zu halten.

### Überblickswerke
- Wolfgang Altgeld, Thomas Frenz, Angelica Gernert u.a (Hrsg.): Geschichte Italiens. 3., aktualisierte und erweiterte Auflage, Reclam, Stuttgart 2016, ISBN 978-3-15-011067-6 (erstmals 2002 unter dem Titel „Kleine italienische Geschichte“).
- Charles L. Killinger: The History of Italy, Greenwood Press, Westport 2002, ISBN 0-313-31483-7.
- Girolamo Arnaldi: Italien und seine Invasoren. Vom Ende des Römischen Reiches bis heute, Wagenbach, Berlin 2005, ISBN 3-8031-3617-2. (deutsche Übersetzung des 2004 bei Laterza erschienenen L’Italia e i suoi invasori)
- Volker Reinhardt: Geschichte Italiens. Von der Spätantike bis zur Gegenwart, C. H. Beck, München 2003, ISBN 3-406-50284-9.
- Michael Seidlmayer: Geschichte Italiens. Vom Zusammenbruch des Römischen Reiches bis zum ersten Weltkrieg (= Kröners Taschenausgabe, 341). 2., erweiterte Auflage. Kröner, Stuttgart 1989, ISBN 3-520-34102-6.
- Georges Jehel: L’Italie et le Maghreb au Moyen Âge. Conflits et échanges du VIIe au XVe siècle, Presses universitaires de France, 2001, ISBN 2-13-052263-7.
- Peter Herde: Guelfen und Neoguelfen. Zur Geschichte einer nationalen Ideologie vom Mittelalter zum Risorgimento, Steiner, Stuttgart 1986, ISBN 3-515-04596-1.
- Attilio Milano: Storia degli ebrei in Italia, Einaudi, Turin 1992, ISBN 88-06-12825-6.
- Christopher Kleinhenz (Hrsg.): Medieval Italy, 2 Bde., Routledge, New York 2004, ISBN 0-415-93930-5.
- Volker Bierbrauer u. a.: Italien. In: Reallexikon der Germanischen Altertumskunde (RGA). 2. Auflage. Band 15, Walter de Gruyter, Berlin/New York 2000, ISBN 3-11-016649-6, S. 544–593.
- Italien. In: Lexikon des Mittelalters (LexMA). Band 5. Artemis & Winkler, München/Zürich 1991, ISBN 3-7608-8905-0, Sp. 705–762.
- David Gilmour: Auf der Suche nach Italien. Eine Geschichte der Menschen, Städte und Regionen von der Antike bis zur Gegenwart, Klett-Cotta, Stuttgart 2013, ISBN 978-3-608-94770-0.
- Christopher Duggan: A Concise History of Italy, 2. Auflage, Cambridge University Press, Cambridge 2013, ISBN 978-0-521-76039-3.
- Christopher Duggan: The Force of Destiny. A History of Italy since 1796, Allen Lane, London 2007, ISBN 978-0-7139-9709-5.
- Denis Mack Smith: Modern Italy. A Political History, Yale University Press, 1997 (aktualisierte und erweiterte Neuauflage, erstmals 1958 unter dem Titel Italy. A Modern History).
- Christian Jansen, Oliver Janz: Geschichte Italiens. Vom 18. Jahrhundert bis in die Gegenwart. Kohlhammer, Stuttgart 2023.
- Giorgio Candeloro: Storia dell’Italia moderna, 11 Bde., Feltrinelli, Mailand 1956–1986 (einst Standardwerk).

### Regionen und Städte
- Adele Cilento: Bisanzio in Sicilia e nel sud dell’Italia, Magnus, Udine 2005, ISBN 88-7057-196-3
- Thomas Dittelbach: Geschichte Siziliens. Von der Antike bis heute, Beck, München 2010, ISBN 978-3-406-58790-0
- Chris Wickham: Medieval Rome. Stability and Crisis of a City, 900–1150, Oxford University Press, Oxford 2015.
- Cinzio Violante: Economia, società, istituzioni a Pisa nel Medioevo, Dedalo, Bari 1980.
- Volker Reinhardt: Geschichte von Florenz, Beck, München 2013.
- Robert Davidsohn: Geschichte von Florenz, 4 Bde., Berlin 1896–1927 (einst Standardwerk, vielfach veraltet, enorme Detailtiefe).
- John M. Najemy: A History of Florence, 1200–1575, Blackwell Publishing, 2006 (ital.: Storia di Firenze dal 1200 al 1575, Einaudi, Turin 2014).
- Teofilo Ossian De Negri: Storia di Genova, Giunti Editore, Florenz, 2003, ISBN 88-09-02932-1
- Alberto Tenenti, Ugo Tucci (Hrsg.): Storia di Venezia, 12 Bde., Rom 1992–1995.
- Giovanni Treccani degli Alfieri (Hrsg.): Storia di Milano, 16 Bde., Mailand 1962.
- Alessandro Barbero: Storia del Piemonte. Dalla preistoria alla globalizzazione. Einaudi, Turin 2008.

### Wirtschaftsgeschichte
- Vera Zamagni: Introduzione alla storia economica d’Italia, Il Mulino, Bologna 2007 (Einführung, Mittelalter bis Gegenwart), ISBN 978-88-15-12168-4
- Gino Luzzatto: Storia economica d’Italia. Il Medioevo, Sansoni, Florenz 1967.
- Alfred Doren: Italienische Wirtschaftsgeschichte, Jena 1934 (vielfach veraltet, dennoch ein Epochenwerk).
- Valerio Castronovo: Storia economica d’Italia. D’all Ottocento ai giorni nostri, Einaudi, Turin 2006, ISBN 88-06-13621-6
- Rolf Petri: Storia economica d’Italia. Dalla Grande guerra al miracolo economico (1918–1963), Il Mulino, Bologna 2002.
- Neville Morley: Metropolis and Hinterland. The City of Rome and the Italian Economy, 200 BC–AD 200, Cambridge University Press, 1996.
- Richard A. Goldthwaite: The Economy of Renaissance Florence, The Johns Hopkins University Press, Baltimore 2009, ISBN 978-0-8018-8982-0
- Gino Luzzatto: Storia economica di Venezia dall’XI al XVI secolo, Venedig 1961, Nachdruck 1995.
- Mercanti e banchieri ebrei (= Zakhor. Rivista di storia degli Ebrei d’Italia I), Giuntina, Florenz 1997, ISBN 88-8057-047-1
- Paolo Malanima, Vera Zamagni: 150 years of the Italian economy, 1861–2010, in: Journal of Modern Italian Studies 15 (2010) 1–20.

### Vorschriftliche Geschichte
- Margherita Mussi: Earliest Italy. An Overview of the Italian Paleolithic and Mesolithic, Springer, 2001, ISBN 0-306-46463-2.
- John Robb: The Early Mediterranean Village. Agency, Material Culture, and Social Change in Neolithic Italy, Cambridge University Press, 2007, ISBN 978-0-521-84241-9.
- Andrea Pessina, Vincenzo Tiné: Archeologia del Neolitico. L’Italia tra VI e IV millennio a.C., 2. Auflage. Carocci, Rom 2010, ISBN 978-88-430-4585-3.
- Robert Leighton: Sicily before History. An Archaeological Survey from the Palaeolithic to the Iron Age, Cornell University Press, 1999, ISBN 0-8014-8585-1.

### Antike, Frühmittelalter
- Furio Durando u. a.: Magna Graecia. Kunst und Kultur der Griechen in Italien, Hirmer, München 2004, ISBN 3-7774-2045-X.
- Sabatino Moscati: Italia Punica, Rusconi, Mailand 1986, 1995 (Tascabili Bompiani 2000).
- Moses I. Finley: Das antike Sizilien. Von der Vorgeschichte bis zur arabischen Eroberung, dtv, München 1993, ISBN 3-423-04592-2.
- Martin Dreher: Das antike Sizilien, C. H. Beck, München 2008, ISBN 978-3-406-53637-3.
- Hans-Joachim Gehrke, Helmuth Schneider (Hrsg.): Geschichte der Antike. Ein Studienbuch, 2., erweiterte Auflage. Metzler, Stuttgart 2006, ISBN 3-476-02074-6.
- Neil Christie: From Constantine to Charlemagne. An Archaeology of Italy, AD 300–800, Ashgate Publishing, Aldershot 2006, ISBN 1-85928-421-3.
- Cristina La Rocca (Hrsg.): Italy in the Early Middle Ages, Oxford University Press, Oxford 2002.
- Chris Wickham: Early Medieval Italy. Central Power and Local Society, 400-1000, University of Michigan Press, Ann Arbor 1990, ISBN 0-472-08099-7.
- Walter Pohl, Peter Erhart (Hrsg.): Die Langobarden. Herrschaft und Identität, Wien 2005. (26 Beiträge zur archäologischen, geschichtswissenschaftlichen und linguistischen Langobardistik, Abteilung 3: Langobardische Herrschaft und langobardische Identitäten in Italien), ISBN 3-7001-3400-2.
- Paolo Cammarosano: Storia dell’Italia medievale. Dal VI all’XI secolo, Laterza, Bari 2001, ISBN 88-420-6338-X.
- Ovidio Capitani: Storia dell’Italia medievale, 410–1216. Laterza, Bari 1992, ISBN 88-420-2998-X.
- Dick Harrison: The Early State and the Towns. Forms of Integration in Lombard Italy, AD 568–774, Lund University Press, Lund 1993, ISBN 91-7966-218-8.
- Clemens Gantner, Walter Pohl (Hrsg.): After Charlemagne. Carolingian Italy and its Rulers, Cambridge University Press, 2021.
- Salvatore Cosentino (Hrsg.): A Companion to Byzantine Italy, Brill, Leiden/Boston 2021 (= Brill’s Companions to the Byzantine World, 8) (zum byzantinischen Italien zwischen dem 6. und dem 11. Jahrhundert, gegliedert nach den Themen Society and Institutions, Communications, Economy and Landscape sowie Culture and Education; die Einführung von Cosentino und Enrico Zanini (byzantinische Archäologie) trägt den Titel Mapping the Memory of Byzantine Italy, unterteilt in Written Memory und Material Sources).[210]

### Hoch- und Spätmittelalter, Renaissance
- Johannes Bernwieser: Honor civitatis. Kommunikation, Interaktion und Konfliktbeilegung im hochmittelalterlichen Oberitalien. Herbert Utz, München 2012, ISBN 978-3-8316-4124-6.
- Thomas James Dandelet, John A. Marino: Spain in Italy. Politics, Society, and Religion 1500–1700. Brill, Leiden 2007, ISBN 978-90-04-15429-2.
- Andrea Gamberini, Isabella Lazzarini (Hrsg.): The Italian Renaissance States. Cambridge University Press, Cambridge 2012, ISBN 978-1-107-01012-3.
- Gudrun Gleba: Die oberitalienischen Städte vom 12. bis 15. Jahrhundert. Forschungstendenzen der achtziger Jahre. In: Zeitschrift für Historische Forschung 20 (1993) 463–483.
- Elke Goez: Geschichte Italiens im Mittelalter. Primus Verlag, Darmstadt 2010, ISBN 978-3-89678-678-4 (Rezension).
- Kenneth Gouwens: The Italian Renaissance. The Essential Sources, Blackwell Publishing, 2004, ISBN 0-631-23165-X.
- Alberto Grohmann: La città medievale. Laterza, Bari 2010, ISBN 978-88-420-6844-0.
- Dennys Hay, John Law: Italy in the Age of the Renaissance 1380–1530. Longman, London/New York 1989, ISBN 0-582-48358-1.
- Hagen Keller: Adelsherrschaft und städtische Gesellschaft in Oberitalien (9.–12. Jahrhundert). Niemeyer, Tübingen 1979, ISBN 3-484-80088-7.
- John Larner: Italy in the Age of Dante and Petrarch 1216–1380. Longman, London/New York 1980, ISBN 0-582-48366-2.
- Gino Luzzatto: An Economic History of Italy. From the Fall of the Roman Empire to the Beginning of the 16th Century. 2006 (Nachdruck der 2. Auflage von 1963; italienische Originalausgabe Florenz 1928).
- Heike Johanna Mierau: Kaiser und Papst im Mittelalter, Böhlau, Köln u. a. 2010, ISBN 978-3-412-20551-5.
- Ferdinand Opll: Zwang und Willkür. Leben unter städtischer Herrschaft in der Lombardei der frühen Stauferzeit. Böhlau, Wien 2010 (Aussagen von 80 Zeugen von 1184 bilden die Grundlage), ISBN 978-3-205-78499-9
- Bernd Rill: Sizilien im Mittelalter. Das Reich der Araber, Normannen und Staufer. Belser, Stuttgart 1995, ISBN 3-7630-2318-6.

### Bis zur Staatsgründung
- Alberto Mario Banti: Il Risorgimento italiano, Laterza, Rom/Bari 2004, ISBN 88-420-7174-9.
- Lucy Riall: Risorgimento. The history of Italy from Napoleon to nation state, Palgrave Macmillan, 2009, ISBN 978-0-230-21670-9.
- Ruggiero Romano, Corrado Vivanti: Storia d’Italia, Bd. 3: Dal primo Settecento all’Unità, Einaudi, Turin 1973, ISBN 978-88-06-36475-5.
- Alberto Mario Banti, Paul Ginsborg: Storia d’Italia. Annali. Bd. 22: Il Risorgimento, Einaudi, Turin 2008, ISBN 978-88-06-16729-5.
- Ulrich Wyrwa: Juden in der Toskana und in Preußen im Vergleich. Aufklärung und Emanzipation in Florenz, Livorno, Berlin und Königsberg in Preußen, Mohr Siebeck, Tübingen 2003, ISBN 3-16-148077-5.
- John Anthony Davis: Naples and Napoleon. Southern Italy and the European revolutions (1780–1860), Oxford University Press, 2006.
- Marco Severini: La Repubblica romana del 1849, Marsilio, Venedig 2011, ISBN 978-88-317-0803-6.
- Lauro Rossi (Hrsg.): Giuseppe Garibaldi. Due secoli di interpretazioni, Gangemi, Rom 2011, ISBN 978-88-492-6974-1.
- Salvatore Lupo: L’unificazione italiana. Mezzogiorno, rivoluzione, guerra civile, Donzelli, 2011, ISBN 978-88-6036-627-6.
- Gigi Di Fiore: Controstoria dell’Unità d’Italia. Fatti e misfatti del Risorgimento, Rizzoli, Mailand 2010, ISBN 978-88-17-04281-9.
- Gualtiero Boaglio: Die Entstehung des Begriffs Italianità, in: Florika Griessner, Adriana Vignazia (Hrsg.): 150 Jahre Italien. Themen, Wege, offene Fragen, Praesens, Wien 2014, S. 66–81.

### Königreich und Faschismus
- Giuseppe Vottari: Storia d’Italia (1861–2001), Mailand 2004, ISBN 88-483-0562-8.
- Martin Clark: Modern Italy, 1871 to the Present, 3. Auflage. Pearson Longman, Harlow u. a. 2008, ISBN 978-1-4058-2352-4.
- Giulia Brogini Künzi: Italien und der Abessinienkrieg 1935/36. Kolonialkrieg oder Totaler Krieg? Schöningh, Paderborn 2006, ISBN 3-506-72923-3.
- Stefan Breuer: Nationalismus und Faschismus. Frankreich, Italien und Deutschland im Vergleich, Wissenschaftliche Buchgesellschaft, Darmstadt 2005, ISBN 3-534-17994-3.
- Lutz Klinkhammer: Zwischen Bündnis und Besatzung. Das nationalsozialistische Deutschland und die Republik von Salò 1943–1945, Niemeyer, Tübingen 1993, ISBN 3-484-82075-6.
- Carlo Gentile: Wehrmacht und Waffen-SS im Partisanenkrieg. Italien 1943–1945, Diss. Köln 2008, Schöningh, Paderborn 2012, ISBN 978-3-506-76520-8.
- Giampiero Carocci: Storia degli ebrei in Italia. Dall’emancipazione a oggi, Newton & Compton, Rom 2005, ISBN 88-541-0372-1.
- Regine Wagenknecht: Judenverfolgung in Italien. 1938–1945. „Auf Procida waren doch alle dunkel“, Edition Parthas, Berlin 2005, ISBN 3-936324-22-0.
- Monica Fioravanzo: Mussolini e Hitler. La Repubblica sociale sotto il Terzo Reich, Donzelli Editore, Rom 2009, ISBN 978-88-6036-333-6.
- Wolfgang Schieder: Der italienische Faschismus, C. H. Beck, München 2010, ISBN 978-3-406-60766-0.
- Davide Rodogno: Il nuovo ordine mediterraneo. Le politiche di occupazione dell’Italia fascista in Europa (1940–1943), Bollati Boringhieri 2003 (Übersetzung ins Englische unter dem Titel Fascism’s European Empire. Italian Occupation During the Second World War, Cambridge University Press, 2006, ISBN 0-521-84515-7).
- Hans Woller: Geschichte Italiens im 20. Jahrhundert, C. H. Beck, München 2010, ISBN 978-3-406-60174-3.
- Peter Hertner: Wirtschafts- und Finanzkrisen im liberalen und faschistischen Italien, in: Quellen und Forschungen aus italienischen Archiven und Bibliotheken 89 (2009), S. 285–315 (online).

### Republik (seit 1946)
- Christian Jansen: Italien seit 1945, UTB, Göttingen 2007, ISBN 3-8252-2916-5.
- Dieter Münch: Einführung in die politische Geschichte Italiens. 1943–2009, Baltic Sea Press, Rostock 2009, ISBN 978-3-942129-01-5.
- Hans Woller: Geschichte Italiens im 20. Jahrhundert, C. H. Beck, München 2010, ISBN 978-3-406-60174-3.

### Geschichtsschreibung
- Andreas Mehl: Römische Geschichtsschreibung. Grundlagen und Entwicklungen, Kohlhammer, Stuttgart 2001, ISBN 3-17-015253-X.
- Gabriele Zanella: Storici e storiografia del Medioevo italiano, Pàtron, Bologna 1984.
- Fulvio Tessitore: Contributi alla storiografia arabo-islamica in Italia tra Otto e Novecento, Edizioni di Storia e Letteratura, Rom 2008, ISBN 978-88-6372-054-9.
- William J. Connell: Italian Renaissance Historical Narrative, in: The Oxford History of Historical Writing, Bd. 3, Oxford University Press, 2012, S. 347–363.
- Edoardo Tortarolo: Italian Historical Writing, 1680–1800, in: The Oxford History of Historical Writing, Bd. 3, Oxford University Press, 2012, S. 364–383.
- Silvia Riccardi: Die Erforschung der antiken Sklaverei in Italien vom Risorgimento bis Ettore Ciccotti, Steiner, Stuttgart 1997, ISBN 3-515-07137-7.
- Eugenio Di Rienzo: Storia d’Italia e identità nazionale. Dalla grande guerra alla Repubblica, Le Lettere, Florenz 2006, ISBN 88-7166-986-X.
- Angelo D’Orsi, Patrizia Cancian, Bruno Bongiovanni: La città, la storia, il secolo. Cento anni di storiografia a Torino, Il Mulino, Florenz 2001, ISBN 978-88-15-07802-5.
- Umberto Massimo Miozzi: La scuola storica romana 1926–1943, Rom 1982, ISBN 88-8498-105-0.
- Norbert Campagna, Stefano Saracino: Staatsverständnisse in Italien. Von Dante bis ins 21. Jahrhundert, Nomos, 2018.